# Spanskt parti
Den här artikeln använder algebraisk schacknotation för att beskriva schackdragen.
Spanskt parti (även känt som spansk öppning eller bara spanskt) är en schacköppning som karaktäriseras av dragen:
1. e4 e5
2. Sf3 Sc6
3. Lb5
Spanskt parti är en av de vanligaste och mest utforskade öppningarna. Den har så många varianter att Encyclopaedia of Chess Openings har koder från C60 till C99 som hör till den.
Spanskt parti är också en av de äldsta öppningarna. Den är känd sedan slutet av 1400-talet och fått sitt namn efter den spanske prästen Ruy Lopez som analyserade den i sin bok Libro de la invención liberal y arte del juego del Axedrez från 1561. I en del länder heter också öppningen Ruy Lopez.
Till skillnad från en del andra e4-öppningar har spanskt parti en mer strategisk karaktär. Direkta kungsangrepp är ovanliga och i stället handlar kampen till stor del om kontrollen över centrum.
Med sitt tredje drag angriper vit springaren som försvarar bonden på e5. Vit hotar ändå inte att vinna bonden direkt eftersom 4.Lxc6 dxc6 5.Sxe5 Dd4 ger svart tillbaka bonden med bättre spel. 3.Lb5 är ändå ett bra drag; det får ut en pjäs på brädet, förbereder rockad och sätter en långsiktig press på svart. Men eftersom vits tredje drag inte utgör något omedelbart hot kan svart svara på flera olika sätt.

## Varianter
Svarts vanligaste svar på spanskt är 3...a6 som kallas Morphyförsvaret. Det kan leda till olika varianter inklusive det slutna försvaret, det öppna försvaret, avbytesvarianten och ett antal andra varianter.
Svart har också flera alternativ till 3...a6. De senaste decennierna har Berlinerförsvaret (3...Sf6) blivit mycket populärt på elitnivå eftersom vit inte har hittat något pålitligt sätt att få en fördel mot det.

### Slutna försvaret
|   | a | b | c | d | e | f | g | h |   |
| 8 | a8 svart torn · c8 svart löpare · d8 svart drottning · e8 svart kung · h8 svart torn · b7 svart bonde · c7 svart bonde · d7 svart bonde · e7 svart löpare · f7 svart bonde · g7 svart bonde · h7 svart bonde · a6 svart bonde · c6 svart springare · f6 svart springare · e5 svart bonde · a4 vit löpare · e4 vit bonde · f3 vit springare · a2 vit bonde · b2 vit bonde · c2 vit bonde · d2 vit bonde · f2 vit bonde · g2 vit bonde · h2 vit bonde · a1 vit torn · b1 vit springare · c1 vit löpare · d1 vit drottning · f1 vit torn · g1 vit kung | a8 svart torn · c8 svart löpare · d8 svart drottning · e8 svart kung · h8 svart torn · b7 svart bonde · c7 svart bonde · d7 svart bonde · e7 svart löpare · f7 svart bonde · g7 svart bonde · h7 svart bonde · a6 svart bonde · c6 svart springare · f6 svart springare · e5 svart bonde · a4 vit löpare · e4 vit bonde · f3 vit springare · a2 vit bonde · b2 vit bonde · c2 vit bonde · d2 vit bonde · f2 vit bonde · g2 vit bonde · h2 vit bonde · a1 vit torn · b1 vit springare · c1 vit löpare · d1 vit drottning · f1 vit torn · g1 vit kung | a8 svart torn · c8 svart löpare · d8 svart drottning · e8 svart kung · h8 svart torn · b7 svart bonde · c7 svart bonde · d7 svart bonde · e7 svart löpare · f7 svart bonde · g7 svart bonde · h7 svart bonde · a6 svart bonde · c6 svart springare · f6 svart springare · e5 svart bonde · a4 vit löpare · e4 vit bonde · f3 vit springare · a2 vit bonde · b2 vit bonde · c2 vit bonde · d2 vit bonde · f2 vit bonde · g2 vit bonde · h2 vit bonde · a1 vit torn · b1 vit springare · c1 vit löpare · d1 vit drottning · f1 vit torn · g1 vit kung | a8 svart torn · c8 svart löpare · d8 svart drottning · e8 svart kung · h8 svart torn · b7 svart bonde · c7 svart bonde · d7 svart bonde · e7 svart löpare · f7 svart bonde · g7 svart bonde · h7 svart bonde · a6 svart bonde · c6 svart springare · f6 svart springare · e5 svart bonde · a4 vit löpare · e4 vit bonde · f3 vit springare · a2 vit bonde · b2 vit bonde · c2 vit bonde · d2 vit bonde · f2 vit bonde · g2 vit bonde · h2 vit bonde · a1 vit torn · b1 vit springare · c1 vit löpare · d1 vit drottning · f1 vit torn · g1 vit kung | a8 svart torn · c8 svart löpare · d8 svart drottning · e8 svart kung · h8 svart torn · b7 svart bonde · c7 svart bonde · d7 svart bonde · e7 svart löpare · f7 svart bonde · g7 svart bonde · h7 svart bonde · a6 svart bonde · c6 svart springare · f6 svart springare · e5 svart bonde · a4 vit löpare · e4 vit bonde · f3 vit springare · a2 vit bonde · b2 vit bonde · c2 vit bonde · d2 vit bonde · f2 vit bonde · g2 vit bonde · h2 vit bonde · a1 vit torn · b1 vit springare · c1 vit löpare · d1 vit drottning · f1 vit torn · g1 vit kung | a8 svart torn · c8 svart löpare · d8 svart drottning · e8 svart kung · h8 svart torn · b7 svart bonde · c7 svart bonde · d7 svart bonde · e7 svart löpare · f7 svart bonde · g7 svart bonde · h7 svart bonde · a6 svart bonde · c6 svart springare · f6 svart springare · e5 svart bonde · a4 vit löpare · e4 vit bonde · f3 vit springare · a2 vit bonde · b2 vit bonde · c2 vit bonde · d2 vit bonde · f2 vit bonde · g2 vit bonde · h2 vit bonde · a1 vit torn · b1 vit springare · c1 vit löpare · d1 vit drottning · f1 vit torn · g1 vit kung | a8 svart torn · c8 svart löpare · d8 svart drottning · e8 svart kung · h8 svart torn · b7 svart bonde · c7 svart bonde · d7 svart bonde · e7 svart löpare · f7 svart bonde · g7 svart bonde · h7 svart bonde · a6 svart bonde · c6 svart springare · f6 svart springare · e5 svart bonde · a4 vit löpare · e4 vit bonde · f3 vit springare · a2 vit bonde · b2 vit bonde · c2 vit bonde · d2 vit bonde · f2 vit bonde · g2 vit bonde · h2 vit bonde · a1 vit torn · b1 vit springare · c1 vit löpare · d1 vit drottning · f1 vit torn · g1 vit kung | a8 svart torn · c8 svart löpare · d8 svart drottning · e8 svart kung · h8 svart torn · b7 svart bonde · c7 svart bonde · d7 svart bonde · e7 svart löpare · f7 svart bonde · g7 svart bonde · h7 svart bonde · a6 svart bonde · c6 svart springare · f6 svart springare · e5 svart bonde · a4 vit löpare · e4 vit bonde · f3 vit springare · a2 vit bonde · b2 vit bonde · c2 vit bonde · d2 vit bonde · f2 vit bonde · g2 vit bonde · h2 vit bonde · a1 vit torn · b1 vit springare · c1 vit löpare · d1 vit drottning · f1 vit torn · g1 vit kung | 8 |
| 7 | a8 svart torn · c8 svart löpare · d8 svart drottning · e8 svart kung · h8 svart torn · b7 svart bonde · c7 svart bonde · d7 svart bonde · e7 svart löpare · f7 svart bonde · g7 svart bonde · h7 svart bonde · a6 svart bonde · c6 svart springare · f6 svart springare · e5 svart bonde · a4 vit löpare · e4 vit bonde · f3 vit springare · a2 vit bonde · b2 vit bonde · c2 vit bonde · d2 vit bonde · f2 vit bonde · g2 vit bonde · h2 vit bonde · a1 vit torn · b1 vit springare · c1 vit löpare · d1 vit drottning · f1 vit torn · g1 vit kung | a8 svart torn · c8 svart löpare · d8 svart drottning · e8 svart kung · h8 svart torn · b7 svart bonde · c7 svart bonde · d7 svart bonde · e7 svart löpare · f7 svart bonde · g7 svart bonde · h7 svart bonde · a6 svart bonde · c6 svart springare · f6 svart springare · e5 svart bonde · a4 vit löpare · e4 vit bonde · f3 vit springare · a2 vit bonde · b2 vit bonde · c2 vit bonde · d2 vit bonde · f2 vit bonde · g2 vit bonde · h2 vit bonde · a1 vit torn · b1 vit springare · c1 vit löpare · d1 vit drottning · f1 vit torn · g1 vit kung | a8 svart torn · c8 svart löpare · d8 svart drottning · e8 svart kung · h8 svart torn · b7 svart bonde · c7 svart bonde · d7 svart bonde · e7 svart löpare · f7 svart bonde · g7 svart bonde · h7 svart bonde · a6 svart bonde · c6 svart springare · f6 svart springare · e5 svart bonde · a4 vit löpare · e4 vit bonde · f3 vit springare · a2 vit bonde · b2 vit bonde · c2 vit bonde · d2 vit bonde · f2 vit bonde · g2 vit bonde · h2 vit bonde · a1 vit torn · b1 vit springare · c1 vit löpare · d1 vit drottning · f1 vit torn · g1 vit kung | a8 svart torn · c8 svart löpare · d8 svart drottning · e8 svart kung · h8 svart torn · b7 svart bonde · c7 svart bonde · d7 svart bonde · e7 svart löpare · f7 svart bonde · g7 svart bonde · h7 svart bonde · a6 svart bonde · c6 svart springare · f6 svart springare · e5 svart bonde · a4 vit löpare · e4 vit bonde · f3 vit springare · a2 vit bonde · b2 vit bonde · c2 vit bonde · d2 vit bonde · f2 vit bonde · g2 vit bonde · h2 vit bonde · a1 vit torn · b1 vit springare · c1 vit löpare · d1 vit drottning · f1 vit torn · g1 vit kung | a8 svart torn · c8 svart löpare · d8 svart drottning · e8 svart kung · h8 svart torn · b7 svart bonde · c7 svart bonde · d7 svart bonde · e7 svart löpare · f7 svart bonde · g7 svart bonde · h7 svart bonde · a6 svart bonde · c6 svart springare · f6 svart springare · e5 svart bonde · a4 vit löpare · e4 vit bonde · f3 vit springare · a2 vit bonde · b2 vit bonde · c2 vit bonde · d2 vit bonde · f2 vit bonde · g2 vit bonde · h2 vit bonde · a1 vit torn · b1 vit springare · c1 vit löpare · d1 vit drottning · f1 vit torn · g1 vit kung | a8 svart torn · c8 svart löpare · d8 svart drottning · e8 svart kung · h8 svart torn · b7 svart bonde · c7 svart bonde · d7 svart bonde · e7 svart löpare · f7 svart bonde · g7 svart bonde · h7 svart bonde · a6 svart bonde · c6 svart springare · f6 svart springare · e5 svart bonde · a4 vit löpare · e4 vit bonde · f3 vit springare · a2 vit bonde · b2 vit bonde · c2 vit bonde · d2 vit bonde · f2 vit bonde · g2 vit bonde · h2 vit bonde · a1 vit torn · b1 vit springare · c1 vit löpare · d1 vit drottning · f1 vit torn · g1 vit kung | a8 svart torn · c8 svart löpare · d8 svart drottning · e8 svart kung · h8 svart torn · b7 svart bonde · c7 svart bonde · d7 svart bonde · e7 svart löpare · f7 svart bonde · g7 svart bonde · h7 svart bonde · a6 svart bonde · c6 svart springare · f6 svart springare · e5 svart bonde · a4 vit löpare · e4 vit bonde · f3 vit springare · a2 vit bonde · b2 vit bonde · c2 vit bonde · d2 vit bonde · f2 vit bonde · g2 vit bonde · h2 vit bonde · a1 vit torn · b1 vit springare · c1 vit löpare · d1 vit drottning · f1 vit torn · g1 vit kung | a8 svart torn · c8 svart löpare · d8 svart drottning · e8 svart kung · h8 svart torn · b7 svart bonde · c7 svart bonde · d7 svart bonde · e7 svart löpare · f7 svart bonde · g7 svart bonde · h7 svart bonde · a6 svart bonde · c6 svart springare · f6 svart springare · e5 svart bonde · a4 vit löpare · e4 vit bonde · f3 vit springare · a2 vit bonde · b2 vit bonde · c2 vit bonde · d2 vit bonde · f2 vit bonde · g2 vit bonde · h2 vit bonde · a1 vit torn · b1 vit springare · c1 vit löpare · d1 vit drottning · f1 vit torn · g1 vit kung | 7 |
| 6 | a8 svart torn · c8 svart löpare · d8 svart drottning · e8 svart kung · h8 svart torn · b7 svart bonde · c7 svart bonde · d7 svart bonde · e7 svart löpare · f7 svart bonde · g7 svart bonde · h7 svart bonde · a6 svart bonde · c6 svart springare · f6 svart springare · e5 svart bonde · a4 vit löpare · e4 vit bonde · f3 vit springare · a2 vit bonde · b2 vit bonde · c2 vit bonde · d2 vit bonde · f2 vit bonde · g2 vit bonde · h2 vit bonde · a1 vit torn · b1 vit springare · c1 vit löpare · d1 vit drottning · f1 vit torn · g1 vit kung | a8 svart torn · c8 svart löpare · d8 svart drottning · e8 svart kung · h8 svart torn · b7 svart bonde · c7 svart bonde · d7 svart bonde · e7 svart löpare · f7 svart bonde · g7 svart bonde · h7 svart bonde · a6 svart bonde · c6 svart springare · f6 svart springare · e5 svart bonde · a4 vit löpare · e4 vit bonde · f3 vit springare · a2 vit bonde · b2 vit bonde · c2 vit bonde · d2 vit bonde · f2 vit bonde · g2 vit bonde · h2 vit bonde · a1 vit torn · b1 vit springare · c1 vit löpare · d1 vit drottning · f1 vit torn · g1 vit kung | a8 svart torn · c8 svart löpare · d8 svart drottning · e8 svart kung · h8 svart torn · b7 svart bonde · c7 svart bonde · d7 svart bonde · e7 svart löpare · f7 svart bonde · g7 svart bonde · h7 svart bonde · a6 svart bonde · c6 svart springare · f6 svart springare · e5 svart bonde · a4 vit löpare · e4 vit bonde · f3 vit springare · a2 vit bonde · b2 vit bonde · c2 vit bonde · d2 vit bonde · f2 vit bonde · g2 vit bonde · h2 vit bonde · a1 vit torn · b1 vit springare · c1 vit löpare · d1 vit drottning · f1 vit torn · g1 vit kung | a8 svart torn · c8 svart löpare · d8 svart drottning · e8 svart kung · h8 svart torn · b7 svart bonde · c7 svart bonde · d7 svart bonde · e7 svart löpare · f7 svart bonde · g7 svart bonde · h7 svart bonde · a6 svart bonde · c6 svart springare · f6 svart springare · e5 svart bonde · a4 vit löpare · e4 vit bonde · f3 vit springare · a2 vit bonde · b2 vit bonde · c2 vit bonde · d2 vit bonde · f2 vit bonde · g2 vit bonde · h2 vit bonde · a1 vit torn · b1 vit springare · c1 vit löpare · d1 vit drottning · f1 vit torn · g1 vit kung | a8 svart torn · c8 svart löpare · d8 svart drottning · e8 svart kung · h8 svart torn · b7 svart bonde · c7 svart bonde · d7 svart bonde · e7 svart löpare · f7 svart bonde · g7 svart bonde · h7 svart bonde · a6 svart bonde · c6 svart springare · f6 svart springare · e5 svart bonde · a4 vit löpare · e4 vit bonde · f3 vit springare · a2 vit bonde · b2 vit bonde · c2 vit bonde · d2 vit bonde · f2 vit bonde · g2 vit bonde · h2 vit bonde · a1 vit torn · b1 vit springare · c1 vit löpare · d1 vit drottning · f1 vit torn · g1 vit kung | a8 svart torn · c8 svart löpare · d8 svart drottning · e8 svart kung · h8 svart torn · b7 svart bonde · c7 svart bonde · d7 svart bonde · e7 svart löpare · f7 svart bonde · g7 svart bonde · h7 svart bonde · a6 svart bonde · c6 svart springare · f6 svart springare · e5 svart bonde · a4 vit löpare · e4 vit bonde · f3 vit springare · a2 vit bonde · b2 vit bonde · c2 vit bonde · d2 vit bonde · f2 vit bonde · g2 vit bonde · h2 vit bonde · a1 vit torn · b1 vit springare · c1 vit löpare · d1 vit drottning · f1 vit torn · g1 vit kung | a8 svart torn · c8 svart löpare · d8 svart drottning · e8 svart kung · h8 svart torn · b7 svart bonde · c7 svart bonde · d7 svart bonde · e7 svart löpare · f7 svart bonde · g7 svart bonde · h7 svart bonde · a6 svart bonde · c6 svart springare · f6 svart springare · e5 svart bonde · a4 vit löpare · e4 vit bonde · f3 vit springare · a2 vit bonde · b2 vit bonde · c2 vit bonde · d2 vit bonde · f2 vit bonde · g2 vit bonde · h2 vit bonde · a1 vit torn · b1 vit springare · c1 vit löpare · d1 vit drottning · f1 vit torn · g1 vit kung | a8 svart torn · c8 svart löpare · d8 svart drottning · e8 svart kung · h8 svart torn · b7 svart bonde · c7 svart bonde · d7 svart bonde · e7 svart löpare · f7 svart bonde · g7 svart bonde · h7 svart bonde · a6 svart bonde · c6 svart springare · f6 svart springare · e5 svart bonde · a4 vit löpare · e4 vit bonde · f3 vit springare · a2 vit bonde · b2 vit bonde · c2 vit bonde · d2 vit bonde · f2 vit bonde · g2 vit bonde · h2 vit bonde · a1 vit torn · b1 vit springare · c1 vit löpare · d1 vit drottning · f1 vit torn · g1 vit kung | 6 |
| 5 | a8 svart torn · c8 svart löpare · d8 svart drottning · e8 svart kung · h8 svart torn · b7 svart bonde · c7 svart bonde · d7 svart bonde · e7 svart löpare · f7 svart bonde · g7 svart bonde · h7 svart bonde · a6 svart bonde · c6 svart springare · f6 svart springare · e5 svart bonde · a4 vit löpare · e4 vit bonde · f3 vit springare · a2 vit bonde · b2 vit bonde · c2 vit bonde · d2 vit bonde · f2 vit bonde · g2 vit bonde · h2 vit bonde · a1 vit torn · b1 vit springare · c1 vit löpare · d1 vit drottning · f1 vit torn · g1 vit kung | a8 svart torn · c8 svart löpare · d8 svart drottning · e8 svart kung · h8 svart torn · b7 svart bonde · c7 svart bonde · d7 svart bonde · e7 svart löpare · f7 svart bonde · g7 svart bonde · h7 svart bonde · a6 svart bonde · c6 svart springare · f6 svart springare · e5 svart bonde · a4 vit löpare · e4 vit bonde · f3 vit springare · a2 vit bonde · b2 vit bonde · c2 vit bonde · d2 vit bonde · f2 vit bonde · g2 vit bonde · h2 vit bonde · a1 vit torn · b1 vit springare · c1 vit löpare · d1 vit drottning · f1 vit torn · g1 vit kung | a8 svart torn · c8 svart löpare · d8 svart drottning · e8 svart kung · h8 svart torn · b7 svart bonde · c7 svart bonde · d7 svart bonde · e7 svart löpare · f7 svart bonde · g7 svart bonde · h7 svart bonde · a6 svart bonde · c6 svart springare · f6 svart springare · e5 svart bonde · a4 vit löpare · e4 vit bonde · f3 vit springare · a2 vit bonde · b2 vit bonde · c2 vit bonde · d2 vit bonde · f2 vit bonde · g2 vit bonde · h2 vit bonde · a1 vit torn · b1 vit springare · c1 vit löpare · d1 vit drottning · f1 vit torn · g1 vit kung | a8 svart torn · c8 svart löpare · d8 svart drottning · e8 svart kung · h8 svart torn · b7 svart bonde · c7 svart bonde · d7 svart bonde · e7 svart löpare · f7 svart bonde · g7 svart bonde · h7 svart bonde · a6 svart bonde · c6 svart springare · f6 svart springare · e5 svart bonde · a4 vit löpare · e4 vit bonde · f3 vit springare · a2 vit bonde · b2 vit bonde · c2 vit bonde · d2 vit bonde · f2 vit bonde · g2 vit bonde · h2 vit bonde · a1 vit torn · b1 vit springare · c1 vit löpare · d1 vit drottning · f1 vit torn · g1 vit kung | a8 svart torn · c8 svart löpare · d8 svart drottning · e8 svart kung · h8 svart torn · b7 svart bonde · c7 svart bonde · d7 svart bonde · e7 svart löpare · f7 svart bonde · g7 svart bonde · h7 svart bonde · a6 svart bonde · c6 svart springare · f6 svart springare · e5 svart bonde · a4 vit löpare · e4 vit bonde · f3 vit springare · a2 vit bonde · b2 vit bonde · c2 vit bonde · d2 vit bonde · f2 vit bonde · g2 vit bonde · h2 vit bonde · a1 vit torn · b1 vit springare · c1 vit löpare · d1 vit drottning · f1 vit torn · g1 vit kung | a8 svart torn · c8 svart löpare · d8 svart drottning · e8 svart kung · h8 svart torn · b7 svart bonde · c7 svart bonde · d7 svart bonde · e7 svart löpare · f7 svart bonde · g7 svart bonde · h7 svart bonde · a6 svart bonde · c6 svart springare · f6 svart springare · e5 svart bonde · a4 vit löpare · e4 vit bonde · f3 vit springare · a2 vit bonde · b2 vit bonde · c2 vit bonde · d2 vit bonde · f2 vit bonde · g2 vit bonde · h2 vit bonde · a1 vit torn · b1 vit springare · c1 vit löpare · d1 vit drottning · f1 vit torn · g1 vit kung | a8 svart torn · c8 svart löpare · d8 svart drottning · e8 svart kung · h8 svart torn · b7 svart bonde · c7 svart bonde · d7 svart bonde · e7 svart löpare · f7 svart bonde · g7 svart bonde · h7 svart bonde · a6 svart bonde · c6 svart springare · f6 svart springare · e5 svart bonde · a4 vit löpare · e4 vit bonde · f3 vit springare · a2 vit bonde · b2 vit bonde · c2 vit bonde · d2 vit bonde · f2 vit bonde · g2 vit bonde · h2 vit bonde · a1 vit torn · b1 vit springare · c1 vit löpare · d1 vit drottning · f1 vit torn · g1 vit kung | a8 svart torn · c8 svart löpare · d8 svart drottning · e8 svart kung · h8 svart torn · b7 svart bonde · c7 svart bonde · d7 svart bonde · e7 svart löpare · f7 svart bonde · g7 svart bonde · h7 svart bonde · a6 svart bonde · c6 svart springare · f6 svart springare · e5 svart bonde · a4 vit löpare · e4 vit bonde · f3 vit springare · a2 vit bonde · b2 vit bonde · c2 vit bonde · d2 vit bonde · f2 vit bonde · g2 vit bonde · h2 vit bonde · a1 vit torn · b1 vit springare · c1 vit löpare · d1 vit drottning · f1 vit torn · g1 vit kung | 5 |
| 4 | a8 svart torn · c8 svart löpare · d8 svart drottning · e8 svart kung · h8 svart torn · b7 svart bonde · c7 svart bonde · d7 svart bonde · e7 svart löpare · f7 svart bonde · g7 svart bonde · h7 svart bonde · a6 svart bonde · c6 svart springare · f6 svart springare · e5 svart bonde · a4 vit löpare · e4 vit bonde · f3 vit springare · a2 vit bonde · b2 vit bonde · c2 vit bonde · d2 vit bonde · f2 vit bonde · g2 vit bonde · h2 vit bonde · a1 vit torn · b1 vit springare · c1 vit löpare · d1 vit drottning · f1 vit torn · g1 vit kung | a8 svart torn · c8 svart löpare · d8 svart drottning · e8 svart kung · h8 svart torn · b7 svart bonde · c7 svart bonde · d7 svart bonde · e7 svart löpare · f7 svart bonde · g7 svart bonde · h7 svart bonde · a6 svart bonde · c6 svart springare · f6 svart springare · e5 svart bonde · a4 vit löpare · e4 vit bonde · f3 vit springare · a2 vit bonde · b2 vit bonde · c2 vit bonde · d2 vit bonde · f2 vit bonde · g2 vit bonde · h2 vit bonde · a1 vit torn · b1 vit springare · c1 vit löpare · d1 vit drottning · f1 vit torn · g1 vit kung | a8 svart torn · c8 svart löpare · d8 svart drottning · e8 svart kung · h8 svart torn · b7 svart bonde · c7 svart bonde · d7 svart bonde · e7 svart löpare · f7 svart bonde · g7 svart bonde · h7 svart bonde · a6 svart bonde · c6 svart springare · f6 svart springare · e5 svart bonde · a4 vit löpare · e4 vit bonde · f3 vit springare · a2 vit bonde · b2 vit bonde · c2 vit bonde · d2 vit bonde · f2 vit bonde · g2 vit bonde · h2 vit bonde · a1 vit torn · b1 vit springare · c1 vit löpare · d1 vit drottning · f1 vit torn · g1 vit kung | a8 svart torn · c8 svart löpare · d8 svart drottning · e8 svart kung · h8 svart torn · b7 svart bonde · c7 svart bonde · d7 svart bonde · e7 svart löpare · f7 svart bonde · g7 svart bonde · h7 svart bonde · a6 svart bonde · c6 svart springare · f6 svart springare · e5 svart bonde · a4 vit löpare · e4 vit bonde · f3 vit springare · a2 vit bonde · b2 vit bonde · c2 vit bonde · d2 vit bonde · f2 vit bonde · g2 vit bonde · h2 vit bonde · a1 vit torn · b1 vit springare · c1 vit löpare · d1 vit drottning · f1 vit torn · g1 vit kung | a8 svart torn · c8 svart löpare · d8 svart drottning · e8 svart kung · h8 svart torn · b7 svart bonde · c7 svart bonde · d7 svart bonde · e7 svart löpare · f7 svart bonde · g7 svart bonde · h7 svart bonde · a6 svart bonde · c6 svart springare · f6 svart springare · e5 svart bonde · a4 vit löpare · e4 vit bonde · f3 vit springare · a2 vit bonde · b2 vit bonde · c2 vit bonde · d2 vit bonde · f2 vit bonde · g2 vit bonde · h2 vit bonde · a1 vit torn · b1 vit springare · c1 vit löpare · d1 vit drottning · f1 vit torn · g1 vit kung | a8 svart torn · c8 svart löpare · d8 svart drottning · e8 svart kung · h8 svart torn · b7 svart bonde · c7 svart bonde · d7 svart bonde · e7 svart löpare · f7 svart bonde · g7 svart bonde · h7 svart bonde · a6 svart bonde · c6 svart springare · f6 svart springare · e5 svart bonde · a4 vit löpare · e4 vit bonde · f3 vit springare · a2 vit bonde · b2 vit bonde · c2 vit bonde · d2 vit bonde · f2 vit bonde · g2 vit bonde · h2 vit bonde · a1 vit torn · b1 vit springare · c1 vit löpare · d1 vit drottning · f1 vit torn · g1 vit kung | a8 svart torn · c8 svart löpare · d8 svart drottning · e8 svart kung · h8 svart torn · b7 svart bonde · c7 svart bonde · d7 svart bonde · e7 svart löpare · f7 svart bonde · g7 svart bonde · h7 svart bonde · a6 svart bonde · c6 svart springare · f6 svart springare · e5 svart bonde · a4 vit löpare · e4 vit bonde · f3 vit springare · a2 vit bonde · b2 vit bonde · c2 vit bonde · d2 vit bonde · f2 vit bonde · g2 vit bonde · h2 vit bonde · a1 vit torn · b1 vit springare · c1 vit löpare · d1 vit drottning · f1 vit torn · g1 vit kung | a8 svart torn · c8 svart löpare · d8 svart drottning · e8 svart kung · h8 svart torn · b7 svart bonde · c7 svart bonde · d7 svart bonde · e7 svart löpare · f7 svart bonde · g7 svart bonde · h7 svart bonde · a6 svart bonde · c6 svart springare · f6 svart springare · e5 svart bonde · a4 vit löpare · e4 vit bonde · f3 vit springare · a2 vit bonde · b2 vit bonde · c2 vit bonde · d2 vit bonde · f2 vit bonde · g2 vit bonde · h2 vit bonde · a1 vit torn · b1 vit springare · c1 vit löpare · d1 vit drottning · f1 vit torn · g1 vit kung | 4 |
| 3 | a8 svart torn · c8 svart löpare · d8 svart drottning · e8 svart kung · h8 svart torn · b7 svart bonde · c7 svart bonde · d7 svart bonde · e7 svart löpare · f7 svart bonde · g7 svart bonde · h7 svart bonde · a6 svart bonde · c6 svart springare · f6 svart springare · e5 svart bonde · a4 vit löpare · e4 vit bonde · f3 vit springare · a2 vit bonde · b2 vit bonde · c2 vit bonde · d2 vit bonde · f2 vit bonde · g2 vit bonde · h2 vit bonde · a1 vit torn · b1 vit springare · c1 vit löpare · d1 vit drottning · f1 vit torn · g1 vit kung | a8 svart torn · c8 svart löpare · d8 svart drottning · e8 svart kung · h8 svart torn · b7 svart bonde · c7 svart bonde · d7 svart bonde · e7 svart löpare · f7 svart bonde · g7 svart bonde · h7 svart bonde · a6 svart bonde · c6 svart springare · f6 svart springare · e5 svart bonde · a4 vit löpare · e4 vit bonde · f3 vit springare · a2 vit bonde · b2 vit bonde · c2 vit bonde · d2 vit bonde · f2 vit bonde · g2 vit bonde · h2 vit bonde · a1 vit torn · b1 vit springare · c1 vit löpare · d1 vit drottning · f1 vit torn · g1 vit kung | a8 svart torn · c8 svart löpare · d8 svart drottning · e8 svart kung · h8 svart torn · b7 svart bonde · c7 svart bonde · d7 svart bonde · e7 svart löpare · f7 svart bonde · g7 svart bonde · h7 svart bonde · a6 svart bonde · c6 svart springare · f6 svart springare · e5 svart bonde · a4 vit löpare · e4 vit bonde · f3 vit springare · a2 vit bonde · b2 vit bonde · c2 vit bonde · d2 vit bonde · f2 vit bonde · g2 vit bonde · h2 vit bonde · a1 vit torn · b1 vit springare · c1 vit löpare · d1 vit drottning · f1 vit torn · g1 vit kung | a8 svart torn · c8 svart löpare · d8 svart drottning · e8 svart kung · h8 svart torn · b7 svart bonde · c7 svart bonde · d7 svart bonde · e7 svart löpare · f7 svart bonde · g7 svart bonde · h7 svart bonde · a6 svart bonde · c6 svart springare · f6 svart springare · e5 svart bonde · a4 vit löpare · e4 vit bonde · f3 vit springare · a2 vit bonde · b2 vit bonde · c2 vit bonde · d2 vit bonde · f2 vit bonde · g2 vit bonde · h2 vit bonde · a1 vit torn · b1 vit springare · c1 vit löpare · d1 vit drottning · f1 vit torn · g1 vit kung | a8 svart torn · c8 svart löpare · d8 svart drottning · e8 svart kung · h8 svart torn · b7 svart bonde · c7 svart bonde · d7 svart bonde · e7 svart löpare · f7 svart bonde · g7 svart bonde · h7 svart bonde · a6 svart bonde · c6 svart springare · f6 svart springare · e5 svart bonde · a4 vit löpare · e4 vit bonde · f3 vit springare · a2 vit bonde · b2 vit bonde · c2 vit bonde · d2 vit bonde · f2 vit bonde · g2 vit bonde · h2 vit bonde · a1 vit torn · b1 vit springare · c1 vit löpare · d1 vit drottning · f1 vit torn · g1 vit kung | a8 svart torn · c8 svart löpare · d8 svart drottning · e8 svart kung · h8 svart torn · b7 svart bonde · c7 svart bonde · d7 svart bonde · e7 svart löpare · f7 svart bonde · g7 svart bonde · h7 svart bonde · a6 svart bonde · c6 svart springare · f6 svart springare · e5 svart bonde · a4 vit löpare · e4 vit bonde · f3 vit springare · a2 vit bonde · b2 vit bonde · c2 vit bonde · d2 vit bonde · f2 vit bonde · g2 vit bonde · h2 vit bonde · a1 vit torn · b1 vit springare · c1 vit löpare · d1 vit drottning · f1 vit torn · g1 vit kung | a8 svart torn · c8 svart löpare · d8 svart drottning · e8 svart kung · h8 svart torn · b7 svart bonde · c7 svart bonde · d7 svart bonde · e7 svart löpare · f7 svart bonde · g7 svart bonde · h7 svart bonde · a6 svart bonde · c6 svart springare · f6 svart springare · e5 svart bonde · a4 vit löpare · e4 vit bonde · f3 vit springare · a2 vit bonde · b2 vit bonde · c2 vit bonde · d2 vit bonde · f2 vit bonde · g2 vit bonde · h2 vit bonde · a1 vit torn · b1 vit springare · c1 vit löpare · d1 vit drottning · f1 vit torn · g1 vit kung | a8 svart torn · c8 svart löpare · d8 svart drottning · e8 svart kung · h8 svart torn · b7 svart bonde · c7 svart bonde · d7 svart bonde · e7 svart löpare · f7 svart bonde · g7 svart bonde · h7 svart bonde · a6 svart bonde · c6 svart springare · f6 svart springare · e5 svart bonde · a4 vit löpare · e4 vit bonde · f3 vit springare · a2 vit bonde · b2 vit bonde · c2 vit bonde · d2 vit bonde · f2 vit bonde · g2 vit bonde · h2 vit bonde · a1 vit torn · b1 vit springare · c1 vit löpare · d1 vit drottning · f1 vit torn · g1 vit kung | 3 |
| 2 | a8 svart torn · c8 svart löpare · d8 svart drottning · e8 svart kung · h8 svart torn · b7 svart bonde · c7 svart bonde · d7 svart bonde · e7 svart löpare · f7 svart bonde · g7 svart bonde · h7 svart bonde · a6 svart bonde · c6 svart springare · f6 svart springare · e5 svart bonde · a4 vit löpare · e4 vit bonde · f3 vit springare · a2 vit bonde · b2 vit bonde · c2 vit bonde · d2 vit bonde · f2 vit bonde · g2 vit bonde · h2 vit bonde · a1 vit torn · b1 vit springare · c1 vit löpare · d1 vit drottning · f1 vit torn · g1 vit kung | a8 svart torn · c8 svart löpare · d8 svart drottning · e8 svart kung · h8 svart torn · b7 svart bonde · c7 svart bonde · d7 svart bonde · e7 svart löpare · f7 svart bonde · g7 svart bonde · h7 svart bonde · a6 svart bonde · c6 svart springare · f6 svart springare · e5 svart bonde · a4 vit löpare · e4 vit bonde · f3 vit springare · a2 vit bonde · b2 vit bonde · c2 vit bonde · d2 vit bonde · f2 vit bonde · g2 vit bonde · h2 vit bonde · a1 vit torn · b1 vit springare · c1 vit löpare · d1 vit drottning · f1 vit torn · g1 vit kung | a8 svart torn · c8 svart löpare · d8 svart drottning · e8 svart kung · h8 svart torn · b7 svart bonde · c7 svart bonde · d7 svart bonde · e7 svart löpare · f7 svart bonde · g7 svart bonde · h7 svart bonde · a6 svart bonde · c6 svart springare · f6 svart springare · e5 svart bonde · a4 vit löpare · e4 vit bonde · f3 vit springare · a2 vit bonde · b2 vit bonde · c2 vit bonde · d2 vit bonde · f2 vit bonde · g2 vit bonde · h2 vit bonde · a1 vit torn · b1 vit springare · c1 vit löpare · d1 vit drottning · f1 vit torn · g1 vit kung | a8 svart torn · c8 svart löpare · d8 svart drottning · e8 svart kung · h8 svart torn · b7 svart bonde · c7 svart bonde · d7 svart bonde · e7 svart löpare · f7 svart bonde · g7 svart bonde · h7 svart bonde · a6 svart bonde · c6 svart springare · f6 svart springare · e5 svart bonde · a4 vit löpare · e4 vit bonde · f3 vit springare · a2 vit bonde · b2 vit bonde · c2 vit bonde · d2 vit bonde · f2 vit bonde · g2 vit bonde · h2 vit bonde · a1 vit torn · b1 vit springare · c1 vit löpare · d1 vit drottning · f1 vit torn · g1 vit kung | a8 svart torn · c8 svart löpare · d8 svart drottning · e8 svart kung · h8 svart torn · b7 svart bonde · c7 svart bonde · d7 svart bonde · e7 svart löpare · f7 svart bonde · g7 svart bonde · h7 svart bonde · a6 svart bonde · c6 svart springare · f6 svart springare · e5 svart bonde · a4 vit löpare · e4 vit bonde · f3 vit springare · a2 vit bonde · b2 vit bonde · c2 vit bonde · d2 vit bonde · f2 vit bonde · g2 vit bonde · h2 vit bonde · a1 vit torn · b1 vit springare · c1 vit löpare · d1 vit drottning · f1 vit torn · g1 vit kung | a8 svart torn · c8 svart löpare · d8 svart drottning · e8 svart kung · h8 svart torn · b7 svart bonde · c7 svart bonde · d7 svart bonde · e7 svart löpare · f7 svart bonde · g7 svart bonde · h7 svart bonde · a6 svart bonde · c6 svart springare · f6 svart springare · e5 svart bonde · a4 vit löpare · e4 vit bonde · f3 vit springare · a2 vit bonde · b2 vit bonde · c2 vit bonde · d2 vit bonde · f2 vit bonde · g2 vit bonde · h2 vit bonde · a1 vit torn · b1 vit springare · c1 vit löpare · d1 vit drottning · f1 vit torn · g1 vit kung | a8 svart torn · c8 svart löpare · d8 svart drottning · e8 svart kung · h8 svart torn · b7 svart bonde · c7 svart bonde · d7 svart bonde · e7 svart löpare · f7 svart bonde · g7 svart bonde · h7 svart bonde · a6 svart bonde · c6 svart springare · f6 svart springare · e5 svart bonde · a4 vit löpare · e4 vit bonde · f3 vit springare · a2 vit bonde · b2 vit bonde · c2 vit bonde · d2 vit bonde · f2 vit bonde · g2 vit bonde · h2 vit bonde · a1 vit torn · b1 vit springare · c1 vit löpare · d1 vit drottning · f1 vit torn · g1 vit kung | a8 svart torn · c8 svart löpare · d8 svart drottning · e8 svart kung · h8 svart torn · b7 svart bonde · c7 svart bonde · d7 svart bonde · e7 svart löpare · f7 svart bonde · g7 svart bonde · h7 svart bonde · a6 svart bonde · c6 svart springare · f6 svart springare · e5 svart bonde · a4 vit löpare · e4 vit bonde · f3 vit springare · a2 vit bonde · b2 vit bonde · c2 vit bonde · d2 vit bonde · f2 vit bonde · g2 vit bonde · h2 vit bonde · a1 vit torn · b1 vit springare · c1 vit löpare · d1 vit drottning · f1 vit torn · g1 vit kung | 2 |
| 1 | a8 svart torn · c8 svart löpare · d8 svart drottning · e8 svart kung · h8 svart torn · b7 svart bonde · c7 svart bonde · d7 svart bonde · e7 svart löpare · f7 svart bonde · g7 svart bonde · h7 svart bonde · a6 svart bonde · c6 svart springare · f6 svart springare · e5 svart bonde · a4 vit löpare · e4 vit bonde · f3 vit springare · a2 vit bonde · b2 vit bonde · c2 vit bonde · d2 vit bonde · f2 vit bonde · g2 vit bonde · h2 vit bonde · a1 vit torn · b1 vit springare · c1 vit löpare · d1 vit drottning · f1 vit torn · g1 vit kung | a8 svart torn · c8 svart löpare · d8 svart drottning · e8 svart kung · h8 svart torn · b7 svart bonde · c7 svart bonde · d7 svart bonde · e7 svart löpare · f7 svart bonde · g7 svart bonde · h7 svart bonde · a6 svart bonde · c6 svart springare · f6 svart springare · e5 svart bonde · a4 vit löpare · e4 vit bonde · f3 vit springare · a2 vit bonde · b2 vit bonde · c2 vit bonde · d2 vit bonde · f2 vit bonde · g2 vit bonde · h2 vit bonde · a1 vit torn · b1 vit springare · c1 vit löpare · d1 vit drottning · f1 vit torn · g1 vit kung | a8 svart torn · c8 svart löpare · d8 svart drottning · e8 svart kung · h8 svart torn · b7 svart bonde · c7 svart bonde · d7 svart bonde · e7 svart löpare · f7 svart bonde · g7 svart bonde · h7 svart bonde · a6 svart bonde · c6 svart springare · f6 svart springare · e5 svart bonde · a4 vit löpare · e4 vit bonde · f3 vit springare · a2 vit bonde · b2 vit bonde · c2 vit bonde · d2 vit bonde · f2 vit bonde · g2 vit bonde · h2 vit bonde · a1 vit torn · b1 vit springare · c1 vit löpare · d1 vit drottning · f1 vit torn · g1 vit kung | a8 svart torn · c8 svart löpare · d8 svart drottning · e8 svart kung · h8 svart torn · b7 svart bonde · c7 svart bonde · d7 svart bonde · e7 svart löpare · f7 svart bonde · g7 svart bonde · h7 svart bonde · a6 svart bonde · c6 svart springare · f6 svart springare · e5 svart bonde · a4 vit löpare · e4 vit bonde · f3 vit springare · a2 vit bonde · b2 vit bonde · c2 vit bonde · d2 vit bonde · f2 vit bonde · g2 vit bonde · h2 vit bonde · a1 vit torn · b1 vit springare · c1 vit löpare · d1 vit drottning · f1 vit torn · g1 vit kung | a8 svart torn · c8 svart löpare · d8 svart drottning · e8 svart kung · h8 svart torn · b7 svart bonde · c7 svart bonde · d7 svart bonde · e7 svart löpare · f7 svart bonde · g7 svart bonde · h7 svart bonde · a6 svart bonde · c6 svart springare · f6 svart springare · e5 svart bonde · a4 vit löpare · e4 vit bonde · f3 vit springare · a2 vit bonde · b2 vit bonde · c2 vit bonde · d2 vit bonde · f2 vit bonde · g2 vit bonde · h2 vit bonde · a1 vit torn · b1 vit springare · c1 vit löpare · d1 vit drottning · f1 vit torn · g1 vit kung | a8 svart torn · c8 svart löpare · d8 svart drottning · e8 svart kung · h8 svart torn · b7 svart bonde · c7 svart bonde · d7 svart bonde · e7 svart löpare · f7 svart bonde · g7 svart bonde · h7 svart bonde · a6 svart bonde · c6 svart springare · f6 svart springare · e5 svart bonde · a4 vit löpare · e4 vit bonde · f3 vit springare · a2 vit bonde · b2 vit bonde · c2 vit bonde · d2 vit bonde · f2 vit bonde · g2 vit bonde · h2 vit bonde · a1 vit torn · b1 vit springare · c1 vit löpare · d1 vit drottning · f1 vit torn · g1 vit kung | a8 svart torn · c8 svart löpare · d8 svart drottning · e8 svart kung · h8 svart torn · b7 svart bonde · c7 svart bonde · d7 svart bonde · e7 svart löpare · f7 svart bonde · g7 svart bonde · h7 svart bonde · a6 svart bonde · c6 svart springare · f6 svart springare · e5 svart bonde · a4 vit löpare · e4 vit bonde · f3 vit springare · a2 vit bonde · b2 vit bonde · c2 vit bonde · d2 vit bonde · f2 vit bonde · g2 vit bonde · h2 vit bonde · a1 vit torn · b1 vit springare · c1 vit löpare · d1 vit drottning · f1 vit torn · g1 vit kung | a8 svart torn · c8 svart löpare · d8 svart drottning · e8 svart kung · h8 svart torn · b7 svart bonde · c7 svart bonde · d7 svart bonde · e7 svart löpare · f7 svart bonde · g7 svart bonde · h7 svart bonde · a6 svart bonde · c6 svart springare · f6 svart springare · e5 svart bonde · a4 vit löpare · e4 vit bonde · f3 vit springare · a2 vit bonde · b2 vit bonde · c2 vit bonde · d2 vit bonde · f2 vit bonde · g2 vit bonde · h2 vit bonde · a1 vit torn · b1 vit springare · c1 vit löpare · d1 vit drottning · f1 vit torn · g1 vit kung | 1 |
|   | a | b | c | d | e | f | g | h |   |

Det slutna försvaret kännetecknas av dragen 3...a6 4.La4 Sf6 5.0–0 Le7 (se diagram).
Svart hotar nu att spela ...b5 och sen ta bonden med ...Sxe4.
Vit garderar oftast bonden med 6.Te1 vilket i sin tur hotar att ta svarts bonde med Lxc6 och Sxe5.

#### Huvudvarianten
|   | a | b | c | d | e | f | g | h |   |
| 8 | a8 svart torn · c8 svart löpare · d8 svart drottning · f8 svart torn · g8 svart kung · c7 svart bonde · e7 svart löpare · f7 svart bonde · g7 svart bonde · h7 svart bonde · a6 svart bonde · c6 svart springare · d6 svart bonde · f6 svart springare · b5 svart bonde · e5 svart bonde · e4 vit bonde · b3 vit löpare · c3 vit bonde · f3 vit springare · a2 vit bonde · b2 vit bonde · d2 vit bonde · f2 vit bonde · g2 vit bonde · h2 vit bonde · a1 vit torn · b1 vit springare · c1 vit löpare · d1 vit drottning · e1 vit torn · g1 vit kung | a8 svart torn · c8 svart löpare · d8 svart drottning · f8 svart torn · g8 svart kung · c7 svart bonde · e7 svart löpare · f7 svart bonde · g7 svart bonde · h7 svart bonde · a6 svart bonde · c6 svart springare · d6 svart bonde · f6 svart springare · b5 svart bonde · e5 svart bonde · e4 vit bonde · b3 vit löpare · c3 vit bonde · f3 vit springare · a2 vit bonde · b2 vit bonde · d2 vit bonde · f2 vit bonde · g2 vit bonde · h2 vit bonde · a1 vit torn · b1 vit springare · c1 vit löpare · d1 vit drottning · e1 vit torn · g1 vit kung | a8 svart torn · c8 svart löpare · d8 svart drottning · f8 svart torn · g8 svart kung · c7 svart bonde · e7 svart löpare · f7 svart bonde · g7 svart bonde · h7 svart bonde · a6 svart bonde · c6 svart springare · d6 svart bonde · f6 svart springare · b5 svart bonde · e5 svart bonde · e4 vit bonde · b3 vit löpare · c3 vit bonde · f3 vit springare · a2 vit bonde · b2 vit bonde · d2 vit bonde · f2 vit bonde · g2 vit bonde · h2 vit bonde · a1 vit torn · b1 vit springare · c1 vit löpare · d1 vit drottning · e1 vit torn · g1 vit kung | a8 svart torn · c8 svart löpare · d8 svart drottning · f8 svart torn · g8 svart kung · c7 svart bonde · e7 svart löpare · f7 svart bonde · g7 svart bonde · h7 svart bonde · a6 svart bonde · c6 svart springare · d6 svart bonde · f6 svart springare · b5 svart bonde · e5 svart bonde · e4 vit bonde · b3 vit löpare · c3 vit bonde · f3 vit springare · a2 vit bonde · b2 vit bonde · d2 vit bonde · f2 vit bonde · g2 vit bonde · h2 vit bonde · a1 vit torn · b1 vit springare · c1 vit löpare · d1 vit drottning · e1 vit torn · g1 vit kung | a8 svart torn · c8 svart löpare · d8 svart drottning · f8 svart torn · g8 svart kung · c7 svart bonde · e7 svart löpare · f7 svart bonde · g7 svart bonde · h7 svart bonde · a6 svart bonde · c6 svart springare · d6 svart bonde · f6 svart springare · b5 svart bonde · e5 svart bonde · e4 vit bonde · b3 vit löpare · c3 vit bonde · f3 vit springare · a2 vit bonde · b2 vit bonde · d2 vit bonde · f2 vit bonde · g2 vit bonde · h2 vit bonde · a1 vit torn · b1 vit springare · c1 vit löpare · d1 vit drottning · e1 vit torn · g1 vit kung | a8 svart torn · c8 svart löpare · d8 svart drottning · f8 svart torn · g8 svart kung · c7 svart bonde · e7 svart löpare · f7 svart bonde · g7 svart bonde · h7 svart bonde · a6 svart bonde · c6 svart springare · d6 svart bonde · f6 svart springare · b5 svart bonde · e5 svart bonde · e4 vit bonde · b3 vit löpare · c3 vit bonde · f3 vit springare · a2 vit bonde · b2 vit bonde · d2 vit bonde · f2 vit bonde · g2 vit bonde · h2 vit bonde · a1 vit torn · b1 vit springare · c1 vit löpare · d1 vit drottning · e1 vit torn · g1 vit kung | a8 svart torn · c8 svart löpare · d8 svart drottning · f8 svart torn · g8 svart kung · c7 svart bonde · e7 svart löpare · f7 svart bonde · g7 svart bonde · h7 svart bonde · a6 svart bonde · c6 svart springare · d6 svart bonde · f6 svart springare · b5 svart bonde · e5 svart bonde · e4 vit bonde · b3 vit löpare · c3 vit bonde · f3 vit springare · a2 vit bonde · b2 vit bonde · d2 vit bonde · f2 vit bonde · g2 vit bonde · h2 vit bonde · a1 vit torn · b1 vit springare · c1 vit löpare · d1 vit drottning · e1 vit torn · g1 vit kung | a8 svart torn · c8 svart löpare · d8 svart drottning · f8 svart torn · g8 svart kung · c7 svart bonde · e7 svart löpare · f7 svart bonde · g7 svart bonde · h7 svart bonde · a6 svart bonde · c6 svart springare · d6 svart bonde · f6 svart springare · b5 svart bonde · e5 svart bonde · e4 vit bonde · b3 vit löpare · c3 vit bonde · f3 vit springare · a2 vit bonde · b2 vit bonde · d2 vit bonde · f2 vit bonde · g2 vit bonde · h2 vit bonde · a1 vit torn · b1 vit springare · c1 vit löpare · d1 vit drottning · e1 vit torn · g1 vit kung | 8 |
| 7 | a8 svart torn · c8 svart löpare · d8 svart drottning · f8 svart torn · g8 svart kung · c7 svart bonde · e7 svart löpare · f7 svart bonde · g7 svart bonde · h7 svart bonde · a6 svart bonde · c6 svart springare · d6 svart bonde · f6 svart springare · b5 svart bonde · e5 svart bonde · e4 vit bonde · b3 vit löpare · c3 vit bonde · f3 vit springare · a2 vit bonde · b2 vit bonde · d2 vit bonde · f2 vit bonde · g2 vit bonde · h2 vit bonde · a1 vit torn · b1 vit springare · c1 vit löpare · d1 vit drottning · e1 vit torn · g1 vit kung | a8 svart torn · c8 svart löpare · d8 svart drottning · f8 svart torn · g8 svart kung · c7 svart bonde · e7 svart löpare · f7 svart bonde · g7 svart bonde · h7 svart bonde · a6 svart bonde · c6 svart springare · d6 svart bonde · f6 svart springare · b5 svart bonde · e5 svart bonde · e4 vit bonde · b3 vit löpare · c3 vit bonde · f3 vit springare · a2 vit bonde · b2 vit bonde · d2 vit bonde · f2 vit bonde · g2 vit bonde · h2 vit bonde · a1 vit torn · b1 vit springare · c1 vit löpare · d1 vit drottning · e1 vit torn · g1 vit kung | a8 svart torn · c8 svart löpare · d8 svart drottning · f8 svart torn · g8 svart kung · c7 svart bonde · e7 svart löpare · f7 svart bonde · g7 svart bonde · h7 svart bonde · a6 svart bonde · c6 svart springare · d6 svart bonde · f6 svart springare · b5 svart bonde · e5 svart bonde · e4 vit bonde · b3 vit löpare · c3 vit bonde · f3 vit springare · a2 vit bonde · b2 vit bonde · d2 vit bonde · f2 vit bonde · g2 vit bonde · h2 vit bonde · a1 vit torn · b1 vit springare · c1 vit löpare · d1 vit drottning · e1 vit torn · g1 vit kung | a8 svart torn · c8 svart löpare · d8 svart drottning · f8 svart torn · g8 svart kung · c7 svart bonde · e7 svart löpare · f7 svart bonde · g7 svart bonde · h7 svart bonde · a6 svart bonde · c6 svart springare · d6 svart bonde · f6 svart springare · b5 svart bonde · e5 svart bonde · e4 vit bonde · b3 vit löpare · c3 vit bonde · f3 vit springare · a2 vit bonde · b2 vit bonde · d2 vit bonde · f2 vit bonde · g2 vit bonde · h2 vit bonde · a1 vit torn · b1 vit springare · c1 vit löpare · d1 vit drottning · e1 vit torn · g1 vit kung | a8 svart torn · c8 svart löpare · d8 svart drottning · f8 svart torn · g8 svart kung · c7 svart bonde · e7 svart löpare · f7 svart bonde · g7 svart bonde · h7 svart bonde · a6 svart bonde · c6 svart springare · d6 svart bonde · f6 svart springare · b5 svart bonde · e5 svart bonde · e4 vit bonde · b3 vit löpare · c3 vit bonde · f3 vit springare · a2 vit bonde · b2 vit bonde · d2 vit bonde · f2 vit bonde · g2 vit bonde · h2 vit bonde · a1 vit torn · b1 vit springare · c1 vit löpare · d1 vit drottning · e1 vit torn · g1 vit kung | a8 svart torn · c8 svart löpare · d8 svart drottning · f8 svart torn · g8 svart kung · c7 svart bonde · e7 svart löpare · f7 svart bonde · g7 svart bonde · h7 svart bonde · a6 svart bonde · c6 svart springare · d6 svart bonde · f6 svart springare · b5 svart bonde · e5 svart bonde · e4 vit bonde · b3 vit löpare · c3 vit bonde · f3 vit springare · a2 vit bonde · b2 vit bonde · d2 vit bonde · f2 vit bonde · g2 vit bonde · h2 vit bonde · a1 vit torn · b1 vit springare · c1 vit löpare · d1 vit drottning · e1 vit torn · g1 vit kung | a8 svart torn · c8 svart löpare · d8 svart drottning · f8 svart torn · g8 svart kung · c7 svart bonde · e7 svart löpare · f7 svart bonde · g7 svart bonde · h7 svart bonde · a6 svart bonde · c6 svart springare · d6 svart bonde · f6 svart springare · b5 svart bonde · e5 svart bonde · e4 vit bonde · b3 vit löpare · c3 vit bonde · f3 vit springare · a2 vit bonde · b2 vit bonde · d2 vit bonde · f2 vit bonde · g2 vit bonde · h2 vit bonde · a1 vit torn · b1 vit springare · c1 vit löpare · d1 vit drottning · e1 vit torn · g1 vit kung | a8 svart torn · c8 svart löpare · d8 svart drottning · f8 svart torn · g8 svart kung · c7 svart bonde · e7 svart löpare · f7 svart bonde · g7 svart bonde · h7 svart bonde · a6 svart bonde · c6 svart springare · d6 svart bonde · f6 svart springare · b5 svart bonde · e5 svart bonde · e4 vit bonde · b3 vit löpare · c3 vit bonde · f3 vit springare · a2 vit bonde · b2 vit bonde · d2 vit bonde · f2 vit bonde · g2 vit bonde · h2 vit bonde · a1 vit torn · b1 vit springare · c1 vit löpare · d1 vit drottning · e1 vit torn · g1 vit kung | 7 |
| 6 | a8 svart torn · c8 svart löpare · d8 svart drottning · f8 svart torn · g8 svart kung · c7 svart bonde · e7 svart löpare · f7 svart bonde · g7 svart bonde · h7 svart bonde · a6 svart bonde · c6 svart springare · d6 svart bonde · f6 svart springare · b5 svart bonde · e5 svart bonde · e4 vit bonde · b3 vit löpare · c3 vit bonde · f3 vit springare · a2 vit bonde · b2 vit bonde · d2 vit bonde · f2 vit bonde · g2 vit bonde · h2 vit bonde · a1 vit torn · b1 vit springare · c1 vit löpare · d1 vit drottning · e1 vit torn · g1 vit kung | a8 svart torn · c8 svart löpare · d8 svart drottning · f8 svart torn · g8 svart kung · c7 svart bonde · e7 svart löpare · f7 svart bonde · g7 svart bonde · h7 svart bonde · a6 svart bonde · c6 svart springare · d6 svart bonde · f6 svart springare · b5 svart bonde · e5 svart bonde · e4 vit bonde · b3 vit löpare · c3 vit bonde · f3 vit springare · a2 vit bonde · b2 vit bonde · d2 vit bonde · f2 vit bonde · g2 vit bonde · h2 vit bonde · a1 vit torn · b1 vit springare · c1 vit löpare · d1 vit drottning · e1 vit torn · g1 vit kung | a8 svart torn · c8 svart löpare · d8 svart drottning · f8 svart torn · g8 svart kung · c7 svart bonde · e7 svart löpare · f7 svart bonde · g7 svart bonde · h7 svart bonde · a6 svart bonde · c6 svart springare · d6 svart bonde · f6 svart springare · b5 svart bonde · e5 svart bonde · e4 vit bonde · b3 vit löpare · c3 vit bonde · f3 vit springare · a2 vit bonde · b2 vit bonde · d2 vit bonde · f2 vit bonde · g2 vit bonde · h2 vit bonde · a1 vit torn · b1 vit springare · c1 vit löpare · d1 vit drottning · e1 vit torn · g1 vit kung | a8 svart torn · c8 svart löpare · d8 svart drottning · f8 svart torn · g8 svart kung · c7 svart bonde · e7 svart löpare · f7 svart bonde · g7 svart bonde · h7 svart bonde · a6 svart bonde · c6 svart springare · d6 svart bonde · f6 svart springare · b5 svart bonde · e5 svart bonde · e4 vit bonde · b3 vit löpare · c3 vit bonde · f3 vit springare · a2 vit bonde · b2 vit bonde · d2 vit bonde · f2 vit bonde · g2 vit bonde · h2 vit bonde · a1 vit torn · b1 vit springare · c1 vit löpare · d1 vit drottning · e1 vit torn · g1 vit kung | a8 svart torn · c8 svart löpare · d8 svart drottning · f8 svart torn · g8 svart kung · c7 svart bonde · e7 svart löpare · f7 svart bonde · g7 svart bonde · h7 svart bonde · a6 svart bonde · c6 svart springare · d6 svart bonde · f6 svart springare · b5 svart bonde · e5 svart bonde · e4 vit bonde · b3 vit löpare · c3 vit bonde · f3 vit springare · a2 vit bonde · b2 vit bonde · d2 vit bonde · f2 vit bonde · g2 vit bonde · h2 vit bonde · a1 vit torn · b1 vit springare · c1 vit löpare · d1 vit drottning · e1 vit torn · g1 vit kung | a8 svart torn · c8 svart löpare · d8 svart drottning · f8 svart torn · g8 svart kung · c7 svart bonde · e7 svart löpare · f7 svart bonde · g7 svart bonde · h7 svart bonde · a6 svart bonde · c6 svart springare · d6 svart bonde · f6 svart springare · b5 svart bonde · e5 svart bonde · e4 vit bonde · b3 vit löpare · c3 vit bonde · f3 vit springare · a2 vit bonde · b2 vit bonde · d2 vit bonde · f2 vit bonde · g2 vit bonde · h2 vit bonde · a1 vit torn · b1 vit springare · c1 vit löpare · d1 vit drottning · e1 vit torn · g1 vit kung | a8 svart torn · c8 svart löpare · d8 svart drottning · f8 svart torn · g8 svart kung · c7 svart bonde · e7 svart löpare · f7 svart bonde · g7 svart bonde · h7 svart bonde · a6 svart bonde · c6 svart springare · d6 svart bonde · f6 svart springare · b5 svart bonde · e5 svart bonde · e4 vit bonde · b3 vit löpare · c3 vit bonde · f3 vit springare · a2 vit bonde · b2 vit bonde · d2 vit bonde · f2 vit bonde · g2 vit bonde · h2 vit bonde · a1 vit torn · b1 vit springare · c1 vit löpare · d1 vit drottning · e1 vit torn · g1 vit kung | a8 svart torn · c8 svart löpare · d8 svart drottning · f8 svart torn · g8 svart kung · c7 svart bonde · e7 svart löpare · f7 svart bonde · g7 svart bonde · h7 svart bonde · a6 svart bonde · c6 svart springare · d6 svart bonde · f6 svart springare · b5 svart bonde · e5 svart bonde · e4 vit bonde · b3 vit löpare · c3 vit bonde · f3 vit springare · a2 vit bonde · b2 vit bonde · d2 vit bonde · f2 vit bonde · g2 vit bonde · h2 vit bonde · a1 vit torn · b1 vit springare · c1 vit löpare · d1 vit drottning · e1 vit torn · g1 vit kung | 6 |
| 5 | a8 svart torn · c8 svart löpare · d8 svart drottning · f8 svart torn · g8 svart kung · c7 svart bonde · e7 svart löpare · f7 svart bonde · g7 svart bonde · h7 svart bonde · a6 svart bonde · c6 svart springare · d6 svart bonde · f6 svart springare · b5 svart bonde · e5 svart bonde · e4 vit bonde · b3 vit löpare · c3 vit bonde · f3 vit springare · a2 vit bonde · b2 vit bonde · d2 vit bonde · f2 vit bonde · g2 vit bonde · h2 vit bonde · a1 vit torn · b1 vit springare · c1 vit löpare · d1 vit drottning · e1 vit torn · g1 vit kung | a8 svart torn · c8 svart löpare · d8 svart drottning · f8 svart torn · g8 svart kung · c7 svart bonde · e7 svart löpare · f7 svart bonde · g7 svart bonde · h7 svart bonde · a6 svart bonde · c6 svart springare · d6 svart bonde · f6 svart springare · b5 svart bonde · e5 svart bonde · e4 vit bonde · b3 vit löpare · c3 vit bonde · f3 vit springare · a2 vit bonde · b2 vit bonde · d2 vit bonde · f2 vit bonde · g2 vit bonde · h2 vit bonde · a1 vit torn · b1 vit springare · c1 vit löpare · d1 vit drottning · e1 vit torn · g1 vit kung | a8 svart torn · c8 svart löpare · d8 svart drottning · f8 svart torn · g8 svart kung · c7 svart bonde · e7 svart löpare · f7 svart bonde · g7 svart bonde · h7 svart bonde · a6 svart bonde · c6 svart springare · d6 svart bonde · f6 svart springare · b5 svart bonde · e5 svart bonde · e4 vit bonde · b3 vit löpare · c3 vit bonde · f3 vit springare · a2 vit bonde · b2 vit bonde · d2 vit bonde · f2 vit bonde · g2 vit bonde · h2 vit bonde · a1 vit torn · b1 vit springare · c1 vit löpare · d1 vit drottning · e1 vit torn · g1 vit kung | a8 svart torn · c8 svart löpare · d8 svart drottning · f8 svart torn · g8 svart kung · c7 svart bonde · e7 svart löpare · f7 svart bonde · g7 svart bonde · h7 svart bonde · a6 svart bonde · c6 svart springare · d6 svart bonde · f6 svart springare · b5 svart bonde · e5 svart bonde · e4 vit bonde · b3 vit löpare · c3 vit bonde · f3 vit springare · a2 vit bonde · b2 vit bonde · d2 vit bonde · f2 vit bonde · g2 vit bonde · h2 vit bonde · a1 vit torn · b1 vit springare · c1 vit löpare · d1 vit drottning · e1 vit torn · g1 vit kung | a8 svart torn · c8 svart löpare · d8 svart drottning · f8 svart torn · g8 svart kung · c7 svart bonde · e7 svart löpare · f7 svart bonde · g7 svart bonde · h7 svart bonde · a6 svart bonde · c6 svart springare · d6 svart bonde · f6 svart springare · b5 svart bonde · e5 svart bonde · e4 vit bonde · b3 vit löpare · c3 vit bonde · f3 vit springare · a2 vit bonde · b2 vit bonde · d2 vit bonde · f2 vit bonde · g2 vit bonde · h2 vit bonde · a1 vit torn · b1 vit springare · c1 vit löpare · d1 vit drottning · e1 vit torn · g1 vit kung | a8 svart torn · c8 svart löpare · d8 svart drottning · f8 svart torn · g8 svart kung · c7 svart bonde · e7 svart löpare · f7 svart bonde · g7 svart bonde · h7 svart bonde · a6 svart bonde · c6 svart springare · d6 svart bonde · f6 svart springare · b5 svart bonde · e5 svart bonde · e4 vit bonde · b3 vit löpare · c3 vit bonde · f3 vit springare · a2 vit bonde · b2 vit bonde · d2 vit bonde · f2 vit bonde · g2 vit bonde · h2 vit bonde · a1 vit torn · b1 vit springare · c1 vit löpare · d1 vit drottning · e1 vit torn · g1 vit kung | a8 svart torn · c8 svart löpare · d8 svart drottning · f8 svart torn · g8 svart kung · c7 svart bonde · e7 svart löpare · f7 svart bonde · g7 svart bonde · h7 svart bonde · a6 svart bonde · c6 svart springare · d6 svart bonde · f6 svart springare · b5 svart bonde · e5 svart bonde · e4 vit bonde · b3 vit löpare · c3 vit bonde · f3 vit springare · a2 vit bonde · b2 vit bonde · d2 vit bonde · f2 vit bonde · g2 vit bonde · h2 vit bonde · a1 vit torn · b1 vit springare · c1 vit löpare · d1 vit drottning · e1 vit torn · g1 vit kung | a8 svart torn · c8 svart löpare · d8 svart drottning · f8 svart torn · g8 svart kung · c7 svart bonde · e7 svart löpare · f7 svart bonde · g7 svart bonde · h7 svart bonde · a6 svart bonde · c6 svart springare · d6 svart bonde · f6 svart springare · b5 svart bonde · e5 svart bonde · e4 vit bonde · b3 vit löpare · c3 vit bonde · f3 vit springare · a2 vit bonde · b2 vit bonde · d2 vit bonde · f2 vit bonde · g2 vit bonde · h2 vit bonde · a1 vit torn · b1 vit springare · c1 vit löpare · d1 vit drottning · e1 vit torn · g1 vit kung | 5 |
| 4 | a8 svart torn · c8 svart löpare · d8 svart drottning · f8 svart torn · g8 svart kung · c7 svart bonde · e7 svart löpare · f7 svart bonde · g7 svart bonde · h7 svart bonde · a6 svart bonde · c6 svart springare · d6 svart bonde · f6 svart springare · b5 svart bonde · e5 svart bonde · e4 vit bonde · b3 vit löpare · c3 vit bonde · f3 vit springare · a2 vit bonde · b2 vit bonde · d2 vit bonde · f2 vit bonde · g2 vit bonde · h2 vit bonde · a1 vit torn · b1 vit springare · c1 vit löpare · d1 vit drottning · e1 vit torn · g1 vit kung | a8 svart torn · c8 svart löpare · d8 svart drottning · f8 svart torn · g8 svart kung · c7 svart bonde · e7 svart löpare · f7 svart bonde · g7 svart bonde · h7 svart bonde · a6 svart bonde · c6 svart springare · d6 svart bonde · f6 svart springare · b5 svart bonde · e5 svart bonde · e4 vit bonde · b3 vit löpare · c3 vit bonde · f3 vit springare · a2 vit bonde · b2 vit bonde · d2 vit bonde · f2 vit bonde · g2 vit bonde · h2 vit bonde · a1 vit torn · b1 vit springare · c1 vit löpare · d1 vit drottning · e1 vit torn · g1 vit kung | a8 svart torn · c8 svart löpare · d8 svart drottning · f8 svart torn · g8 svart kung · c7 svart bonde · e7 svart löpare · f7 svart bonde · g7 svart bonde · h7 svart bonde · a6 svart bonde · c6 svart springare · d6 svart bonde · f6 svart springare · b5 svart bonde · e5 svart bonde · e4 vit bonde · b3 vit löpare · c3 vit bonde · f3 vit springare · a2 vit bonde · b2 vit bonde · d2 vit bonde · f2 vit bonde · g2 vit bonde · h2 vit bonde · a1 vit torn · b1 vit springare · c1 vit löpare · d1 vit drottning · e1 vit torn · g1 vit kung | a8 svart torn · c8 svart löpare · d8 svart drottning · f8 svart torn · g8 svart kung · c7 svart bonde · e7 svart löpare · f7 svart bonde · g7 svart bonde · h7 svart bonde · a6 svart bonde · c6 svart springare · d6 svart bonde · f6 svart springare · b5 svart bonde · e5 svart bonde · e4 vit bonde · b3 vit löpare · c3 vit bonde · f3 vit springare · a2 vit bonde · b2 vit bonde · d2 vit bonde · f2 vit bonde · g2 vit bonde · h2 vit bonde · a1 vit torn · b1 vit springare · c1 vit löpare · d1 vit drottning · e1 vit torn · g1 vit kung | a8 svart torn · c8 svart löpare · d8 svart drottning · f8 svart torn · g8 svart kung · c7 svart bonde · e7 svart löpare · f7 svart bonde · g7 svart bonde · h7 svart bonde · a6 svart bonde · c6 svart springare · d6 svart bonde · f6 svart springare · b5 svart bonde · e5 svart bonde · e4 vit bonde · b3 vit löpare · c3 vit bonde · f3 vit springare · a2 vit bonde · b2 vit bonde · d2 vit bonde · f2 vit bonde · g2 vit bonde · h2 vit bonde · a1 vit torn · b1 vit springare · c1 vit löpare · d1 vit drottning · e1 vit torn · g1 vit kung | a8 svart torn · c8 svart löpare · d8 svart drottning · f8 svart torn · g8 svart kung · c7 svart bonde · e7 svart löpare · f7 svart bonde · g7 svart bonde · h7 svart bonde · a6 svart bonde · c6 svart springare · d6 svart bonde · f6 svart springare · b5 svart bonde · e5 svart bonde · e4 vit bonde · b3 vit löpare · c3 vit bonde · f3 vit springare · a2 vit bonde · b2 vit bonde · d2 vit bonde · f2 vit bonde · g2 vit bonde · h2 vit bonde · a1 vit torn · b1 vit springare · c1 vit löpare · d1 vit drottning · e1 vit torn · g1 vit kung | a8 svart torn · c8 svart löpare · d8 svart drottning · f8 svart torn · g8 svart kung · c7 svart bonde · e7 svart löpare · f7 svart bonde · g7 svart bonde · h7 svart bonde · a6 svart bonde · c6 svart springare · d6 svart bonde · f6 svart springare · b5 svart bonde · e5 svart bonde · e4 vit bonde · b3 vit löpare · c3 vit bonde · f3 vit springare · a2 vit bonde · b2 vit bonde · d2 vit bonde · f2 vit bonde · g2 vit bonde · h2 vit bonde · a1 vit torn · b1 vit springare · c1 vit löpare · d1 vit drottning · e1 vit torn · g1 vit kung | a8 svart torn · c8 svart löpare · d8 svart drottning · f8 svart torn · g8 svart kung · c7 svart bonde · e7 svart löpare · f7 svart bonde · g7 svart bonde · h7 svart bonde · a6 svart bonde · c6 svart springare · d6 svart bonde · f6 svart springare · b5 svart bonde · e5 svart bonde · e4 vit bonde · b3 vit löpare · c3 vit bonde · f3 vit springare · a2 vit bonde · b2 vit bonde · d2 vit bonde · f2 vit bonde · g2 vit bonde · h2 vit bonde · a1 vit torn · b1 vit springare · c1 vit löpare · d1 vit drottning · e1 vit torn · g1 vit kung | 4 |
| 3 | a8 svart torn · c8 svart löpare · d8 svart drottning · f8 svart torn · g8 svart kung · c7 svart bonde · e7 svart löpare · f7 svart bonde · g7 svart bonde · h7 svart bonde · a6 svart bonde · c6 svart springare · d6 svart bonde · f6 svart springare · b5 svart bonde · e5 svart bonde · e4 vit bonde · b3 vit löpare · c3 vit bonde · f3 vit springare · a2 vit bonde · b2 vit bonde · d2 vit bonde · f2 vit bonde · g2 vit bonde · h2 vit bonde · a1 vit torn · b1 vit springare · c1 vit löpare · d1 vit drottning · e1 vit torn · g1 vit kung | a8 svart torn · c8 svart löpare · d8 svart drottning · f8 svart torn · g8 svart kung · c7 svart bonde · e7 svart löpare · f7 svart bonde · g7 svart bonde · h7 svart bonde · a6 svart bonde · c6 svart springare · d6 svart bonde · f6 svart springare · b5 svart bonde · e5 svart bonde · e4 vit bonde · b3 vit löpare · c3 vit bonde · f3 vit springare · a2 vit bonde · b2 vit bonde · d2 vit bonde · f2 vit bonde · g2 vit bonde · h2 vit bonde · a1 vit torn · b1 vit springare · c1 vit löpare · d1 vit drottning · e1 vit torn · g1 vit kung | a8 svart torn · c8 svart löpare · d8 svart drottning · f8 svart torn · g8 svart kung · c7 svart bonde · e7 svart löpare · f7 svart bonde · g7 svart bonde · h7 svart bonde · a6 svart bonde · c6 svart springare · d6 svart bonde · f6 svart springare · b5 svart bonde · e5 svart bonde · e4 vit bonde · b3 vit löpare · c3 vit bonde · f3 vit springare · a2 vit bonde · b2 vit bonde · d2 vit bonde · f2 vit bonde · g2 vit bonde · h2 vit bonde · a1 vit torn · b1 vit springare · c1 vit löpare · d1 vit drottning · e1 vit torn · g1 vit kung | a8 svart torn · c8 svart löpare · d8 svart drottning · f8 svart torn · g8 svart kung · c7 svart bonde · e7 svart löpare · f7 svart bonde · g7 svart bonde · h7 svart bonde · a6 svart bonde · c6 svart springare · d6 svart bonde · f6 svart springare · b5 svart bonde · e5 svart bonde · e4 vit bonde · b3 vit löpare · c3 vit bonde · f3 vit springare · a2 vit bonde · b2 vit bonde · d2 vit bonde · f2 vit bonde · g2 vit bonde · h2 vit bonde · a1 vit torn · b1 vit springare · c1 vit löpare · d1 vit drottning · e1 vit torn · g1 vit kung | a8 svart torn · c8 svart löpare · d8 svart drottning · f8 svart torn · g8 svart kung · c7 svart bonde · e7 svart löpare · f7 svart bonde · g7 svart bonde · h7 svart bonde · a6 svart bonde · c6 svart springare · d6 svart bonde · f6 svart springare · b5 svart bonde · e5 svart bonde · e4 vit bonde · b3 vit löpare · c3 vit bonde · f3 vit springare · a2 vit bonde · b2 vit bonde · d2 vit bonde · f2 vit bonde · g2 vit bonde · h2 vit bonde · a1 vit torn · b1 vit springare · c1 vit löpare · d1 vit drottning · e1 vit torn · g1 vit kung | a8 svart torn · c8 svart löpare · d8 svart drottning · f8 svart torn · g8 svart kung · c7 svart bonde · e7 svart löpare · f7 svart bonde · g7 svart bonde · h7 svart bonde · a6 svart bonde · c6 svart springare · d6 svart bonde · f6 svart springare · b5 svart bonde · e5 svart bonde · e4 vit bonde · b3 vit löpare · c3 vit bonde · f3 vit springare · a2 vit bonde · b2 vit bonde · d2 vit bonde · f2 vit bonde · g2 vit bonde · h2 vit bonde · a1 vit torn · b1 vit springare · c1 vit löpare · d1 vit drottning · e1 vit torn · g1 vit kung | a8 svart torn · c8 svart löpare · d8 svart drottning · f8 svart torn · g8 svart kung · c7 svart bonde · e7 svart löpare · f7 svart bonde · g7 svart bonde · h7 svart bonde · a6 svart bonde · c6 svart springare · d6 svart bonde · f6 svart springare · b5 svart bonde · e5 svart bonde · e4 vit bonde · b3 vit löpare · c3 vit bonde · f3 vit springare · a2 vit bonde · b2 vit bonde · d2 vit bonde · f2 vit bonde · g2 vit bonde · h2 vit bonde · a1 vit torn · b1 vit springare · c1 vit löpare · d1 vit drottning · e1 vit torn · g1 vit kung | a8 svart torn · c8 svart löpare · d8 svart drottning · f8 svart torn · g8 svart kung · c7 svart bonde · e7 svart löpare · f7 svart bonde · g7 svart bonde · h7 svart bonde · a6 svart bonde · c6 svart springare · d6 svart bonde · f6 svart springare · b5 svart bonde · e5 svart bonde · e4 vit bonde · b3 vit löpare · c3 vit bonde · f3 vit springare · a2 vit bonde · b2 vit bonde · d2 vit bonde · f2 vit bonde · g2 vit bonde · h2 vit bonde · a1 vit torn · b1 vit springare · c1 vit löpare · d1 vit drottning · e1 vit torn · g1 vit kung | 3 |
| 2 | a8 svart torn · c8 svart löpare · d8 svart drottning · f8 svart torn · g8 svart kung · c7 svart bonde · e7 svart löpare · f7 svart bonde · g7 svart bonde · h7 svart bonde · a6 svart bonde · c6 svart springare · d6 svart bonde · f6 svart springare · b5 svart bonde · e5 svart bonde · e4 vit bonde · b3 vit löpare · c3 vit bonde · f3 vit springare · a2 vit bonde · b2 vit bonde · d2 vit bonde · f2 vit bonde · g2 vit bonde · h2 vit bonde · a1 vit torn · b1 vit springare · c1 vit löpare · d1 vit drottning · e1 vit torn · g1 vit kung | a8 svart torn · c8 svart löpare · d8 svart drottning · f8 svart torn · g8 svart kung · c7 svart bonde · e7 svart löpare · f7 svart bonde · g7 svart bonde · h7 svart bonde · a6 svart bonde · c6 svart springare · d6 svart bonde · f6 svart springare · b5 svart bonde · e5 svart bonde · e4 vit bonde · b3 vit löpare · c3 vit bonde · f3 vit springare · a2 vit bonde · b2 vit bonde · d2 vit bonde · f2 vit bonde · g2 vit bonde · h2 vit bonde · a1 vit torn · b1 vit springare · c1 vit löpare · d1 vit drottning · e1 vit torn · g1 vit kung | a8 svart torn · c8 svart löpare · d8 svart drottning · f8 svart torn · g8 svart kung · c7 svart bonde · e7 svart löpare · f7 svart bonde · g7 svart bonde · h7 svart bonde · a6 svart bonde · c6 svart springare · d6 svart bonde · f6 svart springare · b5 svart bonde · e5 svart bonde · e4 vit bonde · b3 vit löpare · c3 vit bonde · f3 vit springare · a2 vit bonde · b2 vit bonde · d2 vit bonde · f2 vit bonde · g2 vit bonde · h2 vit bonde · a1 vit torn · b1 vit springare · c1 vit löpare · d1 vit drottning · e1 vit torn · g1 vit kung | a8 svart torn · c8 svart löpare · d8 svart drottning · f8 svart torn · g8 svart kung · c7 svart bonde · e7 svart löpare · f7 svart bonde · g7 svart bonde · h7 svart bonde · a6 svart bonde · c6 svart springare · d6 svart bonde · f6 svart springare · b5 svart bonde · e5 svart bonde · e4 vit bonde · b3 vit löpare · c3 vit bonde · f3 vit springare · a2 vit bonde · b2 vit bonde · d2 vit bonde · f2 vit bonde · g2 vit bonde · h2 vit bonde · a1 vit torn · b1 vit springare · c1 vit löpare · d1 vit drottning · e1 vit torn · g1 vit kung | a8 svart torn · c8 svart löpare · d8 svart drottning · f8 svart torn · g8 svart kung · c7 svart bonde · e7 svart löpare · f7 svart bonde · g7 svart bonde · h7 svart bonde · a6 svart bonde · c6 svart springare · d6 svart bonde · f6 svart springare · b5 svart bonde · e5 svart bonde · e4 vit bonde · b3 vit löpare · c3 vit bonde · f3 vit springare · a2 vit bonde · b2 vit bonde · d2 vit bonde · f2 vit bonde · g2 vit bonde · h2 vit bonde · a1 vit torn · b1 vit springare · c1 vit löpare · d1 vit drottning · e1 vit torn · g1 vit kung | a8 svart torn · c8 svart löpare · d8 svart drottning · f8 svart torn · g8 svart kung · c7 svart bonde · e7 svart löpare · f7 svart bonde · g7 svart bonde · h7 svart bonde · a6 svart bonde · c6 svart springare · d6 svart bonde · f6 svart springare · b5 svart bonde · e5 svart bonde · e4 vit bonde · b3 vit löpare · c3 vit bonde · f3 vit springare · a2 vit bonde · b2 vit bonde · d2 vit bonde · f2 vit bonde · g2 vit bonde · h2 vit bonde · a1 vit torn · b1 vit springare · c1 vit löpare · d1 vit drottning · e1 vit torn · g1 vit kung | a8 svart torn · c8 svart löpare · d8 svart drottning · f8 svart torn · g8 svart kung · c7 svart bonde · e7 svart löpare · f7 svart bonde · g7 svart bonde · h7 svart bonde · a6 svart bonde · c6 svart springare · d6 svart bonde · f6 svart springare · b5 svart bonde · e5 svart bonde · e4 vit bonde · b3 vit löpare · c3 vit bonde · f3 vit springare · a2 vit bonde · b2 vit bonde · d2 vit bonde · f2 vit bonde · g2 vit bonde · h2 vit bonde · a1 vit torn · b1 vit springare · c1 vit löpare · d1 vit drottning · e1 vit torn · g1 vit kung | a8 svart torn · c8 svart löpare · d8 svart drottning · f8 svart torn · g8 svart kung · c7 svart bonde · e7 svart löpare · f7 svart bonde · g7 svart bonde · h7 svart bonde · a6 svart bonde · c6 svart springare · d6 svart bonde · f6 svart springare · b5 svart bonde · e5 svart bonde · e4 vit bonde · b3 vit löpare · c3 vit bonde · f3 vit springare · a2 vit bonde · b2 vit bonde · d2 vit bonde · f2 vit bonde · g2 vit bonde · h2 vit bonde · a1 vit torn · b1 vit springare · c1 vit löpare · d1 vit drottning · e1 vit torn · g1 vit kung | 2 |
| 1 | a8 svart torn · c8 svart löpare · d8 svart drottning · f8 svart torn · g8 svart kung · c7 svart bonde · e7 svart löpare · f7 svart bonde · g7 svart bonde · h7 svart bonde · a6 svart bonde · c6 svart springare · d6 svart bonde · f6 svart springare · b5 svart bonde · e5 svart bonde · e4 vit bonde · b3 vit löpare · c3 vit bonde · f3 vit springare · a2 vit bonde · b2 vit bonde · d2 vit bonde · f2 vit bonde · g2 vit bonde · h2 vit bonde · a1 vit torn · b1 vit springare · c1 vit löpare · d1 vit drottning · e1 vit torn · g1 vit kung | a8 svart torn · c8 svart löpare · d8 svart drottning · f8 svart torn · g8 svart kung · c7 svart bonde · e7 svart löpare · f7 svart bonde · g7 svart bonde · h7 svart bonde · a6 svart bonde · c6 svart springare · d6 svart bonde · f6 svart springare · b5 svart bonde · e5 svart bonde · e4 vit bonde · b3 vit löpare · c3 vit bonde · f3 vit springare · a2 vit bonde · b2 vit bonde · d2 vit bonde · f2 vit bonde · g2 vit bonde · h2 vit bonde · a1 vit torn · b1 vit springare · c1 vit löpare · d1 vit drottning · e1 vit torn · g1 vit kung | a8 svart torn · c8 svart löpare · d8 svart drottning · f8 svart torn · g8 svart kung · c7 svart bonde · e7 svart löpare · f7 svart bonde · g7 svart bonde · h7 svart bonde · a6 svart bonde · c6 svart springare · d6 svart bonde · f6 svart springare · b5 svart bonde · e5 svart bonde · e4 vit bonde · b3 vit löpare · c3 vit bonde · f3 vit springare · a2 vit bonde · b2 vit bonde · d2 vit bonde · f2 vit bonde · g2 vit bonde · h2 vit bonde · a1 vit torn · b1 vit springare · c1 vit löpare · d1 vit drottning · e1 vit torn · g1 vit kung | a8 svart torn · c8 svart löpare · d8 svart drottning · f8 svart torn · g8 svart kung · c7 svart bonde · e7 svart löpare · f7 svart bonde · g7 svart bonde · h7 svart bonde · a6 svart bonde · c6 svart springare · d6 svart bonde · f6 svart springare · b5 svart bonde · e5 svart bonde · e4 vit bonde · b3 vit löpare · c3 vit bonde · f3 vit springare · a2 vit bonde · b2 vit bonde · d2 vit bonde · f2 vit bonde · g2 vit bonde · h2 vit bonde · a1 vit torn · b1 vit springare · c1 vit löpare · d1 vit drottning · e1 vit torn · g1 vit kung | a8 svart torn · c8 svart löpare · d8 svart drottning · f8 svart torn · g8 svart kung · c7 svart bonde · e7 svart löpare · f7 svart bonde · g7 svart bonde · h7 svart bonde · a6 svart bonde · c6 svart springare · d6 svart bonde · f6 svart springare · b5 svart bonde · e5 svart bonde · e4 vit bonde · b3 vit löpare · c3 vit bonde · f3 vit springare · a2 vit bonde · b2 vit bonde · d2 vit bonde · f2 vit bonde · g2 vit bonde · h2 vit bonde · a1 vit torn · b1 vit springare · c1 vit löpare · d1 vit drottning · e1 vit torn · g1 vit kung | a8 svart torn · c8 svart löpare · d8 svart drottning · f8 svart torn · g8 svart kung · c7 svart bonde · e7 svart löpare · f7 svart bonde · g7 svart bonde · h7 svart bonde · a6 svart bonde · c6 svart springare · d6 svart bonde · f6 svart springare · b5 svart bonde · e5 svart bonde · e4 vit bonde · b3 vit löpare · c3 vit bonde · f3 vit springare · a2 vit bonde · b2 vit bonde · d2 vit bonde · f2 vit bonde · g2 vit bonde · h2 vit bonde · a1 vit torn · b1 vit springare · c1 vit löpare · d1 vit drottning · e1 vit torn · g1 vit kung | a8 svart torn · c8 svart löpare · d8 svart drottning · f8 svart torn · g8 svart kung · c7 svart bonde · e7 svart löpare · f7 svart bonde · g7 svart bonde · h7 svart bonde · a6 svart bonde · c6 svart springare · d6 svart bonde · f6 svart springare · b5 svart bonde · e5 svart bonde · e4 vit bonde · b3 vit löpare · c3 vit bonde · f3 vit springare · a2 vit bonde · b2 vit bonde · d2 vit bonde · f2 vit bonde · g2 vit bonde · h2 vit bonde · a1 vit torn · b1 vit springare · c1 vit löpare · d1 vit drottning · e1 vit torn · g1 vit kung | a8 svart torn · c8 svart löpare · d8 svart drottning · f8 svart torn · g8 svart kung · c7 svart bonde · e7 svart löpare · f7 svart bonde · g7 svart bonde · h7 svart bonde · a6 svart bonde · c6 svart springare · d6 svart bonde · f6 svart springare · b5 svart bonde · e5 svart bonde · e4 vit bonde · b3 vit löpare · c3 vit bonde · f3 vit springare · a2 vit bonde · b2 vit bonde · d2 vit bonde · f2 vit bonde · g2 vit bonde · h2 vit bonde · a1 vit torn · b1 vit springare · c1 vit löpare · d1 vit drottning · e1 vit torn · g1 vit kung | 1 |
|   | a | b | c | d | e | f | g | h |   |

Huvudvarianten i det slutna försvaret fortsätter 6.Te1 b5 7.Lb3 d6 8.c3 0–0 (se diagram).
Vit genomför ofta den typiska springarmanövern Sbd2-f1-g3 och kan spela på kungsflygeln med de lätta pjäserna (även om snabba kungsangrepp är ovanliga). Vit kan också spela på damflygeln med a4 som underminerar bonden på b5 och öppnar a-linjen för tornet. Svart kan söka motspel på damflygeln eller i centrum men blir ofta tvungen att försvara sig tålmodigt. 
Från diagramställningen finns ett flertal varianter uppkallade efter olika spelare. 
Vit spelar oftast 9.h3 (för ett förhindra ...Lg4) vilket svart kan bemöta på olika sätt:
- 9...Sa5 kallas Tjigorinvarianten och var under lång tid den vanligaste spanska varianten. Svart skaffar sig manöverutrymme på damflygeln men måste lägga tid på att flytta runt springaren. Spelet fortsätter normalt 10.Lc2 c5 11.d4 Dc7.

- 9...Sb8 är Breyervarianten. Svart överför springaren till d7 och följer upp med Lb7. Vit kan spela på både kungsflygeln och damflygeln. Det följer oftast 10.d4 Sbd7 11.Sbd2 Lb7 12.Lc2 (för att kunna flytta springaren från d2) Te8.

- 9...Lb7 är Zaitsevvarianten. Med Lb7 i kombination med Te8 trycker svart mot e4-bonden. Efter 10.d4 Te8 är huvudvarianten 11.Sbd2 Lf8 men vit kan också välja 11.Sg5 Tf8 12.Sf3 Te8 som leder till remi genom dragupprepning. Garri Kasparov och Anatolij Karpov spelade flera intressanta partier i den här varianten i VM-matcherna 1985, 1986 och 1990, inklusive ett känt vinstparti för Kasparov.[2] (Igor Zaitsev, som varianten är uppkallad efter, var en av Karpovs tränare.)

- 9...Sd7 är Karpovvarianten (också känd som Keresvarianten) som är solid men lite passiv. Det kan följa 10.d4 Lf6 11.a4. Även den här varianten förekom i VM-matchen 1990 mellan Kasparov och Karpov.[3]

- 9...h6 är Smyslovvarianten Syftet med 9...h6 är att kunna spela Te8 och Lf8 utan att vit kan tvinga fram dragupprepning med Sg5 som i Zaitsevvarianten. Nackdelen är att svart tappar ett tempo och att kungsflygeln kan bli lite försvagad. En typisk fortsättning är 10.d4 Te8 11.Sbd2 Lf8.

Vit har två alternativ till 9. h3:
- 9.d4 Lg4 kallas Bogoljubovvarianten. Bindningen av springaren på f3 är besvärlig för vit och anledningen till att vit normalt spelar 9.h3. Det kan följa 10.Le3 (eller 10.d5 Sa5) 10...exd4 11.cxd4 Sa5 12.Lc2. Varianten har fått sitt namn från ett parti mellan José Raúl Capablanca och Efim Bogoljubov 1922.[4]

- 9.d3 kallas Pilnikvarianten. Vit utvecklar sig lite försiktigare men följer i regel upp med d4 vid ett senare tillfälle. En typisk fortsättning är 9...Sa5 10.Lc2 c5 11.Sbd2.

#### Marshallangreppet
|   | a | b | c | d | e | f | g | h |   |
| 8 | a8 svart torn · c8 svart löpare · d8 svart drottning · f8 svart torn · g8 svart kung · c7 svart bonde · e7 svart löpare · f7 svart bonde · g7 svart bonde · h7 svart bonde · a6 svart bonde · c6 svart springare · f6 svart springare · b5 svart bonde · d5 svart bonde · e5 svart bonde · e4 vit bonde · b3 vit löpare · c3 vit bonde · f3 vit springare · a2 vit bonde · b2 vit bonde · d2 vit bonde · f2 vit bonde · g2 vit bonde · h2 vit bonde · a1 vit torn · b1 vit springare · c1 vit löpare · d1 vit drottning · e1 vit torn · g1 vit kung | a8 svart torn · c8 svart löpare · d8 svart drottning · f8 svart torn · g8 svart kung · c7 svart bonde · e7 svart löpare · f7 svart bonde · g7 svart bonde · h7 svart bonde · a6 svart bonde · c6 svart springare · f6 svart springare · b5 svart bonde · d5 svart bonde · e5 svart bonde · e4 vit bonde · b3 vit löpare · c3 vit bonde · f3 vit springare · a2 vit bonde · b2 vit bonde · d2 vit bonde · f2 vit bonde · g2 vit bonde · h2 vit bonde · a1 vit torn · b1 vit springare · c1 vit löpare · d1 vit drottning · e1 vit torn · g1 vit kung | a8 svart torn · c8 svart löpare · d8 svart drottning · f8 svart torn · g8 svart kung · c7 svart bonde · e7 svart löpare · f7 svart bonde · g7 svart bonde · h7 svart bonde · a6 svart bonde · c6 svart springare · f6 svart springare · b5 svart bonde · d5 svart bonde · e5 svart bonde · e4 vit bonde · b3 vit löpare · c3 vit bonde · f3 vit springare · a2 vit bonde · b2 vit bonde · d2 vit bonde · f2 vit bonde · g2 vit bonde · h2 vit bonde · a1 vit torn · b1 vit springare · c1 vit löpare · d1 vit drottning · e1 vit torn · g1 vit kung | a8 svart torn · c8 svart löpare · d8 svart drottning · f8 svart torn · g8 svart kung · c7 svart bonde · e7 svart löpare · f7 svart bonde · g7 svart bonde · h7 svart bonde · a6 svart bonde · c6 svart springare · f6 svart springare · b5 svart bonde · d5 svart bonde · e5 svart bonde · e4 vit bonde · b3 vit löpare · c3 vit bonde · f3 vit springare · a2 vit bonde · b2 vit bonde · d2 vit bonde · f2 vit bonde · g2 vit bonde · h2 vit bonde · a1 vit torn · b1 vit springare · c1 vit löpare · d1 vit drottning · e1 vit torn · g1 vit kung | a8 svart torn · c8 svart löpare · d8 svart drottning · f8 svart torn · g8 svart kung · c7 svart bonde · e7 svart löpare · f7 svart bonde · g7 svart bonde · h7 svart bonde · a6 svart bonde · c6 svart springare · f6 svart springare · b5 svart bonde · d5 svart bonde · e5 svart bonde · e4 vit bonde · b3 vit löpare · c3 vit bonde · f3 vit springare · a2 vit bonde · b2 vit bonde · d2 vit bonde · f2 vit bonde · g2 vit bonde · h2 vit bonde · a1 vit torn · b1 vit springare · c1 vit löpare · d1 vit drottning · e1 vit torn · g1 vit kung | a8 svart torn · c8 svart löpare · d8 svart drottning · f8 svart torn · g8 svart kung · c7 svart bonde · e7 svart löpare · f7 svart bonde · g7 svart bonde · h7 svart bonde · a6 svart bonde · c6 svart springare · f6 svart springare · b5 svart bonde · d5 svart bonde · e5 svart bonde · e4 vit bonde · b3 vit löpare · c3 vit bonde · f3 vit springare · a2 vit bonde · b2 vit bonde · d2 vit bonde · f2 vit bonde · g2 vit bonde · h2 vit bonde · a1 vit torn · b1 vit springare · c1 vit löpare · d1 vit drottning · e1 vit torn · g1 vit kung | a8 svart torn · c8 svart löpare · d8 svart drottning · f8 svart torn · g8 svart kung · c7 svart bonde · e7 svart löpare · f7 svart bonde · g7 svart bonde · h7 svart bonde · a6 svart bonde · c6 svart springare · f6 svart springare · b5 svart bonde · d5 svart bonde · e5 svart bonde · e4 vit bonde · b3 vit löpare · c3 vit bonde · f3 vit springare · a2 vit bonde · b2 vit bonde · d2 vit bonde · f2 vit bonde · g2 vit bonde · h2 vit bonde · a1 vit torn · b1 vit springare · c1 vit löpare · d1 vit drottning · e1 vit torn · g1 vit kung | a8 svart torn · c8 svart löpare · d8 svart drottning · f8 svart torn · g8 svart kung · c7 svart bonde · e7 svart löpare · f7 svart bonde · g7 svart bonde · h7 svart bonde · a6 svart bonde · c6 svart springare · f6 svart springare · b5 svart bonde · d5 svart bonde · e5 svart bonde · e4 vit bonde · b3 vit löpare · c3 vit bonde · f3 vit springare · a2 vit bonde · b2 vit bonde · d2 vit bonde · f2 vit bonde · g2 vit bonde · h2 vit bonde · a1 vit torn · b1 vit springare · c1 vit löpare · d1 vit drottning · e1 vit torn · g1 vit kung | 8 |
| 7 | a8 svart torn · c8 svart löpare · d8 svart drottning · f8 svart torn · g8 svart kung · c7 svart bonde · e7 svart löpare · f7 svart bonde · g7 svart bonde · h7 svart bonde · a6 svart bonde · c6 svart springare · f6 svart springare · b5 svart bonde · d5 svart bonde · e5 svart bonde · e4 vit bonde · b3 vit löpare · c3 vit bonde · f3 vit springare · a2 vit bonde · b2 vit bonde · d2 vit bonde · f2 vit bonde · g2 vit bonde · h2 vit bonde · a1 vit torn · b1 vit springare · c1 vit löpare · d1 vit drottning · e1 vit torn · g1 vit kung | a8 svart torn · c8 svart löpare · d8 svart drottning · f8 svart torn · g8 svart kung · c7 svart bonde · e7 svart löpare · f7 svart bonde · g7 svart bonde · h7 svart bonde · a6 svart bonde · c6 svart springare · f6 svart springare · b5 svart bonde · d5 svart bonde · e5 svart bonde · e4 vit bonde · b3 vit löpare · c3 vit bonde · f3 vit springare · a2 vit bonde · b2 vit bonde · d2 vit bonde · f2 vit bonde · g2 vit bonde · h2 vit bonde · a1 vit torn · b1 vit springare · c1 vit löpare · d1 vit drottning · e1 vit torn · g1 vit kung | a8 svart torn · c8 svart löpare · d8 svart drottning · f8 svart torn · g8 svart kung · c7 svart bonde · e7 svart löpare · f7 svart bonde · g7 svart bonde · h7 svart bonde · a6 svart bonde · c6 svart springare · f6 svart springare · b5 svart bonde · d5 svart bonde · e5 svart bonde · e4 vit bonde · b3 vit löpare · c3 vit bonde · f3 vit springare · a2 vit bonde · b2 vit bonde · d2 vit bonde · f2 vit bonde · g2 vit bonde · h2 vit bonde · a1 vit torn · b1 vit springare · c1 vit löpare · d1 vit drottning · e1 vit torn · g1 vit kung | a8 svart torn · c8 svart löpare · d8 svart drottning · f8 svart torn · g8 svart kung · c7 svart bonde · e7 svart löpare · f7 svart bonde · g7 svart bonde · h7 svart bonde · a6 svart bonde · c6 svart springare · f6 svart springare · b5 svart bonde · d5 svart bonde · e5 svart bonde · e4 vit bonde · b3 vit löpare · c3 vit bonde · f3 vit springare · a2 vit bonde · b2 vit bonde · d2 vit bonde · f2 vit bonde · g2 vit bonde · h2 vit bonde · a1 vit torn · b1 vit springare · c1 vit löpare · d1 vit drottning · e1 vit torn · g1 vit kung | a8 svart torn · c8 svart löpare · d8 svart drottning · f8 svart torn · g8 svart kung · c7 svart bonde · e7 svart löpare · f7 svart bonde · g7 svart bonde · h7 svart bonde · a6 svart bonde · c6 svart springare · f6 svart springare · b5 svart bonde · d5 svart bonde · e5 svart bonde · e4 vit bonde · b3 vit löpare · c3 vit bonde · f3 vit springare · a2 vit bonde · b2 vit bonde · d2 vit bonde · f2 vit bonde · g2 vit bonde · h2 vit bonde · a1 vit torn · b1 vit springare · c1 vit löpare · d1 vit drottning · e1 vit torn · g1 vit kung | a8 svart torn · c8 svart löpare · d8 svart drottning · f8 svart torn · g8 svart kung · c7 svart bonde · e7 svart löpare · f7 svart bonde · g7 svart bonde · h7 svart bonde · a6 svart bonde · c6 svart springare · f6 svart springare · b5 svart bonde · d5 svart bonde · e5 svart bonde · e4 vit bonde · b3 vit löpare · c3 vit bonde · f3 vit springare · a2 vit bonde · b2 vit bonde · d2 vit bonde · f2 vit bonde · g2 vit bonde · h2 vit bonde · a1 vit torn · b1 vit springare · c1 vit löpare · d1 vit drottning · e1 vit torn · g1 vit kung | a8 svart torn · c8 svart löpare · d8 svart drottning · f8 svart torn · g8 svart kung · c7 svart bonde · e7 svart löpare · f7 svart bonde · g7 svart bonde · h7 svart bonde · a6 svart bonde · c6 svart springare · f6 svart springare · b5 svart bonde · d5 svart bonde · e5 svart bonde · e4 vit bonde · b3 vit löpare · c3 vit bonde · f3 vit springare · a2 vit bonde · b2 vit bonde · d2 vit bonde · f2 vit bonde · g2 vit bonde · h2 vit bonde · a1 vit torn · b1 vit springare · c1 vit löpare · d1 vit drottning · e1 vit torn · g1 vit kung | a8 svart torn · c8 svart löpare · d8 svart drottning · f8 svart torn · g8 svart kung · c7 svart bonde · e7 svart löpare · f7 svart bonde · g7 svart bonde · h7 svart bonde · a6 svart bonde · c6 svart springare · f6 svart springare · b5 svart bonde · d5 svart bonde · e5 svart bonde · e4 vit bonde · b3 vit löpare · c3 vit bonde · f3 vit springare · a2 vit bonde · b2 vit bonde · d2 vit bonde · f2 vit bonde · g2 vit bonde · h2 vit bonde · a1 vit torn · b1 vit springare · c1 vit löpare · d1 vit drottning · e1 vit torn · g1 vit kung | 7 |
| 6 | a8 svart torn · c8 svart löpare · d8 svart drottning · f8 svart torn · g8 svart kung · c7 svart bonde · e7 svart löpare · f7 svart bonde · g7 svart bonde · h7 svart bonde · a6 svart bonde · c6 svart springare · f6 svart springare · b5 svart bonde · d5 svart bonde · e5 svart bonde · e4 vit bonde · b3 vit löpare · c3 vit bonde · f3 vit springare · a2 vit bonde · b2 vit bonde · d2 vit bonde · f2 vit bonde · g2 vit bonde · h2 vit bonde · a1 vit torn · b1 vit springare · c1 vit löpare · d1 vit drottning · e1 vit torn · g1 vit kung | a8 svart torn · c8 svart löpare · d8 svart drottning · f8 svart torn · g8 svart kung · c7 svart bonde · e7 svart löpare · f7 svart bonde · g7 svart bonde · h7 svart bonde · a6 svart bonde · c6 svart springare · f6 svart springare · b5 svart bonde · d5 svart bonde · e5 svart bonde · e4 vit bonde · b3 vit löpare · c3 vit bonde · f3 vit springare · a2 vit bonde · b2 vit bonde · d2 vit bonde · f2 vit bonde · g2 vit bonde · h2 vit bonde · a1 vit torn · b1 vit springare · c1 vit löpare · d1 vit drottning · e1 vit torn · g1 vit kung | a8 svart torn · c8 svart löpare · d8 svart drottning · f8 svart torn · g8 svart kung · c7 svart bonde · e7 svart löpare · f7 svart bonde · g7 svart bonde · h7 svart bonde · a6 svart bonde · c6 svart springare · f6 svart springare · b5 svart bonde · d5 svart bonde · e5 svart bonde · e4 vit bonde · b3 vit löpare · c3 vit bonde · f3 vit springare · a2 vit bonde · b2 vit bonde · d2 vit bonde · f2 vit bonde · g2 vit bonde · h2 vit bonde · a1 vit torn · b1 vit springare · c1 vit löpare · d1 vit drottning · e1 vit torn · g1 vit kung | a8 svart torn · c8 svart löpare · d8 svart drottning · f8 svart torn · g8 svart kung · c7 svart bonde · e7 svart löpare · f7 svart bonde · g7 svart bonde · h7 svart bonde · a6 svart bonde · c6 svart springare · f6 svart springare · b5 svart bonde · d5 svart bonde · e5 svart bonde · e4 vit bonde · b3 vit löpare · c3 vit bonde · f3 vit springare · a2 vit bonde · b2 vit bonde · d2 vit bonde · f2 vit bonde · g2 vit bonde · h2 vit bonde · a1 vit torn · b1 vit springare · c1 vit löpare · d1 vit drottning · e1 vit torn · g1 vit kung | a8 svart torn · c8 svart löpare · d8 svart drottning · f8 svart torn · g8 svart kung · c7 svart bonde · e7 svart löpare · f7 svart bonde · g7 svart bonde · h7 svart bonde · a6 svart bonde · c6 svart springare · f6 svart springare · b5 svart bonde · d5 svart bonde · e5 svart bonde · e4 vit bonde · b3 vit löpare · c3 vit bonde · f3 vit springare · a2 vit bonde · b2 vit bonde · d2 vit bonde · f2 vit bonde · g2 vit bonde · h2 vit bonde · a1 vit torn · b1 vit springare · c1 vit löpare · d1 vit drottning · e1 vit torn · g1 vit kung | a8 svart torn · c8 svart löpare · d8 svart drottning · f8 svart torn · g8 svart kung · c7 svart bonde · e7 svart löpare · f7 svart bonde · g7 svart bonde · h7 svart bonde · a6 svart bonde · c6 svart springare · f6 svart springare · b5 svart bonde · d5 svart bonde · e5 svart bonde · e4 vit bonde · b3 vit löpare · c3 vit bonde · f3 vit springare · a2 vit bonde · b2 vit bonde · d2 vit bonde · f2 vit bonde · g2 vit bonde · h2 vit bonde · a1 vit torn · b1 vit springare · c1 vit löpare · d1 vit drottning · e1 vit torn · g1 vit kung | a8 svart torn · c8 svart löpare · d8 svart drottning · f8 svart torn · g8 svart kung · c7 svart bonde · e7 svart löpare · f7 svart bonde · g7 svart bonde · h7 svart bonde · a6 svart bonde · c6 svart springare · f6 svart springare · b5 svart bonde · d5 svart bonde · e5 svart bonde · e4 vit bonde · b3 vit löpare · c3 vit bonde · f3 vit springare · a2 vit bonde · b2 vit bonde · d2 vit bonde · f2 vit bonde · g2 vit bonde · h2 vit bonde · a1 vit torn · b1 vit springare · c1 vit löpare · d1 vit drottning · e1 vit torn · g1 vit kung | a8 svart torn · c8 svart löpare · d8 svart drottning · f8 svart torn · g8 svart kung · c7 svart bonde · e7 svart löpare · f7 svart bonde · g7 svart bonde · h7 svart bonde · a6 svart bonde · c6 svart springare · f6 svart springare · b5 svart bonde · d5 svart bonde · e5 svart bonde · e4 vit bonde · b3 vit löpare · c3 vit bonde · f3 vit springare · a2 vit bonde · b2 vit bonde · d2 vit bonde · f2 vit bonde · g2 vit bonde · h2 vit bonde · a1 vit torn · b1 vit springare · c1 vit löpare · d1 vit drottning · e1 vit torn · g1 vit kung | 6 |
| 5 | a8 svart torn · c8 svart löpare · d8 svart drottning · f8 svart torn · g8 svart kung · c7 svart bonde · e7 svart löpare · f7 svart bonde · g7 svart bonde · h7 svart bonde · a6 svart bonde · c6 svart springare · f6 svart springare · b5 svart bonde · d5 svart bonde · e5 svart bonde · e4 vit bonde · b3 vit löpare · c3 vit bonde · f3 vit springare · a2 vit bonde · b2 vit bonde · d2 vit bonde · f2 vit bonde · g2 vit bonde · h2 vit bonde · a1 vit torn · b1 vit springare · c1 vit löpare · d1 vit drottning · e1 vit torn · g1 vit kung | a8 svart torn · c8 svart löpare · d8 svart drottning · f8 svart torn · g8 svart kung · c7 svart bonde · e7 svart löpare · f7 svart bonde · g7 svart bonde · h7 svart bonde · a6 svart bonde · c6 svart springare · f6 svart springare · b5 svart bonde · d5 svart bonde · e5 svart bonde · e4 vit bonde · b3 vit löpare · c3 vit bonde · f3 vit springare · a2 vit bonde · b2 vit bonde · d2 vit bonde · f2 vit bonde · g2 vit bonde · h2 vit bonde · a1 vit torn · b1 vit springare · c1 vit löpare · d1 vit drottning · e1 vit torn · g1 vit kung | a8 svart torn · c8 svart löpare · d8 svart drottning · f8 svart torn · g8 svart kung · c7 svart bonde · e7 svart löpare · f7 svart bonde · g7 svart bonde · h7 svart bonde · a6 svart bonde · c6 svart springare · f6 svart springare · b5 svart bonde · d5 svart bonde · e5 svart bonde · e4 vit bonde · b3 vit löpare · c3 vit bonde · f3 vit springare · a2 vit bonde · b2 vit bonde · d2 vit bonde · f2 vit bonde · g2 vit bonde · h2 vit bonde · a1 vit torn · b1 vit springare · c1 vit löpare · d1 vit drottning · e1 vit torn · g1 vit kung | a8 svart torn · c8 svart löpare · d8 svart drottning · f8 svart torn · g8 svart kung · c7 svart bonde · e7 svart löpare · f7 svart bonde · g7 svart bonde · h7 svart bonde · a6 svart bonde · c6 svart springare · f6 svart springare · b5 svart bonde · d5 svart bonde · e5 svart bonde · e4 vit bonde · b3 vit löpare · c3 vit bonde · f3 vit springare · a2 vit bonde · b2 vit bonde · d2 vit bonde · f2 vit bonde · g2 vit bonde · h2 vit bonde · a1 vit torn · b1 vit springare · c1 vit löpare · d1 vit drottning · e1 vit torn · g1 vit kung | a8 svart torn · c8 svart löpare · d8 svart drottning · f8 svart torn · g8 svart kung · c7 svart bonde · e7 svart löpare · f7 svart bonde · g7 svart bonde · h7 svart bonde · a6 svart bonde · c6 svart springare · f6 svart springare · b5 svart bonde · d5 svart bonde · e5 svart bonde · e4 vit bonde · b3 vit löpare · c3 vit bonde · f3 vit springare · a2 vit bonde · b2 vit bonde · d2 vit bonde · f2 vit bonde · g2 vit bonde · h2 vit bonde · a1 vit torn · b1 vit springare · c1 vit löpare · d1 vit drottning · e1 vit torn · g1 vit kung | a8 svart torn · c8 svart löpare · d8 svart drottning · f8 svart torn · g8 svart kung · c7 svart bonde · e7 svart löpare · f7 svart bonde · g7 svart bonde · h7 svart bonde · a6 svart bonde · c6 svart springare · f6 svart springare · b5 svart bonde · d5 svart bonde · e5 svart bonde · e4 vit bonde · b3 vit löpare · c3 vit bonde · f3 vit springare · a2 vit bonde · b2 vit bonde · d2 vit bonde · f2 vit bonde · g2 vit bonde · h2 vit bonde · a1 vit torn · b1 vit springare · c1 vit löpare · d1 vit drottning · e1 vit torn · g1 vit kung | a8 svart torn · c8 svart löpare · d8 svart drottning · f8 svart torn · g8 svart kung · c7 svart bonde · e7 svart löpare · f7 svart bonde · g7 svart bonde · h7 svart bonde · a6 svart bonde · c6 svart springare · f6 svart springare · b5 svart bonde · d5 svart bonde · e5 svart bonde · e4 vit bonde · b3 vit löpare · c3 vit bonde · f3 vit springare · a2 vit bonde · b2 vit bonde · d2 vit bonde · f2 vit bonde · g2 vit bonde · h2 vit bonde · a1 vit torn · b1 vit springare · c1 vit löpare · d1 vit drottning · e1 vit torn · g1 vit kung | a8 svart torn · c8 svart löpare · d8 svart drottning · f8 svart torn · g8 svart kung · c7 svart bonde · e7 svart löpare · f7 svart bonde · g7 svart bonde · h7 svart bonde · a6 svart bonde · c6 svart springare · f6 svart springare · b5 svart bonde · d5 svart bonde · e5 svart bonde · e4 vit bonde · b3 vit löpare · c3 vit bonde · f3 vit springare · a2 vit bonde · b2 vit bonde · d2 vit bonde · f2 vit bonde · g2 vit bonde · h2 vit bonde · a1 vit torn · b1 vit springare · c1 vit löpare · d1 vit drottning · e1 vit torn · g1 vit kung | 5 |
| 4 | a8 svart torn · c8 svart löpare · d8 svart drottning · f8 svart torn · g8 svart kung · c7 svart bonde · e7 svart löpare · f7 svart bonde · g7 svart bonde · h7 svart bonde · a6 svart bonde · c6 svart springare · f6 svart springare · b5 svart bonde · d5 svart bonde · e5 svart bonde · e4 vit bonde · b3 vit löpare · c3 vit bonde · f3 vit springare · a2 vit bonde · b2 vit bonde · d2 vit bonde · f2 vit bonde · g2 vit bonde · h2 vit bonde · a1 vit torn · b1 vit springare · c1 vit löpare · d1 vit drottning · e1 vit torn · g1 vit kung | a8 svart torn · c8 svart löpare · d8 svart drottning · f8 svart torn · g8 svart kung · c7 svart bonde · e7 svart löpare · f7 svart bonde · g7 svart bonde · h7 svart bonde · a6 svart bonde · c6 svart springare · f6 svart springare · b5 svart bonde · d5 svart bonde · e5 svart bonde · e4 vit bonde · b3 vit löpare · c3 vit bonde · f3 vit springare · a2 vit bonde · b2 vit bonde · d2 vit bonde · f2 vit bonde · g2 vit bonde · h2 vit bonde · a1 vit torn · b1 vit springare · c1 vit löpare · d1 vit drottning · e1 vit torn · g1 vit kung | a8 svart torn · c8 svart löpare · d8 svart drottning · f8 svart torn · g8 svart kung · c7 svart bonde · e7 svart löpare · f7 svart bonde · g7 svart bonde · h7 svart bonde · a6 svart bonde · c6 svart springare · f6 svart springare · b5 svart bonde · d5 svart bonde · e5 svart bonde · e4 vit bonde · b3 vit löpare · c3 vit bonde · f3 vit springare · a2 vit bonde · b2 vit bonde · d2 vit bonde · f2 vit bonde · g2 vit bonde · h2 vit bonde · a1 vit torn · b1 vit springare · c1 vit löpare · d1 vit drottning · e1 vit torn · g1 vit kung | a8 svart torn · c8 svart löpare · d8 svart drottning · f8 svart torn · g8 svart kung · c7 svart bonde · e7 svart löpare · f7 svart bonde · g7 svart bonde · h7 svart bonde · a6 svart bonde · c6 svart springare · f6 svart springare · b5 svart bonde · d5 svart bonde · e5 svart bonde · e4 vit bonde · b3 vit löpare · c3 vit bonde · f3 vit springare · a2 vit bonde · b2 vit bonde · d2 vit bonde · f2 vit bonde · g2 vit bonde · h2 vit bonde · a1 vit torn · b1 vit springare · c1 vit löpare · d1 vit drottning · e1 vit torn · g1 vit kung | a8 svart torn · c8 svart löpare · d8 svart drottning · f8 svart torn · g8 svart kung · c7 svart bonde · e7 svart löpare · f7 svart bonde · g7 svart bonde · h7 svart bonde · a6 svart bonde · c6 svart springare · f6 svart springare · b5 svart bonde · d5 svart bonde · e5 svart bonde · e4 vit bonde · b3 vit löpare · c3 vit bonde · f3 vit springare · a2 vit bonde · b2 vit bonde · d2 vit bonde · f2 vit bonde · g2 vit bonde · h2 vit bonde · a1 vit torn · b1 vit springare · c1 vit löpare · d1 vit drottning · e1 vit torn · g1 vit kung | a8 svart torn · c8 svart löpare · d8 svart drottning · f8 svart torn · g8 svart kung · c7 svart bonde · e7 svart löpare · f7 svart bonde · g7 svart bonde · h7 svart bonde · a6 svart bonde · c6 svart springare · f6 svart springare · b5 svart bonde · d5 svart bonde · e5 svart bonde · e4 vit bonde · b3 vit löpare · c3 vit bonde · f3 vit springare · a2 vit bonde · b2 vit bonde · d2 vit bonde · f2 vit bonde · g2 vit bonde · h2 vit bonde · a1 vit torn · b1 vit springare · c1 vit löpare · d1 vit drottning · e1 vit torn · g1 vit kung | a8 svart torn · c8 svart löpare · d8 svart drottning · f8 svart torn · g8 svart kung · c7 svart bonde · e7 svart löpare · f7 svart bonde · g7 svart bonde · h7 svart bonde · a6 svart bonde · c6 svart springare · f6 svart springare · b5 svart bonde · d5 svart bonde · e5 svart bonde · e4 vit bonde · b3 vit löpare · c3 vit bonde · f3 vit springare · a2 vit bonde · b2 vit bonde · d2 vit bonde · f2 vit bonde · g2 vit bonde · h2 vit bonde · a1 vit torn · b1 vit springare · c1 vit löpare · d1 vit drottning · e1 vit torn · g1 vit kung | a8 svart torn · c8 svart löpare · d8 svart drottning · f8 svart torn · g8 svart kung · c7 svart bonde · e7 svart löpare · f7 svart bonde · g7 svart bonde · h7 svart bonde · a6 svart bonde · c6 svart springare · f6 svart springare · b5 svart bonde · d5 svart bonde · e5 svart bonde · e4 vit bonde · b3 vit löpare · c3 vit bonde · f3 vit springare · a2 vit bonde · b2 vit bonde · d2 vit bonde · f2 vit bonde · g2 vit bonde · h2 vit bonde · a1 vit torn · b1 vit springare · c1 vit löpare · d1 vit drottning · e1 vit torn · g1 vit kung | 4 |
| 3 | a8 svart torn · c8 svart löpare · d8 svart drottning · f8 svart torn · g8 svart kung · c7 svart bonde · e7 svart löpare · f7 svart bonde · g7 svart bonde · h7 svart bonde · a6 svart bonde · c6 svart springare · f6 svart springare · b5 svart bonde · d5 svart bonde · e5 svart bonde · e4 vit bonde · b3 vit löpare · c3 vit bonde · f3 vit springare · a2 vit bonde · b2 vit bonde · d2 vit bonde · f2 vit bonde · g2 vit bonde · h2 vit bonde · a1 vit torn · b1 vit springare · c1 vit löpare · d1 vit drottning · e1 vit torn · g1 vit kung | a8 svart torn · c8 svart löpare · d8 svart drottning · f8 svart torn · g8 svart kung · c7 svart bonde · e7 svart löpare · f7 svart bonde · g7 svart bonde · h7 svart bonde · a6 svart bonde · c6 svart springare · f6 svart springare · b5 svart bonde · d5 svart bonde · e5 svart bonde · e4 vit bonde · b3 vit löpare · c3 vit bonde · f3 vit springare · a2 vit bonde · b2 vit bonde · d2 vit bonde · f2 vit bonde · g2 vit bonde · h2 vit bonde · a1 vit torn · b1 vit springare · c1 vit löpare · d1 vit drottning · e1 vit torn · g1 vit kung | a8 svart torn · c8 svart löpare · d8 svart drottning · f8 svart torn · g8 svart kung · c7 svart bonde · e7 svart löpare · f7 svart bonde · g7 svart bonde · h7 svart bonde · a6 svart bonde · c6 svart springare · f6 svart springare · b5 svart bonde · d5 svart bonde · e5 svart bonde · e4 vit bonde · b3 vit löpare · c3 vit bonde · f3 vit springare · a2 vit bonde · b2 vit bonde · d2 vit bonde · f2 vit bonde · g2 vit bonde · h2 vit bonde · a1 vit torn · b1 vit springare · c1 vit löpare · d1 vit drottning · e1 vit torn · g1 vit kung | a8 svart torn · c8 svart löpare · d8 svart drottning · f8 svart torn · g8 svart kung · c7 svart bonde · e7 svart löpare · f7 svart bonde · g7 svart bonde · h7 svart bonde · a6 svart bonde · c6 svart springare · f6 svart springare · b5 svart bonde · d5 svart bonde · e5 svart bonde · e4 vit bonde · b3 vit löpare · c3 vit bonde · f3 vit springare · a2 vit bonde · b2 vit bonde · d2 vit bonde · f2 vit bonde · g2 vit bonde · h2 vit bonde · a1 vit torn · b1 vit springare · c1 vit löpare · d1 vit drottning · e1 vit torn · g1 vit kung | a8 svart torn · c8 svart löpare · d8 svart drottning · f8 svart torn · g8 svart kung · c7 svart bonde · e7 svart löpare · f7 svart bonde · g7 svart bonde · h7 svart bonde · a6 svart bonde · c6 svart springare · f6 svart springare · b5 svart bonde · d5 svart bonde · e5 svart bonde · e4 vit bonde · b3 vit löpare · c3 vit bonde · f3 vit springare · a2 vit bonde · b2 vit bonde · d2 vit bonde · f2 vit bonde · g2 vit bonde · h2 vit bonde · a1 vit torn · b1 vit springare · c1 vit löpare · d1 vit drottning · e1 vit torn · g1 vit kung | a8 svart torn · c8 svart löpare · d8 svart drottning · f8 svart torn · g8 svart kung · c7 svart bonde · e7 svart löpare · f7 svart bonde · g7 svart bonde · h7 svart bonde · a6 svart bonde · c6 svart springare · f6 svart springare · b5 svart bonde · d5 svart bonde · e5 svart bonde · e4 vit bonde · b3 vit löpare · c3 vit bonde · f3 vit springare · a2 vit bonde · b2 vit bonde · d2 vit bonde · f2 vit bonde · g2 vit bonde · h2 vit bonde · a1 vit torn · b1 vit springare · c1 vit löpare · d1 vit drottning · e1 vit torn · g1 vit kung | a8 svart torn · c8 svart löpare · d8 svart drottning · f8 svart torn · g8 svart kung · c7 svart bonde · e7 svart löpare · f7 svart bonde · g7 svart bonde · h7 svart bonde · a6 svart bonde · c6 svart springare · f6 svart springare · b5 svart bonde · d5 svart bonde · e5 svart bonde · e4 vit bonde · b3 vit löpare · c3 vit bonde · f3 vit springare · a2 vit bonde · b2 vit bonde · d2 vit bonde · f2 vit bonde · g2 vit bonde · h2 vit bonde · a1 vit torn · b1 vit springare · c1 vit löpare · d1 vit drottning · e1 vit torn · g1 vit kung | a8 svart torn · c8 svart löpare · d8 svart drottning · f8 svart torn · g8 svart kung · c7 svart bonde · e7 svart löpare · f7 svart bonde · g7 svart bonde · h7 svart bonde · a6 svart bonde · c6 svart springare · f6 svart springare · b5 svart bonde · d5 svart bonde · e5 svart bonde · e4 vit bonde · b3 vit löpare · c3 vit bonde · f3 vit springare · a2 vit bonde · b2 vit bonde · d2 vit bonde · f2 vit bonde · g2 vit bonde · h2 vit bonde · a1 vit torn · b1 vit springare · c1 vit löpare · d1 vit drottning · e1 vit torn · g1 vit kung | 3 |
| 2 | a8 svart torn · c8 svart löpare · d8 svart drottning · f8 svart torn · g8 svart kung · c7 svart bonde · e7 svart löpare · f7 svart bonde · g7 svart bonde · h7 svart bonde · a6 svart bonde · c6 svart springare · f6 svart springare · b5 svart bonde · d5 svart bonde · e5 svart bonde · e4 vit bonde · b3 vit löpare · c3 vit bonde · f3 vit springare · a2 vit bonde · b2 vit bonde · d2 vit bonde · f2 vit bonde · g2 vit bonde · h2 vit bonde · a1 vit torn · b1 vit springare · c1 vit löpare · d1 vit drottning · e1 vit torn · g1 vit kung | a8 svart torn · c8 svart löpare · d8 svart drottning · f8 svart torn · g8 svart kung · c7 svart bonde · e7 svart löpare · f7 svart bonde · g7 svart bonde · h7 svart bonde · a6 svart bonde · c6 svart springare · f6 svart springare · b5 svart bonde · d5 svart bonde · e5 svart bonde · e4 vit bonde · b3 vit löpare · c3 vit bonde · f3 vit springare · a2 vit bonde · b2 vit bonde · d2 vit bonde · f2 vit bonde · g2 vit bonde · h2 vit bonde · a1 vit torn · b1 vit springare · c1 vit löpare · d1 vit drottning · e1 vit torn · g1 vit kung | a8 svart torn · c8 svart löpare · d8 svart drottning · f8 svart torn · g8 svart kung · c7 svart bonde · e7 svart löpare · f7 svart bonde · g7 svart bonde · h7 svart bonde · a6 svart bonde · c6 svart springare · f6 svart springare · b5 svart bonde · d5 svart bonde · e5 svart bonde · e4 vit bonde · b3 vit löpare · c3 vit bonde · f3 vit springare · a2 vit bonde · b2 vit bonde · d2 vit bonde · f2 vit bonde · g2 vit bonde · h2 vit bonde · a1 vit torn · b1 vit springare · c1 vit löpare · d1 vit drottning · e1 vit torn · g1 vit kung | a8 svart torn · c8 svart löpare · d8 svart drottning · f8 svart torn · g8 svart kung · c7 svart bonde · e7 svart löpare · f7 svart bonde · g7 svart bonde · h7 svart bonde · a6 svart bonde · c6 svart springare · f6 svart springare · b5 svart bonde · d5 svart bonde · e5 svart bonde · e4 vit bonde · b3 vit löpare · c3 vit bonde · f3 vit springare · a2 vit bonde · b2 vit bonde · d2 vit bonde · f2 vit bonde · g2 vit bonde · h2 vit bonde · a1 vit torn · b1 vit springare · c1 vit löpare · d1 vit drottning · e1 vit torn · g1 vit kung | a8 svart torn · c8 svart löpare · d8 svart drottning · f8 svart torn · g8 svart kung · c7 svart bonde · e7 svart löpare · f7 svart bonde · g7 svart bonde · h7 svart bonde · a6 svart bonde · c6 svart springare · f6 svart springare · b5 svart bonde · d5 svart bonde · e5 svart bonde · e4 vit bonde · b3 vit löpare · c3 vit bonde · f3 vit springare · a2 vit bonde · b2 vit bonde · d2 vit bonde · f2 vit bonde · g2 vit bonde · h2 vit bonde · a1 vit torn · b1 vit springare · c1 vit löpare · d1 vit drottning · e1 vit torn · g1 vit kung | a8 svart torn · c8 svart löpare · d8 svart drottning · f8 svart torn · g8 svart kung · c7 svart bonde · e7 svart löpare · f7 svart bonde · g7 svart bonde · h7 svart bonde · a6 svart bonde · c6 svart springare · f6 svart springare · b5 svart bonde · d5 svart bonde · e5 svart bonde · e4 vit bonde · b3 vit löpare · c3 vit bonde · f3 vit springare · a2 vit bonde · b2 vit bonde · d2 vit bonde · f2 vit bonde · g2 vit bonde · h2 vit bonde · a1 vit torn · b1 vit springare · c1 vit löpare · d1 vit drottning · e1 vit torn · g1 vit kung | a8 svart torn · c8 svart löpare · d8 svart drottning · f8 svart torn · g8 svart kung · c7 svart bonde · e7 svart löpare · f7 svart bonde · g7 svart bonde · h7 svart bonde · a6 svart bonde · c6 svart springare · f6 svart springare · b5 svart bonde · d5 svart bonde · e5 svart bonde · e4 vit bonde · b3 vit löpare · c3 vit bonde · f3 vit springare · a2 vit bonde · b2 vit bonde · d2 vit bonde · f2 vit bonde · g2 vit bonde · h2 vit bonde · a1 vit torn · b1 vit springare · c1 vit löpare · d1 vit drottning · e1 vit torn · g1 vit kung | a8 svart torn · c8 svart löpare · d8 svart drottning · f8 svart torn · g8 svart kung · c7 svart bonde · e7 svart löpare · f7 svart bonde · g7 svart bonde · h7 svart bonde · a6 svart bonde · c6 svart springare · f6 svart springare · b5 svart bonde · d5 svart bonde · e5 svart bonde · e4 vit bonde · b3 vit löpare · c3 vit bonde · f3 vit springare · a2 vit bonde · b2 vit bonde · d2 vit bonde · f2 vit bonde · g2 vit bonde · h2 vit bonde · a1 vit torn · b1 vit springare · c1 vit löpare · d1 vit drottning · e1 vit torn · g1 vit kung | 2 |
| 1 | a8 svart torn · c8 svart löpare · d8 svart drottning · f8 svart torn · g8 svart kung · c7 svart bonde · e7 svart löpare · f7 svart bonde · g7 svart bonde · h7 svart bonde · a6 svart bonde · c6 svart springare · f6 svart springare · b5 svart bonde · d5 svart bonde · e5 svart bonde · e4 vit bonde · b3 vit löpare · c3 vit bonde · f3 vit springare · a2 vit bonde · b2 vit bonde · d2 vit bonde · f2 vit bonde · g2 vit bonde · h2 vit bonde · a1 vit torn · b1 vit springare · c1 vit löpare · d1 vit drottning · e1 vit torn · g1 vit kung | a8 svart torn · c8 svart löpare · d8 svart drottning · f8 svart torn · g8 svart kung · c7 svart bonde · e7 svart löpare · f7 svart bonde · g7 svart bonde · h7 svart bonde · a6 svart bonde · c6 svart springare · f6 svart springare · b5 svart bonde · d5 svart bonde · e5 svart bonde · e4 vit bonde · b3 vit löpare · c3 vit bonde · f3 vit springare · a2 vit bonde · b2 vit bonde · d2 vit bonde · f2 vit bonde · g2 vit bonde · h2 vit bonde · a1 vit torn · b1 vit springare · c1 vit löpare · d1 vit drottning · e1 vit torn · g1 vit kung | a8 svart torn · c8 svart löpare · d8 svart drottning · f8 svart torn · g8 svart kung · c7 svart bonde · e7 svart löpare · f7 svart bonde · g7 svart bonde · h7 svart bonde · a6 svart bonde · c6 svart springare · f6 svart springare · b5 svart bonde · d5 svart bonde · e5 svart bonde · e4 vit bonde · b3 vit löpare · c3 vit bonde · f3 vit springare · a2 vit bonde · b2 vit bonde · d2 vit bonde · f2 vit bonde · g2 vit bonde · h2 vit bonde · a1 vit torn · b1 vit springare · c1 vit löpare · d1 vit drottning · e1 vit torn · g1 vit kung | a8 svart torn · c8 svart löpare · d8 svart drottning · f8 svart torn · g8 svart kung · c7 svart bonde · e7 svart löpare · f7 svart bonde · g7 svart bonde · h7 svart bonde · a6 svart bonde · c6 svart springare · f6 svart springare · b5 svart bonde · d5 svart bonde · e5 svart bonde · e4 vit bonde · b3 vit löpare · c3 vit bonde · f3 vit springare · a2 vit bonde · b2 vit bonde · d2 vit bonde · f2 vit bonde · g2 vit bonde · h2 vit bonde · a1 vit torn · b1 vit springare · c1 vit löpare · d1 vit drottning · e1 vit torn · g1 vit kung | a8 svart torn · c8 svart löpare · d8 svart drottning · f8 svart torn · g8 svart kung · c7 svart bonde · e7 svart löpare · f7 svart bonde · g7 svart bonde · h7 svart bonde · a6 svart bonde · c6 svart springare · f6 svart springare · b5 svart bonde · d5 svart bonde · e5 svart bonde · e4 vit bonde · b3 vit löpare · c3 vit bonde · f3 vit springare · a2 vit bonde · b2 vit bonde · d2 vit bonde · f2 vit bonde · g2 vit bonde · h2 vit bonde · a1 vit torn · b1 vit springare · c1 vit löpare · d1 vit drottning · e1 vit torn · g1 vit kung | a8 svart torn · c8 svart löpare · d8 svart drottning · f8 svart torn · g8 svart kung · c7 svart bonde · e7 svart löpare · f7 svart bonde · g7 svart bonde · h7 svart bonde · a6 svart bonde · c6 svart springare · f6 svart springare · b5 svart bonde · d5 svart bonde · e5 svart bonde · e4 vit bonde · b3 vit löpare · c3 vit bonde · f3 vit springare · a2 vit bonde · b2 vit bonde · d2 vit bonde · f2 vit bonde · g2 vit bonde · h2 vit bonde · a1 vit torn · b1 vit springare · c1 vit löpare · d1 vit drottning · e1 vit torn · g1 vit kung | a8 svart torn · c8 svart löpare · d8 svart drottning · f8 svart torn · g8 svart kung · c7 svart bonde · e7 svart löpare · f7 svart bonde · g7 svart bonde · h7 svart bonde · a6 svart bonde · c6 svart springare · f6 svart springare · b5 svart bonde · d5 svart bonde · e5 svart bonde · e4 vit bonde · b3 vit löpare · c3 vit bonde · f3 vit springare · a2 vit bonde · b2 vit bonde · d2 vit bonde · f2 vit bonde · g2 vit bonde · h2 vit bonde · a1 vit torn · b1 vit springare · c1 vit löpare · d1 vit drottning · e1 vit torn · g1 vit kung | a8 svart torn · c8 svart löpare · d8 svart drottning · f8 svart torn · g8 svart kung · c7 svart bonde · e7 svart löpare · f7 svart bonde · g7 svart bonde · h7 svart bonde · a6 svart bonde · c6 svart springare · f6 svart springare · b5 svart bonde · d5 svart bonde · e5 svart bonde · e4 vit bonde · b3 vit löpare · c3 vit bonde · f3 vit springare · a2 vit bonde · b2 vit bonde · d2 vit bonde · f2 vit bonde · g2 vit bonde · h2 vit bonde · a1 vit torn · b1 vit springare · c1 vit löpare · d1 vit drottning · e1 vit torn · g1 vit kung | 1 |
|   | a | b | c | d | e | f | g | h |   |

Marshallangreppet är uppkallat efter amerikanen Frank Marshall som introducerade det i ett parti mot José Raúl Capablanca 1918.
Det är en skarp variant som inleds med följande drag:
3...a6 4.La4 Sf6 5.0–0 Le7 6.Te1 b5 7.Lb3 0–0 8.c3 d5 (se diagram). 
Med 8...d5 offrar svart en bonde för utvecklingsförsprång och angrepp mot vits kung. Vit antar normalt bondeoffret med 9.exd5 Sxd5 10.Sxe5 Sxe5 11.Txe5 och nu ger 11...c6 12.d4 Ld6 13.Te1 Dh4 14.g3 Dh3 svart ett angrepp.
Svart vill fortsätta med ...Lg4 (med hotet ...Lf3), ...Te8, och eventuellt h5-h4. Vit kan försvara sig med Dd3-f1, Le3, Sd2 och a4. Vit vill byta av pjäser för att förenkla och göra sin extrabonde gällande, men det slutar ofta med att han måste ge tillbaka bonden för att freda sig. En nackdel med Marshallangreppet är att det är genomanalyserat och många varianter leder forcerat till remi. 
Efter 7...0-0 (som är signalen till Marshallangreppet) väljer vit ofta att, i stället för det naturliga 8.c3, undvika bondeoffret med någon av anti-Marshallvarianterna:
- 8.a4 b4 (eller 8...Lb7) 9.d3 d6
- 8.h3 Lb7 9.d3 d6
- 8.d4 d6 9.c3 Lg4 (som leder till Bogoljubovvarianten).

#### Moderna varianten (6.d3)
|   | a | b | c | d | e | f | g | h |   |
| 8 | a8 svart torn · c8 svart löpare · d8 svart drottning · e8 svart kung · h8 svart torn · b7 svart bonde · c7 svart bonde · d7 svart bonde · e7 svart löpare · f7 svart bonde · g7 svart bonde · h7 svart bonde · a6 svart bonde · c6 svart springare · f6 svart springare · e5 svart bonde · a4 vit löpare · e4 vit bonde · d3 vit bonde · f3 vit springare · a2 vit bonde · b2 vit bonde · c2 vit bonde · f2 vit bonde · g2 vit bonde · h2 vit bonde · a1 vit torn · b1 vit springare · c1 vit löpare · d1 vit drottning · f1 vit torn · g1 vit kung | a8 svart torn · c8 svart löpare · d8 svart drottning · e8 svart kung · h8 svart torn · b7 svart bonde · c7 svart bonde · d7 svart bonde · e7 svart löpare · f7 svart bonde · g7 svart bonde · h7 svart bonde · a6 svart bonde · c6 svart springare · f6 svart springare · e5 svart bonde · a4 vit löpare · e4 vit bonde · d3 vit bonde · f3 vit springare · a2 vit bonde · b2 vit bonde · c2 vit bonde · f2 vit bonde · g2 vit bonde · h2 vit bonde · a1 vit torn · b1 vit springare · c1 vit löpare · d1 vit drottning · f1 vit torn · g1 vit kung | a8 svart torn · c8 svart löpare · d8 svart drottning · e8 svart kung · h8 svart torn · b7 svart bonde · c7 svart bonde · d7 svart bonde · e7 svart löpare · f7 svart bonde · g7 svart bonde · h7 svart bonde · a6 svart bonde · c6 svart springare · f6 svart springare · e5 svart bonde · a4 vit löpare · e4 vit bonde · d3 vit bonde · f3 vit springare · a2 vit bonde · b2 vit bonde · c2 vit bonde · f2 vit bonde · g2 vit bonde · h2 vit bonde · a1 vit torn · b1 vit springare · c1 vit löpare · d1 vit drottning · f1 vit torn · g1 vit kung | a8 svart torn · c8 svart löpare · d8 svart drottning · e8 svart kung · h8 svart torn · b7 svart bonde · c7 svart bonde · d7 svart bonde · e7 svart löpare · f7 svart bonde · g7 svart bonde · h7 svart bonde · a6 svart bonde · c6 svart springare · f6 svart springare · e5 svart bonde · a4 vit löpare · e4 vit bonde · d3 vit bonde · f3 vit springare · a2 vit bonde · b2 vit bonde · c2 vit bonde · f2 vit bonde · g2 vit bonde · h2 vit bonde · a1 vit torn · b1 vit springare · c1 vit löpare · d1 vit drottning · f1 vit torn · g1 vit kung | a8 svart torn · c8 svart löpare · d8 svart drottning · e8 svart kung · h8 svart torn · b7 svart bonde · c7 svart bonde · d7 svart bonde · e7 svart löpare · f7 svart bonde · g7 svart bonde · h7 svart bonde · a6 svart bonde · c6 svart springare · f6 svart springare · e5 svart bonde · a4 vit löpare · e4 vit bonde · d3 vit bonde · f3 vit springare · a2 vit bonde · b2 vit bonde · c2 vit bonde · f2 vit bonde · g2 vit bonde · h2 vit bonde · a1 vit torn · b1 vit springare · c1 vit löpare · d1 vit drottning · f1 vit torn · g1 vit kung | a8 svart torn · c8 svart löpare · d8 svart drottning · e8 svart kung · h8 svart torn · b7 svart bonde · c7 svart bonde · d7 svart bonde · e7 svart löpare · f7 svart bonde · g7 svart bonde · h7 svart bonde · a6 svart bonde · c6 svart springare · f6 svart springare · e5 svart bonde · a4 vit löpare · e4 vit bonde · d3 vit bonde · f3 vit springare · a2 vit bonde · b2 vit bonde · c2 vit bonde · f2 vit bonde · g2 vit bonde · h2 vit bonde · a1 vit torn · b1 vit springare · c1 vit löpare · d1 vit drottning · f1 vit torn · g1 vit kung | a8 svart torn · c8 svart löpare · d8 svart drottning · e8 svart kung · h8 svart torn · b7 svart bonde · c7 svart bonde · d7 svart bonde · e7 svart löpare · f7 svart bonde · g7 svart bonde · h7 svart bonde · a6 svart bonde · c6 svart springare · f6 svart springare · e5 svart bonde · a4 vit löpare · e4 vit bonde · d3 vit bonde · f3 vit springare · a2 vit bonde · b2 vit bonde · c2 vit bonde · f2 vit bonde · g2 vit bonde · h2 vit bonde · a1 vit torn · b1 vit springare · c1 vit löpare · d1 vit drottning · f1 vit torn · g1 vit kung | a8 svart torn · c8 svart löpare · d8 svart drottning · e8 svart kung · h8 svart torn · b7 svart bonde · c7 svart bonde · d7 svart bonde · e7 svart löpare · f7 svart bonde · g7 svart bonde · h7 svart bonde · a6 svart bonde · c6 svart springare · f6 svart springare · e5 svart bonde · a4 vit löpare · e4 vit bonde · d3 vit bonde · f3 vit springare · a2 vit bonde · b2 vit bonde · c2 vit bonde · f2 vit bonde · g2 vit bonde · h2 vit bonde · a1 vit torn · b1 vit springare · c1 vit löpare · d1 vit drottning · f1 vit torn · g1 vit kung | 8 |
| 7 | a8 svart torn · c8 svart löpare · d8 svart drottning · e8 svart kung · h8 svart torn · b7 svart bonde · c7 svart bonde · d7 svart bonde · e7 svart löpare · f7 svart bonde · g7 svart bonde · h7 svart bonde · a6 svart bonde · c6 svart springare · f6 svart springare · e5 svart bonde · a4 vit löpare · e4 vit bonde · d3 vit bonde · f3 vit springare · a2 vit bonde · b2 vit bonde · c2 vit bonde · f2 vit bonde · g2 vit bonde · h2 vit bonde · a1 vit torn · b1 vit springare · c1 vit löpare · d1 vit drottning · f1 vit torn · g1 vit kung | a8 svart torn · c8 svart löpare · d8 svart drottning · e8 svart kung · h8 svart torn · b7 svart bonde · c7 svart bonde · d7 svart bonde · e7 svart löpare · f7 svart bonde · g7 svart bonde · h7 svart bonde · a6 svart bonde · c6 svart springare · f6 svart springare · e5 svart bonde · a4 vit löpare · e4 vit bonde · d3 vit bonde · f3 vit springare · a2 vit bonde · b2 vit bonde · c2 vit bonde · f2 vit bonde · g2 vit bonde · h2 vit bonde · a1 vit torn · b1 vit springare · c1 vit löpare · d1 vit drottning · f1 vit torn · g1 vit kung | a8 svart torn · c8 svart löpare · d8 svart drottning · e8 svart kung · h8 svart torn · b7 svart bonde · c7 svart bonde · d7 svart bonde · e7 svart löpare · f7 svart bonde · g7 svart bonde · h7 svart bonde · a6 svart bonde · c6 svart springare · f6 svart springare · e5 svart bonde · a4 vit löpare · e4 vit bonde · d3 vit bonde · f3 vit springare · a2 vit bonde · b2 vit bonde · c2 vit bonde · f2 vit bonde · g2 vit bonde · h2 vit bonde · a1 vit torn · b1 vit springare · c1 vit löpare · d1 vit drottning · f1 vit torn · g1 vit kung | a8 svart torn · c8 svart löpare · d8 svart drottning · e8 svart kung · h8 svart torn · b7 svart bonde · c7 svart bonde · d7 svart bonde · e7 svart löpare · f7 svart bonde · g7 svart bonde · h7 svart bonde · a6 svart bonde · c6 svart springare · f6 svart springare · e5 svart bonde · a4 vit löpare · e4 vit bonde · d3 vit bonde · f3 vit springare · a2 vit bonde · b2 vit bonde · c2 vit bonde · f2 vit bonde · g2 vit bonde · h2 vit bonde · a1 vit torn · b1 vit springare · c1 vit löpare · d1 vit drottning · f1 vit torn · g1 vit kung | a8 svart torn · c8 svart löpare · d8 svart drottning · e8 svart kung · h8 svart torn · b7 svart bonde · c7 svart bonde · d7 svart bonde · e7 svart löpare · f7 svart bonde · g7 svart bonde · h7 svart bonde · a6 svart bonde · c6 svart springare · f6 svart springare · e5 svart bonde · a4 vit löpare · e4 vit bonde · d3 vit bonde · f3 vit springare · a2 vit bonde · b2 vit bonde · c2 vit bonde · f2 vit bonde · g2 vit bonde · h2 vit bonde · a1 vit torn · b1 vit springare · c1 vit löpare · d1 vit drottning · f1 vit torn · g1 vit kung | a8 svart torn · c8 svart löpare · d8 svart drottning · e8 svart kung · h8 svart torn · b7 svart bonde · c7 svart bonde · d7 svart bonde · e7 svart löpare · f7 svart bonde · g7 svart bonde · h7 svart bonde · a6 svart bonde · c6 svart springare · f6 svart springare · e5 svart bonde · a4 vit löpare · e4 vit bonde · d3 vit bonde · f3 vit springare · a2 vit bonde · b2 vit bonde · c2 vit bonde · f2 vit bonde · g2 vit bonde · h2 vit bonde · a1 vit torn · b1 vit springare · c1 vit löpare · d1 vit drottning · f1 vit torn · g1 vit kung | a8 svart torn · c8 svart löpare · d8 svart drottning · e8 svart kung · h8 svart torn · b7 svart bonde · c7 svart bonde · d7 svart bonde · e7 svart löpare · f7 svart bonde · g7 svart bonde · h7 svart bonde · a6 svart bonde · c6 svart springare · f6 svart springare · e5 svart bonde · a4 vit löpare · e4 vit bonde · d3 vit bonde · f3 vit springare · a2 vit bonde · b2 vit bonde · c2 vit bonde · f2 vit bonde · g2 vit bonde · h2 vit bonde · a1 vit torn · b1 vit springare · c1 vit löpare · d1 vit drottning · f1 vit torn · g1 vit kung | a8 svart torn · c8 svart löpare · d8 svart drottning · e8 svart kung · h8 svart torn · b7 svart bonde · c7 svart bonde · d7 svart bonde · e7 svart löpare · f7 svart bonde · g7 svart bonde · h7 svart bonde · a6 svart bonde · c6 svart springare · f6 svart springare · e5 svart bonde · a4 vit löpare · e4 vit bonde · d3 vit bonde · f3 vit springare · a2 vit bonde · b2 vit bonde · c2 vit bonde · f2 vit bonde · g2 vit bonde · h2 vit bonde · a1 vit torn · b1 vit springare · c1 vit löpare · d1 vit drottning · f1 vit torn · g1 vit kung | 7 |
| 6 | a8 svart torn · c8 svart löpare · d8 svart drottning · e8 svart kung · h8 svart torn · b7 svart bonde · c7 svart bonde · d7 svart bonde · e7 svart löpare · f7 svart bonde · g7 svart bonde · h7 svart bonde · a6 svart bonde · c6 svart springare · f6 svart springare · e5 svart bonde · a4 vit löpare · e4 vit bonde · d3 vit bonde · f3 vit springare · a2 vit bonde · b2 vit bonde · c2 vit bonde · f2 vit bonde · g2 vit bonde · h2 vit bonde · a1 vit torn · b1 vit springare · c1 vit löpare · d1 vit drottning · f1 vit torn · g1 vit kung | a8 svart torn · c8 svart löpare · d8 svart drottning · e8 svart kung · h8 svart torn · b7 svart bonde · c7 svart bonde · d7 svart bonde · e7 svart löpare · f7 svart bonde · g7 svart bonde · h7 svart bonde · a6 svart bonde · c6 svart springare · f6 svart springare · e5 svart bonde · a4 vit löpare · e4 vit bonde · d3 vit bonde · f3 vit springare · a2 vit bonde · b2 vit bonde · c2 vit bonde · f2 vit bonde · g2 vit bonde · h2 vit bonde · a1 vit torn · b1 vit springare · c1 vit löpare · d1 vit drottning · f1 vit torn · g1 vit kung | a8 svart torn · c8 svart löpare · d8 svart drottning · e8 svart kung · h8 svart torn · b7 svart bonde · c7 svart bonde · d7 svart bonde · e7 svart löpare · f7 svart bonde · g7 svart bonde · h7 svart bonde · a6 svart bonde · c6 svart springare · f6 svart springare · e5 svart bonde · a4 vit löpare · e4 vit bonde · d3 vit bonde · f3 vit springare · a2 vit bonde · b2 vit bonde · c2 vit bonde · f2 vit bonde · g2 vit bonde · h2 vit bonde · a1 vit torn · b1 vit springare · c1 vit löpare · d1 vit drottning · f1 vit torn · g1 vit kung | a8 svart torn · c8 svart löpare · d8 svart drottning · e8 svart kung · h8 svart torn · b7 svart bonde · c7 svart bonde · d7 svart bonde · e7 svart löpare · f7 svart bonde · g7 svart bonde · h7 svart bonde · a6 svart bonde · c6 svart springare · f6 svart springare · e5 svart bonde · a4 vit löpare · e4 vit bonde · d3 vit bonde · f3 vit springare · a2 vit bonde · b2 vit bonde · c2 vit bonde · f2 vit bonde · g2 vit bonde · h2 vit bonde · a1 vit torn · b1 vit springare · c1 vit löpare · d1 vit drottning · f1 vit torn · g1 vit kung | a8 svart torn · c8 svart löpare · d8 svart drottning · e8 svart kung · h8 svart torn · b7 svart bonde · c7 svart bonde · d7 svart bonde · e7 svart löpare · f7 svart bonde · g7 svart bonde · h7 svart bonde · a6 svart bonde · c6 svart springare · f6 svart springare · e5 svart bonde · a4 vit löpare · e4 vit bonde · d3 vit bonde · f3 vit springare · a2 vit bonde · b2 vit bonde · c2 vit bonde · f2 vit bonde · g2 vit bonde · h2 vit bonde · a1 vit torn · b1 vit springare · c1 vit löpare · d1 vit drottning · f1 vit torn · g1 vit kung | a8 svart torn · c8 svart löpare · d8 svart drottning · e8 svart kung · h8 svart torn · b7 svart bonde · c7 svart bonde · d7 svart bonde · e7 svart löpare · f7 svart bonde · g7 svart bonde · h7 svart bonde · a6 svart bonde · c6 svart springare · f6 svart springare · e5 svart bonde · a4 vit löpare · e4 vit bonde · d3 vit bonde · f3 vit springare · a2 vit bonde · b2 vit bonde · c2 vit bonde · f2 vit bonde · g2 vit bonde · h2 vit bonde · a1 vit torn · b1 vit springare · c1 vit löpare · d1 vit drottning · f1 vit torn · g1 vit kung | a8 svart torn · c8 svart löpare · d8 svart drottning · e8 svart kung · h8 svart torn · b7 svart bonde · c7 svart bonde · d7 svart bonde · e7 svart löpare · f7 svart bonde · g7 svart bonde · h7 svart bonde · a6 svart bonde · c6 svart springare · f6 svart springare · e5 svart bonde · a4 vit löpare · e4 vit bonde · d3 vit bonde · f3 vit springare · a2 vit bonde · b2 vit bonde · c2 vit bonde · f2 vit bonde · g2 vit bonde · h2 vit bonde · a1 vit torn · b1 vit springare · c1 vit löpare · d1 vit drottning · f1 vit torn · g1 vit kung | a8 svart torn · c8 svart löpare · d8 svart drottning · e8 svart kung · h8 svart torn · b7 svart bonde · c7 svart bonde · d7 svart bonde · e7 svart löpare · f7 svart bonde · g7 svart bonde · h7 svart bonde · a6 svart bonde · c6 svart springare · f6 svart springare · e5 svart bonde · a4 vit löpare · e4 vit bonde · d3 vit bonde · f3 vit springare · a2 vit bonde · b2 vit bonde · c2 vit bonde · f2 vit bonde · g2 vit bonde · h2 vit bonde · a1 vit torn · b1 vit springare · c1 vit löpare · d1 vit drottning · f1 vit torn · g1 vit kung | 6 |
| 5 | a8 svart torn · c8 svart löpare · d8 svart drottning · e8 svart kung · h8 svart torn · b7 svart bonde · c7 svart bonde · d7 svart bonde · e7 svart löpare · f7 svart bonde · g7 svart bonde · h7 svart bonde · a6 svart bonde · c6 svart springare · f6 svart springare · e5 svart bonde · a4 vit löpare · e4 vit bonde · d3 vit bonde · f3 vit springare · a2 vit bonde · b2 vit bonde · c2 vit bonde · f2 vit bonde · g2 vit bonde · h2 vit bonde · a1 vit torn · b1 vit springare · c1 vit löpare · d1 vit drottning · f1 vit torn · g1 vit kung | a8 svart torn · c8 svart löpare · d8 svart drottning · e8 svart kung · h8 svart torn · b7 svart bonde · c7 svart bonde · d7 svart bonde · e7 svart löpare · f7 svart bonde · g7 svart bonde · h7 svart bonde · a6 svart bonde · c6 svart springare · f6 svart springare · e5 svart bonde · a4 vit löpare · e4 vit bonde · d3 vit bonde · f3 vit springare · a2 vit bonde · b2 vit bonde · c2 vit bonde · f2 vit bonde · g2 vit bonde · h2 vit bonde · a1 vit torn · b1 vit springare · c1 vit löpare · d1 vit drottning · f1 vit torn · g1 vit kung | a8 svart torn · c8 svart löpare · d8 svart drottning · e8 svart kung · h8 svart torn · b7 svart bonde · c7 svart bonde · d7 svart bonde · e7 svart löpare · f7 svart bonde · g7 svart bonde · h7 svart bonde · a6 svart bonde · c6 svart springare · f6 svart springare · e5 svart bonde · a4 vit löpare · e4 vit bonde · d3 vit bonde · f3 vit springare · a2 vit bonde · b2 vit bonde · c2 vit bonde · f2 vit bonde · g2 vit bonde · h2 vit bonde · a1 vit torn · b1 vit springare · c1 vit löpare · d1 vit drottning · f1 vit torn · g1 vit kung | a8 svart torn · c8 svart löpare · d8 svart drottning · e8 svart kung · h8 svart torn · b7 svart bonde · c7 svart bonde · d7 svart bonde · e7 svart löpare · f7 svart bonde · g7 svart bonde · h7 svart bonde · a6 svart bonde · c6 svart springare · f6 svart springare · e5 svart bonde · a4 vit löpare · e4 vit bonde · d3 vit bonde · f3 vit springare · a2 vit bonde · b2 vit bonde · c2 vit bonde · f2 vit bonde · g2 vit bonde · h2 vit bonde · a1 vit torn · b1 vit springare · c1 vit löpare · d1 vit drottning · f1 vit torn · g1 vit kung | a8 svart torn · c8 svart löpare · d8 svart drottning · e8 svart kung · h8 svart torn · b7 svart bonde · c7 svart bonde · d7 svart bonde · e7 svart löpare · f7 svart bonde · g7 svart bonde · h7 svart bonde · a6 svart bonde · c6 svart springare · f6 svart springare · e5 svart bonde · a4 vit löpare · e4 vit bonde · d3 vit bonde · f3 vit springare · a2 vit bonde · b2 vit bonde · c2 vit bonde · f2 vit bonde · g2 vit bonde · h2 vit bonde · a1 vit torn · b1 vit springare · c1 vit löpare · d1 vit drottning · f1 vit torn · g1 vit kung | a8 svart torn · c8 svart löpare · d8 svart drottning · e8 svart kung · h8 svart torn · b7 svart bonde · c7 svart bonde · d7 svart bonde · e7 svart löpare · f7 svart bonde · g7 svart bonde · h7 svart bonde · a6 svart bonde · c6 svart springare · f6 svart springare · e5 svart bonde · a4 vit löpare · e4 vit bonde · d3 vit bonde · f3 vit springare · a2 vit bonde · b2 vit bonde · c2 vit bonde · f2 vit bonde · g2 vit bonde · h2 vit bonde · a1 vit torn · b1 vit springare · c1 vit löpare · d1 vit drottning · f1 vit torn · g1 vit kung | a8 svart torn · c8 svart löpare · d8 svart drottning · e8 svart kung · h8 svart torn · b7 svart bonde · c7 svart bonde · d7 svart bonde · e7 svart löpare · f7 svart bonde · g7 svart bonde · h7 svart bonde · a6 svart bonde · c6 svart springare · f6 svart springare · e5 svart bonde · a4 vit löpare · e4 vit bonde · d3 vit bonde · f3 vit springare · a2 vit bonde · b2 vit bonde · c2 vit bonde · f2 vit bonde · g2 vit bonde · h2 vit bonde · a1 vit torn · b1 vit springare · c1 vit löpare · d1 vit drottning · f1 vit torn · g1 vit kung | a8 svart torn · c8 svart löpare · d8 svart drottning · e8 svart kung · h8 svart torn · b7 svart bonde · c7 svart bonde · d7 svart bonde · e7 svart löpare · f7 svart bonde · g7 svart bonde · h7 svart bonde · a6 svart bonde · c6 svart springare · f6 svart springare · e5 svart bonde · a4 vit löpare · e4 vit bonde · d3 vit bonde · f3 vit springare · a2 vit bonde · b2 vit bonde · c2 vit bonde · f2 vit bonde · g2 vit bonde · h2 vit bonde · a1 vit torn · b1 vit springare · c1 vit löpare · d1 vit drottning · f1 vit torn · g1 vit kung | 5 |
| 4 | a8 svart torn · c8 svart löpare · d8 svart drottning · e8 svart kung · h8 svart torn · b7 svart bonde · c7 svart bonde · d7 svart bonde · e7 svart löpare · f7 svart bonde · g7 svart bonde · h7 svart bonde · a6 svart bonde · c6 svart springare · f6 svart springare · e5 svart bonde · a4 vit löpare · e4 vit bonde · d3 vit bonde · f3 vit springare · a2 vit bonde · b2 vit bonde · c2 vit bonde · f2 vit bonde · g2 vit bonde · h2 vit bonde · a1 vit torn · b1 vit springare · c1 vit löpare · d1 vit drottning · f1 vit torn · g1 vit kung | a8 svart torn · c8 svart löpare · d8 svart drottning · e8 svart kung · h8 svart torn · b7 svart bonde · c7 svart bonde · d7 svart bonde · e7 svart löpare · f7 svart bonde · g7 svart bonde · h7 svart bonde · a6 svart bonde · c6 svart springare · f6 svart springare · e5 svart bonde · a4 vit löpare · e4 vit bonde · d3 vit bonde · f3 vit springare · a2 vit bonde · b2 vit bonde · c2 vit bonde · f2 vit bonde · g2 vit bonde · h2 vit bonde · a1 vit torn · b1 vit springare · c1 vit löpare · d1 vit drottning · f1 vit torn · g1 vit kung | a8 svart torn · c8 svart löpare · d8 svart drottning · e8 svart kung · h8 svart torn · b7 svart bonde · c7 svart bonde · d7 svart bonde · e7 svart löpare · f7 svart bonde · g7 svart bonde · h7 svart bonde · a6 svart bonde · c6 svart springare · f6 svart springare · e5 svart bonde · a4 vit löpare · e4 vit bonde · d3 vit bonde · f3 vit springare · a2 vit bonde · b2 vit bonde · c2 vit bonde · f2 vit bonde · g2 vit bonde · h2 vit bonde · a1 vit torn · b1 vit springare · c1 vit löpare · d1 vit drottning · f1 vit torn · g1 vit kung | a8 svart torn · c8 svart löpare · d8 svart drottning · e8 svart kung · h8 svart torn · b7 svart bonde · c7 svart bonde · d7 svart bonde · e7 svart löpare · f7 svart bonde · g7 svart bonde · h7 svart bonde · a6 svart bonde · c6 svart springare · f6 svart springare · e5 svart bonde · a4 vit löpare · e4 vit bonde · d3 vit bonde · f3 vit springare · a2 vit bonde · b2 vit bonde · c2 vit bonde · f2 vit bonde · g2 vit bonde · h2 vit bonde · a1 vit torn · b1 vit springare · c1 vit löpare · d1 vit drottning · f1 vit torn · g1 vit kung | a8 svart torn · c8 svart löpare · d8 svart drottning · e8 svart kung · h8 svart torn · b7 svart bonde · c7 svart bonde · d7 svart bonde · e7 svart löpare · f7 svart bonde · g7 svart bonde · h7 svart bonde · a6 svart bonde · c6 svart springare · f6 svart springare · e5 svart bonde · a4 vit löpare · e4 vit bonde · d3 vit bonde · f3 vit springare · a2 vit bonde · b2 vit bonde · c2 vit bonde · f2 vit bonde · g2 vit bonde · h2 vit bonde · a1 vit torn · b1 vit springare · c1 vit löpare · d1 vit drottning · f1 vit torn · g1 vit kung | a8 svart torn · c8 svart löpare · d8 svart drottning · e8 svart kung · h8 svart torn · b7 svart bonde · c7 svart bonde · d7 svart bonde · e7 svart löpare · f7 svart bonde · g7 svart bonde · h7 svart bonde · a6 svart bonde · c6 svart springare · f6 svart springare · e5 svart bonde · a4 vit löpare · e4 vit bonde · d3 vit bonde · f3 vit springare · a2 vit bonde · b2 vit bonde · c2 vit bonde · f2 vit bonde · g2 vit bonde · h2 vit bonde · a1 vit torn · b1 vit springare · c1 vit löpare · d1 vit drottning · f1 vit torn · g1 vit kung | a8 svart torn · c8 svart löpare · d8 svart drottning · e8 svart kung · h8 svart torn · b7 svart bonde · c7 svart bonde · d7 svart bonde · e7 svart löpare · f7 svart bonde · g7 svart bonde · h7 svart bonde · a6 svart bonde · c6 svart springare · f6 svart springare · e5 svart bonde · a4 vit löpare · e4 vit bonde · d3 vit bonde · f3 vit springare · a2 vit bonde · b2 vit bonde · c2 vit bonde · f2 vit bonde · g2 vit bonde · h2 vit bonde · a1 vit torn · b1 vit springare · c1 vit löpare · d1 vit drottning · f1 vit torn · g1 vit kung | a8 svart torn · c8 svart löpare · d8 svart drottning · e8 svart kung · h8 svart torn · b7 svart bonde · c7 svart bonde · d7 svart bonde · e7 svart löpare · f7 svart bonde · g7 svart bonde · h7 svart bonde · a6 svart bonde · c6 svart springare · f6 svart springare · e5 svart bonde · a4 vit löpare · e4 vit bonde · d3 vit bonde · f3 vit springare · a2 vit bonde · b2 vit bonde · c2 vit bonde · f2 vit bonde · g2 vit bonde · h2 vit bonde · a1 vit torn · b1 vit springare · c1 vit löpare · d1 vit drottning · f1 vit torn · g1 vit kung | 4 |
| 3 | a8 svart torn · c8 svart löpare · d8 svart drottning · e8 svart kung · h8 svart torn · b7 svart bonde · c7 svart bonde · d7 svart bonde · e7 svart löpare · f7 svart bonde · g7 svart bonde · h7 svart bonde · a6 svart bonde · c6 svart springare · f6 svart springare · e5 svart bonde · a4 vit löpare · e4 vit bonde · d3 vit bonde · f3 vit springare · a2 vit bonde · b2 vit bonde · c2 vit bonde · f2 vit bonde · g2 vit bonde · h2 vit bonde · a1 vit torn · b1 vit springare · c1 vit löpare · d1 vit drottning · f1 vit torn · g1 vit kung | a8 svart torn · c8 svart löpare · d8 svart drottning · e8 svart kung · h8 svart torn · b7 svart bonde · c7 svart bonde · d7 svart bonde · e7 svart löpare · f7 svart bonde · g7 svart bonde · h7 svart bonde · a6 svart bonde · c6 svart springare · f6 svart springare · e5 svart bonde · a4 vit löpare · e4 vit bonde · d3 vit bonde · f3 vit springare · a2 vit bonde · b2 vit bonde · c2 vit bonde · f2 vit bonde · g2 vit bonde · h2 vit bonde · a1 vit torn · b1 vit springare · c1 vit löpare · d1 vit drottning · f1 vit torn · g1 vit kung | a8 svart torn · c8 svart löpare · d8 svart drottning · e8 svart kung · h8 svart torn · b7 svart bonde · c7 svart bonde · d7 svart bonde · e7 svart löpare · f7 svart bonde · g7 svart bonde · h7 svart bonde · a6 svart bonde · c6 svart springare · f6 svart springare · e5 svart bonde · a4 vit löpare · e4 vit bonde · d3 vit bonde · f3 vit springare · a2 vit bonde · b2 vit bonde · c2 vit bonde · f2 vit bonde · g2 vit bonde · h2 vit bonde · a1 vit torn · b1 vit springare · c1 vit löpare · d1 vit drottning · f1 vit torn · g1 vit kung | a8 svart torn · c8 svart löpare · d8 svart drottning · e8 svart kung · h8 svart torn · b7 svart bonde · c7 svart bonde · d7 svart bonde · e7 svart löpare · f7 svart bonde · g7 svart bonde · h7 svart bonde · a6 svart bonde · c6 svart springare · f6 svart springare · e5 svart bonde · a4 vit löpare · e4 vit bonde · d3 vit bonde · f3 vit springare · a2 vit bonde · b2 vit bonde · c2 vit bonde · f2 vit bonde · g2 vit bonde · h2 vit bonde · a1 vit torn · b1 vit springare · c1 vit löpare · d1 vit drottning · f1 vit torn · g1 vit kung | a8 svart torn · c8 svart löpare · d8 svart drottning · e8 svart kung · h8 svart torn · b7 svart bonde · c7 svart bonde · d7 svart bonde · e7 svart löpare · f7 svart bonde · g7 svart bonde · h7 svart bonde · a6 svart bonde · c6 svart springare · f6 svart springare · e5 svart bonde · a4 vit löpare · e4 vit bonde · d3 vit bonde · f3 vit springare · a2 vit bonde · b2 vit bonde · c2 vit bonde · f2 vit bonde · g2 vit bonde · h2 vit bonde · a1 vit torn · b1 vit springare · c1 vit löpare · d1 vit drottning · f1 vit torn · g1 vit kung | a8 svart torn · c8 svart löpare · d8 svart drottning · e8 svart kung · h8 svart torn · b7 svart bonde · c7 svart bonde · d7 svart bonde · e7 svart löpare · f7 svart bonde · g7 svart bonde · h7 svart bonde · a6 svart bonde · c6 svart springare · f6 svart springare · e5 svart bonde · a4 vit löpare · e4 vit bonde · d3 vit bonde · f3 vit springare · a2 vit bonde · b2 vit bonde · c2 vit bonde · f2 vit bonde · g2 vit bonde · h2 vit bonde · a1 vit torn · b1 vit springare · c1 vit löpare · d1 vit drottning · f1 vit torn · g1 vit kung | a8 svart torn · c8 svart löpare · d8 svart drottning · e8 svart kung · h8 svart torn · b7 svart bonde · c7 svart bonde · d7 svart bonde · e7 svart löpare · f7 svart bonde · g7 svart bonde · h7 svart bonde · a6 svart bonde · c6 svart springare · f6 svart springare · e5 svart bonde · a4 vit löpare · e4 vit bonde · d3 vit bonde · f3 vit springare · a2 vit bonde · b2 vit bonde · c2 vit bonde · f2 vit bonde · g2 vit bonde · h2 vit bonde · a1 vit torn · b1 vit springare · c1 vit löpare · d1 vit drottning · f1 vit torn · g1 vit kung | a8 svart torn · c8 svart löpare · d8 svart drottning · e8 svart kung · h8 svart torn · b7 svart bonde · c7 svart bonde · d7 svart bonde · e7 svart löpare · f7 svart bonde · g7 svart bonde · h7 svart bonde · a6 svart bonde · c6 svart springare · f6 svart springare · e5 svart bonde · a4 vit löpare · e4 vit bonde · d3 vit bonde · f3 vit springare · a2 vit bonde · b2 vit bonde · c2 vit bonde · f2 vit bonde · g2 vit bonde · h2 vit bonde · a1 vit torn · b1 vit springare · c1 vit löpare · d1 vit drottning · f1 vit torn · g1 vit kung | 3 |
| 2 | a8 svart torn · c8 svart löpare · d8 svart drottning · e8 svart kung · h8 svart torn · b7 svart bonde · c7 svart bonde · d7 svart bonde · e7 svart löpare · f7 svart bonde · g7 svart bonde · h7 svart bonde · a6 svart bonde · c6 svart springare · f6 svart springare · e5 svart bonde · a4 vit löpare · e4 vit bonde · d3 vit bonde · f3 vit springare · a2 vit bonde · b2 vit bonde · c2 vit bonde · f2 vit bonde · g2 vit bonde · h2 vit bonde · a1 vit torn · b1 vit springare · c1 vit löpare · d1 vit drottning · f1 vit torn · g1 vit kung | a8 svart torn · c8 svart löpare · d8 svart drottning · e8 svart kung · h8 svart torn · b7 svart bonde · c7 svart bonde · d7 svart bonde · e7 svart löpare · f7 svart bonde · g7 svart bonde · h7 svart bonde · a6 svart bonde · c6 svart springare · f6 svart springare · e5 svart bonde · a4 vit löpare · e4 vit bonde · d3 vit bonde · f3 vit springare · a2 vit bonde · b2 vit bonde · c2 vit bonde · f2 vit bonde · g2 vit bonde · h2 vit bonde · a1 vit torn · b1 vit springare · c1 vit löpare · d1 vit drottning · f1 vit torn · g1 vit kung | a8 svart torn · c8 svart löpare · d8 svart drottning · e8 svart kung · h8 svart torn · b7 svart bonde · c7 svart bonde · d7 svart bonde · e7 svart löpare · f7 svart bonde · g7 svart bonde · h7 svart bonde · a6 svart bonde · c6 svart springare · f6 svart springare · e5 svart bonde · a4 vit löpare · e4 vit bonde · d3 vit bonde · f3 vit springare · a2 vit bonde · b2 vit bonde · c2 vit bonde · f2 vit bonde · g2 vit bonde · h2 vit bonde · a1 vit torn · b1 vit springare · c1 vit löpare · d1 vit drottning · f1 vit torn · g1 vit kung | a8 svart torn · c8 svart löpare · d8 svart drottning · e8 svart kung · h8 svart torn · b7 svart bonde · c7 svart bonde · d7 svart bonde · e7 svart löpare · f7 svart bonde · g7 svart bonde · h7 svart bonde · a6 svart bonde · c6 svart springare · f6 svart springare · e5 svart bonde · a4 vit löpare · e4 vit bonde · d3 vit bonde · f3 vit springare · a2 vit bonde · b2 vit bonde · c2 vit bonde · f2 vit bonde · g2 vit bonde · h2 vit bonde · a1 vit torn · b1 vit springare · c1 vit löpare · d1 vit drottning · f1 vit torn · g1 vit kung | a8 svart torn · c8 svart löpare · d8 svart drottning · e8 svart kung · h8 svart torn · b7 svart bonde · c7 svart bonde · d7 svart bonde · e7 svart löpare · f7 svart bonde · g7 svart bonde · h7 svart bonde · a6 svart bonde · c6 svart springare · f6 svart springare · e5 svart bonde · a4 vit löpare · e4 vit bonde · d3 vit bonde · f3 vit springare · a2 vit bonde · b2 vit bonde · c2 vit bonde · f2 vit bonde · g2 vit bonde · h2 vit bonde · a1 vit torn · b1 vit springare · c1 vit löpare · d1 vit drottning · f1 vit torn · g1 vit kung | a8 svart torn · c8 svart löpare · d8 svart drottning · e8 svart kung · h8 svart torn · b7 svart bonde · c7 svart bonde · d7 svart bonde · e7 svart löpare · f7 svart bonde · g7 svart bonde · h7 svart bonde · a6 svart bonde · c6 svart springare · f6 svart springare · e5 svart bonde · a4 vit löpare · e4 vit bonde · d3 vit bonde · f3 vit springare · a2 vit bonde · b2 vit bonde · c2 vit bonde · f2 vit bonde · g2 vit bonde · h2 vit bonde · a1 vit torn · b1 vit springare · c1 vit löpare · d1 vit drottning · f1 vit torn · g1 vit kung | a8 svart torn · c8 svart löpare · d8 svart drottning · e8 svart kung · h8 svart torn · b7 svart bonde · c7 svart bonde · d7 svart bonde · e7 svart löpare · f7 svart bonde · g7 svart bonde · h7 svart bonde · a6 svart bonde · c6 svart springare · f6 svart springare · e5 svart bonde · a4 vit löpare · e4 vit bonde · d3 vit bonde · f3 vit springare · a2 vit bonde · b2 vit bonde · c2 vit bonde · f2 vit bonde · g2 vit bonde · h2 vit bonde · a1 vit torn · b1 vit springare · c1 vit löpare · d1 vit drottning · f1 vit torn · g1 vit kung | a8 svart torn · c8 svart löpare · d8 svart drottning · e8 svart kung · h8 svart torn · b7 svart bonde · c7 svart bonde · d7 svart bonde · e7 svart löpare · f7 svart bonde · g7 svart bonde · h7 svart bonde · a6 svart bonde · c6 svart springare · f6 svart springare · e5 svart bonde · a4 vit löpare · e4 vit bonde · d3 vit bonde · f3 vit springare · a2 vit bonde · b2 vit bonde · c2 vit bonde · f2 vit bonde · g2 vit bonde · h2 vit bonde · a1 vit torn · b1 vit springare · c1 vit löpare · d1 vit drottning · f1 vit torn · g1 vit kung | 2 |
| 1 | a8 svart torn · c8 svart löpare · d8 svart drottning · e8 svart kung · h8 svart torn · b7 svart bonde · c7 svart bonde · d7 svart bonde · e7 svart löpare · f7 svart bonde · g7 svart bonde · h7 svart bonde · a6 svart bonde · c6 svart springare · f6 svart springare · e5 svart bonde · a4 vit löpare · e4 vit bonde · d3 vit bonde · f3 vit springare · a2 vit bonde · b2 vit bonde · c2 vit bonde · f2 vit bonde · g2 vit bonde · h2 vit bonde · a1 vit torn · b1 vit springare · c1 vit löpare · d1 vit drottning · f1 vit torn · g1 vit kung | a8 svart torn · c8 svart löpare · d8 svart drottning · e8 svart kung · h8 svart torn · b7 svart bonde · c7 svart bonde · d7 svart bonde · e7 svart löpare · f7 svart bonde · g7 svart bonde · h7 svart bonde · a6 svart bonde · c6 svart springare · f6 svart springare · e5 svart bonde · a4 vit löpare · e4 vit bonde · d3 vit bonde · f3 vit springare · a2 vit bonde · b2 vit bonde · c2 vit bonde · f2 vit bonde · g2 vit bonde · h2 vit bonde · a1 vit torn · b1 vit springare · c1 vit löpare · d1 vit drottning · f1 vit torn · g1 vit kung | a8 svart torn · c8 svart löpare · d8 svart drottning · e8 svart kung · h8 svart torn · b7 svart bonde · c7 svart bonde · d7 svart bonde · e7 svart löpare · f7 svart bonde · g7 svart bonde · h7 svart bonde · a6 svart bonde · c6 svart springare · f6 svart springare · e5 svart bonde · a4 vit löpare · e4 vit bonde · d3 vit bonde · f3 vit springare · a2 vit bonde · b2 vit bonde · c2 vit bonde · f2 vit bonde · g2 vit bonde · h2 vit bonde · a1 vit torn · b1 vit springare · c1 vit löpare · d1 vit drottning · f1 vit torn · g1 vit kung | a8 svart torn · c8 svart löpare · d8 svart drottning · e8 svart kung · h8 svart torn · b7 svart bonde · c7 svart bonde · d7 svart bonde · e7 svart löpare · f7 svart bonde · g7 svart bonde · h7 svart bonde · a6 svart bonde · c6 svart springare · f6 svart springare · e5 svart bonde · a4 vit löpare · e4 vit bonde · d3 vit bonde · f3 vit springare · a2 vit bonde · b2 vit bonde · c2 vit bonde · f2 vit bonde · g2 vit bonde · h2 vit bonde · a1 vit torn · b1 vit springare · c1 vit löpare · d1 vit drottning · f1 vit torn · g1 vit kung | a8 svart torn · c8 svart löpare · d8 svart drottning · e8 svart kung · h8 svart torn · b7 svart bonde · c7 svart bonde · d7 svart bonde · e7 svart löpare · f7 svart bonde · g7 svart bonde · h7 svart bonde · a6 svart bonde · c6 svart springare · f6 svart springare · e5 svart bonde · a4 vit löpare · e4 vit bonde · d3 vit bonde · f3 vit springare · a2 vit bonde · b2 vit bonde · c2 vit bonde · f2 vit bonde · g2 vit bonde · h2 vit bonde · a1 vit torn · b1 vit springare · c1 vit löpare · d1 vit drottning · f1 vit torn · g1 vit kung | a8 svart torn · c8 svart löpare · d8 svart drottning · e8 svart kung · h8 svart torn · b7 svart bonde · c7 svart bonde · d7 svart bonde · e7 svart löpare · f7 svart bonde · g7 svart bonde · h7 svart bonde · a6 svart bonde · c6 svart springare · f6 svart springare · e5 svart bonde · a4 vit löpare · e4 vit bonde · d3 vit bonde · f3 vit springare · a2 vit bonde · b2 vit bonde · c2 vit bonde · f2 vit bonde · g2 vit bonde · h2 vit bonde · a1 vit torn · b1 vit springare · c1 vit löpare · d1 vit drottning · f1 vit torn · g1 vit kung | a8 svart torn · c8 svart löpare · d8 svart drottning · e8 svart kung · h8 svart torn · b7 svart bonde · c7 svart bonde · d7 svart bonde · e7 svart löpare · f7 svart bonde · g7 svart bonde · h7 svart bonde · a6 svart bonde · c6 svart springare · f6 svart springare · e5 svart bonde · a4 vit löpare · e4 vit bonde · d3 vit bonde · f3 vit springare · a2 vit bonde · b2 vit bonde · c2 vit bonde · f2 vit bonde · g2 vit bonde · h2 vit bonde · a1 vit torn · b1 vit springare · c1 vit löpare · d1 vit drottning · f1 vit torn · g1 vit kung | a8 svart torn · c8 svart löpare · d8 svart drottning · e8 svart kung · h8 svart torn · b7 svart bonde · c7 svart bonde · d7 svart bonde · e7 svart löpare · f7 svart bonde · g7 svart bonde · h7 svart bonde · a6 svart bonde · c6 svart springare · f6 svart springare · e5 svart bonde · a4 vit löpare · e4 vit bonde · d3 vit bonde · f3 vit springare · a2 vit bonde · b2 vit bonde · c2 vit bonde · f2 vit bonde · g2 vit bonde · h2 vit bonde · a1 vit torn · b1 vit springare · c1 vit löpare · d1 vit drottning · f1 vit torn · g1 vit kung | 1 |
|   | a | b | c | d | e | f | g | h |   |

Den moderna varianten definieras av 3...a6 4.La4 Sf6 5.0-0 Le7 6.d3. Att spela d3 (i stället för c3 och d4) har blivit populärt på elitnivå de senaste åren och praktiseras av bland andra Magnus Carlsen. Anderssenvarianten med 5.d3 är en liknande variant.
De vanligaste fortsättningarna är 6...b5 7.Lb3 d6 8.a4 och 6...d6 7.c3 0-0 8.Te1.

#### Andra slutna varianter
Efter 3...a6 4.La4 Sf6 5.0-0 Le7 finns några andra avvikelser från huvudvarianten:
- 6.Te1 d6 är Averbachvarianten som har likheter med moderna Steinitzförsvaret. Spelet kan fortsätta 7.c3 Lg4 8.d3 eller 7.Lxc6 bxc6 8.d4.

- 6.De2 kallas Worrallvarianten. Vit spelar De2 i stället för Te1 och planen är att sätta tornet på d-linjen och gå fram med d-bonden. En typisk fortsättning är 6...b5 7.Lb3 0-0 8.c3 d6.

- 6.d4 är en variant av spansk centrumgambit som ofta fortsätter på samma sätt som efter 5.d4.

### Alternativ till slutna försvaret efter 4.La4

#### Öppna försvaret (5...Sxe4)
|   | a | b | c | d | e | f | g | h |   |
| 8 | a8 svart torn · d8 svart drottning · e8 svart kung · f8 svart löpare · h8 svart torn · c7 svart bonde · f7 svart bonde · g7 svart bonde · h7 svart bonde · a6 svart bonde · c6 svart springare · e6 svart löpare · b5 svart bonde · d5 svart bonde · e5 vit bonde · e4 svart springare · b3 vit löpare · f3 vit springare · a2 vit bonde · b2 vit bonde · c2 vit bonde · f2 vit bonde · g2 vit bonde · h2 vit bonde · a1 vit torn · b1 vit springare · c1 vit löpare · d1 vit drottning · f1 vit torn · g1 vit kung | a8 svart torn · d8 svart drottning · e8 svart kung · f8 svart löpare · h8 svart torn · c7 svart bonde · f7 svart bonde · g7 svart bonde · h7 svart bonde · a6 svart bonde · c6 svart springare · e6 svart löpare · b5 svart bonde · d5 svart bonde · e5 vit bonde · e4 svart springare · b3 vit löpare · f3 vit springare · a2 vit bonde · b2 vit bonde · c2 vit bonde · f2 vit bonde · g2 vit bonde · h2 vit bonde · a1 vit torn · b1 vit springare · c1 vit löpare · d1 vit drottning · f1 vit torn · g1 vit kung | a8 svart torn · d8 svart drottning · e8 svart kung · f8 svart löpare · h8 svart torn · c7 svart bonde · f7 svart bonde · g7 svart bonde · h7 svart bonde · a6 svart bonde · c6 svart springare · e6 svart löpare · b5 svart bonde · d5 svart bonde · e5 vit bonde · e4 svart springare · b3 vit löpare · f3 vit springare · a2 vit bonde · b2 vit bonde · c2 vit bonde · f2 vit bonde · g2 vit bonde · h2 vit bonde · a1 vit torn · b1 vit springare · c1 vit löpare · d1 vit drottning · f1 vit torn · g1 vit kung | a8 svart torn · d8 svart drottning · e8 svart kung · f8 svart löpare · h8 svart torn · c7 svart bonde · f7 svart bonde · g7 svart bonde · h7 svart bonde · a6 svart bonde · c6 svart springare · e6 svart löpare · b5 svart bonde · d5 svart bonde · e5 vit bonde · e4 svart springare · b3 vit löpare · f3 vit springare · a2 vit bonde · b2 vit bonde · c2 vit bonde · f2 vit bonde · g2 vit bonde · h2 vit bonde · a1 vit torn · b1 vit springare · c1 vit löpare · d1 vit drottning · f1 vit torn · g1 vit kung | a8 svart torn · d8 svart drottning · e8 svart kung · f8 svart löpare · h8 svart torn · c7 svart bonde · f7 svart bonde · g7 svart bonde · h7 svart bonde · a6 svart bonde · c6 svart springare · e6 svart löpare · b5 svart bonde · d5 svart bonde · e5 vit bonde · e4 svart springare · b3 vit löpare · f3 vit springare · a2 vit bonde · b2 vit bonde · c2 vit bonde · f2 vit bonde · g2 vit bonde · h2 vit bonde · a1 vit torn · b1 vit springare · c1 vit löpare · d1 vit drottning · f1 vit torn · g1 vit kung | a8 svart torn · d8 svart drottning · e8 svart kung · f8 svart löpare · h8 svart torn · c7 svart bonde · f7 svart bonde · g7 svart bonde · h7 svart bonde · a6 svart bonde · c6 svart springare · e6 svart löpare · b5 svart bonde · d5 svart bonde · e5 vit bonde · e4 svart springare · b3 vit löpare · f3 vit springare · a2 vit bonde · b2 vit bonde · c2 vit bonde · f2 vit bonde · g2 vit bonde · h2 vit bonde · a1 vit torn · b1 vit springare · c1 vit löpare · d1 vit drottning · f1 vit torn · g1 vit kung | a8 svart torn · d8 svart drottning · e8 svart kung · f8 svart löpare · h8 svart torn · c7 svart bonde · f7 svart bonde · g7 svart bonde · h7 svart bonde · a6 svart bonde · c6 svart springare · e6 svart löpare · b5 svart bonde · d5 svart bonde · e5 vit bonde · e4 svart springare · b3 vit löpare · f3 vit springare · a2 vit bonde · b2 vit bonde · c2 vit bonde · f2 vit bonde · g2 vit bonde · h2 vit bonde · a1 vit torn · b1 vit springare · c1 vit löpare · d1 vit drottning · f1 vit torn · g1 vit kung | a8 svart torn · d8 svart drottning · e8 svart kung · f8 svart löpare · h8 svart torn · c7 svart bonde · f7 svart bonde · g7 svart bonde · h7 svart bonde · a6 svart bonde · c6 svart springare · e6 svart löpare · b5 svart bonde · d5 svart bonde · e5 vit bonde · e4 svart springare · b3 vit löpare · f3 vit springare · a2 vit bonde · b2 vit bonde · c2 vit bonde · f2 vit bonde · g2 vit bonde · h2 vit bonde · a1 vit torn · b1 vit springare · c1 vit löpare · d1 vit drottning · f1 vit torn · g1 vit kung | 8 |
| 7 | a8 svart torn · d8 svart drottning · e8 svart kung · f8 svart löpare · h8 svart torn · c7 svart bonde · f7 svart bonde · g7 svart bonde · h7 svart bonde · a6 svart bonde · c6 svart springare · e6 svart löpare · b5 svart bonde · d5 svart bonde · e5 vit bonde · e4 svart springare · b3 vit löpare · f3 vit springare · a2 vit bonde · b2 vit bonde · c2 vit bonde · f2 vit bonde · g2 vit bonde · h2 vit bonde · a1 vit torn · b1 vit springare · c1 vit löpare · d1 vit drottning · f1 vit torn · g1 vit kung | a8 svart torn · d8 svart drottning · e8 svart kung · f8 svart löpare · h8 svart torn · c7 svart bonde · f7 svart bonde · g7 svart bonde · h7 svart bonde · a6 svart bonde · c6 svart springare · e6 svart löpare · b5 svart bonde · d5 svart bonde · e5 vit bonde · e4 svart springare · b3 vit löpare · f3 vit springare · a2 vit bonde · b2 vit bonde · c2 vit bonde · f2 vit bonde · g2 vit bonde · h2 vit bonde · a1 vit torn · b1 vit springare · c1 vit löpare · d1 vit drottning · f1 vit torn · g1 vit kung | a8 svart torn · d8 svart drottning · e8 svart kung · f8 svart löpare · h8 svart torn · c7 svart bonde · f7 svart bonde · g7 svart bonde · h7 svart bonde · a6 svart bonde · c6 svart springare · e6 svart löpare · b5 svart bonde · d5 svart bonde · e5 vit bonde · e4 svart springare · b3 vit löpare · f3 vit springare · a2 vit bonde · b2 vit bonde · c2 vit bonde · f2 vit bonde · g2 vit bonde · h2 vit bonde · a1 vit torn · b1 vit springare · c1 vit löpare · d1 vit drottning · f1 vit torn · g1 vit kung | a8 svart torn · d8 svart drottning · e8 svart kung · f8 svart löpare · h8 svart torn · c7 svart bonde · f7 svart bonde · g7 svart bonde · h7 svart bonde · a6 svart bonde · c6 svart springare · e6 svart löpare · b5 svart bonde · d5 svart bonde · e5 vit bonde · e4 svart springare · b3 vit löpare · f3 vit springare · a2 vit bonde · b2 vit bonde · c2 vit bonde · f2 vit bonde · g2 vit bonde · h2 vit bonde · a1 vit torn · b1 vit springare · c1 vit löpare · d1 vit drottning · f1 vit torn · g1 vit kung | a8 svart torn · d8 svart drottning · e8 svart kung · f8 svart löpare · h8 svart torn · c7 svart bonde · f7 svart bonde · g7 svart bonde · h7 svart bonde · a6 svart bonde · c6 svart springare · e6 svart löpare · b5 svart bonde · d5 svart bonde · e5 vit bonde · e4 svart springare · b3 vit löpare · f3 vit springare · a2 vit bonde · b2 vit bonde · c2 vit bonde · f2 vit bonde · g2 vit bonde · h2 vit bonde · a1 vit torn · b1 vit springare · c1 vit löpare · d1 vit drottning · f1 vit torn · g1 vit kung | a8 svart torn · d8 svart drottning · e8 svart kung · f8 svart löpare · h8 svart torn · c7 svart bonde · f7 svart bonde · g7 svart bonde · h7 svart bonde · a6 svart bonde · c6 svart springare · e6 svart löpare · b5 svart bonde · d5 svart bonde · e5 vit bonde · e4 svart springare · b3 vit löpare · f3 vit springare · a2 vit bonde · b2 vit bonde · c2 vit bonde · f2 vit bonde · g2 vit bonde · h2 vit bonde · a1 vit torn · b1 vit springare · c1 vit löpare · d1 vit drottning · f1 vit torn · g1 vit kung | a8 svart torn · d8 svart drottning · e8 svart kung · f8 svart löpare · h8 svart torn · c7 svart bonde · f7 svart bonde · g7 svart bonde · h7 svart bonde · a6 svart bonde · c6 svart springare · e6 svart löpare · b5 svart bonde · d5 svart bonde · e5 vit bonde · e4 svart springare · b3 vit löpare · f3 vit springare · a2 vit bonde · b2 vit bonde · c2 vit bonde · f2 vit bonde · g2 vit bonde · h2 vit bonde · a1 vit torn · b1 vit springare · c1 vit löpare · d1 vit drottning · f1 vit torn · g1 vit kung | a8 svart torn · d8 svart drottning · e8 svart kung · f8 svart löpare · h8 svart torn · c7 svart bonde · f7 svart bonde · g7 svart bonde · h7 svart bonde · a6 svart bonde · c6 svart springare · e6 svart löpare · b5 svart bonde · d5 svart bonde · e5 vit bonde · e4 svart springare · b3 vit löpare · f3 vit springare · a2 vit bonde · b2 vit bonde · c2 vit bonde · f2 vit bonde · g2 vit bonde · h2 vit bonde · a1 vit torn · b1 vit springare · c1 vit löpare · d1 vit drottning · f1 vit torn · g1 vit kung | 7 |
| 6 | a8 svart torn · d8 svart drottning · e8 svart kung · f8 svart löpare · h8 svart torn · c7 svart bonde · f7 svart bonde · g7 svart bonde · h7 svart bonde · a6 svart bonde · c6 svart springare · e6 svart löpare · b5 svart bonde · d5 svart bonde · e5 vit bonde · e4 svart springare · b3 vit löpare · f3 vit springare · a2 vit bonde · b2 vit bonde · c2 vit bonde · f2 vit bonde · g2 vit bonde · h2 vit bonde · a1 vit torn · b1 vit springare · c1 vit löpare · d1 vit drottning · f1 vit torn · g1 vit kung | a8 svart torn · d8 svart drottning · e8 svart kung · f8 svart löpare · h8 svart torn · c7 svart bonde · f7 svart bonde · g7 svart bonde · h7 svart bonde · a6 svart bonde · c6 svart springare · e6 svart löpare · b5 svart bonde · d5 svart bonde · e5 vit bonde · e4 svart springare · b3 vit löpare · f3 vit springare · a2 vit bonde · b2 vit bonde · c2 vit bonde · f2 vit bonde · g2 vit bonde · h2 vit bonde · a1 vit torn · b1 vit springare · c1 vit löpare · d1 vit drottning · f1 vit torn · g1 vit kung | a8 svart torn · d8 svart drottning · e8 svart kung · f8 svart löpare · h8 svart torn · c7 svart bonde · f7 svart bonde · g7 svart bonde · h7 svart bonde · a6 svart bonde · c6 svart springare · e6 svart löpare · b5 svart bonde · d5 svart bonde · e5 vit bonde · e4 svart springare · b3 vit löpare · f3 vit springare · a2 vit bonde · b2 vit bonde · c2 vit bonde · f2 vit bonde · g2 vit bonde · h2 vit bonde · a1 vit torn · b1 vit springare · c1 vit löpare · d1 vit drottning · f1 vit torn · g1 vit kung | a8 svart torn · d8 svart drottning · e8 svart kung · f8 svart löpare · h8 svart torn · c7 svart bonde · f7 svart bonde · g7 svart bonde · h7 svart bonde · a6 svart bonde · c6 svart springare · e6 svart löpare · b5 svart bonde · d5 svart bonde · e5 vit bonde · e4 svart springare · b3 vit löpare · f3 vit springare · a2 vit bonde · b2 vit bonde · c2 vit bonde · f2 vit bonde · g2 vit bonde · h2 vit bonde · a1 vit torn · b1 vit springare · c1 vit löpare · d1 vit drottning · f1 vit torn · g1 vit kung | a8 svart torn · d8 svart drottning · e8 svart kung · f8 svart löpare · h8 svart torn · c7 svart bonde · f7 svart bonde · g7 svart bonde · h7 svart bonde · a6 svart bonde · c6 svart springare · e6 svart löpare · b5 svart bonde · d5 svart bonde · e5 vit bonde · e4 svart springare · b3 vit löpare · f3 vit springare · a2 vit bonde · b2 vit bonde · c2 vit bonde · f2 vit bonde · g2 vit bonde · h2 vit bonde · a1 vit torn · b1 vit springare · c1 vit löpare · d1 vit drottning · f1 vit torn · g1 vit kung | a8 svart torn · d8 svart drottning · e8 svart kung · f8 svart löpare · h8 svart torn · c7 svart bonde · f7 svart bonde · g7 svart bonde · h7 svart bonde · a6 svart bonde · c6 svart springare · e6 svart löpare · b5 svart bonde · d5 svart bonde · e5 vit bonde · e4 svart springare · b3 vit löpare · f3 vit springare · a2 vit bonde · b2 vit bonde · c2 vit bonde · f2 vit bonde · g2 vit bonde · h2 vit bonde · a1 vit torn · b1 vit springare · c1 vit löpare · d1 vit drottning · f1 vit torn · g1 vit kung | a8 svart torn · d8 svart drottning · e8 svart kung · f8 svart löpare · h8 svart torn · c7 svart bonde · f7 svart bonde · g7 svart bonde · h7 svart bonde · a6 svart bonde · c6 svart springare · e6 svart löpare · b5 svart bonde · d5 svart bonde · e5 vit bonde · e4 svart springare · b3 vit löpare · f3 vit springare · a2 vit bonde · b2 vit bonde · c2 vit bonde · f2 vit bonde · g2 vit bonde · h2 vit bonde · a1 vit torn · b1 vit springare · c1 vit löpare · d1 vit drottning · f1 vit torn · g1 vit kung | a8 svart torn · d8 svart drottning · e8 svart kung · f8 svart löpare · h8 svart torn · c7 svart bonde · f7 svart bonde · g7 svart bonde · h7 svart bonde · a6 svart bonde · c6 svart springare · e6 svart löpare · b5 svart bonde · d5 svart bonde · e5 vit bonde · e4 svart springare · b3 vit löpare · f3 vit springare · a2 vit bonde · b2 vit bonde · c2 vit bonde · f2 vit bonde · g2 vit bonde · h2 vit bonde · a1 vit torn · b1 vit springare · c1 vit löpare · d1 vit drottning · f1 vit torn · g1 vit kung | 6 |
| 5 | a8 svart torn · d8 svart drottning · e8 svart kung · f8 svart löpare · h8 svart torn · c7 svart bonde · f7 svart bonde · g7 svart bonde · h7 svart bonde · a6 svart bonde · c6 svart springare · e6 svart löpare · b5 svart bonde · d5 svart bonde · e5 vit bonde · e4 svart springare · b3 vit löpare · f3 vit springare · a2 vit bonde · b2 vit bonde · c2 vit bonde · f2 vit bonde · g2 vit bonde · h2 vit bonde · a1 vit torn · b1 vit springare · c1 vit löpare · d1 vit drottning · f1 vit torn · g1 vit kung | a8 svart torn · d8 svart drottning · e8 svart kung · f8 svart löpare · h8 svart torn · c7 svart bonde · f7 svart bonde · g7 svart bonde · h7 svart bonde · a6 svart bonde · c6 svart springare · e6 svart löpare · b5 svart bonde · d5 svart bonde · e5 vit bonde · e4 svart springare · b3 vit löpare · f3 vit springare · a2 vit bonde · b2 vit bonde · c2 vit bonde · f2 vit bonde · g2 vit bonde · h2 vit bonde · a1 vit torn · b1 vit springare · c1 vit löpare · d1 vit drottning · f1 vit torn · g1 vit kung | a8 svart torn · d8 svart drottning · e8 svart kung · f8 svart löpare · h8 svart torn · c7 svart bonde · f7 svart bonde · g7 svart bonde · h7 svart bonde · a6 svart bonde · c6 svart springare · e6 svart löpare · b5 svart bonde · d5 svart bonde · e5 vit bonde · e4 svart springare · b3 vit löpare · f3 vit springare · a2 vit bonde · b2 vit bonde · c2 vit bonde · f2 vit bonde · g2 vit bonde · h2 vit bonde · a1 vit torn · b1 vit springare · c1 vit löpare · d1 vit drottning · f1 vit torn · g1 vit kung | a8 svart torn · d8 svart drottning · e8 svart kung · f8 svart löpare · h8 svart torn · c7 svart bonde · f7 svart bonde · g7 svart bonde · h7 svart bonde · a6 svart bonde · c6 svart springare · e6 svart löpare · b5 svart bonde · d5 svart bonde · e5 vit bonde · e4 svart springare · b3 vit löpare · f3 vit springare · a2 vit bonde · b2 vit bonde · c2 vit bonde · f2 vit bonde · g2 vit bonde · h2 vit bonde · a1 vit torn · b1 vit springare · c1 vit löpare · d1 vit drottning · f1 vit torn · g1 vit kung | a8 svart torn · d8 svart drottning · e8 svart kung · f8 svart löpare · h8 svart torn · c7 svart bonde · f7 svart bonde · g7 svart bonde · h7 svart bonde · a6 svart bonde · c6 svart springare · e6 svart löpare · b5 svart bonde · d5 svart bonde · e5 vit bonde · e4 svart springare · b3 vit löpare · f3 vit springare · a2 vit bonde · b2 vit bonde · c2 vit bonde · f2 vit bonde · g2 vit bonde · h2 vit bonde · a1 vit torn · b1 vit springare · c1 vit löpare · d1 vit drottning · f1 vit torn · g1 vit kung | a8 svart torn · d8 svart drottning · e8 svart kung · f8 svart löpare · h8 svart torn · c7 svart bonde · f7 svart bonde · g7 svart bonde · h7 svart bonde · a6 svart bonde · c6 svart springare · e6 svart löpare · b5 svart bonde · d5 svart bonde · e5 vit bonde · e4 svart springare · b3 vit löpare · f3 vit springare · a2 vit bonde · b2 vit bonde · c2 vit bonde · f2 vit bonde · g2 vit bonde · h2 vit bonde · a1 vit torn · b1 vit springare · c1 vit löpare · d1 vit drottning · f1 vit torn · g1 vit kung | a8 svart torn · d8 svart drottning · e8 svart kung · f8 svart löpare · h8 svart torn · c7 svart bonde · f7 svart bonde · g7 svart bonde · h7 svart bonde · a6 svart bonde · c6 svart springare · e6 svart löpare · b5 svart bonde · d5 svart bonde · e5 vit bonde · e4 svart springare · b3 vit löpare · f3 vit springare · a2 vit bonde · b2 vit bonde · c2 vit bonde · f2 vit bonde · g2 vit bonde · h2 vit bonde · a1 vit torn · b1 vit springare · c1 vit löpare · d1 vit drottning · f1 vit torn · g1 vit kung | a8 svart torn · d8 svart drottning · e8 svart kung · f8 svart löpare · h8 svart torn · c7 svart bonde · f7 svart bonde · g7 svart bonde · h7 svart bonde · a6 svart bonde · c6 svart springare · e6 svart löpare · b5 svart bonde · d5 svart bonde · e5 vit bonde · e4 svart springare · b3 vit löpare · f3 vit springare · a2 vit bonde · b2 vit bonde · c2 vit bonde · f2 vit bonde · g2 vit bonde · h2 vit bonde · a1 vit torn · b1 vit springare · c1 vit löpare · d1 vit drottning · f1 vit torn · g1 vit kung | 5 |
| 4 | a8 svart torn · d8 svart drottning · e8 svart kung · f8 svart löpare · h8 svart torn · c7 svart bonde · f7 svart bonde · g7 svart bonde · h7 svart bonde · a6 svart bonde · c6 svart springare · e6 svart löpare · b5 svart bonde · d5 svart bonde · e5 vit bonde · e4 svart springare · b3 vit löpare · f3 vit springare · a2 vit bonde · b2 vit bonde · c2 vit bonde · f2 vit bonde · g2 vit bonde · h2 vit bonde · a1 vit torn · b1 vit springare · c1 vit löpare · d1 vit drottning · f1 vit torn · g1 vit kung | a8 svart torn · d8 svart drottning · e8 svart kung · f8 svart löpare · h8 svart torn · c7 svart bonde · f7 svart bonde · g7 svart bonde · h7 svart bonde · a6 svart bonde · c6 svart springare · e6 svart löpare · b5 svart bonde · d5 svart bonde · e5 vit bonde · e4 svart springare · b3 vit löpare · f3 vit springare · a2 vit bonde · b2 vit bonde · c2 vit bonde · f2 vit bonde · g2 vit bonde · h2 vit bonde · a1 vit torn · b1 vit springare · c1 vit löpare · d1 vit drottning · f1 vit torn · g1 vit kung | a8 svart torn · d8 svart drottning · e8 svart kung · f8 svart löpare · h8 svart torn · c7 svart bonde · f7 svart bonde · g7 svart bonde · h7 svart bonde · a6 svart bonde · c6 svart springare · e6 svart löpare · b5 svart bonde · d5 svart bonde · e5 vit bonde · e4 svart springare · b3 vit löpare · f3 vit springare · a2 vit bonde · b2 vit bonde · c2 vit bonde · f2 vit bonde · g2 vit bonde · h2 vit bonde · a1 vit torn · b1 vit springare · c1 vit löpare · d1 vit drottning · f1 vit torn · g1 vit kung | a8 svart torn · d8 svart drottning · e8 svart kung · f8 svart löpare · h8 svart torn · c7 svart bonde · f7 svart bonde · g7 svart bonde · h7 svart bonde · a6 svart bonde · c6 svart springare · e6 svart löpare · b5 svart bonde · d5 svart bonde · e5 vit bonde · e4 svart springare · b3 vit löpare · f3 vit springare · a2 vit bonde · b2 vit bonde · c2 vit bonde · f2 vit bonde · g2 vit bonde · h2 vit bonde · a1 vit torn · b1 vit springare · c1 vit löpare · d1 vit drottning · f1 vit torn · g1 vit kung | a8 svart torn · d8 svart drottning · e8 svart kung · f8 svart löpare · h8 svart torn · c7 svart bonde · f7 svart bonde · g7 svart bonde · h7 svart bonde · a6 svart bonde · c6 svart springare · e6 svart löpare · b5 svart bonde · d5 svart bonde · e5 vit bonde · e4 svart springare · b3 vit löpare · f3 vit springare · a2 vit bonde · b2 vit bonde · c2 vit bonde · f2 vit bonde · g2 vit bonde · h2 vit bonde · a1 vit torn · b1 vit springare · c1 vit löpare · d1 vit drottning · f1 vit torn · g1 vit kung | a8 svart torn · d8 svart drottning · e8 svart kung · f8 svart löpare · h8 svart torn · c7 svart bonde · f7 svart bonde · g7 svart bonde · h7 svart bonde · a6 svart bonde · c6 svart springare · e6 svart löpare · b5 svart bonde · d5 svart bonde · e5 vit bonde · e4 svart springare · b3 vit löpare · f3 vit springare · a2 vit bonde · b2 vit bonde · c2 vit bonde · f2 vit bonde · g2 vit bonde · h2 vit bonde · a1 vit torn · b1 vit springare · c1 vit löpare · d1 vit drottning · f1 vit torn · g1 vit kung | a8 svart torn · d8 svart drottning · e8 svart kung · f8 svart löpare · h8 svart torn · c7 svart bonde · f7 svart bonde · g7 svart bonde · h7 svart bonde · a6 svart bonde · c6 svart springare · e6 svart löpare · b5 svart bonde · d5 svart bonde · e5 vit bonde · e4 svart springare · b3 vit löpare · f3 vit springare · a2 vit bonde · b2 vit bonde · c2 vit bonde · f2 vit bonde · g2 vit bonde · h2 vit bonde · a1 vit torn · b1 vit springare · c1 vit löpare · d1 vit drottning · f1 vit torn · g1 vit kung | a8 svart torn · d8 svart drottning · e8 svart kung · f8 svart löpare · h8 svart torn · c7 svart bonde · f7 svart bonde · g7 svart bonde · h7 svart bonde · a6 svart bonde · c6 svart springare · e6 svart löpare · b5 svart bonde · d5 svart bonde · e5 vit bonde · e4 svart springare · b3 vit löpare · f3 vit springare · a2 vit bonde · b2 vit bonde · c2 vit bonde · f2 vit bonde · g2 vit bonde · h2 vit bonde · a1 vit torn · b1 vit springare · c1 vit löpare · d1 vit drottning · f1 vit torn · g1 vit kung | 4 |
| 3 | a8 svart torn · d8 svart drottning · e8 svart kung · f8 svart löpare · h8 svart torn · c7 svart bonde · f7 svart bonde · g7 svart bonde · h7 svart bonde · a6 svart bonde · c6 svart springare · e6 svart löpare · b5 svart bonde · d5 svart bonde · e5 vit bonde · e4 svart springare · b3 vit löpare · f3 vit springare · a2 vit bonde · b2 vit bonde · c2 vit bonde · f2 vit bonde · g2 vit bonde · h2 vit bonde · a1 vit torn · b1 vit springare · c1 vit löpare · d1 vit drottning · f1 vit torn · g1 vit kung | a8 svart torn · d8 svart drottning · e8 svart kung · f8 svart löpare · h8 svart torn · c7 svart bonde · f7 svart bonde · g7 svart bonde · h7 svart bonde · a6 svart bonde · c6 svart springare · e6 svart löpare · b5 svart bonde · d5 svart bonde · e5 vit bonde · e4 svart springare · b3 vit löpare · f3 vit springare · a2 vit bonde · b2 vit bonde · c2 vit bonde · f2 vit bonde · g2 vit bonde · h2 vit bonde · a1 vit torn · b1 vit springare · c1 vit löpare · d1 vit drottning · f1 vit torn · g1 vit kung | a8 svart torn · d8 svart drottning · e8 svart kung · f8 svart löpare · h8 svart torn · c7 svart bonde · f7 svart bonde · g7 svart bonde · h7 svart bonde · a6 svart bonde · c6 svart springare · e6 svart löpare · b5 svart bonde · d5 svart bonde · e5 vit bonde · e4 svart springare · b3 vit löpare · f3 vit springare · a2 vit bonde · b2 vit bonde · c2 vit bonde · f2 vit bonde · g2 vit bonde · h2 vit bonde · a1 vit torn · b1 vit springare · c1 vit löpare · d1 vit drottning · f1 vit torn · g1 vit kung | a8 svart torn · d8 svart drottning · e8 svart kung · f8 svart löpare · h8 svart torn · c7 svart bonde · f7 svart bonde · g7 svart bonde · h7 svart bonde · a6 svart bonde · c6 svart springare · e6 svart löpare · b5 svart bonde · d5 svart bonde · e5 vit bonde · e4 svart springare · b3 vit löpare · f3 vit springare · a2 vit bonde · b2 vit bonde · c2 vit bonde · f2 vit bonde · g2 vit bonde · h2 vit bonde · a1 vit torn · b1 vit springare · c1 vit löpare · d1 vit drottning · f1 vit torn · g1 vit kung | a8 svart torn · d8 svart drottning · e8 svart kung · f8 svart löpare · h8 svart torn · c7 svart bonde · f7 svart bonde · g7 svart bonde · h7 svart bonde · a6 svart bonde · c6 svart springare · e6 svart löpare · b5 svart bonde · d5 svart bonde · e5 vit bonde · e4 svart springare · b3 vit löpare · f3 vit springare · a2 vit bonde · b2 vit bonde · c2 vit bonde · f2 vit bonde · g2 vit bonde · h2 vit bonde · a1 vit torn · b1 vit springare · c1 vit löpare · d1 vit drottning · f1 vit torn · g1 vit kung | a8 svart torn · d8 svart drottning · e8 svart kung · f8 svart löpare · h8 svart torn · c7 svart bonde · f7 svart bonde · g7 svart bonde · h7 svart bonde · a6 svart bonde · c6 svart springare · e6 svart löpare · b5 svart bonde · d5 svart bonde · e5 vit bonde · e4 svart springare · b3 vit löpare · f3 vit springare · a2 vit bonde · b2 vit bonde · c2 vit bonde · f2 vit bonde · g2 vit bonde · h2 vit bonde · a1 vit torn · b1 vit springare · c1 vit löpare · d1 vit drottning · f1 vit torn · g1 vit kung | a8 svart torn · d8 svart drottning · e8 svart kung · f8 svart löpare · h8 svart torn · c7 svart bonde · f7 svart bonde · g7 svart bonde · h7 svart bonde · a6 svart bonde · c6 svart springare · e6 svart löpare · b5 svart bonde · d5 svart bonde · e5 vit bonde · e4 svart springare · b3 vit löpare · f3 vit springare · a2 vit bonde · b2 vit bonde · c2 vit bonde · f2 vit bonde · g2 vit bonde · h2 vit bonde · a1 vit torn · b1 vit springare · c1 vit löpare · d1 vit drottning · f1 vit torn · g1 vit kung | a8 svart torn · d8 svart drottning · e8 svart kung · f8 svart löpare · h8 svart torn · c7 svart bonde · f7 svart bonde · g7 svart bonde · h7 svart bonde · a6 svart bonde · c6 svart springare · e6 svart löpare · b5 svart bonde · d5 svart bonde · e5 vit bonde · e4 svart springare · b3 vit löpare · f3 vit springare · a2 vit bonde · b2 vit bonde · c2 vit bonde · f2 vit bonde · g2 vit bonde · h2 vit bonde · a1 vit torn · b1 vit springare · c1 vit löpare · d1 vit drottning · f1 vit torn · g1 vit kung | 3 |
| 2 | a8 svart torn · d8 svart drottning · e8 svart kung · f8 svart löpare · h8 svart torn · c7 svart bonde · f7 svart bonde · g7 svart bonde · h7 svart bonde · a6 svart bonde · c6 svart springare · e6 svart löpare · b5 svart bonde · d5 svart bonde · e5 vit bonde · e4 svart springare · b3 vit löpare · f3 vit springare · a2 vit bonde · b2 vit bonde · c2 vit bonde · f2 vit bonde · g2 vit bonde · h2 vit bonde · a1 vit torn · b1 vit springare · c1 vit löpare · d1 vit drottning · f1 vit torn · g1 vit kung | a8 svart torn · d8 svart drottning · e8 svart kung · f8 svart löpare · h8 svart torn · c7 svart bonde · f7 svart bonde · g7 svart bonde · h7 svart bonde · a6 svart bonde · c6 svart springare · e6 svart löpare · b5 svart bonde · d5 svart bonde · e5 vit bonde · e4 svart springare · b3 vit löpare · f3 vit springare · a2 vit bonde · b2 vit bonde · c2 vit bonde · f2 vit bonde · g2 vit bonde · h2 vit bonde · a1 vit torn · b1 vit springare · c1 vit löpare · d1 vit drottning · f1 vit torn · g1 vit kung | a8 svart torn · d8 svart drottning · e8 svart kung · f8 svart löpare · h8 svart torn · c7 svart bonde · f7 svart bonde · g7 svart bonde · h7 svart bonde · a6 svart bonde · c6 svart springare · e6 svart löpare · b5 svart bonde · d5 svart bonde · e5 vit bonde · e4 svart springare · b3 vit löpare · f3 vit springare · a2 vit bonde · b2 vit bonde · c2 vit bonde · f2 vit bonde · g2 vit bonde · h2 vit bonde · a1 vit torn · b1 vit springare · c1 vit löpare · d1 vit drottning · f1 vit torn · g1 vit kung | a8 svart torn · d8 svart drottning · e8 svart kung · f8 svart löpare · h8 svart torn · c7 svart bonde · f7 svart bonde · g7 svart bonde · h7 svart bonde · a6 svart bonde · c6 svart springare · e6 svart löpare · b5 svart bonde · d5 svart bonde · e5 vit bonde · e4 svart springare · b3 vit löpare · f3 vit springare · a2 vit bonde · b2 vit bonde · c2 vit bonde · f2 vit bonde · g2 vit bonde · h2 vit bonde · a1 vit torn · b1 vit springare · c1 vit löpare · d1 vit drottning · f1 vit torn · g1 vit kung | a8 svart torn · d8 svart drottning · e8 svart kung · f8 svart löpare · h8 svart torn · c7 svart bonde · f7 svart bonde · g7 svart bonde · h7 svart bonde · a6 svart bonde · c6 svart springare · e6 svart löpare · b5 svart bonde · d5 svart bonde · e5 vit bonde · e4 svart springare · b3 vit löpare · f3 vit springare · a2 vit bonde · b2 vit bonde · c2 vit bonde · f2 vit bonde · g2 vit bonde · h2 vit bonde · a1 vit torn · b1 vit springare · c1 vit löpare · d1 vit drottning · f1 vit torn · g1 vit kung | a8 svart torn · d8 svart drottning · e8 svart kung · f8 svart löpare · h8 svart torn · c7 svart bonde · f7 svart bonde · g7 svart bonde · h7 svart bonde · a6 svart bonde · c6 svart springare · e6 svart löpare · b5 svart bonde · d5 svart bonde · e5 vit bonde · e4 svart springare · b3 vit löpare · f3 vit springare · a2 vit bonde · b2 vit bonde · c2 vit bonde · f2 vit bonde · g2 vit bonde · h2 vit bonde · a1 vit torn · b1 vit springare · c1 vit löpare · d1 vit drottning · f1 vit torn · g1 vit kung | a8 svart torn · d8 svart drottning · e8 svart kung · f8 svart löpare · h8 svart torn · c7 svart bonde · f7 svart bonde · g7 svart bonde · h7 svart bonde · a6 svart bonde · c6 svart springare · e6 svart löpare · b5 svart bonde · d5 svart bonde · e5 vit bonde · e4 svart springare · b3 vit löpare · f3 vit springare · a2 vit bonde · b2 vit bonde · c2 vit bonde · f2 vit bonde · g2 vit bonde · h2 vit bonde · a1 vit torn · b1 vit springare · c1 vit löpare · d1 vit drottning · f1 vit torn · g1 vit kung | a8 svart torn · d8 svart drottning · e8 svart kung · f8 svart löpare · h8 svart torn · c7 svart bonde · f7 svart bonde · g7 svart bonde · h7 svart bonde · a6 svart bonde · c6 svart springare · e6 svart löpare · b5 svart bonde · d5 svart bonde · e5 vit bonde · e4 svart springare · b3 vit löpare · f3 vit springare · a2 vit bonde · b2 vit bonde · c2 vit bonde · f2 vit bonde · g2 vit bonde · h2 vit bonde · a1 vit torn · b1 vit springare · c1 vit löpare · d1 vit drottning · f1 vit torn · g1 vit kung | 2 |
| 1 | a8 svart torn · d8 svart drottning · e8 svart kung · f8 svart löpare · h8 svart torn · c7 svart bonde · f7 svart bonde · g7 svart bonde · h7 svart bonde · a6 svart bonde · c6 svart springare · e6 svart löpare · b5 svart bonde · d5 svart bonde · e5 vit bonde · e4 svart springare · b3 vit löpare · f3 vit springare · a2 vit bonde · b2 vit bonde · c2 vit bonde · f2 vit bonde · g2 vit bonde · h2 vit bonde · a1 vit torn · b1 vit springare · c1 vit löpare · d1 vit drottning · f1 vit torn · g1 vit kung | a8 svart torn · d8 svart drottning · e8 svart kung · f8 svart löpare · h8 svart torn · c7 svart bonde · f7 svart bonde · g7 svart bonde · h7 svart bonde · a6 svart bonde · c6 svart springare · e6 svart löpare · b5 svart bonde · d5 svart bonde · e5 vit bonde · e4 svart springare · b3 vit löpare · f3 vit springare · a2 vit bonde · b2 vit bonde · c2 vit bonde · f2 vit bonde · g2 vit bonde · h2 vit bonde · a1 vit torn · b1 vit springare · c1 vit löpare · d1 vit drottning · f1 vit torn · g1 vit kung | a8 svart torn · d8 svart drottning · e8 svart kung · f8 svart löpare · h8 svart torn · c7 svart bonde · f7 svart bonde · g7 svart bonde · h7 svart bonde · a6 svart bonde · c6 svart springare · e6 svart löpare · b5 svart bonde · d5 svart bonde · e5 vit bonde · e4 svart springare · b3 vit löpare · f3 vit springare · a2 vit bonde · b2 vit bonde · c2 vit bonde · f2 vit bonde · g2 vit bonde · h2 vit bonde · a1 vit torn · b1 vit springare · c1 vit löpare · d1 vit drottning · f1 vit torn · g1 vit kung | a8 svart torn · d8 svart drottning · e8 svart kung · f8 svart löpare · h8 svart torn · c7 svart bonde · f7 svart bonde · g7 svart bonde · h7 svart bonde · a6 svart bonde · c6 svart springare · e6 svart löpare · b5 svart bonde · d5 svart bonde · e5 vit bonde · e4 svart springare · b3 vit löpare · f3 vit springare · a2 vit bonde · b2 vit bonde · c2 vit bonde · f2 vit bonde · g2 vit bonde · h2 vit bonde · a1 vit torn · b1 vit springare · c1 vit löpare · d1 vit drottning · f1 vit torn · g1 vit kung | a8 svart torn · d8 svart drottning · e8 svart kung · f8 svart löpare · h8 svart torn · c7 svart bonde · f7 svart bonde · g7 svart bonde · h7 svart bonde · a6 svart bonde · c6 svart springare · e6 svart löpare · b5 svart bonde · d5 svart bonde · e5 vit bonde · e4 svart springare · b3 vit löpare · f3 vit springare · a2 vit bonde · b2 vit bonde · c2 vit bonde · f2 vit bonde · g2 vit bonde · h2 vit bonde · a1 vit torn · b1 vit springare · c1 vit löpare · d1 vit drottning · f1 vit torn · g1 vit kung | a8 svart torn · d8 svart drottning · e8 svart kung · f8 svart löpare · h8 svart torn · c7 svart bonde · f7 svart bonde · g7 svart bonde · h7 svart bonde · a6 svart bonde · c6 svart springare · e6 svart löpare · b5 svart bonde · d5 svart bonde · e5 vit bonde · e4 svart springare · b3 vit löpare · f3 vit springare · a2 vit bonde · b2 vit bonde · c2 vit bonde · f2 vit bonde · g2 vit bonde · h2 vit bonde · a1 vit torn · b1 vit springare · c1 vit löpare · d1 vit drottning · f1 vit torn · g1 vit kung | a8 svart torn · d8 svart drottning · e8 svart kung · f8 svart löpare · h8 svart torn · c7 svart bonde · f7 svart bonde · g7 svart bonde · h7 svart bonde · a6 svart bonde · c6 svart springare · e6 svart löpare · b5 svart bonde · d5 svart bonde · e5 vit bonde · e4 svart springare · b3 vit löpare · f3 vit springare · a2 vit bonde · b2 vit bonde · c2 vit bonde · f2 vit bonde · g2 vit bonde · h2 vit bonde · a1 vit torn · b1 vit springare · c1 vit löpare · d1 vit drottning · f1 vit torn · g1 vit kung | a8 svart torn · d8 svart drottning · e8 svart kung · f8 svart löpare · h8 svart torn · c7 svart bonde · f7 svart bonde · g7 svart bonde · h7 svart bonde · a6 svart bonde · c6 svart springare · e6 svart löpare · b5 svart bonde · d5 svart bonde · e5 vit bonde · e4 svart springare · b3 vit löpare · f3 vit springare · a2 vit bonde · b2 vit bonde · c2 vit bonde · f2 vit bonde · g2 vit bonde · h2 vit bonde · a1 vit torn · b1 vit springare · c1 vit löpare · d1 vit drottning · f1 vit torn · g1 vit kung | 1 |
|   | a | b | c | d | e | f | g | h |   |

Det öppna försvaret kännetecknas av att svart tar vits bonde på e4 efter 3...a6 4.La4 Sf6 5.0–0 Sxe4.
Det ger spelet en helt annan karaktär än slutet spanskt. Svart kan inte behålla extrabonden men får en bra närvaro i centrum. Spelet fortsätter vanligen med 6.d4 b5 7.Lb3 d5 8.dxe5 Le6 (se diagram).
Vits mål är att driva undan den starka svarta springaren på e4 med drag som Sbd2 och Lc2.
Vit har flera möjliga drag i diagramställningen:
- 9.c3 är vanligast. Svart har två möjligheter.
  - 9...Le7 är huvudvarianten som oftast fortsätter 10.Sbd2 Sc5 11.Lc2 d4.
  - 9...Lc5 är mer aggressivt. Efter 10.Sbd2 0-0 11.Lc2 kan svart försvara springaren med 11...Lf5 eller 11...f5, eller spela det skarpa 11...Sxf2.

- 9.Sbd2 Sc5 10.c3 kan leda till huvudvarianten efter 10...Le7 men svart kan också spela 10...d4.

- 9.Le3 Le7 10.c3 0-0 11.Sbd2 leder också till huvudvarianten men vit undviker varianter där svart spelar ...Lc5.

- 9.De2 Le7 10.Td1 är en äldre variant som fortfarande förekommer. Vit försöker utnyttja den halvöppna d-linjen.

Det öppna försvaret spelades flitigt i VM-matchen 1978 mellan Anatolij Karpov och Viktor Kortjnoj och förekom även i VM-matchen 1995 mellan Garri Kasparov och Viswanathan Anand.
Det är numera mindre vanligt på elitnivå.

#### Archangelskvarianten (5...b5)
|   | a | b | c | d | e | f | g | h |   |
| 8 | a8 svart torn · c8 svart löpare · d8 svart drottning · e8 svart kung · h8 svart torn · c7 svart bonde · d7 svart bonde · f7 svart bonde · g7 svart bonde · h7 svart bonde · a6 svart bonde · c6 svart springare · f6 svart springare · b5 svart bonde · c5 svart löpare · e5 svart bonde · e4 vit bonde · b3 vit löpare · f3 vit springare · a2 vit bonde · b2 vit bonde · c2 vit bonde · d2 vit bonde · f2 vit bonde · g2 vit bonde · h2 vit bonde · a1 vit torn · b1 vit springare · c1 vit löpare · d1 vit drottning · f1 vit torn · g1 vit kung | a8 svart torn · c8 svart löpare · d8 svart drottning · e8 svart kung · h8 svart torn · c7 svart bonde · d7 svart bonde · f7 svart bonde · g7 svart bonde · h7 svart bonde · a6 svart bonde · c6 svart springare · f6 svart springare · b5 svart bonde · c5 svart löpare · e5 svart bonde · e4 vit bonde · b3 vit löpare · f3 vit springare · a2 vit bonde · b2 vit bonde · c2 vit bonde · d2 vit bonde · f2 vit bonde · g2 vit bonde · h2 vit bonde · a1 vit torn · b1 vit springare · c1 vit löpare · d1 vit drottning · f1 vit torn · g1 vit kung | a8 svart torn · c8 svart löpare · d8 svart drottning · e8 svart kung · h8 svart torn · c7 svart bonde · d7 svart bonde · f7 svart bonde · g7 svart bonde · h7 svart bonde · a6 svart bonde · c6 svart springare · f6 svart springare · b5 svart bonde · c5 svart löpare · e5 svart bonde · e4 vit bonde · b3 vit löpare · f3 vit springare · a2 vit bonde · b2 vit bonde · c2 vit bonde · d2 vit bonde · f2 vit bonde · g2 vit bonde · h2 vit bonde · a1 vit torn · b1 vit springare · c1 vit löpare · d1 vit drottning · f1 vit torn · g1 vit kung | a8 svart torn · c8 svart löpare · d8 svart drottning · e8 svart kung · h8 svart torn · c7 svart bonde · d7 svart bonde · f7 svart bonde · g7 svart bonde · h7 svart bonde · a6 svart bonde · c6 svart springare · f6 svart springare · b5 svart bonde · c5 svart löpare · e5 svart bonde · e4 vit bonde · b3 vit löpare · f3 vit springare · a2 vit bonde · b2 vit bonde · c2 vit bonde · d2 vit bonde · f2 vit bonde · g2 vit bonde · h2 vit bonde · a1 vit torn · b1 vit springare · c1 vit löpare · d1 vit drottning · f1 vit torn · g1 vit kung | a8 svart torn · c8 svart löpare · d8 svart drottning · e8 svart kung · h8 svart torn · c7 svart bonde · d7 svart bonde · f7 svart bonde · g7 svart bonde · h7 svart bonde · a6 svart bonde · c6 svart springare · f6 svart springare · b5 svart bonde · c5 svart löpare · e5 svart bonde · e4 vit bonde · b3 vit löpare · f3 vit springare · a2 vit bonde · b2 vit bonde · c2 vit bonde · d2 vit bonde · f2 vit bonde · g2 vit bonde · h2 vit bonde · a1 vit torn · b1 vit springare · c1 vit löpare · d1 vit drottning · f1 vit torn · g1 vit kung | a8 svart torn · c8 svart löpare · d8 svart drottning · e8 svart kung · h8 svart torn · c7 svart bonde · d7 svart bonde · f7 svart bonde · g7 svart bonde · h7 svart bonde · a6 svart bonde · c6 svart springare · f6 svart springare · b5 svart bonde · c5 svart löpare · e5 svart bonde · e4 vit bonde · b3 vit löpare · f3 vit springare · a2 vit bonde · b2 vit bonde · c2 vit bonde · d2 vit bonde · f2 vit bonde · g2 vit bonde · h2 vit bonde · a1 vit torn · b1 vit springare · c1 vit löpare · d1 vit drottning · f1 vit torn · g1 vit kung | a8 svart torn · c8 svart löpare · d8 svart drottning · e8 svart kung · h8 svart torn · c7 svart bonde · d7 svart bonde · f7 svart bonde · g7 svart bonde · h7 svart bonde · a6 svart bonde · c6 svart springare · f6 svart springare · b5 svart bonde · c5 svart löpare · e5 svart bonde · e4 vit bonde · b3 vit löpare · f3 vit springare · a2 vit bonde · b2 vit bonde · c2 vit bonde · d2 vit bonde · f2 vit bonde · g2 vit bonde · h2 vit bonde · a1 vit torn · b1 vit springare · c1 vit löpare · d1 vit drottning · f1 vit torn · g1 vit kung | a8 svart torn · c8 svart löpare · d8 svart drottning · e8 svart kung · h8 svart torn · c7 svart bonde · d7 svart bonde · f7 svart bonde · g7 svart bonde · h7 svart bonde · a6 svart bonde · c6 svart springare · f6 svart springare · b5 svart bonde · c5 svart löpare · e5 svart bonde · e4 vit bonde · b3 vit löpare · f3 vit springare · a2 vit bonde · b2 vit bonde · c2 vit bonde · d2 vit bonde · f2 vit bonde · g2 vit bonde · h2 vit bonde · a1 vit torn · b1 vit springare · c1 vit löpare · d1 vit drottning · f1 vit torn · g1 vit kung | 8 |
| 7 | a8 svart torn · c8 svart löpare · d8 svart drottning · e8 svart kung · h8 svart torn · c7 svart bonde · d7 svart bonde · f7 svart bonde · g7 svart bonde · h7 svart bonde · a6 svart bonde · c6 svart springare · f6 svart springare · b5 svart bonde · c5 svart löpare · e5 svart bonde · e4 vit bonde · b3 vit löpare · f3 vit springare · a2 vit bonde · b2 vit bonde · c2 vit bonde · d2 vit bonde · f2 vit bonde · g2 vit bonde · h2 vit bonde · a1 vit torn · b1 vit springare · c1 vit löpare · d1 vit drottning · f1 vit torn · g1 vit kung | a8 svart torn · c8 svart löpare · d8 svart drottning · e8 svart kung · h8 svart torn · c7 svart bonde · d7 svart bonde · f7 svart bonde · g7 svart bonde · h7 svart bonde · a6 svart bonde · c6 svart springare · f6 svart springare · b5 svart bonde · c5 svart löpare · e5 svart bonde · e4 vit bonde · b3 vit löpare · f3 vit springare · a2 vit bonde · b2 vit bonde · c2 vit bonde · d2 vit bonde · f2 vit bonde · g2 vit bonde · h2 vit bonde · a1 vit torn · b1 vit springare · c1 vit löpare · d1 vit drottning · f1 vit torn · g1 vit kung | a8 svart torn · c8 svart löpare · d8 svart drottning · e8 svart kung · h8 svart torn · c7 svart bonde · d7 svart bonde · f7 svart bonde · g7 svart bonde · h7 svart bonde · a6 svart bonde · c6 svart springare · f6 svart springare · b5 svart bonde · c5 svart löpare · e5 svart bonde · e4 vit bonde · b3 vit löpare · f3 vit springare · a2 vit bonde · b2 vit bonde · c2 vit bonde · d2 vit bonde · f2 vit bonde · g2 vit bonde · h2 vit bonde · a1 vit torn · b1 vit springare · c1 vit löpare · d1 vit drottning · f1 vit torn · g1 vit kung | a8 svart torn · c8 svart löpare · d8 svart drottning · e8 svart kung · h8 svart torn · c7 svart bonde · d7 svart bonde · f7 svart bonde · g7 svart bonde · h7 svart bonde · a6 svart bonde · c6 svart springare · f6 svart springare · b5 svart bonde · c5 svart löpare · e5 svart bonde · e4 vit bonde · b3 vit löpare · f3 vit springare · a2 vit bonde · b2 vit bonde · c2 vit bonde · d2 vit bonde · f2 vit bonde · g2 vit bonde · h2 vit bonde · a1 vit torn · b1 vit springare · c1 vit löpare · d1 vit drottning · f1 vit torn · g1 vit kung | a8 svart torn · c8 svart löpare · d8 svart drottning · e8 svart kung · h8 svart torn · c7 svart bonde · d7 svart bonde · f7 svart bonde · g7 svart bonde · h7 svart bonde · a6 svart bonde · c6 svart springare · f6 svart springare · b5 svart bonde · c5 svart löpare · e5 svart bonde · e4 vit bonde · b3 vit löpare · f3 vit springare · a2 vit bonde · b2 vit bonde · c2 vit bonde · d2 vit bonde · f2 vit bonde · g2 vit bonde · h2 vit bonde · a1 vit torn · b1 vit springare · c1 vit löpare · d1 vit drottning · f1 vit torn · g1 vit kung | a8 svart torn · c8 svart löpare · d8 svart drottning · e8 svart kung · h8 svart torn · c7 svart bonde · d7 svart bonde · f7 svart bonde · g7 svart bonde · h7 svart bonde · a6 svart bonde · c6 svart springare · f6 svart springare · b5 svart bonde · c5 svart löpare · e5 svart bonde · e4 vit bonde · b3 vit löpare · f3 vit springare · a2 vit bonde · b2 vit bonde · c2 vit bonde · d2 vit bonde · f2 vit bonde · g2 vit bonde · h2 vit bonde · a1 vit torn · b1 vit springare · c1 vit löpare · d1 vit drottning · f1 vit torn · g1 vit kung | a8 svart torn · c8 svart löpare · d8 svart drottning · e8 svart kung · h8 svart torn · c7 svart bonde · d7 svart bonde · f7 svart bonde · g7 svart bonde · h7 svart bonde · a6 svart bonde · c6 svart springare · f6 svart springare · b5 svart bonde · c5 svart löpare · e5 svart bonde · e4 vit bonde · b3 vit löpare · f3 vit springare · a2 vit bonde · b2 vit bonde · c2 vit bonde · d2 vit bonde · f2 vit bonde · g2 vit bonde · h2 vit bonde · a1 vit torn · b1 vit springare · c1 vit löpare · d1 vit drottning · f1 vit torn · g1 vit kung | a8 svart torn · c8 svart löpare · d8 svart drottning · e8 svart kung · h8 svart torn · c7 svart bonde · d7 svart bonde · f7 svart bonde · g7 svart bonde · h7 svart bonde · a6 svart bonde · c6 svart springare · f6 svart springare · b5 svart bonde · c5 svart löpare · e5 svart bonde · e4 vit bonde · b3 vit löpare · f3 vit springare · a2 vit bonde · b2 vit bonde · c2 vit bonde · d2 vit bonde · f2 vit bonde · g2 vit bonde · h2 vit bonde · a1 vit torn · b1 vit springare · c1 vit löpare · d1 vit drottning · f1 vit torn · g1 vit kung | 7 |
| 6 | a8 svart torn · c8 svart löpare · d8 svart drottning · e8 svart kung · h8 svart torn · c7 svart bonde · d7 svart bonde · f7 svart bonde · g7 svart bonde · h7 svart bonde · a6 svart bonde · c6 svart springare · f6 svart springare · b5 svart bonde · c5 svart löpare · e5 svart bonde · e4 vit bonde · b3 vit löpare · f3 vit springare · a2 vit bonde · b2 vit bonde · c2 vit bonde · d2 vit bonde · f2 vit bonde · g2 vit bonde · h2 vit bonde · a1 vit torn · b1 vit springare · c1 vit löpare · d1 vit drottning · f1 vit torn · g1 vit kung | a8 svart torn · c8 svart löpare · d8 svart drottning · e8 svart kung · h8 svart torn · c7 svart bonde · d7 svart bonde · f7 svart bonde · g7 svart bonde · h7 svart bonde · a6 svart bonde · c6 svart springare · f6 svart springare · b5 svart bonde · c5 svart löpare · e5 svart bonde · e4 vit bonde · b3 vit löpare · f3 vit springare · a2 vit bonde · b2 vit bonde · c2 vit bonde · d2 vit bonde · f2 vit bonde · g2 vit bonde · h2 vit bonde · a1 vit torn · b1 vit springare · c1 vit löpare · d1 vit drottning · f1 vit torn · g1 vit kung | a8 svart torn · c8 svart löpare · d8 svart drottning · e8 svart kung · h8 svart torn · c7 svart bonde · d7 svart bonde · f7 svart bonde · g7 svart bonde · h7 svart bonde · a6 svart bonde · c6 svart springare · f6 svart springare · b5 svart bonde · c5 svart löpare · e5 svart bonde · e4 vit bonde · b3 vit löpare · f3 vit springare · a2 vit bonde · b2 vit bonde · c2 vit bonde · d2 vit bonde · f2 vit bonde · g2 vit bonde · h2 vit bonde · a1 vit torn · b1 vit springare · c1 vit löpare · d1 vit drottning · f1 vit torn · g1 vit kung | a8 svart torn · c8 svart löpare · d8 svart drottning · e8 svart kung · h8 svart torn · c7 svart bonde · d7 svart bonde · f7 svart bonde · g7 svart bonde · h7 svart bonde · a6 svart bonde · c6 svart springare · f6 svart springare · b5 svart bonde · c5 svart löpare · e5 svart bonde · e4 vit bonde · b3 vit löpare · f3 vit springare · a2 vit bonde · b2 vit bonde · c2 vit bonde · d2 vit bonde · f2 vit bonde · g2 vit bonde · h2 vit bonde · a1 vit torn · b1 vit springare · c1 vit löpare · d1 vit drottning · f1 vit torn · g1 vit kung | a8 svart torn · c8 svart löpare · d8 svart drottning · e8 svart kung · h8 svart torn · c7 svart bonde · d7 svart bonde · f7 svart bonde · g7 svart bonde · h7 svart bonde · a6 svart bonde · c6 svart springare · f6 svart springare · b5 svart bonde · c5 svart löpare · e5 svart bonde · e4 vit bonde · b3 vit löpare · f3 vit springare · a2 vit bonde · b2 vit bonde · c2 vit bonde · d2 vit bonde · f2 vit bonde · g2 vit bonde · h2 vit bonde · a1 vit torn · b1 vit springare · c1 vit löpare · d1 vit drottning · f1 vit torn · g1 vit kung | a8 svart torn · c8 svart löpare · d8 svart drottning · e8 svart kung · h8 svart torn · c7 svart bonde · d7 svart bonde · f7 svart bonde · g7 svart bonde · h7 svart bonde · a6 svart bonde · c6 svart springare · f6 svart springare · b5 svart bonde · c5 svart löpare · e5 svart bonde · e4 vit bonde · b3 vit löpare · f3 vit springare · a2 vit bonde · b2 vit bonde · c2 vit bonde · d2 vit bonde · f2 vit bonde · g2 vit bonde · h2 vit bonde · a1 vit torn · b1 vit springare · c1 vit löpare · d1 vit drottning · f1 vit torn · g1 vit kung | a8 svart torn · c8 svart löpare · d8 svart drottning · e8 svart kung · h8 svart torn · c7 svart bonde · d7 svart bonde · f7 svart bonde · g7 svart bonde · h7 svart bonde · a6 svart bonde · c6 svart springare · f6 svart springare · b5 svart bonde · c5 svart löpare · e5 svart bonde · e4 vit bonde · b3 vit löpare · f3 vit springare · a2 vit bonde · b2 vit bonde · c2 vit bonde · d2 vit bonde · f2 vit bonde · g2 vit bonde · h2 vit bonde · a1 vit torn · b1 vit springare · c1 vit löpare · d1 vit drottning · f1 vit torn · g1 vit kung | a8 svart torn · c8 svart löpare · d8 svart drottning · e8 svart kung · h8 svart torn · c7 svart bonde · d7 svart bonde · f7 svart bonde · g7 svart bonde · h7 svart bonde · a6 svart bonde · c6 svart springare · f6 svart springare · b5 svart bonde · c5 svart löpare · e5 svart bonde · e4 vit bonde · b3 vit löpare · f3 vit springare · a2 vit bonde · b2 vit bonde · c2 vit bonde · d2 vit bonde · f2 vit bonde · g2 vit bonde · h2 vit bonde · a1 vit torn · b1 vit springare · c1 vit löpare · d1 vit drottning · f1 vit torn · g1 vit kung | 6 |
| 5 | a8 svart torn · c8 svart löpare · d8 svart drottning · e8 svart kung · h8 svart torn · c7 svart bonde · d7 svart bonde · f7 svart bonde · g7 svart bonde · h7 svart bonde · a6 svart bonde · c6 svart springare · f6 svart springare · b5 svart bonde · c5 svart löpare · e5 svart bonde · e4 vit bonde · b3 vit löpare · f3 vit springare · a2 vit bonde · b2 vit bonde · c2 vit bonde · d2 vit bonde · f2 vit bonde · g2 vit bonde · h2 vit bonde · a1 vit torn · b1 vit springare · c1 vit löpare · d1 vit drottning · f1 vit torn · g1 vit kung | a8 svart torn · c8 svart löpare · d8 svart drottning · e8 svart kung · h8 svart torn · c7 svart bonde · d7 svart bonde · f7 svart bonde · g7 svart bonde · h7 svart bonde · a6 svart bonde · c6 svart springare · f6 svart springare · b5 svart bonde · c5 svart löpare · e5 svart bonde · e4 vit bonde · b3 vit löpare · f3 vit springare · a2 vit bonde · b2 vit bonde · c2 vit bonde · d2 vit bonde · f2 vit bonde · g2 vit bonde · h2 vit bonde · a1 vit torn · b1 vit springare · c1 vit löpare · d1 vit drottning · f1 vit torn · g1 vit kung | a8 svart torn · c8 svart löpare · d8 svart drottning · e8 svart kung · h8 svart torn · c7 svart bonde · d7 svart bonde · f7 svart bonde · g7 svart bonde · h7 svart bonde · a6 svart bonde · c6 svart springare · f6 svart springare · b5 svart bonde · c5 svart löpare · e5 svart bonde · e4 vit bonde · b3 vit löpare · f3 vit springare · a2 vit bonde · b2 vit bonde · c2 vit bonde · d2 vit bonde · f2 vit bonde · g2 vit bonde · h2 vit bonde · a1 vit torn · b1 vit springare · c1 vit löpare · d1 vit drottning · f1 vit torn · g1 vit kung | a8 svart torn · c8 svart löpare · d8 svart drottning · e8 svart kung · h8 svart torn · c7 svart bonde · d7 svart bonde · f7 svart bonde · g7 svart bonde · h7 svart bonde · a6 svart bonde · c6 svart springare · f6 svart springare · b5 svart bonde · c5 svart löpare · e5 svart bonde · e4 vit bonde · b3 vit löpare · f3 vit springare · a2 vit bonde · b2 vit bonde · c2 vit bonde · d2 vit bonde · f2 vit bonde · g2 vit bonde · h2 vit bonde · a1 vit torn · b1 vit springare · c1 vit löpare · d1 vit drottning · f1 vit torn · g1 vit kung | a8 svart torn · c8 svart löpare · d8 svart drottning · e8 svart kung · h8 svart torn · c7 svart bonde · d7 svart bonde · f7 svart bonde · g7 svart bonde · h7 svart bonde · a6 svart bonde · c6 svart springare · f6 svart springare · b5 svart bonde · c5 svart löpare · e5 svart bonde · e4 vit bonde · b3 vit löpare · f3 vit springare · a2 vit bonde · b2 vit bonde · c2 vit bonde · d2 vit bonde · f2 vit bonde · g2 vit bonde · h2 vit bonde · a1 vit torn · b1 vit springare · c1 vit löpare · d1 vit drottning · f1 vit torn · g1 vit kung | a8 svart torn · c8 svart löpare · d8 svart drottning · e8 svart kung · h8 svart torn · c7 svart bonde · d7 svart bonde · f7 svart bonde · g7 svart bonde · h7 svart bonde · a6 svart bonde · c6 svart springare · f6 svart springare · b5 svart bonde · c5 svart löpare · e5 svart bonde · e4 vit bonde · b3 vit löpare · f3 vit springare · a2 vit bonde · b2 vit bonde · c2 vit bonde · d2 vit bonde · f2 vit bonde · g2 vit bonde · h2 vit bonde · a1 vit torn · b1 vit springare · c1 vit löpare · d1 vit drottning · f1 vit torn · g1 vit kung | a8 svart torn · c8 svart löpare · d8 svart drottning · e8 svart kung · h8 svart torn · c7 svart bonde · d7 svart bonde · f7 svart bonde · g7 svart bonde · h7 svart bonde · a6 svart bonde · c6 svart springare · f6 svart springare · b5 svart bonde · c5 svart löpare · e5 svart bonde · e4 vit bonde · b3 vit löpare · f3 vit springare · a2 vit bonde · b2 vit bonde · c2 vit bonde · d2 vit bonde · f2 vit bonde · g2 vit bonde · h2 vit bonde · a1 vit torn · b1 vit springare · c1 vit löpare · d1 vit drottning · f1 vit torn · g1 vit kung | a8 svart torn · c8 svart löpare · d8 svart drottning · e8 svart kung · h8 svart torn · c7 svart bonde · d7 svart bonde · f7 svart bonde · g7 svart bonde · h7 svart bonde · a6 svart bonde · c6 svart springare · f6 svart springare · b5 svart bonde · c5 svart löpare · e5 svart bonde · e4 vit bonde · b3 vit löpare · f3 vit springare · a2 vit bonde · b2 vit bonde · c2 vit bonde · d2 vit bonde · f2 vit bonde · g2 vit bonde · h2 vit bonde · a1 vit torn · b1 vit springare · c1 vit löpare · d1 vit drottning · f1 vit torn · g1 vit kung | 5 |
| 4 | a8 svart torn · c8 svart löpare · d8 svart drottning · e8 svart kung · h8 svart torn · c7 svart bonde · d7 svart bonde · f7 svart bonde · g7 svart bonde · h7 svart bonde · a6 svart bonde · c6 svart springare · f6 svart springare · b5 svart bonde · c5 svart löpare · e5 svart bonde · e4 vit bonde · b3 vit löpare · f3 vit springare · a2 vit bonde · b2 vit bonde · c2 vit bonde · d2 vit bonde · f2 vit bonde · g2 vit bonde · h2 vit bonde · a1 vit torn · b1 vit springare · c1 vit löpare · d1 vit drottning · f1 vit torn · g1 vit kung | a8 svart torn · c8 svart löpare · d8 svart drottning · e8 svart kung · h8 svart torn · c7 svart bonde · d7 svart bonde · f7 svart bonde · g7 svart bonde · h7 svart bonde · a6 svart bonde · c6 svart springare · f6 svart springare · b5 svart bonde · c5 svart löpare · e5 svart bonde · e4 vit bonde · b3 vit löpare · f3 vit springare · a2 vit bonde · b2 vit bonde · c2 vit bonde · d2 vit bonde · f2 vit bonde · g2 vit bonde · h2 vit bonde · a1 vit torn · b1 vit springare · c1 vit löpare · d1 vit drottning · f1 vit torn · g1 vit kung | a8 svart torn · c8 svart löpare · d8 svart drottning · e8 svart kung · h8 svart torn · c7 svart bonde · d7 svart bonde · f7 svart bonde · g7 svart bonde · h7 svart bonde · a6 svart bonde · c6 svart springare · f6 svart springare · b5 svart bonde · c5 svart löpare · e5 svart bonde · e4 vit bonde · b3 vit löpare · f3 vit springare · a2 vit bonde · b2 vit bonde · c2 vit bonde · d2 vit bonde · f2 vit bonde · g2 vit bonde · h2 vit bonde · a1 vit torn · b1 vit springare · c1 vit löpare · d1 vit drottning · f1 vit torn · g1 vit kung | a8 svart torn · c8 svart löpare · d8 svart drottning · e8 svart kung · h8 svart torn · c7 svart bonde · d7 svart bonde · f7 svart bonde · g7 svart bonde · h7 svart bonde · a6 svart bonde · c6 svart springare · f6 svart springare · b5 svart bonde · c5 svart löpare · e5 svart bonde · e4 vit bonde · b3 vit löpare · f3 vit springare · a2 vit bonde · b2 vit bonde · c2 vit bonde · d2 vit bonde · f2 vit bonde · g2 vit bonde · h2 vit bonde · a1 vit torn · b1 vit springare · c1 vit löpare · d1 vit drottning · f1 vit torn · g1 vit kung | a8 svart torn · c8 svart löpare · d8 svart drottning · e8 svart kung · h8 svart torn · c7 svart bonde · d7 svart bonde · f7 svart bonde · g7 svart bonde · h7 svart bonde · a6 svart bonde · c6 svart springare · f6 svart springare · b5 svart bonde · c5 svart löpare · e5 svart bonde · e4 vit bonde · b3 vit löpare · f3 vit springare · a2 vit bonde · b2 vit bonde · c2 vit bonde · d2 vit bonde · f2 vit bonde · g2 vit bonde · h2 vit bonde · a1 vit torn · b1 vit springare · c1 vit löpare · d1 vit drottning · f1 vit torn · g1 vit kung | a8 svart torn · c8 svart löpare · d8 svart drottning · e8 svart kung · h8 svart torn · c7 svart bonde · d7 svart bonde · f7 svart bonde · g7 svart bonde · h7 svart bonde · a6 svart bonde · c6 svart springare · f6 svart springare · b5 svart bonde · c5 svart löpare · e5 svart bonde · e4 vit bonde · b3 vit löpare · f3 vit springare · a2 vit bonde · b2 vit bonde · c2 vit bonde · d2 vit bonde · f2 vit bonde · g2 vit bonde · h2 vit bonde · a1 vit torn · b1 vit springare · c1 vit löpare · d1 vit drottning · f1 vit torn · g1 vit kung | a8 svart torn · c8 svart löpare · d8 svart drottning · e8 svart kung · h8 svart torn · c7 svart bonde · d7 svart bonde · f7 svart bonde · g7 svart bonde · h7 svart bonde · a6 svart bonde · c6 svart springare · f6 svart springare · b5 svart bonde · c5 svart löpare · e5 svart bonde · e4 vit bonde · b3 vit löpare · f3 vit springare · a2 vit bonde · b2 vit bonde · c2 vit bonde · d2 vit bonde · f2 vit bonde · g2 vit bonde · h2 vit bonde · a1 vit torn · b1 vit springare · c1 vit löpare · d1 vit drottning · f1 vit torn · g1 vit kung | a8 svart torn · c8 svart löpare · d8 svart drottning · e8 svart kung · h8 svart torn · c7 svart bonde · d7 svart bonde · f7 svart bonde · g7 svart bonde · h7 svart bonde · a6 svart bonde · c6 svart springare · f6 svart springare · b5 svart bonde · c5 svart löpare · e5 svart bonde · e4 vit bonde · b3 vit löpare · f3 vit springare · a2 vit bonde · b2 vit bonde · c2 vit bonde · d2 vit bonde · f2 vit bonde · g2 vit bonde · h2 vit bonde · a1 vit torn · b1 vit springare · c1 vit löpare · d1 vit drottning · f1 vit torn · g1 vit kung | 4 |
| 3 | a8 svart torn · c8 svart löpare · d8 svart drottning · e8 svart kung · h8 svart torn · c7 svart bonde · d7 svart bonde · f7 svart bonde · g7 svart bonde · h7 svart bonde · a6 svart bonde · c6 svart springare · f6 svart springare · b5 svart bonde · c5 svart löpare · e5 svart bonde · e4 vit bonde · b3 vit löpare · f3 vit springare · a2 vit bonde · b2 vit bonde · c2 vit bonde · d2 vit bonde · f2 vit bonde · g2 vit bonde · h2 vit bonde · a1 vit torn · b1 vit springare · c1 vit löpare · d1 vit drottning · f1 vit torn · g1 vit kung | a8 svart torn · c8 svart löpare · d8 svart drottning · e8 svart kung · h8 svart torn · c7 svart bonde · d7 svart bonde · f7 svart bonde · g7 svart bonde · h7 svart bonde · a6 svart bonde · c6 svart springare · f6 svart springare · b5 svart bonde · c5 svart löpare · e5 svart bonde · e4 vit bonde · b3 vit löpare · f3 vit springare · a2 vit bonde · b2 vit bonde · c2 vit bonde · d2 vit bonde · f2 vit bonde · g2 vit bonde · h2 vit bonde · a1 vit torn · b1 vit springare · c1 vit löpare · d1 vit drottning · f1 vit torn · g1 vit kung | a8 svart torn · c8 svart löpare · d8 svart drottning · e8 svart kung · h8 svart torn · c7 svart bonde · d7 svart bonde · f7 svart bonde · g7 svart bonde · h7 svart bonde · a6 svart bonde · c6 svart springare · f6 svart springare · b5 svart bonde · c5 svart löpare · e5 svart bonde · e4 vit bonde · b3 vit löpare · f3 vit springare · a2 vit bonde · b2 vit bonde · c2 vit bonde · d2 vit bonde · f2 vit bonde · g2 vit bonde · h2 vit bonde · a1 vit torn · b1 vit springare · c1 vit löpare · d1 vit drottning · f1 vit torn · g1 vit kung | a8 svart torn · c8 svart löpare · d8 svart drottning · e8 svart kung · h8 svart torn · c7 svart bonde · d7 svart bonde · f7 svart bonde · g7 svart bonde · h7 svart bonde · a6 svart bonde · c6 svart springare · f6 svart springare · b5 svart bonde · c5 svart löpare · e5 svart bonde · e4 vit bonde · b3 vit löpare · f3 vit springare · a2 vit bonde · b2 vit bonde · c2 vit bonde · d2 vit bonde · f2 vit bonde · g2 vit bonde · h2 vit bonde · a1 vit torn · b1 vit springare · c1 vit löpare · d1 vit drottning · f1 vit torn · g1 vit kung | a8 svart torn · c8 svart löpare · d8 svart drottning · e8 svart kung · h8 svart torn · c7 svart bonde · d7 svart bonde · f7 svart bonde · g7 svart bonde · h7 svart bonde · a6 svart bonde · c6 svart springare · f6 svart springare · b5 svart bonde · c5 svart löpare · e5 svart bonde · e4 vit bonde · b3 vit löpare · f3 vit springare · a2 vit bonde · b2 vit bonde · c2 vit bonde · d2 vit bonde · f2 vit bonde · g2 vit bonde · h2 vit bonde · a1 vit torn · b1 vit springare · c1 vit löpare · d1 vit drottning · f1 vit torn · g1 vit kung | a8 svart torn · c8 svart löpare · d8 svart drottning · e8 svart kung · h8 svart torn · c7 svart bonde · d7 svart bonde · f7 svart bonde · g7 svart bonde · h7 svart bonde · a6 svart bonde · c6 svart springare · f6 svart springare · b5 svart bonde · c5 svart löpare · e5 svart bonde · e4 vit bonde · b3 vit löpare · f3 vit springare · a2 vit bonde · b2 vit bonde · c2 vit bonde · d2 vit bonde · f2 vit bonde · g2 vit bonde · h2 vit bonde · a1 vit torn · b1 vit springare · c1 vit löpare · d1 vit drottning · f1 vit torn · g1 vit kung | a8 svart torn · c8 svart löpare · d8 svart drottning · e8 svart kung · h8 svart torn · c7 svart bonde · d7 svart bonde · f7 svart bonde · g7 svart bonde · h7 svart bonde · a6 svart bonde · c6 svart springare · f6 svart springare · b5 svart bonde · c5 svart löpare · e5 svart bonde · e4 vit bonde · b3 vit löpare · f3 vit springare · a2 vit bonde · b2 vit bonde · c2 vit bonde · d2 vit bonde · f2 vit bonde · g2 vit bonde · h2 vit bonde · a1 vit torn · b1 vit springare · c1 vit löpare · d1 vit drottning · f1 vit torn · g1 vit kung | a8 svart torn · c8 svart löpare · d8 svart drottning · e8 svart kung · h8 svart torn · c7 svart bonde · d7 svart bonde · f7 svart bonde · g7 svart bonde · h7 svart bonde · a6 svart bonde · c6 svart springare · f6 svart springare · b5 svart bonde · c5 svart löpare · e5 svart bonde · e4 vit bonde · b3 vit löpare · f3 vit springare · a2 vit bonde · b2 vit bonde · c2 vit bonde · d2 vit bonde · f2 vit bonde · g2 vit bonde · h2 vit bonde · a1 vit torn · b1 vit springare · c1 vit löpare · d1 vit drottning · f1 vit torn · g1 vit kung | 3 |
| 2 | a8 svart torn · c8 svart löpare · d8 svart drottning · e8 svart kung · h8 svart torn · c7 svart bonde · d7 svart bonde · f7 svart bonde · g7 svart bonde · h7 svart bonde · a6 svart bonde · c6 svart springare · f6 svart springare · b5 svart bonde · c5 svart löpare · e5 svart bonde · e4 vit bonde · b3 vit löpare · f3 vit springare · a2 vit bonde · b2 vit bonde · c2 vit bonde · d2 vit bonde · f2 vit bonde · g2 vit bonde · h2 vit bonde · a1 vit torn · b1 vit springare · c1 vit löpare · d1 vit drottning · f1 vit torn · g1 vit kung | a8 svart torn · c8 svart löpare · d8 svart drottning · e8 svart kung · h8 svart torn · c7 svart bonde · d7 svart bonde · f7 svart bonde · g7 svart bonde · h7 svart bonde · a6 svart bonde · c6 svart springare · f6 svart springare · b5 svart bonde · c5 svart löpare · e5 svart bonde · e4 vit bonde · b3 vit löpare · f3 vit springare · a2 vit bonde · b2 vit bonde · c2 vit bonde · d2 vit bonde · f2 vit bonde · g2 vit bonde · h2 vit bonde · a1 vit torn · b1 vit springare · c1 vit löpare · d1 vit drottning · f1 vit torn · g1 vit kung | a8 svart torn · c8 svart löpare · d8 svart drottning · e8 svart kung · h8 svart torn · c7 svart bonde · d7 svart bonde · f7 svart bonde · g7 svart bonde · h7 svart bonde · a6 svart bonde · c6 svart springare · f6 svart springare · b5 svart bonde · c5 svart löpare · e5 svart bonde · e4 vit bonde · b3 vit löpare · f3 vit springare · a2 vit bonde · b2 vit bonde · c2 vit bonde · d2 vit bonde · f2 vit bonde · g2 vit bonde · h2 vit bonde · a1 vit torn · b1 vit springare · c1 vit löpare · d1 vit drottning · f1 vit torn · g1 vit kung | a8 svart torn · c8 svart löpare · d8 svart drottning · e8 svart kung · h8 svart torn · c7 svart bonde · d7 svart bonde · f7 svart bonde · g7 svart bonde · h7 svart bonde · a6 svart bonde · c6 svart springare · f6 svart springare · b5 svart bonde · c5 svart löpare · e5 svart bonde · e4 vit bonde · b3 vit löpare · f3 vit springare · a2 vit bonde · b2 vit bonde · c2 vit bonde · d2 vit bonde · f2 vit bonde · g2 vit bonde · h2 vit bonde · a1 vit torn · b1 vit springare · c1 vit löpare · d1 vit drottning · f1 vit torn · g1 vit kung | a8 svart torn · c8 svart löpare · d8 svart drottning · e8 svart kung · h8 svart torn · c7 svart bonde · d7 svart bonde · f7 svart bonde · g7 svart bonde · h7 svart bonde · a6 svart bonde · c6 svart springare · f6 svart springare · b5 svart bonde · c5 svart löpare · e5 svart bonde · e4 vit bonde · b3 vit löpare · f3 vit springare · a2 vit bonde · b2 vit bonde · c2 vit bonde · d2 vit bonde · f2 vit bonde · g2 vit bonde · h2 vit bonde · a1 vit torn · b1 vit springare · c1 vit löpare · d1 vit drottning · f1 vit torn · g1 vit kung | a8 svart torn · c8 svart löpare · d8 svart drottning · e8 svart kung · h8 svart torn · c7 svart bonde · d7 svart bonde · f7 svart bonde · g7 svart bonde · h7 svart bonde · a6 svart bonde · c6 svart springare · f6 svart springare · b5 svart bonde · c5 svart löpare · e5 svart bonde · e4 vit bonde · b3 vit löpare · f3 vit springare · a2 vit bonde · b2 vit bonde · c2 vit bonde · d2 vit bonde · f2 vit bonde · g2 vit bonde · h2 vit bonde · a1 vit torn · b1 vit springare · c1 vit löpare · d1 vit drottning · f1 vit torn · g1 vit kung | a8 svart torn · c8 svart löpare · d8 svart drottning · e8 svart kung · h8 svart torn · c7 svart bonde · d7 svart bonde · f7 svart bonde · g7 svart bonde · h7 svart bonde · a6 svart bonde · c6 svart springare · f6 svart springare · b5 svart bonde · c5 svart löpare · e5 svart bonde · e4 vit bonde · b3 vit löpare · f3 vit springare · a2 vit bonde · b2 vit bonde · c2 vit bonde · d2 vit bonde · f2 vit bonde · g2 vit bonde · h2 vit bonde · a1 vit torn · b1 vit springare · c1 vit löpare · d1 vit drottning · f1 vit torn · g1 vit kung | a8 svart torn · c8 svart löpare · d8 svart drottning · e8 svart kung · h8 svart torn · c7 svart bonde · d7 svart bonde · f7 svart bonde · g7 svart bonde · h7 svart bonde · a6 svart bonde · c6 svart springare · f6 svart springare · b5 svart bonde · c5 svart löpare · e5 svart bonde · e4 vit bonde · b3 vit löpare · f3 vit springare · a2 vit bonde · b2 vit bonde · c2 vit bonde · d2 vit bonde · f2 vit bonde · g2 vit bonde · h2 vit bonde · a1 vit torn · b1 vit springare · c1 vit löpare · d1 vit drottning · f1 vit torn · g1 vit kung | 2 |
| 1 | a8 svart torn · c8 svart löpare · d8 svart drottning · e8 svart kung · h8 svart torn · c7 svart bonde · d7 svart bonde · f7 svart bonde · g7 svart bonde · h7 svart bonde · a6 svart bonde · c6 svart springare · f6 svart springare · b5 svart bonde · c5 svart löpare · e5 svart bonde · e4 vit bonde · b3 vit löpare · f3 vit springare · a2 vit bonde · b2 vit bonde · c2 vit bonde · d2 vit bonde · f2 vit bonde · g2 vit bonde · h2 vit bonde · a1 vit torn · b1 vit springare · c1 vit löpare · d1 vit drottning · f1 vit torn · g1 vit kung | a8 svart torn · c8 svart löpare · d8 svart drottning · e8 svart kung · h8 svart torn · c7 svart bonde · d7 svart bonde · f7 svart bonde · g7 svart bonde · h7 svart bonde · a6 svart bonde · c6 svart springare · f6 svart springare · b5 svart bonde · c5 svart löpare · e5 svart bonde · e4 vit bonde · b3 vit löpare · f3 vit springare · a2 vit bonde · b2 vit bonde · c2 vit bonde · d2 vit bonde · f2 vit bonde · g2 vit bonde · h2 vit bonde · a1 vit torn · b1 vit springare · c1 vit löpare · d1 vit drottning · f1 vit torn · g1 vit kung | a8 svart torn · c8 svart löpare · d8 svart drottning · e8 svart kung · h8 svart torn · c7 svart bonde · d7 svart bonde · f7 svart bonde · g7 svart bonde · h7 svart bonde · a6 svart bonde · c6 svart springare · f6 svart springare · b5 svart bonde · c5 svart löpare · e5 svart bonde · e4 vit bonde · b3 vit löpare · f3 vit springare · a2 vit bonde · b2 vit bonde · c2 vit bonde · d2 vit bonde · f2 vit bonde · g2 vit bonde · h2 vit bonde · a1 vit torn · b1 vit springare · c1 vit löpare · d1 vit drottning · f1 vit torn · g1 vit kung | a8 svart torn · c8 svart löpare · d8 svart drottning · e8 svart kung · h8 svart torn · c7 svart bonde · d7 svart bonde · f7 svart bonde · g7 svart bonde · h7 svart bonde · a6 svart bonde · c6 svart springare · f6 svart springare · b5 svart bonde · c5 svart löpare · e5 svart bonde · e4 vit bonde · b3 vit löpare · f3 vit springare · a2 vit bonde · b2 vit bonde · c2 vit bonde · d2 vit bonde · f2 vit bonde · g2 vit bonde · h2 vit bonde · a1 vit torn · b1 vit springare · c1 vit löpare · d1 vit drottning · f1 vit torn · g1 vit kung | a8 svart torn · c8 svart löpare · d8 svart drottning · e8 svart kung · h8 svart torn · c7 svart bonde · d7 svart bonde · f7 svart bonde · g7 svart bonde · h7 svart bonde · a6 svart bonde · c6 svart springare · f6 svart springare · b5 svart bonde · c5 svart löpare · e5 svart bonde · e4 vit bonde · b3 vit löpare · f3 vit springare · a2 vit bonde · b2 vit bonde · c2 vit bonde · d2 vit bonde · f2 vit bonde · g2 vit bonde · h2 vit bonde · a1 vit torn · b1 vit springare · c1 vit löpare · d1 vit drottning · f1 vit torn · g1 vit kung | a8 svart torn · c8 svart löpare · d8 svart drottning · e8 svart kung · h8 svart torn · c7 svart bonde · d7 svart bonde · f7 svart bonde · g7 svart bonde · h7 svart bonde · a6 svart bonde · c6 svart springare · f6 svart springare · b5 svart bonde · c5 svart löpare · e5 svart bonde · e4 vit bonde · b3 vit löpare · f3 vit springare · a2 vit bonde · b2 vit bonde · c2 vit bonde · d2 vit bonde · f2 vit bonde · g2 vit bonde · h2 vit bonde · a1 vit torn · b1 vit springare · c1 vit löpare · d1 vit drottning · f1 vit torn · g1 vit kung | a8 svart torn · c8 svart löpare · d8 svart drottning · e8 svart kung · h8 svart torn · c7 svart bonde · d7 svart bonde · f7 svart bonde · g7 svart bonde · h7 svart bonde · a6 svart bonde · c6 svart springare · f6 svart springare · b5 svart bonde · c5 svart löpare · e5 svart bonde · e4 vit bonde · b3 vit löpare · f3 vit springare · a2 vit bonde · b2 vit bonde · c2 vit bonde · d2 vit bonde · f2 vit bonde · g2 vit bonde · h2 vit bonde · a1 vit torn · b1 vit springare · c1 vit löpare · d1 vit drottning · f1 vit torn · g1 vit kung | a8 svart torn · c8 svart löpare · d8 svart drottning · e8 svart kung · h8 svart torn · c7 svart bonde · d7 svart bonde · f7 svart bonde · g7 svart bonde · h7 svart bonde · a6 svart bonde · c6 svart springare · f6 svart springare · b5 svart bonde · c5 svart löpare · e5 svart bonde · e4 vit bonde · b3 vit löpare · f3 vit springare · a2 vit bonde · b2 vit bonde · c2 vit bonde · d2 vit bonde · f2 vit bonde · g2 vit bonde · h2 vit bonde · a1 vit torn · b1 vit springare · c1 vit löpare · d1 vit drottning · f1 vit torn · g1 vit kung | 1 |
|   | a | b | c | d | e | f | g | h |   |

Efter 3...a6 4.La4 Sf6 5.0-0 b5 6.Lb3 Lb7 uppkommer Archangelskvarianten, uppkallad efter spelare från den ryska staden Archangelsk. Vit kan spela 7.c3 med planen d4 och skarpt spel eller lugnare med 7.d3. 
Om svart i stället väljer 6...Lc5, vilket är vanligare, så kallas det för moderna Archangelskvarianten. Här utvecklar svart ofta sin löpare till g4 i stället för b7. Huvudspåret fortsätter 7.c3 d6 8.a4 Tb8 9.d4 Lb6.

#### Anderssenvarianten (5.d3)
Anderssenvarianten (efter Adolf Anderssen) definieras av 3...a6 4.La4 Sf6 5.d3. 
Den är besläktad med moderna varianten i slutna försvaret och har också blivit populär de senaste åren. En vanlig variant är 5...d6 6.c3 g6 7.0-0 Lg7.

#### Moderna Steinitzförsvaret (4...d6)
|   | a | b | c | d | e | f | g | h |   |
| 8 | a8 svart torn · c8 svart löpare · d8 svart drottning · e8 svart kung · f8 svart löpare · g8 svart springare · h8 svart torn · b7 svart bonde · c7 svart bonde · f7 svart bonde · g7 svart bonde · h7 svart bonde · a6 svart bonde · c6 svart springare · d6 svart bonde · e5 svart bonde · a4 vit löpare · e4 vit bonde · f3 vit springare · a2 vit bonde · b2 vit bonde · c2 vit bonde · d2 vit bonde · f2 vit bonde · g2 vit bonde · h2 vit bonde · a1 vit torn · b1 vit springare · c1 vit löpare · d1 vit drottning · e1 vit kung · h1 vit torn | a8 svart torn · c8 svart löpare · d8 svart drottning · e8 svart kung · f8 svart löpare · g8 svart springare · h8 svart torn · b7 svart bonde · c7 svart bonde · f7 svart bonde · g7 svart bonde · h7 svart bonde · a6 svart bonde · c6 svart springare · d6 svart bonde · e5 svart bonde · a4 vit löpare · e4 vit bonde · f3 vit springare · a2 vit bonde · b2 vit bonde · c2 vit bonde · d2 vit bonde · f2 vit bonde · g2 vit bonde · h2 vit bonde · a1 vit torn · b1 vit springare · c1 vit löpare · d1 vit drottning · e1 vit kung · h1 vit torn | a8 svart torn · c8 svart löpare · d8 svart drottning · e8 svart kung · f8 svart löpare · g8 svart springare · h8 svart torn · b7 svart bonde · c7 svart bonde · f7 svart bonde · g7 svart bonde · h7 svart bonde · a6 svart bonde · c6 svart springare · d6 svart bonde · e5 svart bonde · a4 vit löpare · e4 vit bonde · f3 vit springare · a2 vit bonde · b2 vit bonde · c2 vit bonde · d2 vit bonde · f2 vit bonde · g2 vit bonde · h2 vit bonde · a1 vit torn · b1 vit springare · c1 vit löpare · d1 vit drottning · e1 vit kung · h1 vit torn | a8 svart torn · c8 svart löpare · d8 svart drottning · e8 svart kung · f8 svart löpare · g8 svart springare · h8 svart torn · b7 svart bonde · c7 svart bonde · f7 svart bonde · g7 svart bonde · h7 svart bonde · a6 svart bonde · c6 svart springare · d6 svart bonde · e5 svart bonde · a4 vit löpare · e4 vit bonde · f3 vit springare · a2 vit bonde · b2 vit bonde · c2 vit bonde · d2 vit bonde · f2 vit bonde · g2 vit bonde · h2 vit bonde · a1 vit torn · b1 vit springare · c1 vit löpare · d1 vit drottning · e1 vit kung · h1 vit torn | a8 svart torn · c8 svart löpare · d8 svart drottning · e8 svart kung · f8 svart löpare · g8 svart springare · h8 svart torn · b7 svart bonde · c7 svart bonde · f7 svart bonde · g7 svart bonde · h7 svart bonde · a6 svart bonde · c6 svart springare · d6 svart bonde · e5 svart bonde · a4 vit löpare · e4 vit bonde · f3 vit springare · a2 vit bonde · b2 vit bonde · c2 vit bonde · d2 vit bonde · f2 vit bonde · g2 vit bonde · h2 vit bonde · a1 vit torn · b1 vit springare · c1 vit löpare · d1 vit drottning · e1 vit kung · h1 vit torn | a8 svart torn · c8 svart löpare · d8 svart drottning · e8 svart kung · f8 svart löpare · g8 svart springare · h8 svart torn · b7 svart bonde · c7 svart bonde · f7 svart bonde · g7 svart bonde · h7 svart bonde · a6 svart bonde · c6 svart springare · d6 svart bonde · e5 svart bonde · a4 vit löpare · e4 vit bonde · f3 vit springare · a2 vit bonde · b2 vit bonde · c2 vit bonde · d2 vit bonde · f2 vit bonde · g2 vit bonde · h2 vit bonde · a1 vit torn · b1 vit springare · c1 vit löpare · d1 vit drottning · e1 vit kung · h1 vit torn | a8 svart torn · c8 svart löpare · d8 svart drottning · e8 svart kung · f8 svart löpare · g8 svart springare · h8 svart torn · b7 svart bonde · c7 svart bonde · f7 svart bonde · g7 svart bonde · h7 svart bonde · a6 svart bonde · c6 svart springare · d6 svart bonde · e5 svart bonde · a4 vit löpare · e4 vit bonde · f3 vit springare · a2 vit bonde · b2 vit bonde · c2 vit bonde · d2 vit bonde · f2 vit bonde · g2 vit bonde · h2 vit bonde · a1 vit torn · b1 vit springare · c1 vit löpare · d1 vit drottning · e1 vit kung · h1 vit torn | a8 svart torn · c8 svart löpare · d8 svart drottning · e8 svart kung · f8 svart löpare · g8 svart springare · h8 svart torn · b7 svart bonde · c7 svart bonde · f7 svart bonde · g7 svart bonde · h7 svart bonde · a6 svart bonde · c6 svart springare · d6 svart bonde · e5 svart bonde · a4 vit löpare · e4 vit bonde · f3 vit springare · a2 vit bonde · b2 vit bonde · c2 vit bonde · d2 vit bonde · f2 vit bonde · g2 vit bonde · h2 vit bonde · a1 vit torn · b1 vit springare · c1 vit löpare · d1 vit drottning · e1 vit kung · h1 vit torn | 8 |
| 7 | a8 svart torn · c8 svart löpare · d8 svart drottning · e8 svart kung · f8 svart löpare · g8 svart springare · h8 svart torn · b7 svart bonde · c7 svart bonde · f7 svart bonde · g7 svart bonde · h7 svart bonde · a6 svart bonde · c6 svart springare · d6 svart bonde · e5 svart bonde · a4 vit löpare · e4 vit bonde · f3 vit springare · a2 vit bonde · b2 vit bonde · c2 vit bonde · d2 vit bonde · f2 vit bonde · g2 vit bonde · h2 vit bonde · a1 vit torn · b1 vit springare · c1 vit löpare · d1 vit drottning · e1 vit kung · h1 vit torn | a8 svart torn · c8 svart löpare · d8 svart drottning · e8 svart kung · f8 svart löpare · g8 svart springare · h8 svart torn · b7 svart bonde · c7 svart bonde · f7 svart bonde · g7 svart bonde · h7 svart bonde · a6 svart bonde · c6 svart springare · d6 svart bonde · e5 svart bonde · a4 vit löpare · e4 vit bonde · f3 vit springare · a2 vit bonde · b2 vit bonde · c2 vit bonde · d2 vit bonde · f2 vit bonde · g2 vit bonde · h2 vit bonde · a1 vit torn · b1 vit springare · c1 vit löpare · d1 vit drottning · e1 vit kung · h1 vit torn | a8 svart torn · c8 svart löpare · d8 svart drottning · e8 svart kung · f8 svart löpare · g8 svart springare · h8 svart torn · b7 svart bonde · c7 svart bonde · f7 svart bonde · g7 svart bonde · h7 svart bonde · a6 svart bonde · c6 svart springare · d6 svart bonde · e5 svart bonde · a4 vit löpare · e4 vit bonde · f3 vit springare · a2 vit bonde · b2 vit bonde · c2 vit bonde · d2 vit bonde · f2 vit bonde · g2 vit bonde · h2 vit bonde · a1 vit torn · b1 vit springare · c1 vit löpare · d1 vit drottning · e1 vit kung · h1 vit torn | a8 svart torn · c8 svart löpare · d8 svart drottning · e8 svart kung · f8 svart löpare · g8 svart springare · h8 svart torn · b7 svart bonde · c7 svart bonde · f7 svart bonde · g7 svart bonde · h7 svart bonde · a6 svart bonde · c6 svart springare · d6 svart bonde · e5 svart bonde · a4 vit löpare · e4 vit bonde · f3 vit springare · a2 vit bonde · b2 vit bonde · c2 vit bonde · d2 vit bonde · f2 vit bonde · g2 vit bonde · h2 vit bonde · a1 vit torn · b1 vit springare · c1 vit löpare · d1 vit drottning · e1 vit kung · h1 vit torn | a8 svart torn · c8 svart löpare · d8 svart drottning · e8 svart kung · f8 svart löpare · g8 svart springare · h8 svart torn · b7 svart bonde · c7 svart bonde · f7 svart bonde · g7 svart bonde · h7 svart bonde · a6 svart bonde · c6 svart springare · d6 svart bonde · e5 svart bonde · a4 vit löpare · e4 vit bonde · f3 vit springare · a2 vit bonde · b2 vit bonde · c2 vit bonde · d2 vit bonde · f2 vit bonde · g2 vit bonde · h2 vit bonde · a1 vit torn · b1 vit springare · c1 vit löpare · d1 vit drottning · e1 vit kung · h1 vit torn | a8 svart torn · c8 svart löpare · d8 svart drottning · e8 svart kung · f8 svart löpare · g8 svart springare · h8 svart torn · b7 svart bonde · c7 svart bonde · f7 svart bonde · g7 svart bonde · h7 svart bonde · a6 svart bonde · c6 svart springare · d6 svart bonde · e5 svart bonde · a4 vit löpare · e4 vit bonde · f3 vit springare · a2 vit bonde · b2 vit bonde · c2 vit bonde · d2 vit bonde · f2 vit bonde · g2 vit bonde · h2 vit bonde · a1 vit torn · b1 vit springare · c1 vit löpare · d1 vit drottning · e1 vit kung · h1 vit torn | a8 svart torn · c8 svart löpare · d8 svart drottning · e8 svart kung · f8 svart löpare · g8 svart springare · h8 svart torn · b7 svart bonde · c7 svart bonde · f7 svart bonde · g7 svart bonde · h7 svart bonde · a6 svart bonde · c6 svart springare · d6 svart bonde · e5 svart bonde · a4 vit löpare · e4 vit bonde · f3 vit springare · a2 vit bonde · b2 vit bonde · c2 vit bonde · d2 vit bonde · f2 vit bonde · g2 vit bonde · h2 vit bonde · a1 vit torn · b1 vit springare · c1 vit löpare · d1 vit drottning · e1 vit kung · h1 vit torn | a8 svart torn · c8 svart löpare · d8 svart drottning · e8 svart kung · f8 svart löpare · g8 svart springare · h8 svart torn · b7 svart bonde · c7 svart bonde · f7 svart bonde · g7 svart bonde · h7 svart bonde · a6 svart bonde · c6 svart springare · d6 svart bonde · e5 svart bonde · a4 vit löpare · e4 vit bonde · f3 vit springare · a2 vit bonde · b2 vit bonde · c2 vit bonde · d2 vit bonde · f2 vit bonde · g2 vit bonde · h2 vit bonde · a1 vit torn · b1 vit springare · c1 vit löpare · d1 vit drottning · e1 vit kung · h1 vit torn | 7 |
| 6 | a8 svart torn · c8 svart löpare · d8 svart drottning · e8 svart kung · f8 svart löpare · g8 svart springare · h8 svart torn · b7 svart bonde · c7 svart bonde · f7 svart bonde · g7 svart bonde · h7 svart bonde · a6 svart bonde · c6 svart springare · d6 svart bonde · e5 svart bonde · a4 vit löpare · e4 vit bonde · f3 vit springare · a2 vit bonde · b2 vit bonde · c2 vit bonde · d2 vit bonde · f2 vit bonde · g2 vit bonde · h2 vit bonde · a1 vit torn · b1 vit springare · c1 vit löpare · d1 vit drottning · e1 vit kung · h1 vit torn | a8 svart torn · c8 svart löpare · d8 svart drottning · e8 svart kung · f8 svart löpare · g8 svart springare · h8 svart torn · b7 svart bonde · c7 svart bonde · f7 svart bonde · g7 svart bonde · h7 svart bonde · a6 svart bonde · c6 svart springare · d6 svart bonde · e5 svart bonde · a4 vit löpare · e4 vit bonde · f3 vit springare · a2 vit bonde · b2 vit bonde · c2 vit bonde · d2 vit bonde · f2 vit bonde · g2 vit bonde · h2 vit bonde · a1 vit torn · b1 vit springare · c1 vit löpare · d1 vit drottning · e1 vit kung · h1 vit torn | a8 svart torn · c8 svart löpare · d8 svart drottning · e8 svart kung · f8 svart löpare · g8 svart springare · h8 svart torn · b7 svart bonde · c7 svart bonde · f7 svart bonde · g7 svart bonde · h7 svart bonde · a6 svart bonde · c6 svart springare · d6 svart bonde · e5 svart bonde · a4 vit löpare · e4 vit bonde · f3 vit springare · a2 vit bonde · b2 vit bonde · c2 vit bonde · d2 vit bonde · f2 vit bonde · g2 vit bonde · h2 vit bonde · a1 vit torn · b1 vit springare · c1 vit löpare · d1 vit drottning · e1 vit kung · h1 vit torn | a8 svart torn · c8 svart löpare · d8 svart drottning · e8 svart kung · f8 svart löpare · g8 svart springare · h8 svart torn · b7 svart bonde · c7 svart bonde · f7 svart bonde · g7 svart bonde · h7 svart bonde · a6 svart bonde · c6 svart springare · d6 svart bonde · e5 svart bonde · a4 vit löpare · e4 vit bonde · f3 vit springare · a2 vit bonde · b2 vit bonde · c2 vit bonde · d2 vit bonde · f2 vit bonde · g2 vit bonde · h2 vit bonde · a1 vit torn · b1 vit springare · c1 vit löpare · d1 vit drottning · e1 vit kung · h1 vit torn | a8 svart torn · c8 svart löpare · d8 svart drottning · e8 svart kung · f8 svart löpare · g8 svart springare · h8 svart torn · b7 svart bonde · c7 svart bonde · f7 svart bonde · g7 svart bonde · h7 svart bonde · a6 svart bonde · c6 svart springare · d6 svart bonde · e5 svart bonde · a4 vit löpare · e4 vit bonde · f3 vit springare · a2 vit bonde · b2 vit bonde · c2 vit bonde · d2 vit bonde · f2 vit bonde · g2 vit bonde · h2 vit bonde · a1 vit torn · b1 vit springare · c1 vit löpare · d1 vit drottning · e1 vit kung · h1 vit torn | a8 svart torn · c8 svart löpare · d8 svart drottning · e8 svart kung · f8 svart löpare · g8 svart springare · h8 svart torn · b7 svart bonde · c7 svart bonde · f7 svart bonde · g7 svart bonde · h7 svart bonde · a6 svart bonde · c6 svart springare · d6 svart bonde · e5 svart bonde · a4 vit löpare · e4 vit bonde · f3 vit springare · a2 vit bonde · b2 vit bonde · c2 vit bonde · d2 vit bonde · f2 vit bonde · g2 vit bonde · h2 vit bonde · a1 vit torn · b1 vit springare · c1 vit löpare · d1 vit drottning · e1 vit kung · h1 vit torn | a8 svart torn · c8 svart löpare · d8 svart drottning · e8 svart kung · f8 svart löpare · g8 svart springare · h8 svart torn · b7 svart bonde · c7 svart bonde · f7 svart bonde · g7 svart bonde · h7 svart bonde · a6 svart bonde · c6 svart springare · d6 svart bonde · e5 svart bonde · a4 vit löpare · e4 vit bonde · f3 vit springare · a2 vit bonde · b2 vit bonde · c2 vit bonde · d2 vit bonde · f2 vit bonde · g2 vit bonde · h2 vit bonde · a1 vit torn · b1 vit springare · c1 vit löpare · d1 vit drottning · e1 vit kung · h1 vit torn | a8 svart torn · c8 svart löpare · d8 svart drottning · e8 svart kung · f8 svart löpare · g8 svart springare · h8 svart torn · b7 svart bonde · c7 svart bonde · f7 svart bonde · g7 svart bonde · h7 svart bonde · a6 svart bonde · c6 svart springare · d6 svart bonde · e5 svart bonde · a4 vit löpare · e4 vit bonde · f3 vit springare · a2 vit bonde · b2 vit bonde · c2 vit bonde · d2 vit bonde · f2 vit bonde · g2 vit bonde · h2 vit bonde · a1 vit torn · b1 vit springare · c1 vit löpare · d1 vit drottning · e1 vit kung · h1 vit torn | 6 |
| 5 | a8 svart torn · c8 svart löpare · d8 svart drottning · e8 svart kung · f8 svart löpare · g8 svart springare · h8 svart torn · b7 svart bonde · c7 svart bonde · f7 svart bonde · g7 svart bonde · h7 svart bonde · a6 svart bonde · c6 svart springare · d6 svart bonde · e5 svart bonde · a4 vit löpare · e4 vit bonde · f3 vit springare · a2 vit bonde · b2 vit bonde · c2 vit bonde · d2 vit bonde · f2 vit bonde · g2 vit bonde · h2 vit bonde · a1 vit torn · b1 vit springare · c1 vit löpare · d1 vit drottning · e1 vit kung · h1 vit torn | a8 svart torn · c8 svart löpare · d8 svart drottning · e8 svart kung · f8 svart löpare · g8 svart springare · h8 svart torn · b7 svart bonde · c7 svart bonde · f7 svart bonde · g7 svart bonde · h7 svart bonde · a6 svart bonde · c6 svart springare · d6 svart bonde · e5 svart bonde · a4 vit löpare · e4 vit bonde · f3 vit springare · a2 vit bonde · b2 vit bonde · c2 vit bonde · d2 vit bonde · f2 vit bonde · g2 vit bonde · h2 vit bonde · a1 vit torn · b1 vit springare · c1 vit löpare · d1 vit drottning · e1 vit kung · h1 vit torn | a8 svart torn · c8 svart löpare · d8 svart drottning · e8 svart kung · f8 svart löpare · g8 svart springare · h8 svart torn · b7 svart bonde · c7 svart bonde · f7 svart bonde · g7 svart bonde · h7 svart bonde · a6 svart bonde · c6 svart springare · d6 svart bonde · e5 svart bonde · a4 vit löpare · e4 vit bonde · f3 vit springare · a2 vit bonde · b2 vit bonde · c2 vit bonde · d2 vit bonde · f2 vit bonde · g2 vit bonde · h2 vit bonde · a1 vit torn · b1 vit springare · c1 vit löpare · d1 vit drottning · e1 vit kung · h1 vit torn | a8 svart torn · c8 svart löpare · d8 svart drottning · e8 svart kung · f8 svart löpare · g8 svart springare · h8 svart torn · b7 svart bonde · c7 svart bonde · f7 svart bonde · g7 svart bonde · h7 svart bonde · a6 svart bonde · c6 svart springare · d6 svart bonde · e5 svart bonde · a4 vit löpare · e4 vit bonde · f3 vit springare · a2 vit bonde · b2 vit bonde · c2 vit bonde · d2 vit bonde · f2 vit bonde · g2 vit bonde · h2 vit bonde · a1 vit torn · b1 vit springare · c1 vit löpare · d1 vit drottning · e1 vit kung · h1 vit torn | a8 svart torn · c8 svart löpare · d8 svart drottning · e8 svart kung · f8 svart löpare · g8 svart springare · h8 svart torn · b7 svart bonde · c7 svart bonde · f7 svart bonde · g7 svart bonde · h7 svart bonde · a6 svart bonde · c6 svart springare · d6 svart bonde · e5 svart bonde · a4 vit löpare · e4 vit bonde · f3 vit springare · a2 vit bonde · b2 vit bonde · c2 vit bonde · d2 vit bonde · f2 vit bonde · g2 vit bonde · h2 vit bonde · a1 vit torn · b1 vit springare · c1 vit löpare · d1 vit drottning · e1 vit kung · h1 vit torn | a8 svart torn · c8 svart löpare · d8 svart drottning · e8 svart kung · f8 svart löpare · g8 svart springare · h8 svart torn · b7 svart bonde · c7 svart bonde · f7 svart bonde · g7 svart bonde · h7 svart bonde · a6 svart bonde · c6 svart springare · d6 svart bonde · e5 svart bonde · a4 vit löpare · e4 vit bonde · f3 vit springare · a2 vit bonde · b2 vit bonde · c2 vit bonde · d2 vit bonde · f2 vit bonde · g2 vit bonde · h2 vit bonde · a1 vit torn · b1 vit springare · c1 vit löpare · d1 vit drottning · e1 vit kung · h1 vit torn | a8 svart torn · c8 svart löpare · d8 svart drottning · e8 svart kung · f8 svart löpare · g8 svart springare · h8 svart torn · b7 svart bonde · c7 svart bonde · f7 svart bonde · g7 svart bonde · h7 svart bonde · a6 svart bonde · c6 svart springare · d6 svart bonde · e5 svart bonde · a4 vit löpare · e4 vit bonde · f3 vit springare · a2 vit bonde · b2 vit bonde · c2 vit bonde · d2 vit bonde · f2 vit bonde · g2 vit bonde · h2 vit bonde · a1 vit torn · b1 vit springare · c1 vit löpare · d1 vit drottning · e1 vit kung · h1 vit torn | a8 svart torn · c8 svart löpare · d8 svart drottning · e8 svart kung · f8 svart löpare · g8 svart springare · h8 svart torn · b7 svart bonde · c7 svart bonde · f7 svart bonde · g7 svart bonde · h7 svart bonde · a6 svart bonde · c6 svart springare · d6 svart bonde · e5 svart bonde · a4 vit löpare · e4 vit bonde · f3 vit springare · a2 vit bonde · b2 vit bonde · c2 vit bonde · d2 vit bonde · f2 vit bonde · g2 vit bonde · h2 vit bonde · a1 vit torn · b1 vit springare · c1 vit löpare · d1 vit drottning · e1 vit kung · h1 vit torn | 5 |
| 4 | a8 svart torn · c8 svart löpare · d8 svart drottning · e8 svart kung · f8 svart löpare · g8 svart springare · h8 svart torn · b7 svart bonde · c7 svart bonde · f7 svart bonde · g7 svart bonde · h7 svart bonde · a6 svart bonde · c6 svart springare · d6 svart bonde · e5 svart bonde · a4 vit löpare · e4 vit bonde · f3 vit springare · a2 vit bonde · b2 vit bonde · c2 vit bonde · d2 vit bonde · f2 vit bonde · g2 vit bonde · h2 vit bonde · a1 vit torn · b1 vit springare · c1 vit löpare · d1 vit drottning · e1 vit kung · h1 vit torn | a8 svart torn · c8 svart löpare · d8 svart drottning · e8 svart kung · f8 svart löpare · g8 svart springare · h8 svart torn · b7 svart bonde · c7 svart bonde · f7 svart bonde · g7 svart bonde · h7 svart bonde · a6 svart bonde · c6 svart springare · d6 svart bonde · e5 svart bonde · a4 vit löpare · e4 vit bonde · f3 vit springare · a2 vit bonde · b2 vit bonde · c2 vit bonde · d2 vit bonde · f2 vit bonde · g2 vit bonde · h2 vit bonde · a1 vit torn · b1 vit springare · c1 vit löpare · d1 vit drottning · e1 vit kung · h1 vit torn | a8 svart torn · c8 svart löpare · d8 svart drottning · e8 svart kung · f8 svart löpare · g8 svart springare · h8 svart torn · b7 svart bonde · c7 svart bonde · f7 svart bonde · g7 svart bonde · h7 svart bonde · a6 svart bonde · c6 svart springare · d6 svart bonde · e5 svart bonde · a4 vit löpare · e4 vit bonde · f3 vit springare · a2 vit bonde · b2 vit bonde · c2 vit bonde · d2 vit bonde · f2 vit bonde · g2 vit bonde · h2 vit bonde · a1 vit torn · b1 vit springare · c1 vit löpare · d1 vit drottning · e1 vit kung · h1 vit torn | a8 svart torn · c8 svart löpare · d8 svart drottning · e8 svart kung · f8 svart löpare · g8 svart springare · h8 svart torn · b7 svart bonde · c7 svart bonde · f7 svart bonde · g7 svart bonde · h7 svart bonde · a6 svart bonde · c6 svart springare · d6 svart bonde · e5 svart bonde · a4 vit löpare · e4 vit bonde · f3 vit springare · a2 vit bonde · b2 vit bonde · c2 vit bonde · d2 vit bonde · f2 vit bonde · g2 vit bonde · h2 vit bonde · a1 vit torn · b1 vit springare · c1 vit löpare · d1 vit drottning · e1 vit kung · h1 vit torn | a8 svart torn · c8 svart löpare · d8 svart drottning · e8 svart kung · f8 svart löpare · g8 svart springare · h8 svart torn · b7 svart bonde · c7 svart bonde · f7 svart bonde · g7 svart bonde · h7 svart bonde · a6 svart bonde · c6 svart springare · d6 svart bonde · e5 svart bonde · a4 vit löpare · e4 vit bonde · f3 vit springare · a2 vit bonde · b2 vit bonde · c2 vit bonde · d2 vit bonde · f2 vit bonde · g2 vit bonde · h2 vit bonde · a1 vit torn · b1 vit springare · c1 vit löpare · d1 vit drottning · e1 vit kung · h1 vit torn | a8 svart torn · c8 svart löpare · d8 svart drottning · e8 svart kung · f8 svart löpare · g8 svart springare · h8 svart torn · b7 svart bonde · c7 svart bonde · f7 svart bonde · g7 svart bonde · h7 svart bonde · a6 svart bonde · c6 svart springare · d6 svart bonde · e5 svart bonde · a4 vit löpare · e4 vit bonde · f3 vit springare · a2 vit bonde · b2 vit bonde · c2 vit bonde · d2 vit bonde · f2 vit bonde · g2 vit bonde · h2 vit bonde · a1 vit torn · b1 vit springare · c1 vit löpare · d1 vit drottning · e1 vit kung · h1 vit torn | a8 svart torn · c8 svart löpare · d8 svart drottning · e8 svart kung · f8 svart löpare · g8 svart springare · h8 svart torn · b7 svart bonde · c7 svart bonde · f7 svart bonde · g7 svart bonde · h7 svart bonde · a6 svart bonde · c6 svart springare · d6 svart bonde · e5 svart bonde · a4 vit löpare · e4 vit bonde · f3 vit springare · a2 vit bonde · b2 vit bonde · c2 vit bonde · d2 vit bonde · f2 vit bonde · g2 vit bonde · h2 vit bonde · a1 vit torn · b1 vit springare · c1 vit löpare · d1 vit drottning · e1 vit kung · h1 vit torn | a8 svart torn · c8 svart löpare · d8 svart drottning · e8 svart kung · f8 svart löpare · g8 svart springare · h8 svart torn · b7 svart bonde · c7 svart bonde · f7 svart bonde · g7 svart bonde · h7 svart bonde · a6 svart bonde · c6 svart springare · d6 svart bonde · e5 svart bonde · a4 vit löpare · e4 vit bonde · f3 vit springare · a2 vit bonde · b2 vit bonde · c2 vit bonde · d2 vit bonde · f2 vit bonde · g2 vit bonde · h2 vit bonde · a1 vit torn · b1 vit springare · c1 vit löpare · d1 vit drottning · e1 vit kung · h1 vit torn | 4 |
| 3 | a8 svart torn · c8 svart löpare · d8 svart drottning · e8 svart kung · f8 svart löpare · g8 svart springare · h8 svart torn · b7 svart bonde · c7 svart bonde · f7 svart bonde · g7 svart bonde · h7 svart bonde · a6 svart bonde · c6 svart springare · d6 svart bonde · e5 svart bonde · a4 vit löpare · e4 vit bonde · f3 vit springare · a2 vit bonde · b2 vit bonde · c2 vit bonde · d2 vit bonde · f2 vit bonde · g2 vit bonde · h2 vit bonde · a1 vit torn · b1 vit springare · c1 vit löpare · d1 vit drottning · e1 vit kung · h1 vit torn | a8 svart torn · c8 svart löpare · d8 svart drottning · e8 svart kung · f8 svart löpare · g8 svart springare · h8 svart torn · b7 svart bonde · c7 svart bonde · f7 svart bonde · g7 svart bonde · h7 svart bonde · a6 svart bonde · c6 svart springare · d6 svart bonde · e5 svart bonde · a4 vit löpare · e4 vit bonde · f3 vit springare · a2 vit bonde · b2 vit bonde · c2 vit bonde · d2 vit bonde · f2 vit bonde · g2 vit bonde · h2 vit bonde · a1 vit torn · b1 vit springare · c1 vit löpare · d1 vit drottning · e1 vit kung · h1 vit torn | a8 svart torn · c8 svart löpare · d8 svart drottning · e8 svart kung · f8 svart löpare · g8 svart springare · h8 svart torn · b7 svart bonde · c7 svart bonde · f7 svart bonde · g7 svart bonde · h7 svart bonde · a6 svart bonde · c6 svart springare · d6 svart bonde · e5 svart bonde · a4 vit löpare · e4 vit bonde · f3 vit springare · a2 vit bonde · b2 vit bonde · c2 vit bonde · d2 vit bonde · f2 vit bonde · g2 vit bonde · h2 vit bonde · a1 vit torn · b1 vit springare · c1 vit löpare · d1 vit drottning · e1 vit kung · h1 vit torn | a8 svart torn · c8 svart löpare · d8 svart drottning · e8 svart kung · f8 svart löpare · g8 svart springare · h8 svart torn · b7 svart bonde · c7 svart bonde · f7 svart bonde · g7 svart bonde · h7 svart bonde · a6 svart bonde · c6 svart springare · d6 svart bonde · e5 svart bonde · a4 vit löpare · e4 vit bonde · f3 vit springare · a2 vit bonde · b2 vit bonde · c2 vit bonde · d2 vit bonde · f2 vit bonde · g2 vit bonde · h2 vit bonde · a1 vit torn · b1 vit springare · c1 vit löpare · d1 vit drottning · e1 vit kung · h1 vit torn | a8 svart torn · c8 svart löpare · d8 svart drottning · e8 svart kung · f8 svart löpare · g8 svart springare · h8 svart torn · b7 svart bonde · c7 svart bonde · f7 svart bonde · g7 svart bonde · h7 svart bonde · a6 svart bonde · c6 svart springare · d6 svart bonde · e5 svart bonde · a4 vit löpare · e4 vit bonde · f3 vit springare · a2 vit bonde · b2 vit bonde · c2 vit bonde · d2 vit bonde · f2 vit bonde · g2 vit bonde · h2 vit bonde · a1 vit torn · b1 vit springare · c1 vit löpare · d1 vit drottning · e1 vit kung · h1 vit torn | a8 svart torn · c8 svart löpare · d8 svart drottning · e8 svart kung · f8 svart löpare · g8 svart springare · h8 svart torn · b7 svart bonde · c7 svart bonde · f7 svart bonde · g7 svart bonde · h7 svart bonde · a6 svart bonde · c6 svart springare · d6 svart bonde · e5 svart bonde · a4 vit löpare · e4 vit bonde · f3 vit springare · a2 vit bonde · b2 vit bonde · c2 vit bonde · d2 vit bonde · f2 vit bonde · g2 vit bonde · h2 vit bonde · a1 vit torn · b1 vit springare · c1 vit löpare · d1 vit drottning · e1 vit kung · h1 vit torn | a8 svart torn · c8 svart löpare · d8 svart drottning · e8 svart kung · f8 svart löpare · g8 svart springare · h8 svart torn · b7 svart bonde · c7 svart bonde · f7 svart bonde · g7 svart bonde · h7 svart bonde · a6 svart bonde · c6 svart springare · d6 svart bonde · e5 svart bonde · a4 vit löpare · e4 vit bonde · f3 vit springare · a2 vit bonde · b2 vit bonde · c2 vit bonde · d2 vit bonde · f2 vit bonde · g2 vit bonde · h2 vit bonde · a1 vit torn · b1 vit springare · c1 vit löpare · d1 vit drottning · e1 vit kung · h1 vit torn | a8 svart torn · c8 svart löpare · d8 svart drottning · e8 svart kung · f8 svart löpare · g8 svart springare · h8 svart torn · b7 svart bonde · c7 svart bonde · f7 svart bonde · g7 svart bonde · h7 svart bonde · a6 svart bonde · c6 svart springare · d6 svart bonde · e5 svart bonde · a4 vit löpare · e4 vit bonde · f3 vit springare · a2 vit bonde · b2 vit bonde · c2 vit bonde · d2 vit bonde · f2 vit bonde · g2 vit bonde · h2 vit bonde · a1 vit torn · b1 vit springare · c1 vit löpare · d1 vit drottning · e1 vit kung · h1 vit torn | 3 |
| 2 | a8 svart torn · c8 svart löpare · d8 svart drottning · e8 svart kung · f8 svart löpare · g8 svart springare · h8 svart torn · b7 svart bonde · c7 svart bonde · f7 svart bonde · g7 svart bonde · h7 svart bonde · a6 svart bonde · c6 svart springare · d6 svart bonde · e5 svart bonde · a4 vit löpare · e4 vit bonde · f3 vit springare · a2 vit bonde · b2 vit bonde · c2 vit bonde · d2 vit bonde · f2 vit bonde · g2 vit bonde · h2 vit bonde · a1 vit torn · b1 vit springare · c1 vit löpare · d1 vit drottning · e1 vit kung · h1 vit torn | a8 svart torn · c8 svart löpare · d8 svart drottning · e8 svart kung · f8 svart löpare · g8 svart springare · h8 svart torn · b7 svart bonde · c7 svart bonde · f7 svart bonde · g7 svart bonde · h7 svart bonde · a6 svart bonde · c6 svart springare · d6 svart bonde · e5 svart bonde · a4 vit löpare · e4 vit bonde · f3 vit springare · a2 vit bonde · b2 vit bonde · c2 vit bonde · d2 vit bonde · f2 vit bonde · g2 vit bonde · h2 vit bonde · a1 vit torn · b1 vit springare · c1 vit löpare · d1 vit drottning · e1 vit kung · h1 vit torn | a8 svart torn · c8 svart löpare · d8 svart drottning · e8 svart kung · f8 svart löpare · g8 svart springare · h8 svart torn · b7 svart bonde · c7 svart bonde · f7 svart bonde · g7 svart bonde · h7 svart bonde · a6 svart bonde · c6 svart springare · d6 svart bonde · e5 svart bonde · a4 vit löpare · e4 vit bonde · f3 vit springare · a2 vit bonde · b2 vit bonde · c2 vit bonde · d2 vit bonde · f2 vit bonde · g2 vit bonde · h2 vit bonde · a1 vit torn · b1 vit springare · c1 vit löpare · d1 vit drottning · e1 vit kung · h1 vit torn | a8 svart torn · c8 svart löpare · d8 svart drottning · e8 svart kung · f8 svart löpare · g8 svart springare · h8 svart torn · b7 svart bonde · c7 svart bonde · f7 svart bonde · g7 svart bonde · h7 svart bonde · a6 svart bonde · c6 svart springare · d6 svart bonde · e5 svart bonde · a4 vit löpare · e4 vit bonde · f3 vit springare · a2 vit bonde · b2 vit bonde · c2 vit bonde · d2 vit bonde · f2 vit bonde · g2 vit bonde · h2 vit bonde · a1 vit torn · b1 vit springare · c1 vit löpare · d1 vit drottning · e1 vit kung · h1 vit torn | a8 svart torn · c8 svart löpare · d8 svart drottning · e8 svart kung · f8 svart löpare · g8 svart springare · h8 svart torn · b7 svart bonde · c7 svart bonde · f7 svart bonde · g7 svart bonde · h7 svart bonde · a6 svart bonde · c6 svart springare · d6 svart bonde · e5 svart bonde · a4 vit löpare · e4 vit bonde · f3 vit springare · a2 vit bonde · b2 vit bonde · c2 vit bonde · d2 vit bonde · f2 vit bonde · g2 vit bonde · h2 vit bonde · a1 vit torn · b1 vit springare · c1 vit löpare · d1 vit drottning · e1 vit kung · h1 vit torn | a8 svart torn · c8 svart löpare · d8 svart drottning · e8 svart kung · f8 svart löpare · g8 svart springare · h8 svart torn · b7 svart bonde · c7 svart bonde · f7 svart bonde · g7 svart bonde · h7 svart bonde · a6 svart bonde · c6 svart springare · d6 svart bonde · e5 svart bonde · a4 vit löpare · e4 vit bonde · f3 vit springare · a2 vit bonde · b2 vit bonde · c2 vit bonde · d2 vit bonde · f2 vit bonde · g2 vit bonde · h2 vit bonde · a1 vit torn · b1 vit springare · c1 vit löpare · d1 vit drottning · e1 vit kung · h1 vit torn | a8 svart torn · c8 svart löpare · d8 svart drottning · e8 svart kung · f8 svart löpare · g8 svart springare · h8 svart torn · b7 svart bonde · c7 svart bonde · f7 svart bonde · g7 svart bonde · h7 svart bonde · a6 svart bonde · c6 svart springare · d6 svart bonde · e5 svart bonde · a4 vit löpare · e4 vit bonde · f3 vit springare · a2 vit bonde · b2 vit bonde · c2 vit bonde · d2 vit bonde · f2 vit bonde · g2 vit bonde · h2 vit bonde · a1 vit torn · b1 vit springare · c1 vit löpare · d1 vit drottning · e1 vit kung · h1 vit torn | a8 svart torn · c8 svart löpare · d8 svart drottning · e8 svart kung · f8 svart löpare · g8 svart springare · h8 svart torn · b7 svart bonde · c7 svart bonde · f7 svart bonde · g7 svart bonde · h7 svart bonde · a6 svart bonde · c6 svart springare · d6 svart bonde · e5 svart bonde · a4 vit löpare · e4 vit bonde · f3 vit springare · a2 vit bonde · b2 vit bonde · c2 vit bonde · d2 vit bonde · f2 vit bonde · g2 vit bonde · h2 vit bonde · a1 vit torn · b1 vit springare · c1 vit löpare · d1 vit drottning · e1 vit kung · h1 vit torn | 2 |
| 1 | a8 svart torn · c8 svart löpare · d8 svart drottning · e8 svart kung · f8 svart löpare · g8 svart springare · h8 svart torn · b7 svart bonde · c7 svart bonde · f7 svart bonde · g7 svart bonde · h7 svart bonde · a6 svart bonde · c6 svart springare · d6 svart bonde · e5 svart bonde · a4 vit löpare · e4 vit bonde · f3 vit springare · a2 vit bonde · b2 vit bonde · c2 vit bonde · d2 vit bonde · f2 vit bonde · g2 vit bonde · h2 vit bonde · a1 vit torn · b1 vit springare · c1 vit löpare · d1 vit drottning · e1 vit kung · h1 vit torn | a8 svart torn · c8 svart löpare · d8 svart drottning · e8 svart kung · f8 svart löpare · g8 svart springare · h8 svart torn · b7 svart bonde · c7 svart bonde · f7 svart bonde · g7 svart bonde · h7 svart bonde · a6 svart bonde · c6 svart springare · d6 svart bonde · e5 svart bonde · a4 vit löpare · e4 vit bonde · f3 vit springare · a2 vit bonde · b2 vit bonde · c2 vit bonde · d2 vit bonde · f2 vit bonde · g2 vit bonde · h2 vit bonde · a1 vit torn · b1 vit springare · c1 vit löpare · d1 vit drottning · e1 vit kung · h1 vit torn | a8 svart torn · c8 svart löpare · d8 svart drottning · e8 svart kung · f8 svart löpare · g8 svart springare · h8 svart torn · b7 svart bonde · c7 svart bonde · f7 svart bonde · g7 svart bonde · h7 svart bonde · a6 svart bonde · c6 svart springare · d6 svart bonde · e5 svart bonde · a4 vit löpare · e4 vit bonde · f3 vit springare · a2 vit bonde · b2 vit bonde · c2 vit bonde · d2 vit bonde · f2 vit bonde · g2 vit bonde · h2 vit bonde · a1 vit torn · b1 vit springare · c1 vit löpare · d1 vit drottning · e1 vit kung · h1 vit torn | a8 svart torn · c8 svart löpare · d8 svart drottning · e8 svart kung · f8 svart löpare · g8 svart springare · h8 svart torn · b7 svart bonde · c7 svart bonde · f7 svart bonde · g7 svart bonde · h7 svart bonde · a6 svart bonde · c6 svart springare · d6 svart bonde · e5 svart bonde · a4 vit löpare · e4 vit bonde · f3 vit springare · a2 vit bonde · b2 vit bonde · c2 vit bonde · d2 vit bonde · f2 vit bonde · g2 vit bonde · h2 vit bonde · a1 vit torn · b1 vit springare · c1 vit löpare · d1 vit drottning · e1 vit kung · h1 vit torn | a8 svart torn · c8 svart löpare · d8 svart drottning · e8 svart kung · f8 svart löpare · g8 svart springare · h8 svart torn · b7 svart bonde · c7 svart bonde · f7 svart bonde · g7 svart bonde · h7 svart bonde · a6 svart bonde · c6 svart springare · d6 svart bonde · e5 svart bonde · a4 vit löpare · e4 vit bonde · f3 vit springare · a2 vit bonde · b2 vit bonde · c2 vit bonde · d2 vit bonde · f2 vit bonde · g2 vit bonde · h2 vit bonde · a1 vit torn · b1 vit springare · c1 vit löpare · d1 vit drottning · e1 vit kung · h1 vit torn | a8 svart torn · c8 svart löpare · d8 svart drottning · e8 svart kung · f8 svart löpare · g8 svart springare · h8 svart torn · b7 svart bonde · c7 svart bonde · f7 svart bonde · g7 svart bonde · h7 svart bonde · a6 svart bonde · c6 svart springare · d6 svart bonde · e5 svart bonde · a4 vit löpare · e4 vit bonde · f3 vit springare · a2 vit bonde · b2 vit bonde · c2 vit bonde · d2 vit bonde · f2 vit bonde · g2 vit bonde · h2 vit bonde · a1 vit torn · b1 vit springare · c1 vit löpare · d1 vit drottning · e1 vit kung · h1 vit torn | a8 svart torn · c8 svart löpare · d8 svart drottning · e8 svart kung · f8 svart löpare · g8 svart springare · h8 svart torn · b7 svart bonde · c7 svart bonde · f7 svart bonde · g7 svart bonde · h7 svart bonde · a6 svart bonde · c6 svart springare · d6 svart bonde · e5 svart bonde · a4 vit löpare · e4 vit bonde · f3 vit springare · a2 vit bonde · b2 vit bonde · c2 vit bonde · d2 vit bonde · f2 vit bonde · g2 vit bonde · h2 vit bonde · a1 vit torn · b1 vit springare · c1 vit löpare · d1 vit drottning · e1 vit kung · h1 vit torn | a8 svart torn · c8 svart löpare · d8 svart drottning · e8 svart kung · f8 svart löpare · g8 svart springare · h8 svart torn · b7 svart bonde · c7 svart bonde · f7 svart bonde · g7 svart bonde · h7 svart bonde · a6 svart bonde · c6 svart springare · d6 svart bonde · e5 svart bonde · a4 vit löpare · e4 vit bonde · f3 vit springare · a2 vit bonde · b2 vit bonde · c2 vit bonde · d2 vit bonde · f2 vit bonde · g2 vit bonde · h2 vit bonde · a1 vit torn · b1 vit springare · c1 vit löpare · d1 vit drottning · e1 vit kung · h1 vit torn | 1 |
|   | a | b | c | d | e | f | g | h |   |

Det egentliga Steinitzförsvaret (efter Wilhelm Steinitz) uppkommer efter 3...d6 men den modernare varianten med 3...a6 4.La4 d6 är mer populärt. Det ger svart möjligheten att bryta bindningen av springaren med ...b5 och undviker en känd fälla.
Den vanligaste fortsättningen är 5.c3 Ld7 (5...f5 är den skarpa Siestavarianten) 6.d4 g6 7.0–0 Lg7 8.Te1.
En annan variant är 5.0–0 Sf6 6.Te1 Le7 7.c3 Lg4.

#### Övriga varianter
Det finns andra, mindre vanliga, avvikelser från huvudvarianten. 
Efter 3...a6 4.La4 Sf6 5.0-0 kan svart spela andra drag än 5...Le7:
- 5...d6 kallas ryska varianten och går ofta över i moderna Steinitzförsvaret.

- 5...Lc5 kallas Möllervarianten eller Möllerförsvaret. Spelet går oftast över i moderna Archangelskvarianten efter 6.c3 b5. Varianten analyserades av dansken Jörgen Möller i Tidskrift för Schack 1903.[9]

Vit kan också välja andra drag än 5.0-0:
- 5.De2 kallas Wormaldvarianten där vit (liksom i Worrallvarianten) planerar att placera tornet på d1.

- 5.Sc3 går över i fyrspringarspel.

- 5.d4 kallas spansk centrumgambit och kan fortsätta 5...exd4 6.0-0 Le7 7.e5 Se4 8.Sxd4.

Om svart, i stället för 4...Sf6, spelar 4...b5 5.Lb3 Sa5 kallas det för norska varianten. Svart byter av den vita löparen men kommer efter i utvecklingen.

### Avbytesvarianten (4.Lxc6)
|   | a | b | c | d | e | f | g | h |   |
| 8 | a8 svart torn · c8 svart löpare · d8 svart drottning · e8 svart kung · f8 svart löpare · g8 svart springare · h8 svart torn · b7 svart bonde · c7 svart bonde · f7 svart bonde · g7 svart bonde · h7 svart bonde · a6 svart bonde · c6 svart bonde · e5 svart bonde · e4 vit bonde · f3 vit springare · a2 vit bonde · b2 vit bonde · c2 vit bonde · d2 vit bonde · f2 vit bonde · g2 vit bonde · h2 vit bonde · a1 vit torn · b1 vit springare · c1 vit löpare · d1 vit drottning · e1 vit kung · h1 vit torn | a8 svart torn · c8 svart löpare · d8 svart drottning · e8 svart kung · f8 svart löpare · g8 svart springare · h8 svart torn · b7 svart bonde · c7 svart bonde · f7 svart bonde · g7 svart bonde · h7 svart bonde · a6 svart bonde · c6 svart bonde · e5 svart bonde · e4 vit bonde · f3 vit springare · a2 vit bonde · b2 vit bonde · c2 vit bonde · d2 vit bonde · f2 vit bonde · g2 vit bonde · h2 vit bonde · a1 vit torn · b1 vit springare · c1 vit löpare · d1 vit drottning · e1 vit kung · h1 vit torn | a8 svart torn · c8 svart löpare · d8 svart drottning · e8 svart kung · f8 svart löpare · g8 svart springare · h8 svart torn · b7 svart bonde · c7 svart bonde · f7 svart bonde · g7 svart bonde · h7 svart bonde · a6 svart bonde · c6 svart bonde · e5 svart bonde · e4 vit bonde · f3 vit springare · a2 vit bonde · b2 vit bonde · c2 vit bonde · d2 vit bonde · f2 vit bonde · g2 vit bonde · h2 vit bonde · a1 vit torn · b1 vit springare · c1 vit löpare · d1 vit drottning · e1 vit kung · h1 vit torn | a8 svart torn · c8 svart löpare · d8 svart drottning · e8 svart kung · f8 svart löpare · g8 svart springare · h8 svart torn · b7 svart bonde · c7 svart bonde · f7 svart bonde · g7 svart bonde · h7 svart bonde · a6 svart bonde · c6 svart bonde · e5 svart bonde · e4 vit bonde · f3 vit springare · a2 vit bonde · b2 vit bonde · c2 vit bonde · d2 vit bonde · f2 vit bonde · g2 vit bonde · h2 vit bonde · a1 vit torn · b1 vit springare · c1 vit löpare · d1 vit drottning · e1 vit kung · h1 vit torn | a8 svart torn · c8 svart löpare · d8 svart drottning · e8 svart kung · f8 svart löpare · g8 svart springare · h8 svart torn · b7 svart bonde · c7 svart bonde · f7 svart bonde · g7 svart bonde · h7 svart bonde · a6 svart bonde · c6 svart bonde · e5 svart bonde · e4 vit bonde · f3 vit springare · a2 vit bonde · b2 vit bonde · c2 vit bonde · d2 vit bonde · f2 vit bonde · g2 vit bonde · h2 vit bonde · a1 vit torn · b1 vit springare · c1 vit löpare · d1 vit drottning · e1 vit kung · h1 vit torn | a8 svart torn · c8 svart löpare · d8 svart drottning · e8 svart kung · f8 svart löpare · g8 svart springare · h8 svart torn · b7 svart bonde · c7 svart bonde · f7 svart bonde · g7 svart bonde · h7 svart bonde · a6 svart bonde · c6 svart bonde · e5 svart bonde · e4 vit bonde · f3 vit springare · a2 vit bonde · b2 vit bonde · c2 vit bonde · d2 vit bonde · f2 vit bonde · g2 vit bonde · h2 vit bonde · a1 vit torn · b1 vit springare · c1 vit löpare · d1 vit drottning · e1 vit kung · h1 vit torn | a8 svart torn · c8 svart löpare · d8 svart drottning · e8 svart kung · f8 svart löpare · g8 svart springare · h8 svart torn · b7 svart bonde · c7 svart bonde · f7 svart bonde · g7 svart bonde · h7 svart bonde · a6 svart bonde · c6 svart bonde · e5 svart bonde · e4 vit bonde · f3 vit springare · a2 vit bonde · b2 vit bonde · c2 vit bonde · d2 vit bonde · f2 vit bonde · g2 vit bonde · h2 vit bonde · a1 vit torn · b1 vit springare · c1 vit löpare · d1 vit drottning · e1 vit kung · h1 vit torn | a8 svart torn · c8 svart löpare · d8 svart drottning · e8 svart kung · f8 svart löpare · g8 svart springare · h8 svart torn · b7 svart bonde · c7 svart bonde · f7 svart bonde · g7 svart bonde · h7 svart bonde · a6 svart bonde · c6 svart bonde · e5 svart bonde · e4 vit bonde · f3 vit springare · a2 vit bonde · b2 vit bonde · c2 vit bonde · d2 vit bonde · f2 vit bonde · g2 vit bonde · h2 vit bonde · a1 vit torn · b1 vit springare · c1 vit löpare · d1 vit drottning · e1 vit kung · h1 vit torn | 8 |
| 7 | a8 svart torn · c8 svart löpare · d8 svart drottning · e8 svart kung · f8 svart löpare · g8 svart springare · h8 svart torn · b7 svart bonde · c7 svart bonde · f7 svart bonde · g7 svart bonde · h7 svart bonde · a6 svart bonde · c6 svart bonde · e5 svart bonde · e4 vit bonde · f3 vit springare · a2 vit bonde · b2 vit bonde · c2 vit bonde · d2 vit bonde · f2 vit bonde · g2 vit bonde · h2 vit bonde · a1 vit torn · b1 vit springare · c1 vit löpare · d1 vit drottning · e1 vit kung · h1 vit torn | a8 svart torn · c8 svart löpare · d8 svart drottning · e8 svart kung · f8 svart löpare · g8 svart springare · h8 svart torn · b7 svart bonde · c7 svart bonde · f7 svart bonde · g7 svart bonde · h7 svart bonde · a6 svart bonde · c6 svart bonde · e5 svart bonde · e4 vit bonde · f3 vit springare · a2 vit bonde · b2 vit bonde · c2 vit bonde · d2 vit bonde · f2 vit bonde · g2 vit bonde · h2 vit bonde · a1 vit torn · b1 vit springare · c1 vit löpare · d1 vit drottning · e1 vit kung · h1 vit torn | a8 svart torn · c8 svart löpare · d8 svart drottning · e8 svart kung · f8 svart löpare · g8 svart springare · h8 svart torn · b7 svart bonde · c7 svart bonde · f7 svart bonde · g7 svart bonde · h7 svart bonde · a6 svart bonde · c6 svart bonde · e5 svart bonde · e4 vit bonde · f3 vit springare · a2 vit bonde · b2 vit bonde · c2 vit bonde · d2 vit bonde · f2 vit bonde · g2 vit bonde · h2 vit bonde · a1 vit torn · b1 vit springare · c1 vit löpare · d1 vit drottning · e1 vit kung · h1 vit torn | a8 svart torn · c8 svart löpare · d8 svart drottning · e8 svart kung · f8 svart löpare · g8 svart springare · h8 svart torn · b7 svart bonde · c7 svart bonde · f7 svart bonde · g7 svart bonde · h7 svart bonde · a6 svart bonde · c6 svart bonde · e5 svart bonde · e4 vit bonde · f3 vit springare · a2 vit bonde · b2 vit bonde · c2 vit bonde · d2 vit bonde · f2 vit bonde · g2 vit bonde · h2 vit bonde · a1 vit torn · b1 vit springare · c1 vit löpare · d1 vit drottning · e1 vit kung · h1 vit torn | a8 svart torn · c8 svart löpare · d8 svart drottning · e8 svart kung · f8 svart löpare · g8 svart springare · h8 svart torn · b7 svart bonde · c7 svart bonde · f7 svart bonde · g7 svart bonde · h7 svart bonde · a6 svart bonde · c6 svart bonde · e5 svart bonde · e4 vit bonde · f3 vit springare · a2 vit bonde · b2 vit bonde · c2 vit bonde · d2 vit bonde · f2 vit bonde · g2 vit bonde · h2 vit bonde · a1 vit torn · b1 vit springare · c1 vit löpare · d1 vit drottning · e1 vit kung · h1 vit torn | a8 svart torn · c8 svart löpare · d8 svart drottning · e8 svart kung · f8 svart löpare · g8 svart springare · h8 svart torn · b7 svart bonde · c7 svart bonde · f7 svart bonde · g7 svart bonde · h7 svart bonde · a6 svart bonde · c6 svart bonde · e5 svart bonde · e4 vit bonde · f3 vit springare · a2 vit bonde · b2 vit bonde · c2 vit bonde · d2 vit bonde · f2 vit bonde · g2 vit bonde · h2 vit bonde · a1 vit torn · b1 vit springare · c1 vit löpare · d1 vit drottning · e1 vit kung · h1 vit torn | a8 svart torn · c8 svart löpare · d8 svart drottning · e8 svart kung · f8 svart löpare · g8 svart springare · h8 svart torn · b7 svart bonde · c7 svart bonde · f7 svart bonde · g7 svart bonde · h7 svart bonde · a6 svart bonde · c6 svart bonde · e5 svart bonde · e4 vit bonde · f3 vit springare · a2 vit bonde · b2 vit bonde · c2 vit bonde · d2 vit bonde · f2 vit bonde · g2 vit bonde · h2 vit bonde · a1 vit torn · b1 vit springare · c1 vit löpare · d1 vit drottning · e1 vit kung · h1 vit torn | a8 svart torn · c8 svart löpare · d8 svart drottning · e8 svart kung · f8 svart löpare · g8 svart springare · h8 svart torn · b7 svart bonde · c7 svart bonde · f7 svart bonde · g7 svart bonde · h7 svart bonde · a6 svart bonde · c6 svart bonde · e5 svart bonde · e4 vit bonde · f3 vit springare · a2 vit bonde · b2 vit bonde · c2 vit bonde · d2 vit bonde · f2 vit bonde · g2 vit bonde · h2 vit bonde · a1 vit torn · b1 vit springare · c1 vit löpare · d1 vit drottning · e1 vit kung · h1 vit torn | 7 |
| 6 | a8 svart torn · c8 svart löpare · d8 svart drottning · e8 svart kung · f8 svart löpare · g8 svart springare · h8 svart torn · b7 svart bonde · c7 svart bonde · f7 svart bonde · g7 svart bonde · h7 svart bonde · a6 svart bonde · c6 svart bonde · e5 svart bonde · e4 vit bonde · f3 vit springare · a2 vit bonde · b2 vit bonde · c2 vit bonde · d2 vit bonde · f2 vit bonde · g2 vit bonde · h2 vit bonde · a1 vit torn · b1 vit springare · c1 vit löpare · d1 vit drottning · e1 vit kung · h1 vit torn | a8 svart torn · c8 svart löpare · d8 svart drottning · e8 svart kung · f8 svart löpare · g8 svart springare · h8 svart torn · b7 svart bonde · c7 svart bonde · f7 svart bonde · g7 svart bonde · h7 svart bonde · a6 svart bonde · c6 svart bonde · e5 svart bonde · e4 vit bonde · f3 vit springare · a2 vit bonde · b2 vit bonde · c2 vit bonde · d2 vit bonde · f2 vit bonde · g2 vit bonde · h2 vit bonde · a1 vit torn · b1 vit springare · c1 vit löpare · d1 vit drottning · e1 vit kung · h1 vit torn | a8 svart torn · c8 svart löpare · d8 svart drottning · e8 svart kung · f8 svart löpare · g8 svart springare · h8 svart torn · b7 svart bonde · c7 svart bonde · f7 svart bonde · g7 svart bonde · h7 svart bonde · a6 svart bonde · c6 svart bonde · e5 svart bonde · e4 vit bonde · f3 vit springare · a2 vit bonde · b2 vit bonde · c2 vit bonde · d2 vit bonde · f2 vit bonde · g2 vit bonde · h2 vit bonde · a1 vit torn · b1 vit springare · c1 vit löpare · d1 vit drottning · e1 vit kung · h1 vit torn | a8 svart torn · c8 svart löpare · d8 svart drottning · e8 svart kung · f8 svart löpare · g8 svart springare · h8 svart torn · b7 svart bonde · c7 svart bonde · f7 svart bonde · g7 svart bonde · h7 svart bonde · a6 svart bonde · c6 svart bonde · e5 svart bonde · e4 vit bonde · f3 vit springare · a2 vit bonde · b2 vit bonde · c2 vit bonde · d2 vit bonde · f2 vit bonde · g2 vit bonde · h2 vit bonde · a1 vit torn · b1 vit springare · c1 vit löpare · d1 vit drottning · e1 vit kung · h1 vit torn | a8 svart torn · c8 svart löpare · d8 svart drottning · e8 svart kung · f8 svart löpare · g8 svart springare · h8 svart torn · b7 svart bonde · c7 svart bonde · f7 svart bonde · g7 svart bonde · h7 svart bonde · a6 svart bonde · c6 svart bonde · e5 svart bonde · e4 vit bonde · f3 vit springare · a2 vit bonde · b2 vit bonde · c2 vit bonde · d2 vit bonde · f2 vit bonde · g2 vit bonde · h2 vit bonde · a1 vit torn · b1 vit springare · c1 vit löpare · d1 vit drottning · e1 vit kung · h1 vit torn | a8 svart torn · c8 svart löpare · d8 svart drottning · e8 svart kung · f8 svart löpare · g8 svart springare · h8 svart torn · b7 svart bonde · c7 svart bonde · f7 svart bonde · g7 svart bonde · h7 svart bonde · a6 svart bonde · c6 svart bonde · e5 svart bonde · e4 vit bonde · f3 vit springare · a2 vit bonde · b2 vit bonde · c2 vit bonde · d2 vit bonde · f2 vit bonde · g2 vit bonde · h2 vit bonde · a1 vit torn · b1 vit springare · c1 vit löpare · d1 vit drottning · e1 vit kung · h1 vit torn | a8 svart torn · c8 svart löpare · d8 svart drottning · e8 svart kung · f8 svart löpare · g8 svart springare · h8 svart torn · b7 svart bonde · c7 svart bonde · f7 svart bonde · g7 svart bonde · h7 svart bonde · a6 svart bonde · c6 svart bonde · e5 svart bonde · e4 vit bonde · f3 vit springare · a2 vit bonde · b2 vit bonde · c2 vit bonde · d2 vit bonde · f2 vit bonde · g2 vit bonde · h2 vit bonde · a1 vit torn · b1 vit springare · c1 vit löpare · d1 vit drottning · e1 vit kung · h1 vit torn | a8 svart torn · c8 svart löpare · d8 svart drottning · e8 svart kung · f8 svart löpare · g8 svart springare · h8 svart torn · b7 svart bonde · c7 svart bonde · f7 svart bonde · g7 svart bonde · h7 svart bonde · a6 svart bonde · c6 svart bonde · e5 svart bonde · e4 vit bonde · f3 vit springare · a2 vit bonde · b2 vit bonde · c2 vit bonde · d2 vit bonde · f2 vit bonde · g2 vit bonde · h2 vit bonde · a1 vit torn · b1 vit springare · c1 vit löpare · d1 vit drottning · e1 vit kung · h1 vit torn | 6 |
| 5 | a8 svart torn · c8 svart löpare · d8 svart drottning · e8 svart kung · f8 svart löpare · g8 svart springare · h8 svart torn · b7 svart bonde · c7 svart bonde · f7 svart bonde · g7 svart bonde · h7 svart bonde · a6 svart bonde · c6 svart bonde · e5 svart bonde · e4 vit bonde · f3 vit springare · a2 vit bonde · b2 vit bonde · c2 vit bonde · d2 vit bonde · f2 vit bonde · g2 vit bonde · h2 vit bonde · a1 vit torn · b1 vit springare · c1 vit löpare · d1 vit drottning · e1 vit kung · h1 vit torn | a8 svart torn · c8 svart löpare · d8 svart drottning · e8 svart kung · f8 svart löpare · g8 svart springare · h8 svart torn · b7 svart bonde · c7 svart bonde · f7 svart bonde · g7 svart bonde · h7 svart bonde · a6 svart bonde · c6 svart bonde · e5 svart bonde · e4 vit bonde · f3 vit springare · a2 vit bonde · b2 vit bonde · c2 vit bonde · d2 vit bonde · f2 vit bonde · g2 vit bonde · h2 vit bonde · a1 vit torn · b1 vit springare · c1 vit löpare · d1 vit drottning · e1 vit kung · h1 vit torn | a8 svart torn · c8 svart löpare · d8 svart drottning · e8 svart kung · f8 svart löpare · g8 svart springare · h8 svart torn · b7 svart bonde · c7 svart bonde · f7 svart bonde · g7 svart bonde · h7 svart bonde · a6 svart bonde · c6 svart bonde · e5 svart bonde · e4 vit bonde · f3 vit springare · a2 vit bonde · b2 vit bonde · c2 vit bonde · d2 vit bonde · f2 vit bonde · g2 vit bonde · h2 vit bonde · a1 vit torn · b1 vit springare · c1 vit löpare · d1 vit drottning · e1 vit kung · h1 vit torn | a8 svart torn · c8 svart löpare · d8 svart drottning · e8 svart kung · f8 svart löpare · g8 svart springare · h8 svart torn · b7 svart bonde · c7 svart bonde · f7 svart bonde · g7 svart bonde · h7 svart bonde · a6 svart bonde · c6 svart bonde · e5 svart bonde · e4 vit bonde · f3 vit springare · a2 vit bonde · b2 vit bonde · c2 vit bonde · d2 vit bonde · f2 vit bonde · g2 vit bonde · h2 vit bonde · a1 vit torn · b1 vit springare · c1 vit löpare · d1 vit drottning · e1 vit kung · h1 vit torn | a8 svart torn · c8 svart löpare · d8 svart drottning · e8 svart kung · f8 svart löpare · g8 svart springare · h8 svart torn · b7 svart bonde · c7 svart bonde · f7 svart bonde · g7 svart bonde · h7 svart bonde · a6 svart bonde · c6 svart bonde · e5 svart bonde · e4 vit bonde · f3 vit springare · a2 vit bonde · b2 vit bonde · c2 vit bonde · d2 vit bonde · f2 vit bonde · g2 vit bonde · h2 vit bonde · a1 vit torn · b1 vit springare · c1 vit löpare · d1 vit drottning · e1 vit kung · h1 vit torn | a8 svart torn · c8 svart löpare · d8 svart drottning · e8 svart kung · f8 svart löpare · g8 svart springare · h8 svart torn · b7 svart bonde · c7 svart bonde · f7 svart bonde · g7 svart bonde · h7 svart bonde · a6 svart bonde · c6 svart bonde · e5 svart bonde · e4 vit bonde · f3 vit springare · a2 vit bonde · b2 vit bonde · c2 vit bonde · d2 vit bonde · f2 vit bonde · g2 vit bonde · h2 vit bonde · a1 vit torn · b1 vit springare · c1 vit löpare · d1 vit drottning · e1 vit kung · h1 vit torn | a8 svart torn · c8 svart löpare · d8 svart drottning · e8 svart kung · f8 svart löpare · g8 svart springare · h8 svart torn · b7 svart bonde · c7 svart bonde · f7 svart bonde · g7 svart bonde · h7 svart bonde · a6 svart bonde · c6 svart bonde · e5 svart bonde · e4 vit bonde · f3 vit springare · a2 vit bonde · b2 vit bonde · c2 vit bonde · d2 vit bonde · f2 vit bonde · g2 vit bonde · h2 vit bonde · a1 vit torn · b1 vit springare · c1 vit löpare · d1 vit drottning · e1 vit kung · h1 vit torn | a8 svart torn · c8 svart löpare · d8 svart drottning · e8 svart kung · f8 svart löpare · g8 svart springare · h8 svart torn · b7 svart bonde · c7 svart bonde · f7 svart bonde · g7 svart bonde · h7 svart bonde · a6 svart bonde · c6 svart bonde · e5 svart bonde · e4 vit bonde · f3 vit springare · a2 vit bonde · b2 vit bonde · c2 vit bonde · d2 vit bonde · f2 vit bonde · g2 vit bonde · h2 vit bonde · a1 vit torn · b1 vit springare · c1 vit löpare · d1 vit drottning · e1 vit kung · h1 vit torn | 5 |
| 4 | a8 svart torn · c8 svart löpare · d8 svart drottning · e8 svart kung · f8 svart löpare · g8 svart springare · h8 svart torn · b7 svart bonde · c7 svart bonde · f7 svart bonde · g7 svart bonde · h7 svart bonde · a6 svart bonde · c6 svart bonde · e5 svart bonde · e4 vit bonde · f3 vit springare · a2 vit bonde · b2 vit bonde · c2 vit bonde · d2 vit bonde · f2 vit bonde · g2 vit bonde · h2 vit bonde · a1 vit torn · b1 vit springare · c1 vit löpare · d1 vit drottning · e1 vit kung · h1 vit torn | a8 svart torn · c8 svart löpare · d8 svart drottning · e8 svart kung · f8 svart löpare · g8 svart springare · h8 svart torn · b7 svart bonde · c7 svart bonde · f7 svart bonde · g7 svart bonde · h7 svart bonde · a6 svart bonde · c6 svart bonde · e5 svart bonde · e4 vit bonde · f3 vit springare · a2 vit bonde · b2 vit bonde · c2 vit bonde · d2 vit bonde · f2 vit bonde · g2 vit bonde · h2 vit bonde · a1 vit torn · b1 vit springare · c1 vit löpare · d1 vit drottning · e1 vit kung · h1 vit torn | a8 svart torn · c8 svart löpare · d8 svart drottning · e8 svart kung · f8 svart löpare · g8 svart springare · h8 svart torn · b7 svart bonde · c7 svart bonde · f7 svart bonde · g7 svart bonde · h7 svart bonde · a6 svart bonde · c6 svart bonde · e5 svart bonde · e4 vit bonde · f3 vit springare · a2 vit bonde · b2 vit bonde · c2 vit bonde · d2 vit bonde · f2 vit bonde · g2 vit bonde · h2 vit bonde · a1 vit torn · b1 vit springare · c1 vit löpare · d1 vit drottning · e1 vit kung · h1 vit torn | a8 svart torn · c8 svart löpare · d8 svart drottning · e8 svart kung · f8 svart löpare · g8 svart springare · h8 svart torn · b7 svart bonde · c7 svart bonde · f7 svart bonde · g7 svart bonde · h7 svart bonde · a6 svart bonde · c6 svart bonde · e5 svart bonde · e4 vit bonde · f3 vit springare · a2 vit bonde · b2 vit bonde · c2 vit bonde · d2 vit bonde · f2 vit bonde · g2 vit bonde · h2 vit bonde · a1 vit torn · b1 vit springare · c1 vit löpare · d1 vit drottning · e1 vit kung · h1 vit torn | a8 svart torn · c8 svart löpare · d8 svart drottning · e8 svart kung · f8 svart löpare · g8 svart springare · h8 svart torn · b7 svart bonde · c7 svart bonde · f7 svart bonde · g7 svart bonde · h7 svart bonde · a6 svart bonde · c6 svart bonde · e5 svart bonde · e4 vit bonde · f3 vit springare · a2 vit bonde · b2 vit bonde · c2 vit bonde · d2 vit bonde · f2 vit bonde · g2 vit bonde · h2 vit bonde · a1 vit torn · b1 vit springare · c1 vit löpare · d1 vit drottning · e1 vit kung · h1 vit torn | a8 svart torn · c8 svart löpare · d8 svart drottning · e8 svart kung · f8 svart löpare · g8 svart springare · h8 svart torn · b7 svart bonde · c7 svart bonde · f7 svart bonde · g7 svart bonde · h7 svart bonde · a6 svart bonde · c6 svart bonde · e5 svart bonde · e4 vit bonde · f3 vit springare · a2 vit bonde · b2 vit bonde · c2 vit bonde · d2 vit bonde · f2 vit bonde · g2 vit bonde · h2 vit bonde · a1 vit torn · b1 vit springare · c1 vit löpare · d1 vit drottning · e1 vit kung · h1 vit torn | a8 svart torn · c8 svart löpare · d8 svart drottning · e8 svart kung · f8 svart löpare · g8 svart springare · h8 svart torn · b7 svart bonde · c7 svart bonde · f7 svart bonde · g7 svart bonde · h7 svart bonde · a6 svart bonde · c6 svart bonde · e5 svart bonde · e4 vit bonde · f3 vit springare · a2 vit bonde · b2 vit bonde · c2 vit bonde · d2 vit bonde · f2 vit bonde · g2 vit bonde · h2 vit bonde · a1 vit torn · b1 vit springare · c1 vit löpare · d1 vit drottning · e1 vit kung · h1 vit torn | a8 svart torn · c8 svart löpare · d8 svart drottning · e8 svart kung · f8 svart löpare · g8 svart springare · h8 svart torn · b7 svart bonde · c7 svart bonde · f7 svart bonde · g7 svart bonde · h7 svart bonde · a6 svart bonde · c6 svart bonde · e5 svart bonde · e4 vit bonde · f3 vit springare · a2 vit bonde · b2 vit bonde · c2 vit bonde · d2 vit bonde · f2 vit bonde · g2 vit bonde · h2 vit bonde · a1 vit torn · b1 vit springare · c1 vit löpare · d1 vit drottning · e1 vit kung · h1 vit torn | 4 |
| 3 | a8 svart torn · c8 svart löpare · d8 svart drottning · e8 svart kung · f8 svart löpare · g8 svart springare · h8 svart torn · b7 svart bonde · c7 svart bonde · f7 svart bonde · g7 svart bonde · h7 svart bonde · a6 svart bonde · c6 svart bonde · e5 svart bonde · e4 vit bonde · f3 vit springare · a2 vit bonde · b2 vit bonde · c2 vit bonde · d2 vit bonde · f2 vit bonde · g2 vit bonde · h2 vit bonde · a1 vit torn · b1 vit springare · c1 vit löpare · d1 vit drottning · e1 vit kung · h1 vit torn | a8 svart torn · c8 svart löpare · d8 svart drottning · e8 svart kung · f8 svart löpare · g8 svart springare · h8 svart torn · b7 svart bonde · c7 svart bonde · f7 svart bonde · g7 svart bonde · h7 svart bonde · a6 svart bonde · c6 svart bonde · e5 svart bonde · e4 vit bonde · f3 vit springare · a2 vit bonde · b2 vit bonde · c2 vit bonde · d2 vit bonde · f2 vit bonde · g2 vit bonde · h2 vit bonde · a1 vit torn · b1 vit springare · c1 vit löpare · d1 vit drottning · e1 vit kung · h1 vit torn | a8 svart torn · c8 svart löpare · d8 svart drottning · e8 svart kung · f8 svart löpare · g8 svart springare · h8 svart torn · b7 svart bonde · c7 svart bonde · f7 svart bonde · g7 svart bonde · h7 svart bonde · a6 svart bonde · c6 svart bonde · e5 svart bonde · e4 vit bonde · f3 vit springare · a2 vit bonde · b2 vit bonde · c2 vit bonde · d2 vit bonde · f2 vit bonde · g2 vit bonde · h2 vit bonde · a1 vit torn · b1 vit springare · c1 vit löpare · d1 vit drottning · e1 vit kung · h1 vit torn | a8 svart torn · c8 svart löpare · d8 svart drottning · e8 svart kung · f8 svart löpare · g8 svart springare · h8 svart torn · b7 svart bonde · c7 svart bonde · f7 svart bonde · g7 svart bonde · h7 svart bonde · a6 svart bonde · c6 svart bonde · e5 svart bonde · e4 vit bonde · f3 vit springare · a2 vit bonde · b2 vit bonde · c2 vit bonde · d2 vit bonde · f2 vit bonde · g2 vit bonde · h2 vit bonde · a1 vit torn · b1 vit springare · c1 vit löpare · d1 vit drottning · e1 vit kung · h1 vit torn | a8 svart torn · c8 svart löpare · d8 svart drottning · e8 svart kung · f8 svart löpare · g8 svart springare · h8 svart torn · b7 svart bonde · c7 svart bonde · f7 svart bonde · g7 svart bonde · h7 svart bonde · a6 svart bonde · c6 svart bonde · e5 svart bonde · e4 vit bonde · f3 vit springare · a2 vit bonde · b2 vit bonde · c2 vit bonde · d2 vit bonde · f2 vit bonde · g2 vit bonde · h2 vit bonde · a1 vit torn · b1 vit springare · c1 vit löpare · d1 vit drottning · e1 vit kung · h1 vit torn | a8 svart torn · c8 svart löpare · d8 svart drottning · e8 svart kung · f8 svart löpare · g8 svart springare · h8 svart torn · b7 svart bonde · c7 svart bonde · f7 svart bonde · g7 svart bonde · h7 svart bonde · a6 svart bonde · c6 svart bonde · e5 svart bonde · e4 vit bonde · f3 vit springare · a2 vit bonde · b2 vit bonde · c2 vit bonde · d2 vit bonde · f2 vit bonde · g2 vit bonde · h2 vit bonde · a1 vit torn · b1 vit springare · c1 vit löpare · d1 vit drottning · e1 vit kung · h1 vit torn | a8 svart torn · c8 svart löpare · d8 svart drottning · e8 svart kung · f8 svart löpare · g8 svart springare · h8 svart torn · b7 svart bonde · c7 svart bonde · f7 svart bonde · g7 svart bonde · h7 svart bonde · a6 svart bonde · c6 svart bonde · e5 svart bonde · e4 vit bonde · f3 vit springare · a2 vit bonde · b2 vit bonde · c2 vit bonde · d2 vit bonde · f2 vit bonde · g2 vit bonde · h2 vit bonde · a1 vit torn · b1 vit springare · c1 vit löpare · d1 vit drottning · e1 vit kung · h1 vit torn | a8 svart torn · c8 svart löpare · d8 svart drottning · e8 svart kung · f8 svart löpare · g8 svart springare · h8 svart torn · b7 svart bonde · c7 svart bonde · f7 svart bonde · g7 svart bonde · h7 svart bonde · a6 svart bonde · c6 svart bonde · e5 svart bonde · e4 vit bonde · f3 vit springare · a2 vit bonde · b2 vit bonde · c2 vit bonde · d2 vit bonde · f2 vit bonde · g2 vit bonde · h2 vit bonde · a1 vit torn · b1 vit springare · c1 vit löpare · d1 vit drottning · e1 vit kung · h1 vit torn | 3 |
| 2 | a8 svart torn · c8 svart löpare · d8 svart drottning · e8 svart kung · f8 svart löpare · g8 svart springare · h8 svart torn · b7 svart bonde · c7 svart bonde · f7 svart bonde · g7 svart bonde · h7 svart bonde · a6 svart bonde · c6 svart bonde · e5 svart bonde · e4 vit bonde · f3 vit springare · a2 vit bonde · b2 vit bonde · c2 vit bonde · d2 vit bonde · f2 vit bonde · g2 vit bonde · h2 vit bonde · a1 vit torn · b1 vit springare · c1 vit löpare · d1 vit drottning · e1 vit kung · h1 vit torn | a8 svart torn · c8 svart löpare · d8 svart drottning · e8 svart kung · f8 svart löpare · g8 svart springare · h8 svart torn · b7 svart bonde · c7 svart bonde · f7 svart bonde · g7 svart bonde · h7 svart bonde · a6 svart bonde · c6 svart bonde · e5 svart bonde · e4 vit bonde · f3 vit springare · a2 vit bonde · b2 vit bonde · c2 vit bonde · d2 vit bonde · f2 vit bonde · g2 vit bonde · h2 vit bonde · a1 vit torn · b1 vit springare · c1 vit löpare · d1 vit drottning · e1 vit kung · h1 vit torn | a8 svart torn · c8 svart löpare · d8 svart drottning · e8 svart kung · f8 svart löpare · g8 svart springare · h8 svart torn · b7 svart bonde · c7 svart bonde · f7 svart bonde · g7 svart bonde · h7 svart bonde · a6 svart bonde · c6 svart bonde · e5 svart bonde · e4 vit bonde · f3 vit springare · a2 vit bonde · b2 vit bonde · c2 vit bonde · d2 vit bonde · f2 vit bonde · g2 vit bonde · h2 vit bonde · a1 vit torn · b1 vit springare · c1 vit löpare · d1 vit drottning · e1 vit kung · h1 vit torn | a8 svart torn · c8 svart löpare · d8 svart drottning · e8 svart kung · f8 svart löpare · g8 svart springare · h8 svart torn · b7 svart bonde · c7 svart bonde · f7 svart bonde · g7 svart bonde · h7 svart bonde · a6 svart bonde · c6 svart bonde · e5 svart bonde · e4 vit bonde · f3 vit springare · a2 vit bonde · b2 vit bonde · c2 vit bonde · d2 vit bonde · f2 vit bonde · g2 vit bonde · h2 vit bonde · a1 vit torn · b1 vit springare · c1 vit löpare · d1 vit drottning · e1 vit kung · h1 vit torn | a8 svart torn · c8 svart löpare · d8 svart drottning · e8 svart kung · f8 svart löpare · g8 svart springare · h8 svart torn · b7 svart bonde · c7 svart bonde · f7 svart bonde · g7 svart bonde · h7 svart bonde · a6 svart bonde · c6 svart bonde · e5 svart bonde · e4 vit bonde · f3 vit springare · a2 vit bonde · b2 vit bonde · c2 vit bonde · d2 vit bonde · f2 vit bonde · g2 vit bonde · h2 vit bonde · a1 vit torn · b1 vit springare · c1 vit löpare · d1 vit drottning · e1 vit kung · h1 vit torn | a8 svart torn · c8 svart löpare · d8 svart drottning · e8 svart kung · f8 svart löpare · g8 svart springare · h8 svart torn · b7 svart bonde · c7 svart bonde · f7 svart bonde · g7 svart bonde · h7 svart bonde · a6 svart bonde · c6 svart bonde · e5 svart bonde · e4 vit bonde · f3 vit springare · a2 vit bonde · b2 vit bonde · c2 vit bonde · d2 vit bonde · f2 vit bonde · g2 vit bonde · h2 vit bonde · a1 vit torn · b1 vit springare · c1 vit löpare · d1 vit drottning · e1 vit kung · h1 vit torn | a8 svart torn · c8 svart löpare · d8 svart drottning · e8 svart kung · f8 svart löpare · g8 svart springare · h8 svart torn · b7 svart bonde · c7 svart bonde · f7 svart bonde · g7 svart bonde · h7 svart bonde · a6 svart bonde · c6 svart bonde · e5 svart bonde · e4 vit bonde · f3 vit springare · a2 vit bonde · b2 vit bonde · c2 vit bonde · d2 vit bonde · f2 vit bonde · g2 vit bonde · h2 vit bonde · a1 vit torn · b1 vit springare · c1 vit löpare · d1 vit drottning · e1 vit kung · h1 vit torn | a8 svart torn · c8 svart löpare · d8 svart drottning · e8 svart kung · f8 svart löpare · g8 svart springare · h8 svart torn · b7 svart bonde · c7 svart bonde · f7 svart bonde · g7 svart bonde · h7 svart bonde · a6 svart bonde · c6 svart bonde · e5 svart bonde · e4 vit bonde · f3 vit springare · a2 vit bonde · b2 vit bonde · c2 vit bonde · d2 vit bonde · f2 vit bonde · g2 vit bonde · h2 vit bonde · a1 vit torn · b1 vit springare · c1 vit löpare · d1 vit drottning · e1 vit kung · h1 vit torn | 2 |
| 1 | a8 svart torn · c8 svart löpare · d8 svart drottning · e8 svart kung · f8 svart löpare · g8 svart springare · h8 svart torn · b7 svart bonde · c7 svart bonde · f7 svart bonde · g7 svart bonde · h7 svart bonde · a6 svart bonde · c6 svart bonde · e5 svart bonde · e4 vit bonde · f3 vit springare · a2 vit bonde · b2 vit bonde · c2 vit bonde · d2 vit bonde · f2 vit bonde · g2 vit bonde · h2 vit bonde · a1 vit torn · b1 vit springare · c1 vit löpare · d1 vit drottning · e1 vit kung · h1 vit torn | a8 svart torn · c8 svart löpare · d8 svart drottning · e8 svart kung · f8 svart löpare · g8 svart springare · h8 svart torn · b7 svart bonde · c7 svart bonde · f7 svart bonde · g7 svart bonde · h7 svart bonde · a6 svart bonde · c6 svart bonde · e5 svart bonde · e4 vit bonde · f3 vit springare · a2 vit bonde · b2 vit bonde · c2 vit bonde · d2 vit bonde · f2 vit bonde · g2 vit bonde · h2 vit bonde · a1 vit torn · b1 vit springare · c1 vit löpare · d1 vit drottning · e1 vit kung · h1 vit torn | a8 svart torn · c8 svart löpare · d8 svart drottning · e8 svart kung · f8 svart löpare · g8 svart springare · h8 svart torn · b7 svart bonde · c7 svart bonde · f7 svart bonde · g7 svart bonde · h7 svart bonde · a6 svart bonde · c6 svart bonde · e5 svart bonde · e4 vit bonde · f3 vit springare · a2 vit bonde · b2 vit bonde · c2 vit bonde · d2 vit bonde · f2 vit bonde · g2 vit bonde · h2 vit bonde · a1 vit torn · b1 vit springare · c1 vit löpare · d1 vit drottning · e1 vit kung · h1 vit torn | a8 svart torn · c8 svart löpare · d8 svart drottning · e8 svart kung · f8 svart löpare · g8 svart springare · h8 svart torn · b7 svart bonde · c7 svart bonde · f7 svart bonde · g7 svart bonde · h7 svart bonde · a6 svart bonde · c6 svart bonde · e5 svart bonde · e4 vit bonde · f3 vit springare · a2 vit bonde · b2 vit bonde · c2 vit bonde · d2 vit bonde · f2 vit bonde · g2 vit bonde · h2 vit bonde · a1 vit torn · b1 vit springare · c1 vit löpare · d1 vit drottning · e1 vit kung · h1 vit torn | a8 svart torn · c8 svart löpare · d8 svart drottning · e8 svart kung · f8 svart löpare · g8 svart springare · h8 svart torn · b7 svart bonde · c7 svart bonde · f7 svart bonde · g7 svart bonde · h7 svart bonde · a6 svart bonde · c6 svart bonde · e5 svart bonde · e4 vit bonde · f3 vit springare · a2 vit bonde · b2 vit bonde · c2 vit bonde · d2 vit bonde · f2 vit bonde · g2 vit bonde · h2 vit bonde · a1 vit torn · b1 vit springare · c1 vit löpare · d1 vit drottning · e1 vit kung · h1 vit torn | a8 svart torn · c8 svart löpare · d8 svart drottning · e8 svart kung · f8 svart löpare · g8 svart springare · h8 svart torn · b7 svart bonde · c7 svart bonde · f7 svart bonde · g7 svart bonde · h7 svart bonde · a6 svart bonde · c6 svart bonde · e5 svart bonde · e4 vit bonde · f3 vit springare · a2 vit bonde · b2 vit bonde · c2 vit bonde · d2 vit bonde · f2 vit bonde · g2 vit bonde · h2 vit bonde · a1 vit torn · b1 vit springare · c1 vit löpare · d1 vit drottning · e1 vit kung · h1 vit torn | a8 svart torn · c8 svart löpare · d8 svart drottning · e8 svart kung · f8 svart löpare · g8 svart springare · h8 svart torn · b7 svart bonde · c7 svart bonde · f7 svart bonde · g7 svart bonde · h7 svart bonde · a6 svart bonde · c6 svart bonde · e5 svart bonde · e4 vit bonde · f3 vit springare · a2 vit bonde · b2 vit bonde · c2 vit bonde · d2 vit bonde · f2 vit bonde · g2 vit bonde · h2 vit bonde · a1 vit torn · b1 vit springare · c1 vit löpare · d1 vit drottning · e1 vit kung · h1 vit torn | a8 svart torn · c8 svart löpare · d8 svart drottning · e8 svart kung · f8 svart löpare · g8 svart springare · h8 svart torn · b7 svart bonde · c7 svart bonde · f7 svart bonde · g7 svart bonde · h7 svart bonde · a6 svart bonde · c6 svart bonde · e5 svart bonde · e4 vit bonde · f3 vit springare · a2 vit bonde · b2 vit bonde · c2 vit bonde · d2 vit bonde · f2 vit bonde · g2 vit bonde · h2 vit bonde · a1 vit torn · b1 vit springare · c1 vit löpare · d1 vit drottning · e1 vit kung · h1 vit torn | 1 |
|   | a | b | c | d | e | f | g | h |   |

Avbytesvarianten definieras av 3...a6 4.Lxc6. Vit ger svart en dubbelbonde med planen att spela d4, byta av pjäser och få en fördel i slutspelet eftersom vits bondemajoritet på kungsflygeln är mera värd en svarts på damflygeln (på grund av dubbelbonden). Svart har emellertid bra kompensation i löparparet.
Svart svarar normalt med 4...dxc6 och nu är det dåligt att ta bonden 5.Sxe5 – svart spelar 5...Dd4 med fördel. Vit spelar i stället oftast 5.0–0 (5.d4 spelades tidigare men anses numera sämre) och nu är bonden på e5 hotad. Svart kan försvara den på olika sätt:
- 5...f6 är vanligast och kan följas av 6.d4 exd4 7.Sxd4 c5 8.Se2 Dxd1 9.Txd1.

- Efter 5...Lg4 6.h3 flyttar svart inte löparen utan spelar 6...h5. Vit bör inte ta löparen för 7.hxg4? hxg4 8.Sxe5? Dh4 leder till snabb matt.

- 5...Dd6 är den skarpaste fortsättningen där svart rockerar långt i en del varianter.

Emanuel Lasker använde avbytesvarianten i ett berömt parti mot José Raúl Capablanca 1914 som han var tvungen att vinna.
Bobby Fischer hade också stora framgångar med den, men idag är den mindre vanlig på elitnivå.

#### Fördröjda avbytesvarianter
Vit kan också fördröja slaget på c6 ett eller två drag med 
3...a6 4.La4 Sf6 5.0–0 (eller 5.Lxc6) 5...Le7 6.Lxc6.
Det ser ut som en ren tempoförlust för vit men tanken är att de extra dragen (Sf6 och Le7) inte är de svart vill göra i avbytesvarianten.

### Andra tredjedrag från svart
Bland andra svarta tredjedrag dominerar 3...Sf6 (Berlinerförsvaret). Övriga drag är relativt sällsynta.

#### Berlinerförsvaret (3...Sf6)
|   | a | b | c | d | e | f | g | h |   |
| 8 | a8 svart torn · c8 svart löpare · d8 svart kung · f8 svart löpare · h8 svart torn · a7 svart bonde · b7 svart bonde · c7 svart bonde · f7 svart bonde · g7 svart bonde · h7 svart bonde · c6 svart bonde · e5 vit bonde · f5 svart springare · c3 vit springare · f3 vit springare · a2 vit bonde · b2 vit bonde · c2 vit bonde · f2 vit bonde · g2 vit bonde · h2 vit bonde · a1 vit torn · c1 vit löpare · f1 vit torn · g1 vit kung | a8 svart torn · c8 svart löpare · d8 svart kung · f8 svart löpare · h8 svart torn · a7 svart bonde · b7 svart bonde · c7 svart bonde · f7 svart bonde · g7 svart bonde · h7 svart bonde · c6 svart bonde · e5 vit bonde · f5 svart springare · c3 vit springare · f3 vit springare · a2 vit bonde · b2 vit bonde · c2 vit bonde · f2 vit bonde · g2 vit bonde · h2 vit bonde · a1 vit torn · c1 vit löpare · f1 vit torn · g1 vit kung | a8 svart torn · c8 svart löpare · d8 svart kung · f8 svart löpare · h8 svart torn · a7 svart bonde · b7 svart bonde · c7 svart bonde · f7 svart bonde · g7 svart bonde · h7 svart bonde · c6 svart bonde · e5 vit bonde · f5 svart springare · c3 vit springare · f3 vit springare · a2 vit bonde · b2 vit bonde · c2 vit bonde · f2 vit bonde · g2 vit bonde · h2 vit bonde · a1 vit torn · c1 vit löpare · f1 vit torn · g1 vit kung | a8 svart torn · c8 svart löpare · d8 svart kung · f8 svart löpare · h8 svart torn · a7 svart bonde · b7 svart bonde · c7 svart bonde · f7 svart bonde · g7 svart bonde · h7 svart bonde · c6 svart bonde · e5 vit bonde · f5 svart springare · c3 vit springare · f3 vit springare · a2 vit bonde · b2 vit bonde · c2 vit bonde · f2 vit bonde · g2 vit bonde · h2 vit bonde · a1 vit torn · c1 vit löpare · f1 vit torn · g1 vit kung | a8 svart torn · c8 svart löpare · d8 svart kung · f8 svart löpare · h8 svart torn · a7 svart bonde · b7 svart bonde · c7 svart bonde · f7 svart bonde · g7 svart bonde · h7 svart bonde · c6 svart bonde · e5 vit bonde · f5 svart springare · c3 vit springare · f3 vit springare · a2 vit bonde · b2 vit bonde · c2 vit bonde · f2 vit bonde · g2 vit bonde · h2 vit bonde · a1 vit torn · c1 vit löpare · f1 vit torn · g1 vit kung | a8 svart torn · c8 svart löpare · d8 svart kung · f8 svart löpare · h8 svart torn · a7 svart bonde · b7 svart bonde · c7 svart bonde · f7 svart bonde · g7 svart bonde · h7 svart bonde · c6 svart bonde · e5 vit bonde · f5 svart springare · c3 vit springare · f3 vit springare · a2 vit bonde · b2 vit bonde · c2 vit bonde · f2 vit bonde · g2 vit bonde · h2 vit bonde · a1 vit torn · c1 vit löpare · f1 vit torn · g1 vit kung | a8 svart torn · c8 svart löpare · d8 svart kung · f8 svart löpare · h8 svart torn · a7 svart bonde · b7 svart bonde · c7 svart bonde · f7 svart bonde · g7 svart bonde · h7 svart bonde · c6 svart bonde · e5 vit bonde · f5 svart springare · c3 vit springare · f3 vit springare · a2 vit bonde · b2 vit bonde · c2 vit bonde · f2 vit bonde · g2 vit bonde · h2 vit bonde · a1 vit torn · c1 vit löpare · f1 vit torn · g1 vit kung | a8 svart torn · c8 svart löpare · d8 svart kung · f8 svart löpare · h8 svart torn · a7 svart bonde · b7 svart bonde · c7 svart bonde · f7 svart bonde · g7 svart bonde · h7 svart bonde · c6 svart bonde · e5 vit bonde · f5 svart springare · c3 vit springare · f3 vit springare · a2 vit bonde · b2 vit bonde · c2 vit bonde · f2 vit bonde · g2 vit bonde · h2 vit bonde · a1 vit torn · c1 vit löpare · f1 vit torn · g1 vit kung | 8 |
| 7 | a8 svart torn · c8 svart löpare · d8 svart kung · f8 svart löpare · h8 svart torn · a7 svart bonde · b7 svart bonde · c7 svart bonde · f7 svart bonde · g7 svart bonde · h7 svart bonde · c6 svart bonde · e5 vit bonde · f5 svart springare · c3 vit springare · f3 vit springare · a2 vit bonde · b2 vit bonde · c2 vit bonde · f2 vit bonde · g2 vit bonde · h2 vit bonde · a1 vit torn · c1 vit löpare · f1 vit torn · g1 vit kung | a8 svart torn · c8 svart löpare · d8 svart kung · f8 svart löpare · h8 svart torn · a7 svart bonde · b7 svart bonde · c7 svart bonde · f7 svart bonde · g7 svart bonde · h7 svart bonde · c6 svart bonde · e5 vit bonde · f5 svart springare · c3 vit springare · f3 vit springare · a2 vit bonde · b2 vit bonde · c2 vit bonde · f2 vit bonde · g2 vit bonde · h2 vit bonde · a1 vit torn · c1 vit löpare · f1 vit torn · g1 vit kung | a8 svart torn · c8 svart löpare · d8 svart kung · f8 svart löpare · h8 svart torn · a7 svart bonde · b7 svart bonde · c7 svart bonde · f7 svart bonde · g7 svart bonde · h7 svart bonde · c6 svart bonde · e5 vit bonde · f5 svart springare · c3 vit springare · f3 vit springare · a2 vit bonde · b2 vit bonde · c2 vit bonde · f2 vit bonde · g2 vit bonde · h2 vit bonde · a1 vit torn · c1 vit löpare · f1 vit torn · g1 vit kung | a8 svart torn · c8 svart löpare · d8 svart kung · f8 svart löpare · h8 svart torn · a7 svart bonde · b7 svart bonde · c7 svart bonde · f7 svart bonde · g7 svart bonde · h7 svart bonde · c6 svart bonde · e5 vit bonde · f5 svart springare · c3 vit springare · f3 vit springare · a2 vit bonde · b2 vit bonde · c2 vit bonde · f2 vit bonde · g2 vit bonde · h2 vit bonde · a1 vit torn · c1 vit löpare · f1 vit torn · g1 vit kung | a8 svart torn · c8 svart löpare · d8 svart kung · f8 svart löpare · h8 svart torn · a7 svart bonde · b7 svart bonde · c7 svart bonde · f7 svart bonde · g7 svart bonde · h7 svart bonde · c6 svart bonde · e5 vit bonde · f5 svart springare · c3 vit springare · f3 vit springare · a2 vit bonde · b2 vit bonde · c2 vit bonde · f2 vit bonde · g2 vit bonde · h2 vit bonde · a1 vit torn · c1 vit löpare · f1 vit torn · g1 vit kung | a8 svart torn · c8 svart löpare · d8 svart kung · f8 svart löpare · h8 svart torn · a7 svart bonde · b7 svart bonde · c7 svart bonde · f7 svart bonde · g7 svart bonde · h7 svart bonde · c6 svart bonde · e5 vit bonde · f5 svart springare · c3 vit springare · f3 vit springare · a2 vit bonde · b2 vit bonde · c2 vit bonde · f2 vit bonde · g2 vit bonde · h2 vit bonde · a1 vit torn · c1 vit löpare · f1 vit torn · g1 vit kung | a8 svart torn · c8 svart löpare · d8 svart kung · f8 svart löpare · h8 svart torn · a7 svart bonde · b7 svart bonde · c7 svart bonde · f7 svart bonde · g7 svart bonde · h7 svart bonde · c6 svart bonde · e5 vit bonde · f5 svart springare · c3 vit springare · f3 vit springare · a2 vit bonde · b2 vit bonde · c2 vit bonde · f2 vit bonde · g2 vit bonde · h2 vit bonde · a1 vit torn · c1 vit löpare · f1 vit torn · g1 vit kung | a8 svart torn · c8 svart löpare · d8 svart kung · f8 svart löpare · h8 svart torn · a7 svart bonde · b7 svart bonde · c7 svart bonde · f7 svart bonde · g7 svart bonde · h7 svart bonde · c6 svart bonde · e5 vit bonde · f5 svart springare · c3 vit springare · f3 vit springare · a2 vit bonde · b2 vit bonde · c2 vit bonde · f2 vit bonde · g2 vit bonde · h2 vit bonde · a1 vit torn · c1 vit löpare · f1 vit torn · g1 vit kung | 7 |
| 6 | a8 svart torn · c8 svart löpare · d8 svart kung · f8 svart löpare · h8 svart torn · a7 svart bonde · b7 svart bonde · c7 svart bonde · f7 svart bonde · g7 svart bonde · h7 svart bonde · c6 svart bonde · e5 vit bonde · f5 svart springare · c3 vit springare · f3 vit springare · a2 vit bonde · b2 vit bonde · c2 vit bonde · f2 vit bonde · g2 vit bonde · h2 vit bonde · a1 vit torn · c1 vit löpare · f1 vit torn · g1 vit kung | a8 svart torn · c8 svart löpare · d8 svart kung · f8 svart löpare · h8 svart torn · a7 svart bonde · b7 svart bonde · c7 svart bonde · f7 svart bonde · g7 svart bonde · h7 svart bonde · c6 svart bonde · e5 vit bonde · f5 svart springare · c3 vit springare · f3 vit springare · a2 vit bonde · b2 vit bonde · c2 vit bonde · f2 vit bonde · g2 vit bonde · h2 vit bonde · a1 vit torn · c1 vit löpare · f1 vit torn · g1 vit kung | a8 svart torn · c8 svart löpare · d8 svart kung · f8 svart löpare · h8 svart torn · a7 svart bonde · b7 svart bonde · c7 svart bonde · f7 svart bonde · g7 svart bonde · h7 svart bonde · c6 svart bonde · e5 vit bonde · f5 svart springare · c3 vit springare · f3 vit springare · a2 vit bonde · b2 vit bonde · c2 vit bonde · f2 vit bonde · g2 vit bonde · h2 vit bonde · a1 vit torn · c1 vit löpare · f1 vit torn · g1 vit kung | a8 svart torn · c8 svart löpare · d8 svart kung · f8 svart löpare · h8 svart torn · a7 svart bonde · b7 svart bonde · c7 svart bonde · f7 svart bonde · g7 svart bonde · h7 svart bonde · c6 svart bonde · e5 vit bonde · f5 svart springare · c3 vit springare · f3 vit springare · a2 vit bonde · b2 vit bonde · c2 vit bonde · f2 vit bonde · g2 vit bonde · h2 vit bonde · a1 vit torn · c1 vit löpare · f1 vit torn · g1 vit kung | a8 svart torn · c8 svart löpare · d8 svart kung · f8 svart löpare · h8 svart torn · a7 svart bonde · b7 svart bonde · c7 svart bonde · f7 svart bonde · g7 svart bonde · h7 svart bonde · c6 svart bonde · e5 vit bonde · f5 svart springare · c3 vit springare · f3 vit springare · a2 vit bonde · b2 vit bonde · c2 vit bonde · f2 vit bonde · g2 vit bonde · h2 vit bonde · a1 vit torn · c1 vit löpare · f1 vit torn · g1 vit kung | a8 svart torn · c8 svart löpare · d8 svart kung · f8 svart löpare · h8 svart torn · a7 svart bonde · b7 svart bonde · c7 svart bonde · f7 svart bonde · g7 svart bonde · h7 svart bonde · c6 svart bonde · e5 vit bonde · f5 svart springare · c3 vit springare · f3 vit springare · a2 vit bonde · b2 vit bonde · c2 vit bonde · f2 vit bonde · g2 vit bonde · h2 vit bonde · a1 vit torn · c1 vit löpare · f1 vit torn · g1 vit kung | a8 svart torn · c8 svart löpare · d8 svart kung · f8 svart löpare · h8 svart torn · a7 svart bonde · b7 svart bonde · c7 svart bonde · f7 svart bonde · g7 svart bonde · h7 svart bonde · c6 svart bonde · e5 vit bonde · f5 svart springare · c3 vit springare · f3 vit springare · a2 vit bonde · b2 vit bonde · c2 vit bonde · f2 vit bonde · g2 vit bonde · h2 vit bonde · a1 vit torn · c1 vit löpare · f1 vit torn · g1 vit kung | a8 svart torn · c8 svart löpare · d8 svart kung · f8 svart löpare · h8 svart torn · a7 svart bonde · b7 svart bonde · c7 svart bonde · f7 svart bonde · g7 svart bonde · h7 svart bonde · c6 svart bonde · e5 vit bonde · f5 svart springare · c3 vit springare · f3 vit springare · a2 vit bonde · b2 vit bonde · c2 vit bonde · f2 vit bonde · g2 vit bonde · h2 vit bonde · a1 vit torn · c1 vit löpare · f1 vit torn · g1 vit kung | 6 |
| 5 | a8 svart torn · c8 svart löpare · d8 svart kung · f8 svart löpare · h8 svart torn · a7 svart bonde · b7 svart bonde · c7 svart bonde · f7 svart bonde · g7 svart bonde · h7 svart bonde · c6 svart bonde · e5 vit bonde · f5 svart springare · c3 vit springare · f3 vit springare · a2 vit bonde · b2 vit bonde · c2 vit bonde · f2 vit bonde · g2 vit bonde · h2 vit bonde · a1 vit torn · c1 vit löpare · f1 vit torn · g1 vit kung | a8 svart torn · c8 svart löpare · d8 svart kung · f8 svart löpare · h8 svart torn · a7 svart bonde · b7 svart bonde · c7 svart bonde · f7 svart bonde · g7 svart bonde · h7 svart bonde · c6 svart bonde · e5 vit bonde · f5 svart springare · c3 vit springare · f3 vit springare · a2 vit bonde · b2 vit bonde · c2 vit bonde · f2 vit bonde · g2 vit bonde · h2 vit bonde · a1 vit torn · c1 vit löpare · f1 vit torn · g1 vit kung | a8 svart torn · c8 svart löpare · d8 svart kung · f8 svart löpare · h8 svart torn · a7 svart bonde · b7 svart bonde · c7 svart bonde · f7 svart bonde · g7 svart bonde · h7 svart bonde · c6 svart bonde · e5 vit bonde · f5 svart springare · c3 vit springare · f3 vit springare · a2 vit bonde · b2 vit bonde · c2 vit bonde · f2 vit bonde · g2 vit bonde · h2 vit bonde · a1 vit torn · c1 vit löpare · f1 vit torn · g1 vit kung | a8 svart torn · c8 svart löpare · d8 svart kung · f8 svart löpare · h8 svart torn · a7 svart bonde · b7 svart bonde · c7 svart bonde · f7 svart bonde · g7 svart bonde · h7 svart bonde · c6 svart bonde · e5 vit bonde · f5 svart springare · c3 vit springare · f3 vit springare · a2 vit bonde · b2 vit bonde · c2 vit bonde · f2 vit bonde · g2 vit bonde · h2 vit bonde · a1 vit torn · c1 vit löpare · f1 vit torn · g1 vit kung | a8 svart torn · c8 svart löpare · d8 svart kung · f8 svart löpare · h8 svart torn · a7 svart bonde · b7 svart bonde · c7 svart bonde · f7 svart bonde · g7 svart bonde · h7 svart bonde · c6 svart bonde · e5 vit bonde · f5 svart springare · c3 vit springare · f3 vit springare · a2 vit bonde · b2 vit bonde · c2 vit bonde · f2 vit bonde · g2 vit bonde · h2 vit bonde · a1 vit torn · c1 vit löpare · f1 vit torn · g1 vit kung | a8 svart torn · c8 svart löpare · d8 svart kung · f8 svart löpare · h8 svart torn · a7 svart bonde · b7 svart bonde · c7 svart bonde · f7 svart bonde · g7 svart bonde · h7 svart bonde · c6 svart bonde · e5 vit bonde · f5 svart springare · c3 vit springare · f3 vit springare · a2 vit bonde · b2 vit bonde · c2 vit bonde · f2 vit bonde · g2 vit bonde · h2 vit bonde · a1 vit torn · c1 vit löpare · f1 vit torn · g1 vit kung | a8 svart torn · c8 svart löpare · d8 svart kung · f8 svart löpare · h8 svart torn · a7 svart bonde · b7 svart bonde · c7 svart bonde · f7 svart bonde · g7 svart bonde · h7 svart bonde · c6 svart bonde · e5 vit bonde · f5 svart springare · c3 vit springare · f3 vit springare · a2 vit bonde · b2 vit bonde · c2 vit bonde · f2 vit bonde · g2 vit bonde · h2 vit bonde · a1 vit torn · c1 vit löpare · f1 vit torn · g1 vit kung | a8 svart torn · c8 svart löpare · d8 svart kung · f8 svart löpare · h8 svart torn · a7 svart bonde · b7 svart bonde · c7 svart bonde · f7 svart bonde · g7 svart bonde · h7 svart bonde · c6 svart bonde · e5 vit bonde · f5 svart springare · c3 vit springare · f3 vit springare · a2 vit bonde · b2 vit bonde · c2 vit bonde · f2 vit bonde · g2 vit bonde · h2 vit bonde · a1 vit torn · c1 vit löpare · f1 vit torn · g1 vit kung | 5 |
| 4 | a8 svart torn · c8 svart löpare · d8 svart kung · f8 svart löpare · h8 svart torn · a7 svart bonde · b7 svart bonde · c7 svart bonde · f7 svart bonde · g7 svart bonde · h7 svart bonde · c6 svart bonde · e5 vit bonde · f5 svart springare · c3 vit springare · f3 vit springare · a2 vit bonde · b2 vit bonde · c2 vit bonde · f2 vit bonde · g2 vit bonde · h2 vit bonde · a1 vit torn · c1 vit löpare · f1 vit torn · g1 vit kung | a8 svart torn · c8 svart löpare · d8 svart kung · f8 svart löpare · h8 svart torn · a7 svart bonde · b7 svart bonde · c7 svart bonde · f7 svart bonde · g7 svart bonde · h7 svart bonde · c6 svart bonde · e5 vit bonde · f5 svart springare · c3 vit springare · f3 vit springare · a2 vit bonde · b2 vit bonde · c2 vit bonde · f2 vit bonde · g2 vit bonde · h2 vit bonde · a1 vit torn · c1 vit löpare · f1 vit torn · g1 vit kung | a8 svart torn · c8 svart löpare · d8 svart kung · f8 svart löpare · h8 svart torn · a7 svart bonde · b7 svart bonde · c7 svart bonde · f7 svart bonde · g7 svart bonde · h7 svart bonde · c6 svart bonde · e5 vit bonde · f5 svart springare · c3 vit springare · f3 vit springare · a2 vit bonde · b2 vit bonde · c2 vit bonde · f2 vit bonde · g2 vit bonde · h2 vit bonde · a1 vit torn · c1 vit löpare · f1 vit torn · g1 vit kung | a8 svart torn · c8 svart löpare · d8 svart kung · f8 svart löpare · h8 svart torn · a7 svart bonde · b7 svart bonde · c7 svart bonde · f7 svart bonde · g7 svart bonde · h7 svart bonde · c6 svart bonde · e5 vit bonde · f5 svart springare · c3 vit springare · f3 vit springare · a2 vit bonde · b2 vit bonde · c2 vit bonde · f2 vit bonde · g2 vit bonde · h2 vit bonde · a1 vit torn · c1 vit löpare · f1 vit torn · g1 vit kung | a8 svart torn · c8 svart löpare · d8 svart kung · f8 svart löpare · h8 svart torn · a7 svart bonde · b7 svart bonde · c7 svart bonde · f7 svart bonde · g7 svart bonde · h7 svart bonde · c6 svart bonde · e5 vit bonde · f5 svart springare · c3 vit springare · f3 vit springare · a2 vit bonde · b2 vit bonde · c2 vit bonde · f2 vit bonde · g2 vit bonde · h2 vit bonde · a1 vit torn · c1 vit löpare · f1 vit torn · g1 vit kung | a8 svart torn · c8 svart löpare · d8 svart kung · f8 svart löpare · h8 svart torn · a7 svart bonde · b7 svart bonde · c7 svart bonde · f7 svart bonde · g7 svart bonde · h7 svart bonde · c6 svart bonde · e5 vit bonde · f5 svart springare · c3 vit springare · f3 vit springare · a2 vit bonde · b2 vit bonde · c2 vit bonde · f2 vit bonde · g2 vit bonde · h2 vit bonde · a1 vit torn · c1 vit löpare · f1 vit torn · g1 vit kung | a8 svart torn · c8 svart löpare · d8 svart kung · f8 svart löpare · h8 svart torn · a7 svart bonde · b7 svart bonde · c7 svart bonde · f7 svart bonde · g7 svart bonde · h7 svart bonde · c6 svart bonde · e5 vit bonde · f5 svart springare · c3 vit springare · f3 vit springare · a2 vit bonde · b2 vit bonde · c2 vit bonde · f2 vit bonde · g2 vit bonde · h2 vit bonde · a1 vit torn · c1 vit löpare · f1 vit torn · g1 vit kung | a8 svart torn · c8 svart löpare · d8 svart kung · f8 svart löpare · h8 svart torn · a7 svart bonde · b7 svart bonde · c7 svart bonde · f7 svart bonde · g7 svart bonde · h7 svart bonde · c6 svart bonde · e5 vit bonde · f5 svart springare · c3 vit springare · f3 vit springare · a2 vit bonde · b2 vit bonde · c2 vit bonde · f2 vit bonde · g2 vit bonde · h2 vit bonde · a1 vit torn · c1 vit löpare · f1 vit torn · g1 vit kung | 4 |
| 3 | a8 svart torn · c8 svart löpare · d8 svart kung · f8 svart löpare · h8 svart torn · a7 svart bonde · b7 svart bonde · c7 svart bonde · f7 svart bonde · g7 svart bonde · h7 svart bonde · c6 svart bonde · e5 vit bonde · f5 svart springare · c3 vit springare · f3 vit springare · a2 vit bonde · b2 vit bonde · c2 vit bonde · f2 vit bonde · g2 vit bonde · h2 vit bonde · a1 vit torn · c1 vit löpare · f1 vit torn · g1 vit kung | a8 svart torn · c8 svart löpare · d8 svart kung · f8 svart löpare · h8 svart torn · a7 svart bonde · b7 svart bonde · c7 svart bonde · f7 svart bonde · g7 svart bonde · h7 svart bonde · c6 svart bonde · e5 vit bonde · f5 svart springare · c3 vit springare · f3 vit springare · a2 vit bonde · b2 vit bonde · c2 vit bonde · f2 vit bonde · g2 vit bonde · h2 vit bonde · a1 vit torn · c1 vit löpare · f1 vit torn · g1 vit kung | a8 svart torn · c8 svart löpare · d8 svart kung · f8 svart löpare · h8 svart torn · a7 svart bonde · b7 svart bonde · c7 svart bonde · f7 svart bonde · g7 svart bonde · h7 svart bonde · c6 svart bonde · e5 vit bonde · f5 svart springare · c3 vit springare · f3 vit springare · a2 vit bonde · b2 vit bonde · c2 vit bonde · f2 vit bonde · g2 vit bonde · h2 vit bonde · a1 vit torn · c1 vit löpare · f1 vit torn · g1 vit kung | a8 svart torn · c8 svart löpare · d8 svart kung · f8 svart löpare · h8 svart torn · a7 svart bonde · b7 svart bonde · c7 svart bonde · f7 svart bonde · g7 svart bonde · h7 svart bonde · c6 svart bonde · e5 vit bonde · f5 svart springare · c3 vit springare · f3 vit springare · a2 vit bonde · b2 vit bonde · c2 vit bonde · f2 vit bonde · g2 vit bonde · h2 vit bonde · a1 vit torn · c1 vit löpare · f1 vit torn · g1 vit kung | a8 svart torn · c8 svart löpare · d8 svart kung · f8 svart löpare · h8 svart torn · a7 svart bonde · b7 svart bonde · c7 svart bonde · f7 svart bonde · g7 svart bonde · h7 svart bonde · c6 svart bonde · e5 vit bonde · f5 svart springare · c3 vit springare · f3 vit springare · a2 vit bonde · b2 vit bonde · c2 vit bonde · f2 vit bonde · g2 vit bonde · h2 vit bonde · a1 vit torn · c1 vit löpare · f1 vit torn · g1 vit kung | a8 svart torn · c8 svart löpare · d8 svart kung · f8 svart löpare · h8 svart torn · a7 svart bonde · b7 svart bonde · c7 svart bonde · f7 svart bonde · g7 svart bonde · h7 svart bonde · c6 svart bonde · e5 vit bonde · f5 svart springare · c3 vit springare · f3 vit springare · a2 vit bonde · b2 vit bonde · c2 vit bonde · f2 vit bonde · g2 vit bonde · h2 vit bonde · a1 vit torn · c1 vit löpare · f1 vit torn · g1 vit kung | a8 svart torn · c8 svart löpare · d8 svart kung · f8 svart löpare · h8 svart torn · a7 svart bonde · b7 svart bonde · c7 svart bonde · f7 svart bonde · g7 svart bonde · h7 svart bonde · c6 svart bonde · e5 vit bonde · f5 svart springare · c3 vit springare · f3 vit springare · a2 vit bonde · b2 vit bonde · c2 vit bonde · f2 vit bonde · g2 vit bonde · h2 vit bonde · a1 vit torn · c1 vit löpare · f1 vit torn · g1 vit kung | a8 svart torn · c8 svart löpare · d8 svart kung · f8 svart löpare · h8 svart torn · a7 svart bonde · b7 svart bonde · c7 svart bonde · f7 svart bonde · g7 svart bonde · h7 svart bonde · c6 svart bonde · e5 vit bonde · f5 svart springare · c3 vit springare · f3 vit springare · a2 vit bonde · b2 vit bonde · c2 vit bonde · f2 vit bonde · g2 vit bonde · h2 vit bonde · a1 vit torn · c1 vit löpare · f1 vit torn · g1 vit kung | 3 |
| 2 | a8 svart torn · c8 svart löpare · d8 svart kung · f8 svart löpare · h8 svart torn · a7 svart bonde · b7 svart bonde · c7 svart bonde · f7 svart bonde · g7 svart bonde · h7 svart bonde · c6 svart bonde · e5 vit bonde · f5 svart springare · c3 vit springare · f3 vit springare · a2 vit bonde · b2 vit bonde · c2 vit bonde · f2 vit bonde · g2 vit bonde · h2 vit bonde · a1 vit torn · c1 vit löpare · f1 vit torn · g1 vit kung | a8 svart torn · c8 svart löpare · d8 svart kung · f8 svart löpare · h8 svart torn · a7 svart bonde · b7 svart bonde · c7 svart bonde · f7 svart bonde · g7 svart bonde · h7 svart bonde · c6 svart bonde · e5 vit bonde · f5 svart springare · c3 vit springare · f3 vit springare · a2 vit bonde · b2 vit bonde · c2 vit bonde · f2 vit bonde · g2 vit bonde · h2 vit bonde · a1 vit torn · c1 vit löpare · f1 vit torn · g1 vit kung | a8 svart torn · c8 svart löpare · d8 svart kung · f8 svart löpare · h8 svart torn · a7 svart bonde · b7 svart bonde · c7 svart bonde · f7 svart bonde · g7 svart bonde · h7 svart bonde · c6 svart bonde · e5 vit bonde · f5 svart springare · c3 vit springare · f3 vit springare · a2 vit bonde · b2 vit bonde · c2 vit bonde · f2 vit bonde · g2 vit bonde · h2 vit bonde · a1 vit torn · c1 vit löpare · f1 vit torn · g1 vit kung | a8 svart torn · c8 svart löpare · d8 svart kung · f8 svart löpare · h8 svart torn · a7 svart bonde · b7 svart bonde · c7 svart bonde · f7 svart bonde · g7 svart bonde · h7 svart bonde · c6 svart bonde · e5 vit bonde · f5 svart springare · c3 vit springare · f3 vit springare · a2 vit bonde · b2 vit bonde · c2 vit bonde · f2 vit bonde · g2 vit bonde · h2 vit bonde · a1 vit torn · c1 vit löpare · f1 vit torn · g1 vit kung | a8 svart torn · c8 svart löpare · d8 svart kung · f8 svart löpare · h8 svart torn · a7 svart bonde · b7 svart bonde · c7 svart bonde · f7 svart bonde · g7 svart bonde · h7 svart bonde · c6 svart bonde · e5 vit bonde · f5 svart springare · c3 vit springare · f3 vit springare · a2 vit bonde · b2 vit bonde · c2 vit bonde · f2 vit bonde · g2 vit bonde · h2 vit bonde · a1 vit torn · c1 vit löpare · f1 vit torn · g1 vit kung | a8 svart torn · c8 svart löpare · d8 svart kung · f8 svart löpare · h8 svart torn · a7 svart bonde · b7 svart bonde · c7 svart bonde · f7 svart bonde · g7 svart bonde · h7 svart bonde · c6 svart bonde · e5 vit bonde · f5 svart springare · c3 vit springare · f3 vit springare · a2 vit bonde · b2 vit bonde · c2 vit bonde · f2 vit bonde · g2 vit bonde · h2 vit bonde · a1 vit torn · c1 vit löpare · f1 vit torn · g1 vit kung | a8 svart torn · c8 svart löpare · d8 svart kung · f8 svart löpare · h8 svart torn · a7 svart bonde · b7 svart bonde · c7 svart bonde · f7 svart bonde · g7 svart bonde · h7 svart bonde · c6 svart bonde · e5 vit bonde · f5 svart springare · c3 vit springare · f3 vit springare · a2 vit bonde · b2 vit bonde · c2 vit bonde · f2 vit bonde · g2 vit bonde · h2 vit bonde · a1 vit torn · c1 vit löpare · f1 vit torn · g1 vit kung | a8 svart torn · c8 svart löpare · d8 svart kung · f8 svart löpare · h8 svart torn · a7 svart bonde · b7 svart bonde · c7 svart bonde · f7 svart bonde · g7 svart bonde · h7 svart bonde · c6 svart bonde · e5 vit bonde · f5 svart springare · c3 vit springare · f3 vit springare · a2 vit bonde · b2 vit bonde · c2 vit bonde · f2 vit bonde · g2 vit bonde · h2 vit bonde · a1 vit torn · c1 vit löpare · f1 vit torn · g1 vit kung | 2 |
| 1 | a8 svart torn · c8 svart löpare · d8 svart kung · f8 svart löpare · h8 svart torn · a7 svart bonde · b7 svart bonde · c7 svart bonde · f7 svart bonde · g7 svart bonde · h7 svart bonde · c6 svart bonde · e5 vit bonde · f5 svart springare · c3 vit springare · f3 vit springare · a2 vit bonde · b2 vit bonde · c2 vit bonde · f2 vit bonde · g2 vit bonde · h2 vit bonde · a1 vit torn · c1 vit löpare · f1 vit torn · g1 vit kung | a8 svart torn · c8 svart löpare · d8 svart kung · f8 svart löpare · h8 svart torn · a7 svart bonde · b7 svart bonde · c7 svart bonde · f7 svart bonde · g7 svart bonde · h7 svart bonde · c6 svart bonde · e5 vit bonde · f5 svart springare · c3 vit springare · f3 vit springare · a2 vit bonde · b2 vit bonde · c2 vit bonde · f2 vit bonde · g2 vit bonde · h2 vit bonde · a1 vit torn · c1 vit löpare · f1 vit torn · g1 vit kung | a8 svart torn · c8 svart löpare · d8 svart kung · f8 svart löpare · h8 svart torn · a7 svart bonde · b7 svart bonde · c7 svart bonde · f7 svart bonde · g7 svart bonde · h7 svart bonde · c6 svart bonde · e5 vit bonde · f5 svart springare · c3 vit springare · f3 vit springare · a2 vit bonde · b2 vit bonde · c2 vit bonde · f2 vit bonde · g2 vit bonde · h2 vit bonde · a1 vit torn · c1 vit löpare · f1 vit torn · g1 vit kung | a8 svart torn · c8 svart löpare · d8 svart kung · f8 svart löpare · h8 svart torn · a7 svart bonde · b7 svart bonde · c7 svart bonde · f7 svart bonde · g7 svart bonde · h7 svart bonde · c6 svart bonde · e5 vit bonde · f5 svart springare · c3 vit springare · f3 vit springare · a2 vit bonde · b2 vit bonde · c2 vit bonde · f2 vit bonde · g2 vit bonde · h2 vit bonde · a1 vit torn · c1 vit löpare · f1 vit torn · g1 vit kung | a8 svart torn · c8 svart löpare · d8 svart kung · f8 svart löpare · h8 svart torn · a7 svart bonde · b7 svart bonde · c7 svart bonde · f7 svart bonde · g7 svart bonde · h7 svart bonde · c6 svart bonde · e5 vit bonde · f5 svart springare · c3 vit springare · f3 vit springare · a2 vit bonde · b2 vit bonde · c2 vit bonde · f2 vit bonde · g2 vit bonde · h2 vit bonde · a1 vit torn · c1 vit löpare · f1 vit torn · g1 vit kung | a8 svart torn · c8 svart löpare · d8 svart kung · f8 svart löpare · h8 svart torn · a7 svart bonde · b7 svart bonde · c7 svart bonde · f7 svart bonde · g7 svart bonde · h7 svart bonde · c6 svart bonde · e5 vit bonde · f5 svart springare · c3 vit springare · f3 vit springare · a2 vit bonde · b2 vit bonde · c2 vit bonde · f2 vit bonde · g2 vit bonde · h2 vit bonde · a1 vit torn · c1 vit löpare · f1 vit torn · g1 vit kung | a8 svart torn · c8 svart löpare · d8 svart kung · f8 svart löpare · h8 svart torn · a7 svart bonde · b7 svart bonde · c7 svart bonde · f7 svart bonde · g7 svart bonde · h7 svart bonde · c6 svart bonde · e5 vit bonde · f5 svart springare · c3 vit springare · f3 vit springare · a2 vit bonde · b2 vit bonde · c2 vit bonde · f2 vit bonde · g2 vit bonde · h2 vit bonde · a1 vit torn · c1 vit löpare · f1 vit torn · g1 vit kung | a8 svart torn · c8 svart löpare · d8 svart kung · f8 svart löpare · h8 svart torn · a7 svart bonde · b7 svart bonde · c7 svart bonde · f7 svart bonde · g7 svart bonde · h7 svart bonde · c6 svart bonde · e5 vit bonde · f5 svart springare · c3 vit springare · f3 vit springare · a2 vit bonde · b2 vit bonde · c2 vit bonde · f2 vit bonde · g2 vit bonde · h2 vit bonde · a1 vit torn · c1 vit löpare · f1 vit torn · g1 vit kung | 1 |
|   | a | b | c | d | e | f | g | h |   |

Berlinerförsvaret (”Berlinmuren”) som inleds med 3...Sf6 är känt sedan 1800-talet men det fick ett uppsving efter att Vladimir Kramnik använde det som ett remivapen i VM-matchen mot Garry Kasparov år 2000.
Vit har fortfarande inte hittat något effektivt motmedel.
Huvudvarianten fortsätter 4.0–0 Sxe4 5.d4 Sd6 6.Lxc6 dxc6 7.dxe5 Sf5 8.Dxd8+ Kxd8 9.Sc3 (se diagram).
Vi har nått ett tidigt, obalanserat slutspel (eller möjligen ett mittspel utan damer) där vit har den bättre bondeställningen och svarts kung är kvar i centrum. Men svart har löparparet och en ställning utan direkta svagheter som är svår att slå hål på. Svart kan fortsätta på flera olika sätt, med 9...Ke8, 9...Se7, 9...Ld7 eller 9...h6.
Vit kan avvika på olika sätt för att undvika de sönderanalyserade huvudvarianterna. Efter 3...Sf6 kan vit (i stället för 4.0-0) spela 4.d3 med övergång till klassiska försvaret efter 4...Lc5, eller 4.Sc3 som leder till fyrspringarspel.
Efter 4.0-0 Sxe4 kan vit också (i stället för 5.d4) välja 5.Te1 Sd6 6.Sxe5 Le7 7.Lf1.

#### Övriga drag
|   | a | b | c | d | e | f | g | h |   |
| 8 | a8 svart torn · c8 svart löpare · d8 svart drottning · e8 svart kung · f8 svart löpare · g8 svart springare · h8 svart torn · a7 svart bonde · b7 svart bonde · c7 svart bonde · d7 svart bonde · g7 svart bonde · h7 svart bonde · c6 svart springare · b5 vit löpare · e5 svart bonde · f5 svart bonde · e4 vit bonde · f3 vit springare · a2 vit bonde · b2 vit bonde · c2 vit bonde · d2 vit bonde · f2 vit bonde · g2 vit bonde · h2 vit bonde · a1 vit torn · b1 vit springare · c1 vit löpare · d1 vit drottning · e1 vit kung · h1 vit torn | a8 svart torn · c8 svart löpare · d8 svart drottning · e8 svart kung · f8 svart löpare · g8 svart springare · h8 svart torn · a7 svart bonde · b7 svart bonde · c7 svart bonde · d7 svart bonde · g7 svart bonde · h7 svart bonde · c6 svart springare · b5 vit löpare · e5 svart bonde · f5 svart bonde · e4 vit bonde · f3 vit springare · a2 vit bonde · b2 vit bonde · c2 vit bonde · d2 vit bonde · f2 vit bonde · g2 vit bonde · h2 vit bonde · a1 vit torn · b1 vit springare · c1 vit löpare · d1 vit drottning · e1 vit kung · h1 vit torn | a8 svart torn · c8 svart löpare · d8 svart drottning · e8 svart kung · f8 svart löpare · g8 svart springare · h8 svart torn · a7 svart bonde · b7 svart bonde · c7 svart bonde · d7 svart bonde · g7 svart bonde · h7 svart bonde · c6 svart springare · b5 vit löpare · e5 svart bonde · f5 svart bonde · e4 vit bonde · f3 vit springare · a2 vit bonde · b2 vit bonde · c2 vit bonde · d2 vit bonde · f2 vit bonde · g2 vit bonde · h2 vit bonde · a1 vit torn · b1 vit springare · c1 vit löpare · d1 vit drottning · e1 vit kung · h1 vit torn | a8 svart torn · c8 svart löpare · d8 svart drottning · e8 svart kung · f8 svart löpare · g8 svart springare · h8 svart torn · a7 svart bonde · b7 svart bonde · c7 svart bonde · d7 svart bonde · g7 svart bonde · h7 svart bonde · c6 svart springare · b5 vit löpare · e5 svart bonde · f5 svart bonde · e4 vit bonde · f3 vit springare · a2 vit bonde · b2 vit bonde · c2 vit bonde · d2 vit bonde · f2 vit bonde · g2 vit bonde · h2 vit bonde · a1 vit torn · b1 vit springare · c1 vit löpare · d1 vit drottning · e1 vit kung · h1 vit torn | a8 svart torn · c8 svart löpare · d8 svart drottning · e8 svart kung · f8 svart löpare · g8 svart springare · h8 svart torn · a7 svart bonde · b7 svart bonde · c7 svart bonde · d7 svart bonde · g7 svart bonde · h7 svart bonde · c6 svart springare · b5 vit löpare · e5 svart bonde · f5 svart bonde · e4 vit bonde · f3 vit springare · a2 vit bonde · b2 vit bonde · c2 vit bonde · d2 vit bonde · f2 vit bonde · g2 vit bonde · h2 vit bonde · a1 vit torn · b1 vit springare · c1 vit löpare · d1 vit drottning · e1 vit kung · h1 vit torn | a8 svart torn · c8 svart löpare · d8 svart drottning · e8 svart kung · f8 svart löpare · g8 svart springare · h8 svart torn · a7 svart bonde · b7 svart bonde · c7 svart bonde · d7 svart bonde · g7 svart bonde · h7 svart bonde · c6 svart springare · b5 vit löpare · e5 svart bonde · f5 svart bonde · e4 vit bonde · f3 vit springare · a2 vit bonde · b2 vit bonde · c2 vit bonde · d2 vit bonde · f2 vit bonde · g2 vit bonde · h2 vit bonde · a1 vit torn · b1 vit springare · c1 vit löpare · d1 vit drottning · e1 vit kung · h1 vit torn | a8 svart torn · c8 svart löpare · d8 svart drottning · e8 svart kung · f8 svart löpare · g8 svart springare · h8 svart torn · a7 svart bonde · b7 svart bonde · c7 svart bonde · d7 svart bonde · g7 svart bonde · h7 svart bonde · c6 svart springare · b5 vit löpare · e5 svart bonde · f5 svart bonde · e4 vit bonde · f3 vit springare · a2 vit bonde · b2 vit bonde · c2 vit bonde · d2 vit bonde · f2 vit bonde · g2 vit bonde · h2 vit bonde · a1 vit torn · b1 vit springare · c1 vit löpare · d1 vit drottning · e1 vit kung · h1 vit torn | a8 svart torn · c8 svart löpare · d8 svart drottning · e8 svart kung · f8 svart löpare · g8 svart springare · h8 svart torn · a7 svart bonde · b7 svart bonde · c7 svart bonde · d7 svart bonde · g7 svart bonde · h7 svart bonde · c6 svart springare · b5 vit löpare · e5 svart bonde · f5 svart bonde · e4 vit bonde · f3 vit springare · a2 vit bonde · b2 vit bonde · c2 vit bonde · d2 vit bonde · f2 vit bonde · g2 vit bonde · h2 vit bonde · a1 vit torn · b1 vit springare · c1 vit löpare · d1 vit drottning · e1 vit kung · h1 vit torn | 8 |
| 7 | a8 svart torn · c8 svart löpare · d8 svart drottning · e8 svart kung · f8 svart löpare · g8 svart springare · h8 svart torn · a7 svart bonde · b7 svart bonde · c7 svart bonde · d7 svart bonde · g7 svart bonde · h7 svart bonde · c6 svart springare · b5 vit löpare · e5 svart bonde · f5 svart bonde · e4 vit bonde · f3 vit springare · a2 vit bonde · b2 vit bonde · c2 vit bonde · d2 vit bonde · f2 vit bonde · g2 vit bonde · h2 vit bonde · a1 vit torn · b1 vit springare · c1 vit löpare · d1 vit drottning · e1 vit kung · h1 vit torn | a8 svart torn · c8 svart löpare · d8 svart drottning · e8 svart kung · f8 svart löpare · g8 svart springare · h8 svart torn · a7 svart bonde · b7 svart bonde · c7 svart bonde · d7 svart bonde · g7 svart bonde · h7 svart bonde · c6 svart springare · b5 vit löpare · e5 svart bonde · f5 svart bonde · e4 vit bonde · f3 vit springare · a2 vit bonde · b2 vit bonde · c2 vit bonde · d2 vit bonde · f2 vit bonde · g2 vit bonde · h2 vit bonde · a1 vit torn · b1 vit springare · c1 vit löpare · d1 vit drottning · e1 vit kung · h1 vit torn | a8 svart torn · c8 svart löpare · d8 svart drottning · e8 svart kung · f8 svart löpare · g8 svart springare · h8 svart torn · a7 svart bonde · b7 svart bonde · c7 svart bonde · d7 svart bonde · g7 svart bonde · h7 svart bonde · c6 svart springare · b5 vit löpare · e5 svart bonde · f5 svart bonde · e4 vit bonde · f3 vit springare · a2 vit bonde · b2 vit bonde · c2 vit bonde · d2 vit bonde · f2 vit bonde · g2 vit bonde · h2 vit bonde · a1 vit torn · b1 vit springare · c1 vit löpare · d1 vit drottning · e1 vit kung · h1 vit torn | a8 svart torn · c8 svart löpare · d8 svart drottning · e8 svart kung · f8 svart löpare · g8 svart springare · h8 svart torn · a7 svart bonde · b7 svart bonde · c7 svart bonde · d7 svart bonde · g7 svart bonde · h7 svart bonde · c6 svart springare · b5 vit löpare · e5 svart bonde · f5 svart bonde · e4 vit bonde · f3 vit springare · a2 vit bonde · b2 vit bonde · c2 vit bonde · d2 vit bonde · f2 vit bonde · g2 vit bonde · h2 vit bonde · a1 vit torn · b1 vit springare · c1 vit löpare · d1 vit drottning · e1 vit kung · h1 vit torn | a8 svart torn · c8 svart löpare · d8 svart drottning · e8 svart kung · f8 svart löpare · g8 svart springare · h8 svart torn · a7 svart bonde · b7 svart bonde · c7 svart bonde · d7 svart bonde · g7 svart bonde · h7 svart bonde · c6 svart springare · b5 vit löpare · e5 svart bonde · f5 svart bonde · e4 vit bonde · f3 vit springare · a2 vit bonde · b2 vit bonde · c2 vit bonde · d2 vit bonde · f2 vit bonde · g2 vit bonde · h2 vit bonde · a1 vit torn · b1 vit springare · c1 vit löpare · d1 vit drottning · e1 vit kung · h1 vit torn | a8 svart torn · c8 svart löpare · d8 svart drottning · e8 svart kung · f8 svart löpare · g8 svart springare · h8 svart torn · a7 svart bonde · b7 svart bonde · c7 svart bonde · d7 svart bonde · g7 svart bonde · h7 svart bonde · c6 svart springare · b5 vit löpare · e5 svart bonde · f5 svart bonde · e4 vit bonde · f3 vit springare · a2 vit bonde · b2 vit bonde · c2 vit bonde · d2 vit bonde · f2 vit bonde · g2 vit bonde · h2 vit bonde · a1 vit torn · b1 vit springare · c1 vit löpare · d1 vit drottning · e1 vit kung · h1 vit torn | a8 svart torn · c8 svart löpare · d8 svart drottning · e8 svart kung · f8 svart löpare · g8 svart springare · h8 svart torn · a7 svart bonde · b7 svart bonde · c7 svart bonde · d7 svart bonde · g7 svart bonde · h7 svart bonde · c6 svart springare · b5 vit löpare · e5 svart bonde · f5 svart bonde · e4 vit bonde · f3 vit springare · a2 vit bonde · b2 vit bonde · c2 vit bonde · d2 vit bonde · f2 vit bonde · g2 vit bonde · h2 vit bonde · a1 vit torn · b1 vit springare · c1 vit löpare · d1 vit drottning · e1 vit kung · h1 vit torn | a8 svart torn · c8 svart löpare · d8 svart drottning · e8 svart kung · f8 svart löpare · g8 svart springare · h8 svart torn · a7 svart bonde · b7 svart bonde · c7 svart bonde · d7 svart bonde · g7 svart bonde · h7 svart bonde · c6 svart springare · b5 vit löpare · e5 svart bonde · f5 svart bonde · e4 vit bonde · f3 vit springare · a2 vit bonde · b2 vit bonde · c2 vit bonde · d2 vit bonde · f2 vit bonde · g2 vit bonde · h2 vit bonde · a1 vit torn · b1 vit springare · c1 vit löpare · d1 vit drottning · e1 vit kung · h1 vit torn | 7 |
| 6 | a8 svart torn · c8 svart löpare · d8 svart drottning · e8 svart kung · f8 svart löpare · g8 svart springare · h8 svart torn · a7 svart bonde · b7 svart bonde · c7 svart bonde · d7 svart bonde · g7 svart bonde · h7 svart bonde · c6 svart springare · b5 vit löpare · e5 svart bonde · f5 svart bonde · e4 vit bonde · f3 vit springare · a2 vit bonde · b2 vit bonde · c2 vit bonde · d2 vit bonde · f2 vit bonde · g2 vit bonde · h2 vit bonde · a1 vit torn · b1 vit springare · c1 vit löpare · d1 vit drottning · e1 vit kung · h1 vit torn | a8 svart torn · c8 svart löpare · d8 svart drottning · e8 svart kung · f8 svart löpare · g8 svart springare · h8 svart torn · a7 svart bonde · b7 svart bonde · c7 svart bonde · d7 svart bonde · g7 svart bonde · h7 svart bonde · c6 svart springare · b5 vit löpare · e5 svart bonde · f5 svart bonde · e4 vit bonde · f3 vit springare · a2 vit bonde · b2 vit bonde · c2 vit bonde · d2 vit bonde · f2 vit bonde · g2 vit bonde · h2 vit bonde · a1 vit torn · b1 vit springare · c1 vit löpare · d1 vit drottning · e1 vit kung · h1 vit torn | a8 svart torn · c8 svart löpare · d8 svart drottning · e8 svart kung · f8 svart löpare · g8 svart springare · h8 svart torn · a7 svart bonde · b7 svart bonde · c7 svart bonde · d7 svart bonde · g7 svart bonde · h7 svart bonde · c6 svart springare · b5 vit löpare · e5 svart bonde · f5 svart bonde · e4 vit bonde · f3 vit springare · a2 vit bonde · b2 vit bonde · c2 vit bonde · d2 vit bonde · f2 vit bonde · g2 vit bonde · h2 vit bonde · a1 vit torn · b1 vit springare · c1 vit löpare · d1 vit drottning · e1 vit kung · h1 vit torn | a8 svart torn · c8 svart löpare · d8 svart drottning · e8 svart kung · f8 svart löpare · g8 svart springare · h8 svart torn · a7 svart bonde · b7 svart bonde · c7 svart bonde · d7 svart bonde · g7 svart bonde · h7 svart bonde · c6 svart springare · b5 vit löpare · e5 svart bonde · f5 svart bonde · e4 vit bonde · f3 vit springare · a2 vit bonde · b2 vit bonde · c2 vit bonde · d2 vit bonde · f2 vit bonde · g2 vit bonde · h2 vit bonde · a1 vit torn · b1 vit springare · c1 vit löpare · d1 vit drottning · e1 vit kung · h1 vit torn | a8 svart torn · c8 svart löpare · d8 svart drottning · e8 svart kung · f8 svart löpare · g8 svart springare · h8 svart torn · a7 svart bonde · b7 svart bonde · c7 svart bonde · d7 svart bonde · g7 svart bonde · h7 svart bonde · c6 svart springare · b5 vit löpare · e5 svart bonde · f5 svart bonde · e4 vit bonde · f3 vit springare · a2 vit bonde · b2 vit bonde · c2 vit bonde · d2 vit bonde · f2 vit bonde · g2 vit bonde · h2 vit bonde · a1 vit torn · b1 vit springare · c1 vit löpare · d1 vit drottning · e1 vit kung · h1 vit torn | a8 svart torn · c8 svart löpare · d8 svart drottning · e8 svart kung · f8 svart löpare · g8 svart springare · h8 svart torn · a7 svart bonde · b7 svart bonde · c7 svart bonde · d7 svart bonde · g7 svart bonde · h7 svart bonde · c6 svart springare · b5 vit löpare · e5 svart bonde · f5 svart bonde · e4 vit bonde · f3 vit springare · a2 vit bonde · b2 vit bonde · c2 vit bonde · d2 vit bonde · f2 vit bonde · g2 vit bonde · h2 vit bonde · a1 vit torn · b1 vit springare · c1 vit löpare · d1 vit drottning · e1 vit kung · h1 vit torn | a8 svart torn · c8 svart löpare · d8 svart drottning · e8 svart kung · f8 svart löpare · g8 svart springare · h8 svart torn · a7 svart bonde · b7 svart bonde · c7 svart bonde · d7 svart bonde · g7 svart bonde · h7 svart bonde · c6 svart springare · b5 vit löpare · e5 svart bonde · f5 svart bonde · e4 vit bonde · f3 vit springare · a2 vit bonde · b2 vit bonde · c2 vit bonde · d2 vit bonde · f2 vit bonde · g2 vit bonde · h2 vit bonde · a1 vit torn · b1 vit springare · c1 vit löpare · d1 vit drottning · e1 vit kung · h1 vit torn | a8 svart torn · c8 svart löpare · d8 svart drottning · e8 svart kung · f8 svart löpare · g8 svart springare · h8 svart torn · a7 svart bonde · b7 svart bonde · c7 svart bonde · d7 svart bonde · g7 svart bonde · h7 svart bonde · c6 svart springare · b5 vit löpare · e5 svart bonde · f5 svart bonde · e4 vit bonde · f3 vit springare · a2 vit bonde · b2 vit bonde · c2 vit bonde · d2 vit bonde · f2 vit bonde · g2 vit bonde · h2 vit bonde · a1 vit torn · b1 vit springare · c1 vit löpare · d1 vit drottning · e1 vit kung · h1 vit torn | 6 |
| 5 | a8 svart torn · c8 svart löpare · d8 svart drottning · e8 svart kung · f8 svart löpare · g8 svart springare · h8 svart torn · a7 svart bonde · b7 svart bonde · c7 svart bonde · d7 svart bonde · g7 svart bonde · h7 svart bonde · c6 svart springare · b5 vit löpare · e5 svart bonde · f5 svart bonde · e4 vit bonde · f3 vit springare · a2 vit bonde · b2 vit bonde · c2 vit bonde · d2 vit bonde · f2 vit bonde · g2 vit bonde · h2 vit bonde · a1 vit torn · b1 vit springare · c1 vit löpare · d1 vit drottning · e1 vit kung · h1 vit torn | a8 svart torn · c8 svart löpare · d8 svart drottning · e8 svart kung · f8 svart löpare · g8 svart springare · h8 svart torn · a7 svart bonde · b7 svart bonde · c7 svart bonde · d7 svart bonde · g7 svart bonde · h7 svart bonde · c6 svart springare · b5 vit löpare · e5 svart bonde · f5 svart bonde · e4 vit bonde · f3 vit springare · a2 vit bonde · b2 vit bonde · c2 vit bonde · d2 vit bonde · f2 vit bonde · g2 vit bonde · h2 vit bonde · a1 vit torn · b1 vit springare · c1 vit löpare · d1 vit drottning · e1 vit kung · h1 vit torn | a8 svart torn · c8 svart löpare · d8 svart drottning · e8 svart kung · f8 svart löpare · g8 svart springare · h8 svart torn · a7 svart bonde · b7 svart bonde · c7 svart bonde · d7 svart bonde · g7 svart bonde · h7 svart bonde · c6 svart springare · b5 vit löpare · e5 svart bonde · f5 svart bonde · e4 vit bonde · f3 vit springare · a2 vit bonde · b2 vit bonde · c2 vit bonde · d2 vit bonde · f2 vit bonde · g2 vit bonde · h2 vit bonde · a1 vit torn · b1 vit springare · c1 vit löpare · d1 vit drottning · e1 vit kung · h1 vit torn | a8 svart torn · c8 svart löpare · d8 svart drottning · e8 svart kung · f8 svart löpare · g8 svart springare · h8 svart torn · a7 svart bonde · b7 svart bonde · c7 svart bonde · d7 svart bonde · g7 svart bonde · h7 svart bonde · c6 svart springare · b5 vit löpare · e5 svart bonde · f5 svart bonde · e4 vit bonde · f3 vit springare · a2 vit bonde · b2 vit bonde · c2 vit bonde · d2 vit bonde · f2 vit bonde · g2 vit bonde · h2 vit bonde · a1 vit torn · b1 vit springare · c1 vit löpare · d1 vit drottning · e1 vit kung · h1 vit torn | a8 svart torn · c8 svart löpare · d8 svart drottning · e8 svart kung · f8 svart löpare · g8 svart springare · h8 svart torn · a7 svart bonde · b7 svart bonde · c7 svart bonde · d7 svart bonde · g7 svart bonde · h7 svart bonde · c6 svart springare · b5 vit löpare · e5 svart bonde · f5 svart bonde · e4 vit bonde · f3 vit springare · a2 vit bonde · b2 vit bonde · c2 vit bonde · d2 vit bonde · f2 vit bonde · g2 vit bonde · h2 vit bonde · a1 vit torn · b1 vit springare · c1 vit löpare · d1 vit drottning · e1 vit kung · h1 vit torn | a8 svart torn · c8 svart löpare · d8 svart drottning · e8 svart kung · f8 svart löpare · g8 svart springare · h8 svart torn · a7 svart bonde · b7 svart bonde · c7 svart bonde · d7 svart bonde · g7 svart bonde · h7 svart bonde · c6 svart springare · b5 vit löpare · e5 svart bonde · f5 svart bonde · e4 vit bonde · f3 vit springare · a2 vit bonde · b2 vit bonde · c2 vit bonde · d2 vit bonde · f2 vit bonde · g2 vit bonde · h2 vit bonde · a1 vit torn · b1 vit springare · c1 vit löpare · d1 vit drottning · e1 vit kung · h1 vit torn | a8 svart torn · c8 svart löpare · d8 svart drottning · e8 svart kung · f8 svart löpare · g8 svart springare · h8 svart torn · a7 svart bonde · b7 svart bonde · c7 svart bonde · d7 svart bonde · g7 svart bonde · h7 svart bonde · c6 svart springare · b5 vit löpare · e5 svart bonde · f5 svart bonde · e4 vit bonde · f3 vit springare · a2 vit bonde · b2 vit bonde · c2 vit bonde · d2 vit bonde · f2 vit bonde · g2 vit bonde · h2 vit bonde · a1 vit torn · b1 vit springare · c1 vit löpare · d1 vit drottning · e1 vit kung · h1 vit torn | a8 svart torn · c8 svart löpare · d8 svart drottning · e8 svart kung · f8 svart löpare · g8 svart springare · h8 svart torn · a7 svart bonde · b7 svart bonde · c7 svart bonde · d7 svart bonde · g7 svart bonde · h7 svart bonde · c6 svart springare · b5 vit löpare · e5 svart bonde · f5 svart bonde · e4 vit bonde · f3 vit springare · a2 vit bonde · b2 vit bonde · c2 vit bonde · d2 vit bonde · f2 vit bonde · g2 vit bonde · h2 vit bonde · a1 vit torn · b1 vit springare · c1 vit löpare · d1 vit drottning · e1 vit kung · h1 vit torn | 5 |
| 4 | a8 svart torn · c8 svart löpare · d8 svart drottning · e8 svart kung · f8 svart löpare · g8 svart springare · h8 svart torn · a7 svart bonde · b7 svart bonde · c7 svart bonde · d7 svart bonde · g7 svart bonde · h7 svart bonde · c6 svart springare · b5 vit löpare · e5 svart bonde · f5 svart bonde · e4 vit bonde · f3 vit springare · a2 vit bonde · b2 vit bonde · c2 vit bonde · d2 vit bonde · f2 vit bonde · g2 vit bonde · h2 vit bonde · a1 vit torn · b1 vit springare · c1 vit löpare · d1 vit drottning · e1 vit kung · h1 vit torn | a8 svart torn · c8 svart löpare · d8 svart drottning · e8 svart kung · f8 svart löpare · g8 svart springare · h8 svart torn · a7 svart bonde · b7 svart bonde · c7 svart bonde · d7 svart bonde · g7 svart bonde · h7 svart bonde · c6 svart springare · b5 vit löpare · e5 svart bonde · f5 svart bonde · e4 vit bonde · f3 vit springare · a2 vit bonde · b2 vit bonde · c2 vit bonde · d2 vit bonde · f2 vit bonde · g2 vit bonde · h2 vit bonde · a1 vit torn · b1 vit springare · c1 vit löpare · d1 vit drottning · e1 vit kung · h1 vit torn | a8 svart torn · c8 svart löpare · d8 svart drottning · e8 svart kung · f8 svart löpare · g8 svart springare · h8 svart torn · a7 svart bonde · b7 svart bonde · c7 svart bonde · d7 svart bonde · g7 svart bonde · h7 svart bonde · c6 svart springare · b5 vit löpare · e5 svart bonde · f5 svart bonde · e4 vit bonde · f3 vit springare · a2 vit bonde · b2 vit bonde · c2 vit bonde · d2 vit bonde · f2 vit bonde · g2 vit bonde · h2 vit bonde · a1 vit torn · b1 vit springare · c1 vit löpare · d1 vit drottning · e1 vit kung · h1 vit torn | a8 svart torn · c8 svart löpare · d8 svart drottning · e8 svart kung · f8 svart löpare · g8 svart springare · h8 svart torn · a7 svart bonde · b7 svart bonde · c7 svart bonde · d7 svart bonde · g7 svart bonde · h7 svart bonde · c6 svart springare · b5 vit löpare · e5 svart bonde · f5 svart bonde · e4 vit bonde · f3 vit springare · a2 vit bonde · b2 vit bonde · c2 vit bonde · d2 vit bonde · f2 vit bonde · g2 vit bonde · h2 vit bonde · a1 vit torn · b1 vit springare · c1 vit löpare · d1 vit drottning · e1 vit kung · h1 vit torn | a8 svart torn · c8 svart löpare · d8 svart drottning · e8 svart kung · f8 svart löpare · g8 svart springare · h8 svart torn · a7 svart bonde · b7 svart bonde · c7 svart bonde · d7 svart bonde · g7 svart bonde · h7 svart bonde · c6 svart springare · b5 vit löpare · e5 svart bonde · f5 svart bonde · e4 vit bonde · f3 vit springare · a2 vit bonde · b2 vit bonde · c2 vit bonde · d2 vit bonde · f2 vit bonde · g2 vit bonde · h2 vit bonde · a1 vit torn · b1 vit springare · c1 vit löpare · d1 vit drottning · e1 vit kung · h1 vit torn | a8 svart torn · c8 svart löpare · d8 svart drottning · e8 svart kung · f8 svart löpare · g8 svart springare · h8 svart torn · a7 svart bonde · b7 svart bonde · c7 svart bonde · d7 svart bonde · g7 svart bonde · h7 svart bonde · c6 svart springare · b5 vit löpare · e5 svart bonde · f5 svart bonde · e4 vit bonde · f3 vit springare · a2 vit bonde · b2 vit bonde · c2 vit bonde · d2 vit bonde · f2 vit bonde · g2 vit bonde · h2 vit bonde · a1 vit torn · b1 vit springare · c1 vit löpare · d1 vit drottning · e1 vit kung · h1 vit torn | a8 svart torn · c8 svart löpare · d8 svart drottning · e8 svart kung · f8 svart löpare · g8 svart springare · h8 svart torn · a7 svart bonde · b7 svart bonde · c7 svart bonde · d7 svart bonde · g7 svart bonde · h7 svart bonde · c6 svart springare · b5 vit löpare · e5 svart bonde · f5 svart bonde · e4 vit bonde · f3 vit springare · a2 vit bonde · b2 vit bonde · c2 vit bonde · d2 vit bonde · f2 vit bonde · g2 vit bonde · h2 vit bonde · a1 vit torn · b1 vit springare · c1 vit löpare · d1 vit drottning · e1 vit kung · h1 vit torn | a8 svart torn · c8 svart löpare · d8 svart drottning · e8 svart kung · f8 svart löpare · g8 svart springare · h8 svart torn · a7 svart bonde · b7 svart bonde · c7 svart bonde · d7 svart bonde · g7 svart bonde · h7 svart bonde · c6 svart springare · b5 vit löpare · e5 svart bonde · f5 svart bonde · e4 vit bonde · f3 vit springare · a2 vit bonde · b2 vit bonde · c2 vit bonde · d2 vit bonde · f2 vit bonde · g2 vit bonde · h2 vit bonde · a1 vit torn · b1 vit springare · c1 vit löpare · d1 vit drottning · e1 vit kung · h1 vit torn | 4 |
| 3 | a8 svart torn · c8 svart löpare · d8 svart drottning · e8 svart kung · f8 svart löpare · g8 svart springare · h8 svart torn · a7 svart bonde · b7 svart bonde · c7 svart bonde · d7 svart bonde · g7 svart bonde · h7 svart bonde · c6 svart springare · b5 vit löpare · e5 svart bonde · f5 svart bonde · e4 vit bonde · f3 vit springare · a2 vit bonde · b2 vit bonde · c2 vit bonde · d2 vit bonde · f2 vit bonde · g2 vit bonde · h2 vit bonde · a1 vit torn · b1 vit springare · c1 vit löpare · d1 vit drottning · e1 vit kung · h1 vit torn | a8 svart torn · c8 svart löpare · d8 svart drottning · e8 svart kung · f8 svart löpare · g8 svart springare · h8 svart torn · a7 svart bonde · b7 svart bonde · c7 svart bonde · d7 svart bonde · g7 svart bonde · h7 svart bonde · c6 svart springare · b5 vit löpare · e5 svart bonde · f5 svart bonde · e4 vit bonde · f3 vit springare · a2 vit bonde · b2 vit bonde · c2 vit bonde · d2 vit bonde · f2 vit bonde · g2 vit bonde · h2 vit bonde · a1 vit torn · b1 vit springare · c1 vit löpare · d1 vit drottning · e1 vit kung · h1 vit torn | a8 svart torn · c8 svart löpare · d8 svart drottning · e8 svart kung · f8 svart löpare · g8 svart springare · h8 svart torn · a7 svart bonde · b7 svart bonde · c7 svart bonde · d7 svart bonde · g7 svart bonde · h7 svart bonde · c6 svart springare · b5 vit löpare · e5 svart bonde · f5 svart bonde · e4 vit bonde · f3 vit springare · a2 vit bonde · b2 vit bonde · c2 vit bonde · d2 vit bonde · f2 vit bonde · g2 vit bonde · h2 vit bonde · a1 vit torn · b1 vit springare · c1 vit löpare · d1 vit drottning · e1 vit kung · h1 vit torn | a8 svart torn · c8 svart löpare · d8 svart drottning · e8 svart kung · f8 svart löpare · g8 svart springare · h8 svart torn · a7 svart bonde · b7 svart bonde · c7 svart bonde · d7 svart bonde · g7 svart bonde · h7 svart bonde · c6 svart springare · b5 vit löpare · e5 svart bonde · f5 svart bonde · e4 vit bonde · f3 vit springare · a2 vit bonde · b2 vit bonde · c2 vit bonde · d2 vit bonde · f2 vit bonde · g2 vit bonde · h2 vit bonde · a1 vit torn · b1 vit springare · c1 vit löpare · d1 vit drottning · e1 vit kung · h1 vit torn | a8 svart torn · c8 svart löpare · d8 svart drottning · e8 svart kung · f8 svart löpare · g8 svart springare · h8 svart torn · a7 svart bonde · b7 svart bonde · c7 svart bonde · d7 svart bonde · g7 svart bonde · h7 svart bonde · c6 svart springare · b5 vit löpare · e5 svart bonde · f5 svart bonde · e4 vit bonde · f3 vit springare · a2 vit bonde · b2 vit bonde · c2 vit bonde · d2 vit bonde · f2 vit bonde · g2 vit bonde · h2 vit bonde · a1 vit torn · b1 vit springare · c1 vit löpare · d1 vit drottning · e1 vit kung · h1 vit torn | a8 svart torn · c8 svart löpare · d8 svart drottning · e8 svart kung · f8 svart löpare · g8 svart springare · h8 svart torn · a7 svart bonde · b7 svart bonde · c7 svart bonde · d7 svart bonde · g7 svart bonde · h7 svart bonde · c6 svart springare · b5 vit löpare · e5 svart bonde · f5 svart bonde · e4 vit bonde · f3 vit springare · a2 vit bonde · b2 vit bonde · c2 vit bonde · d2 vit bonde · f2 vit bonde · g2 vit bonde · h2 vit bonde · a1 vit torn · b1 vit springare · c1 vit löpare · d1 vit drottning · e1 vit kung · h1 vit torn | a8 svart torn · c8 svart löpare · d8 svart drottning · e8 svart kung · f8 svart löpare · g8 svart springare · h8 svart torn · a7 svart bonde · b7 svart bonde · c7 svart bonde · d7 svart bonde · g7 svart bonde · h7 svart bonde · c6 svart springare · b5 vit löpare · e5 svart bonde · f5 svart bonde · e4 vit bonde · f3 vit springare · a2 vit bonde · b2 vit bonde · c2 vit bonde · d2 vit bonde · f2 vit bonde · g2 vit bonde · h2 vit bonde · a1 vit torn · b1 vit springare · c1 vit löpare · d1 vit drottning · e1 vit kung · h1 vit torn | a8 svart torn · c8 svart löpare · d8 svart drottning · e8 svart kung · f8 svart löpare · g8 svart springare · h8 svart torn · a7 svart bonde · b7 svart bonde · c7 svart bonde · d7 svart bonde · g7 svart bonde · h7 svart bonde · c6 svart springare · b5 vit löpare · e5 svart bonde · f5 svart bonde · e4 vit bonde · f3 vit springare · a2 vit bonde · b2 vit bonde · c2 vit bonde · d2 vit bonde · f2 vit bonde · g2 vit bonde · h2 vit bonde · a1 vit torn · b1 vit springare · c1 vit löpare · d1 vit drottning · e1 vit kung · h1 vit torn | 3 |
| 2 | a8 svart torn · c8 svart löpare · d8 svart drottning · e8 svart kung · f8 svart löpare · g8 svart springare · h8 svart torn · a7 svart bonde · b7 svart bonde · c7 svart bonde · d7 svart bonde · g7 svart bonde · h7 svart bonde · c6 svart springare · b5 vit löpare · e5 svart bonde · f5 svart bonde · e4 vit bonde · f3 vit springare · a2 vit bonde · b2 vit bonde · c2 vit bonde · d2 vit bonde · f2 vit bonde · g2 vit bonde · h2 vit bonde · a1 vit torn · b1 vit springare · c1 vit löpare · d1 vit drottning · e1 vit kung · h1 vit torn | a8 svart torn · c8 svart löpare · d8 svart drottning · e8 svart kung · f8 svart löpare · g8 svart springare · h8 svart torn · a7 svart bonde · b7 svart bonde · c7 svart bonde · d7 svart bonde · g7 svart bonde · h7 svart bonde · c6 svart springare · b5 vit löpare · e5 svart bonde · f5 svart bonde · e4 vit bonde · f3 vit springare · a2 vit bonde · b2 vit bonde · c2 vit bonde · d2 vit bonde · f2 vit bonde · g2 vit bonde · h2 vit bonde · a1 vit torn · b1 vit springare · c1 vit löpare · d1 vit drottning · e1 vit kung · h1 vit torn | a8 svart torn · c8 svart löpare · d8 svart drottning · e8 svart kung · f8 svart löpare · g8 svart springare · h8 svart torn · a7 svart bonde · b7 svart bonde · c7 svart bonde · d7 svart bonde · g7 svart bonde · h7 svart bonde · c6 svart springare · b5 vit löpare · e5 svart bonde · f5 svart bonde · e4 vit bonde · f3 vit springare · a2 vit bonde · b2 vit bonde · c2 vit bonde · d2 vit bonde · f2 vit bonde · g2 vit bonde · h2 vit bonde · a1 vit torn · b1 vit springare · c1 vit löpare · d1 vit drottning · e1 vit kung · h1 vit torn | a8 svart torn · c8 svart löpare · d8 svart drottning · e8 svart kung · f8 svart löpare · g8 svart springare · h8 svart torn · a7 svart bonde · b7 svart bonde · c7 svart bonde · d7 svart bonde · g7 svart bonde · h7 svart bonde · c6 svart springare · b5 vit löpare · e5 svart bonde · f5 svart bonde · e4 vit bonde · f3 vit springare · a2 vit bonde · b2 vit bonde · c2 vit bonde · d2 vit bonde · f2 vit bonde · g2 vit bonde · h2 vit bonde · a1 vit torn · b1 vit springare · c1 vit löpare · d1 vit drottning · e1 vit kung · h1 vit torn | a8 svart torn · c8 svart löpare · d8 svart drottning · e8 svart kung · f8 svart löpare · g8 svart springare · h8 svart torn · a7 svart bonde · b7 svart bonde · c7 svart bonde · d7 svart bonde · g7 svart bonde · h7 svart bonde · c6 svart springare · b5 vit löpare · e5 svart bonde · f5 svart bonde · e4 vit bonde · f3 vit springare · a2 vit bonde · b2 vit bonde · c2 vit bonde · d2 vit bonde · f2 vit bonde · g2 vit bonde · h2 vit bonde · a1 vit torn · b1 vit springare · c1 vit löpare · d1 vit drottning · e1 vit kung · h1 vit torn | a8 svart torn · c8 svart löpare · d8 svart drottning · e8 svart kung · f8 svart löpare · g8 svart springare · h8 svart torn · a7 svart bonde · b7 svart bonde · c7 svart bonde · d7 svart bonde · g7 svart bonde · h7 svart bonde · c6 svart springare · b5 vit löpare · e5 svart bonde · f5 svart bonde · e4 vit bonde · f3 vit springare · a2 vit bonde · b2 vit bonde · c2 vit bonde · d2 vit bonde · f2 vit bonde · g2 vit bonde · h2 vit bonde · a1 vit torn · b1 vit springare · c1 vit löpare · d1 vit drottning · e1 vit kung · h1 vit torn | a8 svart torn · c8 svart löpare · d8 svart drottning · e8 svart kung · f8 svart löpare · g8 svart springare · h8 svart torn · a7 svart bonde · b7 svart bonde · c7 svart bonde · d7 svart bonde · g7 svart bonde · h7 svart bonde · c6 svart springare · b5 vit löpare · e5 svart bonde · f5 svart bonde · e4 vit bonde · f3 vit springare · a2 vit bonde · b2 vit bonde · c2 vit bonde · d2 vit bonde · f2 vit bonde · g2 vit bonde · h2 vit bonde · a1 vit torn · b1 vit springare · c1 vit löpare · d1 vit drottning · e1 vit kung · h1 vit torn | a8 svart torn · c8 svart löpare · d8 svart drottning · e8 svart kung · f8 svart löpare · g8 svart springare · h8 svart torn · a7 svart bonde · b7 svart bonde · c7 svart bonde · d7 svart bonde · g7 svart bonde · h7 svart bonde · c6 svart springare · b5 vit löpare · e5 svart bonde · f5 svart bonde · e4 vit bonde · f3 vit springare · a2 vit bonde · b2 vit bonde · c2 vit bonde · d2 vit bonde · f2 vit bonde · g2 vit bonde · h2 vit bonde · a1 vit torn · b1 vit springare · c1 vit löpare · d1 vit drottning · e1 vit kung · h1 vit torn | 2 |
| 1 | a8 svart torn · c8 svart löpare · d8 svart drottning · e8 svart kung · f8 svart löpare · g8 svart springare · h8 svart torn · a7 svart bonde · b7 svart bonde · c7 svart bonde · d7 svart bonde · g7 svart bonde · h7 svart bonde · c6 svart springare · b5 vit löpare · e5 svart bonde · f5 svart bonde · e4 vit bonde · f3 vit springare · a2 vit bonde · b2 vit bonde · c2 vit bonde · d2 vit bonde · f2 vit bonde · g2 vit bonde · h2 vit bonde · a1 vit torn · b1 vit springare · c1 vit löpare · d1 vit drottning · e1 vit kung · h1 vit torn | a8 svart torn · c8 svart löpare · d8 svart drottning · e8 svart kung · f8 svart löpare · g8 svart springare · h8 svart torn · a7 svart bonde · b7 svart bonde · c7 svart bonde · d7 svart bonde · g7 svart bonde · h7 svart bonde · c6 svart springare · b5 vit löpare · e5 svart bonde · f5 svart bonde · e4 vit bonde · f3 vit springare · a2 vit bonde · b2 vit bonde · c2 vit bonde · d2 vit bonde · f2 vit bonde · g2 vit bonde · h2 vit bonde · a1 vit torn · b1 vit springare · c1 vit löpare · d1 vit drottning · e1 vit kung · h1 vit torn | a8 svart torn · c8 svart löpare · d8 svart drottning · e8 svart kung · f8 svart löpare · g8 svart springare · h8 svart torn · a7 svart bonde · b7 svart bonde · c7 svart bonde · d7 svart bonde · g7 svart bonde · h7 svart bonde · c6 svart springare · b5 vit löpare · e5 svart bonde · f5 svart bonde · e4 vit bonde · f3 vit springare · a2 vit bonde · b2 vit bonde · c2 vit bonde · d2 vit bonde · f2 vit bonde · g2 vit bonde · h2 vit bonde · a1 vit torn · b1 vit springare · c1 vit löpare · d1 vit drottning · e1 vit kung · h1 vit torn | a8 svart torn · c8 svart löpare · d8 svart drottning · e8 svart kung · f8 svart löpare · g8 svart springare · h8 svart torn · a7 svart bonde · b7 svart bonde · c7 svart bonde · d7 svart bonde · g7 svart bonde · h7 svart bonde · c6 svart springare · b5 vit löpare · e5 svart bonde · f5 svart bonde · e4 vit bonde · f3 vit springare · a2 vit bonde · b2 vit bonde · c2 vit bonde · d2 vit bonde · f2 vit bonde · g2 vit bonde · h2 vit bonde · a1 vit torn · b1 vit springare · c1 vit löpare · d1 vit drottning · e1 vit kung · h1 vit torn | a8 svart torn · c8 svart löpare · d8 svart drottning · e8 svart kung · f8 svart löpare · g8 svart springare · h8 svart torn · a7 svart bonde · b7 svart bonde · c7 svart bonde · d7 svart bonde · g7 svart bonde · h7 svart bonde · c6 svart springare · b5 vit löpare · e5 svart bonde · f5 svart bonde · e4 vit bonde · f3 vit springare · a2 vit bonde · b2 vit bonde · c2 vit bonde · d2 vit bonde · f2 vit bonde · g2 vit bonde · h2 vit bonde · a1 vit torn · b1 vit springare · c1 vit löpare · d1 vit drottning · e1 vit kung · h1 vit torn | a8 svart torn · c8 svart löpare · d8 svart drottning · e8 svart kung · f8 svart löpare · g8 svart springare · h8 svart torn · a7 svart bonde · b7 svart bonde · c7 svart bonde · d7 svart bonde · g7 svart bonde · h7 svart bonde · c6 svart springare · b5 vit löpare · e5 svart bonde · f5 svart bonde · e4 vit bonde · f3 vit springare · a2 vit bonde · b2 vit bonde · c2 vit bonde · d2 vit bonde · f2 vit bonde · g2 vit bonde · h2 vit bonde · a1 vit torn · b1 vit springare · c1 vit löpare · d1 vit drottning · e1 vit kung · h1 vit torn | a8 svart torn · c8 svart löpare · d8 svart drottning · e8 svart kung · f8 svart löpare · g8 svart springare · h8 svart torn · a7 svart bonde · b7 svart bonde · c7 svart bonde · d7 svart bonde · g7 svart bonde · h7 svart bonde · c6 svart springare · b5 vit löpare · e5 svart bonde · f5 svart bonde · e4 vit bonde · f3 vit springare · a2 vit bonde · b2 vit bonde · c2 vit bonde · d2 vit bonde · f2 vit bonde · g2 vit bonde · h2 vit bonde · a1 vit torn · b1 vit springare · c1 vit löpare · d1 vit drottning · e1 vit kung · h1 vit torn | a8 svart torn · c8 svart löpare · d8 svart drottning · e8 svart kung · f8 svart löpare · g8 svart springare · h8 svart torn · a7 svart bonde · b7 svart bonde · c7 svart bonde · d7 svart bonde · g7 svart bonde · h7 svart bonde · c6 svart springare · b5 vit löpare · e5 svart bonde · f5 svart bonde · e4 vit bonde · f3 vit springare · a2 vit bonde · b2 vit bonde · c2 vit bonde · d2 vit bonde · f2 vit bonde · g2 vit bonde · h2 vit bonde · a1 vit torn · b1 vit springare · c1 vit löpare · d1 vit drottning · e1 vit kung · h1 vit torn | 1 |
|   | a | b | c | d | e | f | g | h |   |

Bland övriga svarta tredjedrag finns (i popularitetsordning):
- 3...f5 kallas Jänischgambit eller Schliemannvarianten och har lite tveksamt rykte. De vanligaste fortsättningarna är:
  - 4.Sc3 fxe4 5.Sxe4 som kan leda till stora komplikationer efter 5...d5.
  - 4.d3 fxe4 5.dxe4 Sf6 som är lugnare.

- 3...Lc5 är den klassiska varianten eller Cordelvarianten. Det är en gammal variant som oftast fortsätter 4.c3 Sf6 5.d3 0–0 6.0–0 d6 7.Sbd2.

- 3...g6 kallas Smyslovvarianten. Vit spelar 4.c3 och d4 och står lite bättre.

- 3...Sd4 är Birdvarianten. Den är ovanlig och ger vit en liten fördel efter till exempel 4.Sxd4 exd4 5.0-0.

- 3...d6 är Steinitzförsvaret som är lite passivt. En typisk fortsättning är 4.d4 Ld7 5.Sc3. Det moderna Steinitzförsvaret med 3...a6 4.La4 inskjutet är vanligare.

- 3...Sge7 är Coziovarianten. Den spelas sällan och är mindre utforskad.